# デスマーチからはじまる異世界狂想曲
『デスマーチからはじまる異世界狂想曲』（デスマーチからはじまるいせかいきょうそうきょく）は、愛七ひろによる日本のライトノベルおよびそれを原作とするメディアミックス作品。略称は「デスマ」。小説投稿サイト『小説家になろう』にて2013年3月3日から2020年3月8日にかけて連載された。総PV数は10億を突破している。
書籍版はKADOKAWA（富士見書房ブランド）から発行され、後に2015年10月に創刊したweb初作品の小説レーベル「カドカワBOOKS」に編入され、既刊分の改装版が発行された。イラストは1 - 28巻までは全てshriが担当していたが、29巻は本文イラストを、30巻は口絵・本文イラストを長浜めぐみが担当している。書籍化に際しては大幅な改稿が加えられており、エピソードやキャラが追加される一方で既存要素の改変・整理が行われており、登場するタイミングが異なるキャラクターなども多い。2024年12月時点で電子版を含めたシリーズ累計部数は800万部を突破している。

## あらすじ
オンラインゲームの下請け会社に勤めるアラサープログラマー鈴木 一郎（すずき いちろう）。後輩の失踪によって複数のプロジェクトを並行して手がける中、仕事に一区切りをつけて仮眠をとった一郎は、唐突に異世界の荒野で目を覚ます。視界には見慣れたゲームによく似たユーザーインターフェイスが。名前は普段テストで使用しているキャラクターネームであるサトゥーとなっており、レベルは1だった。これは夢かなどと考えているとレベル50の敵が300体前後出現し、弓によって300体全員に攻撃される。しかし、初心者救済システムで一体を残し倒してしまう。それによりレベルは310(主人公が最初に訪れた村の騎士団の最高レベルは40)に上昇し、異常な能力値、巨額の財産や財宝を得た。正気を保つためにこれは夢だとサトゥーは自身に言い聞かせていたが、やがて現実だと受け入れた後に、折角の機会だから異世界観光と元の世界へ戻る方法探しを同時に行おうと決意する。こうして、サトゥーの異世界観光が始まった。

## 登場人物

### シガ王国

#### チーム「ペンドラゴン」
サトゥー・ペンドラゴン
声 - 堀江瞬
本作の主人公。アラサー（29歳）の青年で、本名は鈴木一郎。ゲーム開発の下請け会社に勤めているプログラマーで、何故か同僚から名前を佐藤（さとう）とよく間違われる事からゲームなどのキャラクター名を全てサトゥーにしていた。基本的に彼の視点で物語は進行する。
ある日会社で仮眠を取って目覚めたら異世界で名前がサトゥーになっていた上、15歳に若返っていた。レベル1で荒野に放置され、50レベル前後の蜥蜴人族の軍勢に追い回されるが、3回だけノーコストで使える最強魔法「流星雨」のおかげで蜥蜴人族の兵団や竜の群れ、そして最強とされる竜神アコンカグラをうっかり殺してしまい、Lv310という最強の強さ（13巻の「狗頭の魔王」戦後にLv311に上昇）、莫大な財宝、竜神が所持していた「竜の谷」の源泉支配権を手に入れる。その後は仲間と快適に物見遊山をする目的で旅にでる。
外見は身長160cmとやや小柄で華奢。更に童顔で髭などの体毛も薄い為年齢より年下に見られる事が多い。一方で精神年齢はアラサーのままなので知人からは「妙に老成している」と評される。
性格は小市民的で良くも悪くも野心に乏しい。グロいものが苦手など一般的な感性を持つものの、異世界の常識がない為高い能力値に任せて度々非常識な現象を引き起こす。行く先々で大事件に巻き込まれる苦労人だが、チートな能力を頼りにあらゆる事態を解決に導いていく。
ユニークスキル（厳密には「特殊能力（アビリティ）」と表示される）に「メニュー」「ユニット配置」「ユニット作成」「不滅」を持つ。只、転移直後は「メニュー」以外のスキルがグレーアウトしていて使えなかった。
「メニュー」はゲームのAR表示に似た情報を視界内に表示し、マップ・レーダー・ストレージ・スキル・魔法・ステータス・交流・メモ帳・行動ログなど幾つもの機能を包括し呼び出せる万能性の高いスキル。マップは訪れた場所の周囲を記録し、地形の閲覧・3D表示や出会った人物・地点に対する検索やマーカー設置が可能で、更に魔法「全マップ探査」を組み合わせる事により、同一領域内のまだ訪れていない場所のマップ確認や会っていない人物を含めた様々な情報について検索等が可能となり、移動や迷宮攻略で安全性を確保するのに役立っている。ストレージは容量無制限でアイテムを収納・取り出し・装備切り替えができ、また所持金を発行国別に表示できる。更にストレージ内部に任意の名前をつけてフォルダ分けをしたり内部の書物について閲覧・文字列検索が可能。ストレージ内には時間経過がなく、内部の物に分離・融合などの操作を行うこともできる。スキル欄・魔法欄ではスキルや魔法の有効・無効化やスキルレベル上昇ができ、また魔法欄に追加（後述）した魔法であれば無詠唱で発動ができる。交流欄では鑑定系のスキルやヤマト石などに表示される自身の情報（名前・種族・年齢・レベル・職業・所属・階級・称号・スキル・賞罰）を既に獲得している内容から自由に選択できるため、1巻終盤からレベル10、4巻以降はレベル30、15巻以降はレベル45に偽造して公表している。メニューの欠点は大量の情報で視界が遮られることで、普段は犯罪者や高レベルの存在を色分けするだけで閲覧する情報を意図的に制限している。そのため直感で危険物を感知するタマの方が早く状況を把握していることもある。また、「宝物庫」や「魔法の鞄」に入っているアイテムは検索から外れてしまう。
17巻で「魔神の落とし子」を倒したことで有効化された「ユニット配置」は、自陣のユニットを自領域（源泉を支配しているマップ全域と所有する建造物）へ経過時間も魔力消費もなしで再配置、つまり空間転移が可能になるアクティブスキル。発動に若干のラグがあるので近距離では「閃駆」「縮地」スキルの方が有用だが、長距離移動については圧倒的に便利。
また、特殊能力としての名称があるわけではないが、「0歳からスタートする転生者にも元の年齢で召喚される転移者にも当てはまらない」「レベルアップ時に手に入るスキルポイントは一律10でスキルレベルを1上げるのにポイントはわずか1で済む」「何か行動を起こす度に新たなスキルが獲得可能な一覧に追加される」「同一領域内の敵を全て倒すと領域内で『戦利品（ドロップ・アイテム）の自動回収（オートマチック・ルート）』が起きる」「7柱の神々の侵入さえ防ぐ結界の透過」「人族の限界レベルを突破している」「神の言霊が通用しない」といったこの世界の住人としては異質な特性をいくつも持っている。さらに大陸最大の源泉である「竜の谷」の支配者であるため魔力の回復速度が極めて早く（毎秒3ポイント）、全身から放たれる極彩色の精霊光により周囲の瘴気を浄化することができる。
レベル310の恩恵で、体力・魔力・スタミナは全て3100ポイント、残る全ての能力値は表示が99でカンストしているため厳密な数値は不明。レベルアップ時に手に入れた莫大なスキルポイント（合計3100）をつぎ込むことで、多種多様で幅広い分野にわたるスキルを所持する。ただし、レベルMAXの芸術系スキルでも打ち消しきれないほどの極度の音痴で、リズムが重要とされる「詠唱」スキルは一向にコツを掴めず覚えられないため、魔法を覚える際には巻物（スクロール）を一度使用してメニューの魔法欄に登録してから発動している。法律の関係で殺傷力の高くない中級魔法までしか利用できないが、Lv310のステータス（知力値）によりメニューから使用する魔法は初級のものでも上級魔法クラスの威力まで跳ね上がるためむしろ手加減に苦労している。また促成栽培故の弊害で戦闘技術に関しては拙く、ステータスによるごり押しといった全力を出していない状態の訓練では歴戦の戦士などに何度か敗れている。スキルのオンオフを自由に変更することはできるが、「自己鑑定」を持たないためスキルリストからスキルを選ぶことはできず、同様にリセットでポイントの振り直しを行うこともできない。
称号についても圧倒的なステータスとスキルで難業や偉業すらもこなしてしまうので簡単に手に入れることができる。
「竜の谷」の戦利品で数多くの伝説級武具を所有しているものの人前ではそれらの武器は使わず、普段は両刃バスターソード型の純ミスリル製魔剣「妖精剣トラザユーヤ」を使う。
ステータスによる知力の底上げのためか、この世界の魔法の詠唱がプログラムのコードと類似していることを理解し、魔法の開発や改良を片手間に行うことができる。また、生産系スキルとカンストした器用値を活かしてものづくりも趣味としている。
マップなどを利用した探索や状況把握には優れるが、高い知力値に反して推理や予測については見当はずれなことが多く、自分でも推理物が苦手な自覚を持っている。考え方が理系なので、ついつい難しい説明をしがちであり、子供に分かりやすい簡単な解説をするのが不得手。ネーミングセンスも微妙で、アリサからよく突っ込まれているため、自作の無銘の武器のいくつかにはアリサが名前をつけた。ネーミングセンスのなさは一家全員の共通点らしい。
巨乳で年上の女性が好みのタイプで、たびたび娼館に通っている。一方で年下の少女たちからは好意を寄せられることが多いものの、10代は恋愛対象外としてあくまで保護者としての立場を取る。ハイエルフのアイアリーゼとは心情的には相思相愛だが種族の違いからアイアリーゼ側に一定の距離感があり深い関係には至っておらず、何度か振られているが、その後もめげずにこまめに連絡を取ったり、エルフの里を訪れたりと諦めずアプローチをしている。
同行者たちが自衛できるだけの十分な力をつけるまでは余計なことをして目立つわけにはいかないと考えており、全力を出さざるを得ない状況では密偵系スキルを駆使して変装し、さらに「メニュー」の交流欄でステータスも偽装して活動している。ただ過保護になりすぎている面があり、仲間の超絶装備には一切妥協せず、近接武器は青液を使った聖剣仕様、魔法の杖には世界樹の枝で、防具はオリハルコン合金と大怪魚の銀皮繊維を組み合わせた非常に強力なものに仕上げている。
3巻までは行商人を名乗って平民として旅をしていたが、4巻でムーノ領の危機を救ったことでムーノ男爵から名誉士爵に任ぜられ、架空の勇者の名である「ペンドラゴン」の姓を名乗ることになった（家紋はペンを槍のように抱えたドラゴン）。授爵後は貴族の前で料理の腕を振るうことが増え、「奇跡の料理人」として名が知られるようになっている。ララギ王国では「竜泉酒」を贈呈して国王から「酒侯」の地位を、国宝を守ったことでブライブロガ王国の「巫山戯卿」の地位を授けられている。陰で犯罪組織等の摘発や魔族討伐に協力もしているためかオーユゴック公爵領ではサトゥーの御蔭で貴族間の関係が改善して治安が良くなったととも言われているが、本人としては、目的の物や知識を手に入れたり、敵をできるだけ作らないようにという思惑からやっている事なので影響力に対しては無自覚。また、商人としては「筆槍竜商会」の出資者兼オーナーとして、王族とのコネクションを活かした交易で大きな収益を上げており、砂糖航路の旅行中に海賊を退治して回ったため、商人の間では「海賊狩り」の異名でも知られる。さらに迷宮都市では善意の炊き出しや清掃活動を行い、路上生活する浮浪児のための養護院や探索者を育成するための学校を私設している。また、探索者としては仲間共々いつも無傷で生還していることから「傷なし」の二つ名で呼ばれる。数々の功績を王国から認められ、年始の「大謁見の儀」にて永代の子爵に陞爵、さらに新設された観光省の副大臣に任命される。大陸西方諸国を巡る中で、世界樹の枝を用いて人間大の神像を作成して神の依り代となったこともあってパリオン、カリオン、ウリオンにより神の使徒として認定された。
サトゥーの現実世界での設定は半分以上が著者・愛七ひろの実体験に基づいている。また、愛七はなるべくキャラクター性が薄くなるようにしており、「なるべく等身大の普通の人」という部分を最も意識して描いているとしている。
「ナナシ」
サトゥーが勇者として自重を捨てて活動する際の偽名。変装時にステータスの氏名欄を空白に設定していたことに由来する。仮面とカツラで素性を隠し、当初は金髪銀仮面で公都以降は紫髪白仮面（バージョンⅡ）の聖職者風に変え、最終的にアリサの提案による光魔法「幻影（イリュージョン）」で作った背中の光の輪と足元の炎輪で装飾した陰陽師イメージの「バージョンⅢ」に決定している。当初は口数少ないキャラだったが、アリサの監修で馴れ馴れしく誰にも敬意を持たないキャラで口調も子供っぽく改変した。設定上のレベルは王祖ヤマトと同じ89。変装用の顔は会社の後輩氏をモデルとしており、それが王祖ヤマトに似ているためシガ王や宰相からはヤマトの転生者だと思われていたが、後に王祖本人と同時に姿を見せて誤解を解いている。
セーリュー市に出来た悪魔の迷宮やムーノ男爵領で魔族の奸計を阻止し、赤肌、青肌の上級魔族と魔王「黄金の猪王」をオーユゴック公爵領の迷宮遺跡で倒したことで「真の勇者」となり、「聖者」として巫女長の「蘇生の秘宝」へ魔力を提供し魔王復活の生贄とされたセーラを蘇生させた。また、黄肌の魔族が召喚した伝説の大怪魚トヴゲゼェーラ7体を瞬殺し、黄肌の魔族の魔力を吸い取り空にすることで勇者ハヤトを助けた。その際、シガ王国の王子が所有していた「聖剣クラウソラス」を使いこなしたことで王の影武者に所有を認められ、その対価として「不死の王」ゼンによって奪われていた「聖剣ジュルラホーン」を返却したことで大変感謝された。なお、後日、聖剣クラウソラスを勝手に渡したことがバレては面倒だろうということでその贋作を王に渡している。ボルナエン氏族の里で発生した世界樹存亡の危機を解決したことでボルナエン氏族のみならず他の７つの氏族から感謝され、9柱目の「聖樹」として認められた。砂糖航路での骸骨王が起こした事件もナナシが解決したことになっており、迷宮都市では緑の上級魔族の「擬体（アバター）」を倒し人知れず騒動を終わらせ、セリビーラの迷宮に出現した「狗頭の古王」を撃破している。王都へ向かう飛空艇ではビスタール公爵の暗殺を防ぎ、大晦日の王城では「自由の光」に召喚された「魔神の落とし子」を撃破する。ゴウエンの頼みでソミエーナからトーリエルに宛てられた手紙を預かり、反乱軍の鎮圧に介入して手紙を渡す。「狗頭の古王」といった伝説の魔王討伐などを筆頭にとんでもなさすぎる戦歴と人目につかずにこれらを成したことから、シガ王国の宣伝であると看做す者も多い。
「クロ」
サトゥーとナナシを同一視させないために生み出したサトゥーの仮の姿。名前は黒竜ヘイロンに与えられたもの。ある程度の実力を発揮して活躍するために変装している。勇者ナナシの従者という設定。モデルはサトゥーが知る外国人タレントで、映画で演じた暗殺者キャラの傲慢な口調を元にしている。白髪で顔の上半分を白い仮面で隠し、右の頬の傷と左右で色が違う目が特徴。一人称は「我」。設定上のレベルは50。
迷宮都市で迷賊が監禁していた女性たちを救助し、魔人薬の材料の人工栽培の条件の解明や迷賊の捕縛に尽力。ティファリーザやネルなどの火災事故の被害にあった奴隷や、迷賊から救った200名弱の女性たちを庇護しており、迷賊討伐の報酬を使って区画ごと借りた下町長屋でその生活を補助し自立を促している。その一環として彼女たちに効果的な装備を配ったり迷宮都市でコロッケやたこ焼きなどの屋台出店を援助し、後に国王から商業権を得て下町長屋メンバーでエチゴヤ商会を設立させる。また、レリリルと共同開発した人族の錬成板で作れる「ベリアの魔法薬」という従来の薬に比べて非常に材料が安価な下級魔法薬の製法を確立し、その製作を庇護下の錬金術師たちに指示している。魔族化したルダマンとの戦いではサトゥーとクロが別人であることを印象付けるために人形を使って登場し、ストレージに保管していた世界樹の稲妻を使って敵を完全に滅ぼした。レッセウ伯爵領から移動して来た難民達を援助し、エチゴヤ商会で作った開拓村で受け入れを行う。また、アリサからの頼みで元クボォーク王国勢力へも助力し、旧王都奪還を助けた。
迷宮下層を訪れる際にもこの名前を使っており、その場合は外注デバッグスタッフのタナカ氏の顔を元にした日本人顔のマスクを着用している。
「アキンドー」
サトゥーの仮の姿。由来は商人の日本語読みでティファリーザに命名させた。ペンドラゴン家のお抱え商人という設定。自身で開発した魔法道具をたくさん持っていることなどが知れ渡ると、色々と都合が悪くなりサトゥーの正体が暴かれかねないので偽装のために変装している。迷宮都市の屋敷と養護院の警護用として、青水晶製のペン型槍を持った人間サイズの竜ゴーレム、太っちょ石狼ゴーレム、四頭身の丸っこい基本形ゴーレムを納品した。また、同時に大型冷蔵庫、ジューサー型魔法道具も納品した。
「トリスメギストス」
錬金術士として製作を行う際の偽名。伝説の錬金術師に由来。ティファリーザにスキルで命名させたが、命名以前から名前を空欄にして作った製品の制作者として口に出していた。サトゥーがザリゴンに提供した中級の魔力回復薬はトリスメギストスとして作った。
「ヘパイストス」
武具を作成販売する際に使う偽名。名前はギリシア神話の鍛冶の神様に由来し、ティファリーザに命名させた。
他にもダヴィンチ等の現実世界での過去の偉人等の名前をいくつかティファリーザに命名させている。

ポチ・キシュレシガルザ
声 - 河野ひより
犬耳族（Web版では犬人族）の少女。10歳。茶髪のボブカットで身長はタマと同じく約120センチ。
セーリュー市でウースの奴隷としてリザ、タマと共にザイクーオン神殿による扇動に利用されていたが、セーリュー市内での迷宮騒動渦中に主人が死亡し、サトゥーに拾われ脱出を共にする。「取り替え子」として親から捨てられたせいで、当初は名前を持たず以前の主人からは「犬」と呼ばれていたが、サトゥーに新たにポチと名付けられて以後彼の奴隷として旅に同行する。語尾に「～なのです」と付けるのが特徴。天真爛漫な性格。タマと仲が良くいつも一緒にいる。少々粗忽で、一行の中ではオチを飾ることが多い。よくサトゥーやアリサにからかわれており、四字熟語や諺を間違えて覚えるのも半分はアリサのせい。肉と甘いものが好き。
「悪魔の迷宮」で「片手剣」「投擲」「解体」「索敵」スキルを覚え、前衛として活躍する。戦闘スタイルは威力重視の機動戦で、片手剣＋盾の正統派。自重なしの装備では刀身の伸長機能を付けた魔剣でリーチの短さを補う。攻撃一辺倒になる悪癖があったが、カジロの指導によって防御にも意識を回すようになった。五感が鋭く、その中では嗅覚が特に秀でている。タマより長距離走が得意。ムーノ領で「突貫」を、ボルエナンでの修行で「瞬動」「身体強化」を習得。迷宮都市での修行で「魔刃」スキルを習得し、エルフ師匠から教わった瞬動と組み合わせた必殺技スキル「魔刃突貫（ヴァンキッシュ・ストライク）」を使えるようになる。後に習得した「魔刃砲」の適性が高く、習得したばかりでも短時間で収束が可能であり、さらに任意に軌道を操って狙撃まで行える。「空歩」（「天駆」の下位スキル）によって空中を短時間だけ歩けるようになり、アリサから教えられた創作サムライの影響でレベル50で「居合い」スキルを覚えている。また、黒煙島で侍大将から修行をつけてもらい、元から覚えていた必殺技「魔刃旋風（ヴァンキッシュ・スライサー）」の速度を何倍にも上げる事に成功する。
「階層の主」討伐を称えて名誉士爵の位を叙爵されたことで、奴隷から解放され、リザに倣って同じ姓を名乗ることにする。叙勲の際にはアリサから提案された「犬侍」を二つ名に決めた。
リュリュ
ポチがピピンから預かった卵から孵化した白竜の子。名前は鳴き声から。ポチとは強い絆で結ばれ、卵の頃から彼女を助けるように動き回ることがあった。白竜はサガ帝国の北部や竜の谷に生息しているとされるが、バザン達による竜の卵の盗難事件が解決した後も親が迎えに来なかったため、引き続きポチが育てることになり、要塞都市アーカティアでの上級魔族騒動の直後に孵化した。

タマ・キシュレシガルザ
声 - 奥野香耶
猫耳族（Web版では猫人族）の少女。10歳。白髪ショートヘアーで身長は約120センチ。
セーリュー市でウースの奴隷としてリザ、ポチと共にザイクーオン神殿による扇動に利用されていたが、セーリュー市内での迷宮騒動渦中に主人が死亡し、サトゥーに拾われ脱出を共にする。「取り替え子」として親から捨てられたせいで、当初は名前を持たず以前の主人からは「猫」と呼ばれていたが、サトゥーにより新たにタマと名付けられて以後彼の奴隷として旅に同行する。間延びした語尾が特徴ののんびり屋だが、直感が非常に鋭く罠や瘴気を（時にはチートな索敵能力を持つサトゥーより早く）察知できる。ポチと仲が良くいつも一緒にいる（本人はポチを妹分と見なし、自分が姉と自認している）。肉と甘いもの、可愛い服が好き。
年齢からは想像できないような芸術センスの持ち主でもあり、写実的で躍動感にあふれた食べ物の絵や彫刻を得意としている。迷宮都市の露店では看板の作成依頼が殺到、売り上げ向上に貢献している。一度興味を持ったことへの集中力は素晴らしく、何度失敗しても試行錯誤を繰り返して成功させようと努力する面もある。
「悪魔の迷宮」にて「片手剣」「投擲」「採取」「解体」スキルを覚え、前衛として活躍する。薬草の種類を覚えて見つけるのが得意。戦闘スタイルはスピード重視で、二刀流を駆使した雑魚の殲滅速度では前衛陣一を誇る。ある種の天才肌で、自重なしの装備では蛇腹剣や回転刃のようなネタ武器も器用に使いこなす。斥候職としての才能もあり、迷宮では罠の解除や魔物のピックアップも任されている。ムーノ領では「索敵」、ボルエナンでの修行で「瞬動」「身体強化」を習得。迷宮都市での修行で「魔刃」を覚え、さらにエルフ師匠から教わった必殺技スキルの「魔刃双牙（ボーバル・ファング）」を使えるようになり、「魔刃砲」も会得している。投擲スキルを活かした手裏剣術等をアヤゥメから習い、アリサから教えられた創作ニンジャの影響で「忍術」スキルを50レベルで習得したほか、レアスキルの「虚身」も覚えた。属性石を用いた遁術を編み出しており、賢者ソリジェーロからのアドバイスで魔刃の上に属性の刃を纏わせ蛇腹剣のようにしならせることもできるようになる。黒煙島で忍者頭から受けた修行により、「魔刃双牙」に忍術を加えて魔剣と影の刃で傷を広げる必殺技「魔刃影牙（ボーバル・シャドウバイター）」を習得する。
「階層の主」討伐を称えて名誉士爵の位を叙爵されたことで、奴隷から解放され、リザに倣って同じ姓を名乗ることにする。叙勲の際にはアリサから提案された「猫忍者」を二つ名に決めた。

リザ・キシュレシガルザ
声 - 津田美波
橙鱗族（Web版では蜥蜴人族）の少女。18歳。身長163cm。赤い長髪で身長はサトゥーより長身でスレンダーな体型。
橙鱗族の里のキシュレシガルザ氏族出身。鼬帝国との戦争で故国を失い奴隷に落ち、タマ、ポチと共にザイクーオン神殿による扇動に利用されていたが、セーリュー市内での迷宮騒動の渦中に主人のウースが死亡し、サトゥーに拾われ脱出を共にする。以後サトゥーの奴隷として旅に同行する。成人後に奴隷落ちしたので本来の名前があったが、それは長い上に擦過音が混じる人族には呼びにくいものであったため、本人の希望によりサトゥーに新たな名前を希望し元の名前から2文字をとってリザと名付けられた。命の恩人であり主であるサトゥーに忠誠を誓っており、他人から好待遇を提示されても応じることはない。真面目な性格で、一行の中では年長組であることから子供たちの保護者的な役割も務めている。
肉好きで、ほかにも皮の堅い果物や甲殻類の殻を好む。お腹に力を入れて胃の内容物を圧縮するという特技があり、体型を変えずに大量に食べることができる。褒められても顔には出さないが、尻尾は正直でぴたぴたと地面を叩くように動く。風呂も好き。悪酔いはしないが酒を飲むとすぐ寝てしまう。高所恐怖症。
初めから「槍」スキルを持っており、槍と尻尾攻撃を組み合わせた巧みな戦法で前衛の要となっている。「悪魔の迷宮」では「刺突」「解体」に加えて「料理」スキルも習得しており、サトゥーやルルがスキルを手に入れるまでは厨房を一手に引き受けていた。ムーノ領の道中で「強打」を、グルリアン市への道中でわずか10レベル台中盤にしてレベル30以上でも所有者が珍しい「魔刃」スキルを獲得し、ボルエナンでの修行では「瞬動」「身体強化」を身につけている。必殺技スキル「螺旋槍撃」や「魔刃砲」の習得も早く、レベル50までに「魔槍竜退撃（ドラグ・バスター）」「魔刃爆裂（マナブレード・ブラスター）」「反射神経高速化」「虚撃」「挑発」などを覚えている。
セリビーラでの修行を経て武芸者として名声を高めており、「『黒槍』のリザ」として名を馳せるようになる。挑戦者を練習相手として賭け試合をすることもあるほか、親衛隊ができるほどに人気がある。さらに、王都でジュレバーグとの決闘に勝利したことで、「魔滅光槍」の二つ名を得る。
愛用の槍は迷宮騒動で倒したカマドウマの魔物素材を使ってサトゥーが作ったものであり、リザはその槍を大切に肌身離さず、戦闘で魔槍が傷つくたびに、魔法薬を浸した布で巻いて治すなど丁寧にケアを行なっている。この槍は当初「カマドウマの黒槍」という名前だったがサトゥーが槍系のスキルと魔刃を得る過程で魔力を込めすぎたために偶然、「魔槍ドウマ」という名前の槍に進化した。セーリュー市を出た辺りでは槍にかすかな赤い光を纏うくらいだったが、魔槍ドウマになってからはその光が強くなりその性能も3倍ほどになった。最初に与えられた武器ということでドウマに強い愛着があったものの、魔王の側近クラス相手では力不足が際立つようになったため、仲間たちの武器が新調される中で強化を重ね、セリビーラ迷宮下層の邪竜親子から得た「竜の牙」の欠片で穂先を薄くコーティングして、攻撃力を十分に改善しメインの槍として使い続けている。後に予備として、邪竜親子の爪を魔法で加工した貫通力の高い「竜爪槍」、ミスリル合金ほどではないが魔力を通しやすい「紅鋼」製の槍、氷雪を纏い倒した相手を凍らせる雑魚狩り向きの魔法の槍「氷奪骨槍」を授かっている。
「階層の主」討伐を称えて名誉女准男爵を叙爵される時に奴隷身分から解放され、姓は氏族の名であるキシュレシガルザに決めた。同時にポチとタマが同じ姓を名乗ることも許している。

アリサ・タチバナ
声 - 悠木碧
滅亡したクボォーク王国の王女。11歳。身長は約140cm。実はサトゥーと同じ元日本人の転生者で、前世の名前は橘 亜里沙（たちばな ありさ）。北欧系の美少女だが忌み色とされる紫色の髪と瞳を持ち、「亡国の魔女」「乱心王女」の称号を持つ。
前世はOLで、経理系の仕事をしていたが、職場の後輩をストーカーから救った時にストーカー男に逆恨みで刺されて死亡した。隣国の陰謀によって失敗した農業改革の責任を負わされ、宮廷魔術師の「強制（ギアス）」スキルにより奴隷に身を落とした。
奴隷商人ニドーレンに拾われてセーリュー市へ連れてこられた際に、迷宮騒動でニドーレンと懇意となったサトゥーにルルと共に売却され、以降その旅に同行することとなる。前世からの筋金入りのショタコンであり、初対面でサトゥーに一目惚れし、度々セクハラまがいの行動に出ることがある。しかし前世では喪女であったためか、逆に迫られるのを苦手とする。仲間内だけの時や迷信を気にしない人の前以外では、金髪のカツラで紫髪を隠している。
交渉力が高く、推理が苦手なサトゥーを機転を利かせて助けることもある。OL経験に由来する優れた事務処理能力を持ち、ニナ執政官に複式簿記を教えたことで文官としての才能も評価されている。物を教えるのが得意で、迷宮都市では暇な時に養護院の子供へ魔法を教えている。また、エチゴヤ商会で顧問をしており、幹部候補生の教育プログラムなどを手掛ける。
一行のムードメーカーで面倒見も良いしっかり者だが、かなりの自爆体質も持ち合わせる残念な所がある。前世の生涯を終えたときの年齢は明らかにされていないが、少なくともその時点ですでに後輩がいる社会人であり、さらに転生後11年も経っているため、合わせるとサトゥーよりずっと年上である。そのせいか、日本に関する話題のネタが古くてサトゥーに通じないことがあり、昭和の匂いがすると評されている。喪女のまま生涯を終えた事もあってリア充に敵意を抱く事もあり、サトゥーに悪い虫がつきそうな気配にはかなり敏感でミーアと共に鉄壁ペアを形成する。
ユニークスキルは2つで、全魔力・スタミナを消費して一撃の威力を何倍にも引き上げる「全力全開（オーバーブースト）」と、最大3回という制約があるが一定確率で防御やレベル差を突破できる「不撓不屈（ネバーギブアップ）」を持つ。またギフトとして「自己確認（セルフ・ステータス）」、「技能隠蔽（ハイド・ステータス）」、「能力鑑定（ステータス・チェック）」、「宝物庫（アイテムボックス）」がある。さらに家族に隠れて習得した「精神魔法」スキル（当初レベル5）を持っていたが、公都地下の迷宮遺跡にてリセットを行い、代わりにサトゥーが得た魔法書の知識からレアな「空間魔法」スキルを習得。迷宮都市での修行で「火魔法」スキルも習得し、空間魔法は最高のレベル10、火魔法はレベル8にまで上げた。自重なしの装備は世界樹の晶枝を使ったエメラルドグリーンの杖。後に切り札となる、空間に開いた穴に目標を吸い込み消滅させる空間魔法の禁呪「空破侵奪（ディメンジョン・イーター）」を習得する。
知識欲旺盛で努力家であり、女性の勉学が否定される環境で育ちながらもこっそりと経験を積んで、11歳でレベルを10にまで上げていた。その特殊な出自からサトゥーの事情をある程度教えられており、見た目とは違って精神年齢は一行で一番高いためチームでは参謀役。魔法使い型のステータスに特化していたため序盤はスタミナの低さが目立ったが、レベルを上げたことで十分な体力も身についた。戦闘時の役目は精神魔法での敵の妨害や弱体化が主だったが、リセット後は空間魔法による索敵や攻撃も可能になり、火魔法の付与で仲間の援護も行う。なお空間魔法は希少なので、目立つのを避けるため人前では火魔法をメインに使う。レベル50を超えた時点での魔力（MP）値は500超。
前世ではコスプレの衣装を自作していたらしく、裁縫を得意としており、ほかにもフィギュア製作の技能も持つ。一方でちまちました刺繍は苦手で、料理に関しても戦力外である。
「階層の主」討伐後は名誉士爵の位を授かり、「強制」による制約を考慮されて、奴隷身分のまま貴族相当の権利を得られるように配慮された。叙勲の際には「爆炎姫」の二つ名を自分で付け、前世の姓であるタチバナを家名に決める。その後、サトゥーの手で「強制」スキルを上書きされ、好きなタイミングで奴隷を止めることを許可された。

ルル・ワタリ
声 - 早瀬莉花
故クボォーク国王の庶子で、アリサの腹違いの姉。14歳。身長150cm。その立場と、アリサのお気に入りとなったことから王城でメイドとして働いていたが、アリサと同じく「強制（ギアス）」によって奴隷に身を落としていた。サトゥー曰く「傾城」クラスの黒髪美少女で、容姿はサガ帝国の勇者であった曾祖父（名字はワタリ）からの遺伝。だが、その外見はこの世界の人間の価値観では嫌悪対象となるほどの不美人で、本人も自身の外見にコンプレックスを持っている。
アリサと共にサトゥーに買われ、以後行動を共にする。当初はコンプレックスから男性恐怖症に陥っていたが、自分の容姿を嫌わないでくれたサトゥーに好意を寄せるようになり、コンプレックスに折り合いを付けて次第に女の子らしい感情を表すようになる。一行の年長組として年少組の行儀が悪い時は注意することも多い。笑い上戸。
迷宮都市では「メイド王」（女王ではない）の通称で呼ばれる。迷宮都市の屋敷ではメイド幼女たちに料理や護身術を教えているのでとても慕われており、アシネン侯爵家のメイド達とも親しい。
初期スキルは「礼儀作法」のみで当初は完全な非戦闘員だったが、ムーノ領の途中から自らの意思で戦闘に参加するようになり、レベルアップの結果「射撃」スキルに目覚め、魔法銃を武器とする後衛として活躍できるようになる。エルフのネーアから特訓を受け「護身術」スキルを習得しており、後衛ながら油断している下級魔族程度なら投げ飛ばせるほどの身体能力も持つ。アリサと幼少期から練習していた「詠唱」スキルは、迷宮都市での修行で「術理魔法」「生活魔法」のスキルを得たことで活かせるようになった。戦闘での役割は術理魔法を併用した狙撃と魔法使いメンバーの護衛を兼ねた後衛で、精密な狙撃から「魔弾の射手」「狙撃王」の称号を得ている。風の流れだけでなく、空気の密度や温度まで読むことができ、サトゥーでも「風読み」スキルを使わなければ成功しないレベルの狙撃を、素の状態でより高精度にやってのける。戦闘以外では「操車」「調理」の労働系スキルで御者や料理係としてパーティに貢献する。特に最近では料理の腕が目に見えて上達してきており、魔法スキルも料理に使える物を覚えたいと考えている。自重なしの装備では黒竜ヘイロンに辛子マヨネーズのお礼で貰った成竜の棘を砲身に使った小型加速砲で、加速門を100枚利用した仮想砲身でレールガン並みのマッハ20で弾丸を発射できる。砂塵王討伐に協力した時、威力は高いが消費魔力が多く命中させるのが難しい、球状の雷弾を発射するフリントロック式の魔法長銃「金雷狐銃」を勇者パーティーから譲渡されている。食材の安全を確保するため、「階層の主」の討伐で得た「祝福の宝珠」をもらい「物品鑑定」スキルを習得する。
「階層の主」討伐後は名誉士爵の位を授かり、「強制」による制約を考慮されて、奴隷身分のまま貴族相当の権利を得られるように配慮された。叙爵の際には祖父と同じワタリ姓を名乗ることにした。その後、サトゥーの手で「強制」を上書きされ、好きなタイミングで奴隷を止めることが許可される。

ミサナリーア・ボルエナン
声 - 永野愛理
ボルエナンの森の最も年若いエルフ。愛称はミーア。エメラルドグリーンの瞳に薄い青緑色の長髪で外見は12、3歳だが、実年齢は130歳。身長110cm。賢者トラザユーヤの孫娘。
故郷の結界から迷い出た時にゼンによって攫われ、「トラザユーヤの揺り篭」の鍵として利用されていた。No.7の言葉で揺り篭からの脱出を決め、ドライアドの協力で逃げた際にミゼたちに救助されてセーリュー市に運び込まれる。ゼンがサトゥーの介錯で死亡したことで揺り篭から解放され、サトゥー一行に故郷へ送ってもらうことになる。二度も命を救ってくれたサトゥーに異種族でありながら好意を寄せており、アリサと共に「鉄壁ペア」として彼に近づく女性たちを警戒している。たびたび「婚約者」「相思相愛」を主張しているものの、サトゥーから見れば外見年齢が恋愛対象外であるせいで流されている。普段は無口で、会話の際も一言、二言しか話さないが、感情が高ぶったり酒に酔ったりすると饒舌になる。エルフとの会話では何もなくても普通に会話できるが、関係の浅い相手との会話にはサトゥーやアリサの通訳が必要。
野菜や果物、甘いものが好き。一方で肉が嫌いで、帰郷まではエルフは肉を食べる習慣がないという嘘をついてまで拒否していた。帰還後に肉入り豆腐ハンバーグを食べたことでわずかに苦手意識が薄れたが、まだ脂身の多い肉は食べられない。
特技は楽器の演奏で、音痴のサトゥーの代わりに演奏したり、アリサが教えたアニソンの伴奏をしたりする。迷宮都市では妖精族の少年少女へ楽器を教えており、よく演奏会を開いている。
ミーアを両親の元に届けるのが旅の目的の一つであり、当初はボルエナンの里に着いた時点で別れる予定だったが、作戦勝ちに近い形でサトゥーと誓約の口づけを交わし、親からも成人と認められてそれ以降の旅にも同行することになる。種族的に1人だけレベルアップに必要な経験値が多いため、修行ではレベルアップのタイミングを合わせるためサトゥーが調整を手伝っている。
ギフトで「精霊視」スキルを持ち、このスキルによって強烈な精霊光で大量の精霊を寄せ集めるサトゥーの居場所を探ることができる。また「弓」と「水魔法」スキルを持ち、故郷に帰った際に「精霊魔法」を習得。後衛として攻撃と回復、探査、擬似精霊の使役など幅広く活躍する。魔力値はアリサの5割増しで、レベル50の時点で1000を超えている。自重なしの装備は世界樹の枝と属性晶珠を組み合わせた属性杖で、使うたびに消耗するが魔力消費を大幅に減少させる効果がある。さらに各里のハイエルフから教えを受け、ボルエナン氏族の魔獣王ベヒモス、ベリウナン氏族の魔鳥王ガルーダ、ブライナン氏族の魔蛇王リヴァイアサンを喚ぶ精霊魔法の奥義を伝授されている。

ナナ・ナガサキ
声 - 安野希世乃
転生者の魔法使いゼンにより、トラザユーヤ・ボルエナンの研究を基に作られたホムンクルスのNo.7。他に7体のホムンクルスがおり、全員がミーアをベースとしていると推察され外見は酷似しているものの、髪型や性格にはそれぞれ違いがある。また、全員感情の起伏はあるものの、それが表情に表われることはない。
金髪で外見年齢は17歳程度でEカップ（後にFカップに成長する）の巨乳美女だが、実年齢は0歳（登場時で生後半年ほど）。身長162cm。「～～すると○○します」などといった変わった口調で話すが、ゼンに作られたホムンクルスの仕様で流暢に話せるまで2年ほどかかるため、基本番号が若いほど話し方が自然になる。ゼン亡き後はホムンクルスの姉妹たちとの勝負でサトゥーに同行する権利をじゃんけんで勝ち取り、彼を「マスター」と呼び行動を共にする。その際、サトゥーに「No.7」から「ナナ」と命名された。現在は「人成りの護符（アミュレット・オブ・ヒューマン）」という隠蔽アイテムで人族に偽装している。
幼く可愛いものが好きで、幼児を「幼生体」と呼び保護したがる。好きな動物はひよこ。外見年齢と偽装した種族の影響で、しばしばサトゥーの妻に間違われる。製造時点で基本知識などはインストールされているが、見た目よりは精神年齢が幼く、無自覚なまま際どい要求をすることがある。
種族の固有スキルである「理術」を使った戦闘を得意とする。初期スキルは「片手剣」「魔力操作」。戦闘時のポジションは魔法戦士型の前衛で、身体強化や「盾（シールド）」の理術、「盾」スキルを使った壁役として後衛陣を守るとともに、「理槍（ジャベリン）」「魔法の矢（マジックアロー）」などの理術で遠距離攻撃も行う。武器は大盾と魔剣。グルリアン市への道中で「挑発」スキルを覚え、敵の意識を自分へ集中させられるようになり仲間のサポートが上達した。ボルエナンの里で「瞬動」「身体強化」を習得、ホムンクルスの調整槽で受けた追加インストールにより使用できる理術の幅が中級術理魔法相当まで大きく広がった。迷宮での訓練により「気配感知」「空間把握」を獲得し、レベル40台後半で防御障壁粉砕特化の必殺技「魔刃砕壁（ブラスト・アーマー）」スキルを覚え、オークションで落札した宝珠で「麻痺耐性」を習得する。そして、黒煙島の修行でブルーメから「魔刃砕壁」の改良版「魔刃崩砦（ブラスト・フォート）」を伝授され、後に剣だけでなく盾でも発動できるようになった。自重なしの装備では高さ10m幅15mの防御障壁を張る「城塞防御（フォートレス）」機能が備わり、使用後の移動ができなくなるものの超大型魔物の突撃や大規模な雷撃すら受け止め切るが、対強敵の装備なので雑魚の殲滅戦とは相性が悪い。さらに、西方諸国を巡る旅の中で、聖樹石炉と神石を用いてララキエの「天護光蓋」を小型化した強靭な積層障壁を作り出す「不落城（キャッスル）」も実装される。
迷宮都市では、その圧倒的な防御力から「盾姫」の二つ名で呼ばれている。「階層の主」討伐を称え名誉士爵の位を叙爵される際には、ゼンの前世の姓であるナガサキを名乗ることにした。

#### セーリュー伯爵領
ゼナ・マリエンテール
声 - 高橋李依
マリエンテール士爵家の娘にしてセーリュー伯爵領軍の魔法兵。一族が代々使っている風の魔法が得意。サトゥーが初めて言葉を交わした異世界人。薄い金髪で碧い瞳の痩せ形で胸が小さい地味系美人。17歳。レベル13で「風魔法」「瞑想」スキルを持つ。オールラウンダータイプの風魔法使いで、サポート系の魔法は一通り使え、中級上位までの魔法を習得済み。
「星降り」事件の調査任務中のワイバーン戦でサトゥーに救われて以来彼に好意を寄せるようになり、家族からも応援されて何度かアプローチしている。サトゥーにプレゼントされたストールを宝物にしており行軍中も持ち歩いている。初デートで約束した「空の散歩」を実現することを密かな目標とし、飛行魔法の習得を目指している。
亜人差別の強いセーリュー領では珍しく、石をぶつけられる亜人の子どもたちを庇うほど心根が優しい。魔族による「悪魔の迷宮」騒動では暴徒から獣娘たちを庇っており、彼女たちからは信頼されている。
サトゥーたちがクハノウ伯爵領を出立した頃に迷宮選抜隊の分隊長に抜擢され、サトゥーを追うような形でセリビーラの迷宮都市に向かう。数か月ぶりに再会したサトゥーに訓練の協力を頼み、迷宮都市での顔つなぎなども手伝ってもらう。さらに、アリサとミーアから後衛の立ち回りを教えてもらうことになり、索敵を維持したまま他のことをする技術を習得。チーム「ペンドラゴン」との隔絶した実力に嫉妬を覚えたり、潤沢な魔法薬や国宝級の魔法道具を惜しげも無く使った攻略に驚いたりしながらも、順調にレベルを上げていく。また、迷宮都市で知り合ったカリナとは恋のライバルではあるものの、以前ポチとタマを救った経緯から信用され、勇者物語を好むなど嗜好が似ていることから親しくなる。
年末の王都が魔族たちの攻撃を受けたことを知ると、セーリュー伯の無事を確認するため部隊を連れて軍馬で王都へ駆けつけた。その後は迷宮都市へとんぼ返りする。
その後もカリナ達やナナの姉妹とは親しくしており、ヒカルの指導を受けて魔物の殲滅速度を上げるために風と相性の良い「雷魔法」を学んでいる。ブートキャンプでレベル40を突破、上級の風魔法まで使用可能となり、翼人のカイロスの指導で念願の「飛行（フライ）」の魔法も習得する。

リリオ
声 - 長野佑紀
クロスボウと短剣を使う領軍の弓兵で、ゼナの護衛兵。小柄で赤髪ショーカットの女性。
ジョンスミスとつきあっていたがしばらく前に別れたため、黒髪で年下の少年という同じ特徴をしていたサトゥーにややキツく当たっていた時期がある。迷宮選抜隊に選出されセリビーラに向かう道中のレッセウ伯爵領にて元彼のジョンと再会し、死の危機から救われた。
迷宮都市ではゼナと共に訓練することになり、リザとナナから前衛の立ち回りを学び、斥候職の技能についてはサトゥーの紹介で「影牙」のポースから座学を、タマから実戦で手ほどきを受け、サトゥーからは短剣系必殺技「首狩り（ネック・チョッパー）」を教えてもらう。

イオナ
声 - 衣川里佳
領軍に所属する大剣使いの重装兵でゼナの護衛兵。男爵家の傍流に当たる家系の出身で、アルフェ准男爵の姪。上品な色っぽい美女。ゼナの恋路を応援しており、実家に伝わる豊胸法などを教えている。
迷宮選抜隊に選出されセリビーラに向かい、ゼナと共に訓練を受ける。リザとナナから前衛の立ち回りを学び、サトゥーから大剣系必殺技「昇牙（レイジング・ストラトス）」を教授してもらう。

ルウ
声 - 小若和郁那
領軍に所属する大柄な女性の盾使いでゼナの護衛兵。「挑発」スキル持ち。カノイナの町出身。ゼナ分隊では体力が一番。
迷宮選抜隊に選出されセリビーラに向かい、ゼナと共に訓練を受ける。イオナと共にリザとナナから前衛の立ち回りを学ぶ。

ソーン
声 - 田中進太郎
騎士。身長2m近い巨漢。セーリュー市にやって来たサトゥーに身分証を作って渡す。妻はイオナと親戚で、サトゥーがセーリュー市に滞在している間に出産した。

マーサ
声 - 厚木那奈美
セーリュー市の門前宿の一人娘。13歳ながら、身長150cm、年齢に見合わぬ胸のサイズの持ち主。レベルは2。セーリュー市に来たばかりのサトゥーに市場などを案内する。

モーサ
声 - 後藤邑子
セーリュー市の門前宿の女将。マーサの母親。31歳で、身長165cm、あと20kg痩せていればサトゥーのストライクゾーンというほどの美女。レベルは6。

ユニ
声 - 久地岡涼菜
門前宿の小間使い。レベルは2。小学生低学年ぐらいの少女。タマやポチと仲良くなり、一緒に文字の勉強をした。タマやポチが旅に出た後も手紙のやり取りをしている。

オーナ
声 - 末柄里恵
セーリュー伯爵の娘でパリオン神殿の巫女。レベル27で「神聖魔法：パリオン教｣を使える。ゼナの母親が乳母をしていた。ゼナの弟に好意を抱いている模様。偶然西街で治療活動をしていたために「悪魔の迷宮」騒動に巻き込まれたが、無事脱出を果たす。

ボイド
声 - 関幸司
ザイクーオン神殿の神官。年齢は30歳前後。サトゥーからはデブ神官と呼ばれている。神が死に神聖魔法が使えないため金に困っている。ウースに提供して貰った獣娘たちを魔族と決めつけ、集めた市民を煽動して聖石と名付けた石ころを売りつけてぶつけさせていた。だがサトゥーやゼナに企みを暴かれ、ウースの体内から出てきた魔族の毒爪で腹を裂かれて死亡する。

ウース
声 - 浜田洋平
セーリュー市の下級市民。キツネ顔の小男。リザ、ポチ、タマの元主人。39歳。レベルは12で、「詐欺」「説得」「脅迫」スキル持ち。犯罪ギルド「ドブネズミ」所属。目玉魔族に憑依されており、ザイクーオンの神官と「ドブネズミ」メンバーを使い市民を煽動し、獣娘たちを魔族の配下だと称して只の石を市民に売りつけ暴行させた。サトゥーの活躍で企みがバレて糾弾され、魔族が体内を突き破って出現したために死亡する。

ニドーレン
声 - 田中進太郎
奴隷商人。40歳。レベル11で「交渉」「調教」「算術」スキル持ち。悪魔の迷宮に囚われた際にサトゥー一行に助けられ、帰還後にアリサとルルをサトゥーに売却する。

ジン・ベルトン
声 - 上田燿司
ベルトン子爵家の当主。33歳。レベル15で「火魔法」「炎魔法」「社交」スキル持ち。領軍で魔法使いの顧問をしている。悪魔の迷宮に囚われた際にサトゥーに救助され、魔族との対決でも活躍する。帰還後はサトゥーに恩を返すため、一時的に身元を引き受けた。

ソマル
声 - 狩野翔
無職の青年。レベル3でスキルは無い。亜人への差別意識が強く、「犬」と呼ばれていた頃のポチをいじめていた。悪魔の迷宮でポチに救助されたときも横柄な態度をとり続けていたが、魔物から助けられた際に改心し、脱出後はきちんと謝罪とお礼を告げている。

ユサラトーヤ・ボルエナン
声 - 山谷祥生
セーリュー市に店を構える何でも屋の店長。ボルエナン氏族出身のエルフ。280歳。レベル20で、「森魔法」「術理魔法」スキルを持つ。迷宮都市でエルフが多く命を落とした一件での生存者であり、トラザユーヤを追放した一族に反感を抱いて里を飛び出した。100年ほど前にはムーノ領内の山樹の里を訪問したことがある。ミーアを保護したミゼを匿い、故郷へ帰ることを決めたミーアの護衛をサトゥーに依頼する。

ナディ
声 - 佐藤聡美
何でも屋の従業員で20歳ぐらいの女性。レベル9。店長に種族を超えた好意を抱いている。サトゥーに借家探しを依頼されるが、ミーアの件で条件に合う家を見つける前にセーリュー市を出発することになったため、その代わり行商人（という設定）の彼に2頭立ての馬車を斡旋した。

ユーカム・マリエンテール
ゼナの弟でマリエンテール士爵家の跡取り。オーナとは相思相愛。

キゴーリ
セーリュー伯爵領最強といわれる騎士。

デリオ
迷宮選抜隊隊長。レベルは20台後半で、セリビーラへの道中では下級魔族を操る召喚士を倒した。レッセウ伯爵軍に組み込まれた際は騎士隊を率いることになり、無謀な野戦を決定した伯爵に籠城戦に翻意するよう説得するが無視されてしまう。戦後は生き残ったものの騎士隊の半数が死に、自身も片腕を失ってしまい、伯爵へ報告するために隊を離れセーリュー市へ帰還する。

リーロ
迷宮選抜隊副隊長。レベル20後半。レッセウ伯爵軍に組み込まれた時は騎士隊以外の指揮を任され、急拵えの民兵を鼓舞して戦い生き延びた。だが片足を失ってしまったため、他の怪我人や戦意を失った兵士と共にセーリュー市へ帰還する。

ロドリル
迷宮選抜隊の魔法兵。火魔法が得意。魔族戦で自身の分隊が壊滅してしまったため、ショックを受けてセーリュー市まで帰還する。

ヘンス
迷宮選抜隊の騎士。魔族戦後に上官が全て戦死か帰還となったため、新隊長として18名の残存部隊と迷宮都市を目指す。お人好しで、困った人々を助けて魔物狩りを引き受けることも多い。迷宮都市到着後、サトゥーに太守へ口利きしてもらい、衛兵から探索者相手の治安維持を学んでいる。

ノリナ
迷宮選抜隊の魔法兵。魔族戦では奇跡的に軽傷だけで生き残り、迷宮都市まで向かった。

ガヤナ
迷宮選抜隊の兵士。魔族戦で壊滅した混成部隊に組み込まれながらも奇跡的に生き延び、迷宮都市へ向かった。

カラナ
セーリュー伯爵領の女性文官。迷宮選抜隊と共にセリビーラにやって来た。サトゥーの勧めで木証を取得してギルドの新人探索者講習会を受けられることになり、彼がオーナーの探索者学校でも見学できることになった。

トリル
カラナの上司の男性文官。

#### クハノウ伯爵領
クハノウ伯爵
声 - 楠大典
クハノウ伯爵家の当主。補佐官の企みをサトゥーから幻想の森の魔女経由で伝えられ、セダム市に駆けつけた。魔女や自身への恩を仇で返した補佐官を断罪しようとしたが、子供の前で殺さないでほしいとサトゥーに請われ、処分を奴隷落ちに留めた。サトゥーのことは「魔女の友」として信用しており、年末の王都で再会した時も友好的だった。

バーキンツ
声 - 興津和幸
クハノウ伯爵の部下。銀髪で長髪の男。セダム市の太守補佐官。レベル7。野心家の没落貴族。元々父がムーノ侯爵領の官僚だったがゼンの襲撃で流民となり、クハノウ伯爵に縁故採用された。
5年前の流行病で死にかけた家族を魔女の魔法薬で救われているが、その恩を忘れ、幻想の森の魔女とクハノウ伯爵との盟約を破らせ、自身が幻想の森の源泉を支配して小領主に成り上がろうと企んだ。しかしサトゥーによってその計画を阻止され、さらにクハノウ伯爵本人に事が露見したことで、知識奴隷に落された。

ドサン
声 - 小林康介
補佐官の手下。当初はセーリュー市の役人で、サトゥーたちが倒した蟻の魔核を横領しようと圧力をかけたが、サトゥーの交渉により失敗。その後は何らかの事情で解雇され、補佐官に拾われ彼の計画に協力する見返りに将来の守護補佐の地位を要求していた。領内各地で魔法薬保存用の瓶を徴発して回り、イネニマアナを襲って運んでいた魔法薬を破壊する。その後も妨害を繰り返したが、最終的に自分で壊した魔法薬分の補償を求められて多額の借金を負い、奴隷として鉱山に送られることになった。

レンマーリス
声 - 衣川里佳
ノウキーの街外れで錬金屋を営む女性。レベル9。変装したサトゥーと取引し、魔核と交換で巻物を渡す。

#### 幻想の森
幻想の森の魔女
声 - 定岡小百合
幻想の森の源泉を支配する魔女。レベル37で217歳。所有スキルは「水魔法」「術理魔法」「瞑想」「錬成」「調合」「魔法道具製作」と魔女らしいものが揃っている。「古老雀（エルダー・スパロー）」という巨大な雀に乗って移動する。クハノウ伯爵との盟約で森に他者を侵入させない代わりに魔法薬を納めている。サトゥーから補佐官の企みを聞かされ、クハノウ伯爵へ事態を知らせた。

イネニマアナ
声 - 田中美海
「幻想の森の魔女」の弟子で、癖のある赤毛の女の子。サトゥーからは「イネちゃん」の愛称で呼ばれる。レベル6。土魔法を使う。「毛玉鳥（パフバード）」という幻獣を使い魔にしており、頭の上に帽子のようにして乗せている。納品予定の魔法薬の大部分を補佐官の策略で破棄されてしまい、その危機をサトゥーの協力で切り抜けた。サトゥーから貰った甘い魔法薬に感銘を受け、未来の短編では師匠から独立してからも彼の味を再現するため努力を続けている。

#### ムーノ男爵領
カリナ・ムーノ
声 - 川澄綾子 
ムーノ男爵の次女。19歳。初心で不器用。お嬢様口調と金髪縦ロールの髪型が特徴の美女。サトゥーから“魔乳”と評されるほどの大きな胸の持ち主。初期レベルは2でスキルもなかったが「知性ある魔法道具」である“ラカ”を持ち、低レベルながら驚異的な身体能力を発揮する。父譲りの勇者ファンで、勇者の従者になるのが夢。貧乏暮らしが長かったため、生活態度と金銭感覚が庶民的。
魔族の姦計から父親や領地を救うため、巨人族の力を借りようと隠れ里へ向かう途中、空腹で森の中で倒れているところをサトゥーに救われた。人見知りが強いコミュ障で、特に異性を過剰に意識してしまう。サトゥーのことも警戒していたが、巨人族からムーノ侯爵のせいで差別を受けた時に親身になって励まし、魔族打倒にも尽力してくれた彼に好意を抱くようになる。ポチやタマとは波長が合うのか非常に仲が良く、「カリナ」と呼び捨てすることを許しており度々愚痴をもらしている。サトゥーに救われた共通点を持つゼナとは恋のライバルでもあるが、ポチやタマの恩人で嗜好も似ているため出会って間もなく意気投合している。
剣の才能がなく「刃筋を立てる」ことができないため、ラカの強化で怪力を発揮すると剣を壊してしまう。加えて深窓の令嬢なので、レベル8時点でも強化なしでは武器を振ることもままならないほど非力。メイスなどの鈍器の方に適性があるが、本人が嫌って迷宮都市では大剣などを使い続けている。サトゥーから伝授された大剣系必殺技「旋回斬（ウインドミル・ブレード）」を身につけたものの、武器を使うより格闘の方が明らかに強く、基本的にはラカに身体強化と防御を任せ、巨人の里への道中で得た「立体機動」スキルを併用した素手の格闘が最も得意。
ムーノ市での戦いを経てレベルも8まで上がる。魔族事件の顛末を記した父の書状を王都へ届ける役目を帯びて実家を発ち、グルリアン市と公都ではサトゥー一行と行動を共にした。グルリアン市での短角魔族戦では果敢に先陣を切り、その活躍で「オーユゴック公爵領蒼炎勲章」を与えられた。任務を終えた後はニナの援護で父を説得し、強くなるため迷宮都市へやってくる。身体強化により、木剣で校舎の一部を破壊してしまったため、貴族子弟向けの探索者講義は1日で退学になりポチやタマと一緒に貴族子弟達とは別で修行に励む。迷宮都市から王都へ向かう当日、ゼナとサトゥーの仲睦まじさへの焦りからか、彼に結婚をかけた決闘を申し込むも敗北する。
以降もまだ恋を諦めておらず、年始の行事が落ち着いた後でサトゥー一行やアディーン達と共に迷宮都市に戻り、観光副大臣として国外へ旅立つサトゥーを頬へのキスで見送った。ブートキャンプでレベル40を突破している。

ラカ
声 - 髙階俊嗣 
カリナの身に着けているペンダント型の【知性ある魔法道具（インテリジェンス・アイテム）】」。一人称は「我」で、渋い男性の声で話す。王祖ヤマトの伝承では「無敵甲冑」の名で登場している伝説の秘宝。何代か前の所有者には「マスティール」と呼ばれており、真祖バンとも面識がある。ヒカルによると、フルー帝国時代の動甲冑を制御していた魔導AIパーツのカスタムメイド品らしい。
「魔族看破」「悪意看破」「強者看破」「超強化付与」「苦痛耐性付与」などのスキルを持ち、持ち主の緊急時には青い光の結界を張って防御する。「超強化」状態は「身体強化」「意気高揚」「加速」「魔力障壁」などの支援効果を発揮することで総合的にプラス15レベル程度の補正がかかり、障壁はサトゥー以外には破壊されたことがないほど強固。
ムーノ城の隠し部屋に安置されているのを偶然カリナが見つけた。ムーノ領の執政官が魔族であることを見抜き、カリナとサトゥーの出会いのきっかけを作った。

レオン・ムーノ
現ムーノ男爵。オーユゴック公爵家の傍系の出身で、現シーメン子爵の兄弟とはハトコ。黒髪で小太りの中年男で、貴族とは思えないほどにお人好し。亜人や人族の区別なく接する良い人でタマとポチを孫のように可愛がっている。公都では無類の勇者好きとして名が知られており、公都に居た頃は勇者研究の第一人者として有名だった。
かつては公都在住で、家名も元はドナーノ準男爵だった。後継者の潰えたムーノ領の領主に指名され、それまでの候補者とは違って死ぬことはなかったものの、ゼンが残した呪詛核のせいで都市核との契約が行えずにいたため称号に「領主」がない。そのため領主としては爵位が低いが、名目上は伯爵相当の権力を持っている。
偽執政官の精神魔法にかけられて自領の危機に気づけずにいたが、サトゥーの協力もあって都市核との契約を行ったことで真に「領主」の資格を取得し、魔族がムーノ市街に向けて放った魔砲の発動を防いでみせた。その後サトゥーの活躍を讃えてサトゥーを自領の名誉士爵に取り立てる。正式に領主になっても善人さは変わらず、自分が困るのも顧みず、サトゥーの栄達を第一に考えて引き抜きを認めることも考慮するほどのお人好しぶりを見せる。
その年の王国会議で伯爵への陞爵が内定し、晴れて「真の領主」に就けることになり、年始の「大謁見の儀」で正式に伯爵に陞爵した。

ソルナ・ムーノ
カリナの姉の爆乳美女。24歳で独身。黒髪碧眼、垂れ目でカリナに似た顔立ち。ハウトとは相思相愛でいずれ結婚を考えている。

オリオン・ムーノ
次期ムーノ領主の14歳の少年。ムーノ領の悪評から王都の学校への入学を取りやめ、公都に留学中。反抗期のまっただ中だが家族愛は強く、サトゥーが太守になるためにカリナを利用している、あるいはそれ以上の地位を狙っているのではないかと勘ぐっていた。その後、領主は受けられないテニオン神殿の洗礼を受けカリナと婚約するつもりの無いことを明言したことで和解し、トルマたちと夜の歓楽街に繰り出したことである程度打ち解けた。架空の勇者「オリオン・ペンドラゴン」に由来する名前に少々コンプレックスを持つ。

ニナ・ロットル
「鉄血」の二つ名で知られた名誉子爵。30代前半の無骨な女性。3年前に亡くなった執政官の後任としてムーノ領に派遣されたが、魔族に捕らえられ地下牢に幽閉されていた。長く投獄されていたせいで身体を壊していたが、魔族退治後すぐに新執政官として辣腕を振るい始めており、昔の伝手を使って人材を獲得するために各所へ働きかけ、新たにムーノ男爵家の家臣団として名誉子爵となったサトゥーには、悪評の払拭を出来る範囲で行うよう依頼して書状を持たせてオーユゴック公爵領へ派遣した。有能な補佐官になり得るアリサのことを高く買っている。

ハウト
自称勇者の青年。元農民。「片手剣」「盾」スキル持ちだが、レベルは7と低め。偽執政官に唆されて自分を勇者だと思い込んでいただけの一般人だが、勇敢で誠実な人格者であり、ソルナへの思いは本物。現在は正騎士を目指して特訓中。なお魔族に渡されていた魔剣ジュラルホーンは呪われた武器だと判明したため、厳重に封印されることになった。

エラル
ムーノ男爵家の騎士。レベル20。犯罪歴を持っていたため魔族に憑依されており、城に帰還したカリナと対峙した際に異形へ変貌したが、サトゥ－一行によって倒された。

ピナ
ムーノ男爵家に使えるメイド。当初は護衛メイドだったが、後に侍女に転職。料理も得意。カリナの侍女として王都行きや迷宮都市に同行する。迷宮都市ではあまり仕事がなく、カリナたちの迷宮探索で捨てて行かれる素材を回収、売却するため主人達に同行するようになる。

エリーナ
ムーノ男爵家に使えるメイド。純情。短槍使いの護衛メイド。カリナの王都行きや迷宮都市に同行し、主人と共に迷宮に潜って訓練を重ねる。口調や性格が似通ったネルとは、「被っている」と何かと反目する。

タルナ
ムーノ男爵家に使えるメイド。護衛メイド。公都やボルエハルト市への留学生達の護衛任務に抜擢される。

ゲルト
ムーノ男爵家の料理長。女性。おばさん口調。サトゥーにスープの基本を教えた。

ゾトル
平民出身の騎士。レベル25の猛者。魔族の暗躍を悲観して部下と共に出奔し、密かに傭兵団のようなことをして領内を守っていた。一時は指名手配犯にまで落とされたが、魔族が倒されたことで兵士として再就職、現在は領軍の再編を行っている。メイド曰くストイックなイケメン。4巻時点でタマとポチ2人を同時に相手にして互角に戦い、リザとも1人で戦えるほどの強さ。

ユユリナ
ムーノ男爵家に使える文官。茶髪三つ編みの大人しい無口なツルペタ体型。「命名（ネーム・オーダー）」スキル持ち。貴族初心者のサトゥーに貴族の作法を教授した。

リエーナ
カリナたちと迷宮都市に来た新人の護衛メイド。エリーナと名前が似ていて紛らわしいので、新人ちゃんの愛称で呼ばれる。誰からも名前で呼んでもらえないが、本人は気にしていない。短槍使いで、迷宮探索の過程でサトゥーから短槍系必殺技「双刺突（ツイン・ピアシング）」を教えてもらう。

#### 森巨人の里
石鎚
山樹の麓にある森巨人の里の長。レベル39。源泉の主。本名はあまりにも長すぎるため、石鎚という愛称で呼ばれている。毒に侵された巨人の子供たちを救ってくれたサトゥーを気に入り、彼に「階層の主」の討伐報酬と言われる魔弓と魔族に有効な「魔封じの鈴」を贈る。

編み髭
山樹の森に住む森巨人。巨大な斧が武器で、魔刃を使える。ヒュドラの毒に侵された子供たちを助けるため、里の結界の外でヒュドラを狩っていた。子供たちの解毒に協力したサトゥーへの恩義からムーノ市の危機に駆けつけ、デミゴブリンの大軍と戦った。

セイタカ
「山樹の里」の長を務める小巨人。300歳越え。「ダホ」という特徴的な語尾で話す。

ユビシロ
セイタカの妻の小巨人。300歳越え。エルフを尊敬している。

#### ボルエハルト自治領
ドハル
ボルエハルト自治領の領主。ミスリル関連の施設を統括する老ドワーフ。「憎めない老人」の一人。シガ王国でも有名な鍛冶職人だが、頑固で厳しく見極めた相手にしか武器を作らないことで知られている。そのため真印まで刻むことは極めて稀。かつては賢者トラザユーヤの従者をしていた。
レベル51の猛者で呪われた戦斧が武器。能力を制限していたとはいえ近接戦闘でサトゥーを追い詰めるほどの強者で、徹夜で鍛冶仕事をした後に作品の出来を確認するため打ち合いを休み無く演じるなど、老人とは思えないような体力の持ち主。
鍛冶場を訪問したサトゥーにいきなり剣を鍛えるよう要求し、すぐにミスリルインゴットの不備を見抜いた彼の鍛冶の腕を認める。サトゥーに相槌を打たせて作った生涯最高の魔剣に真印を刻み、「妖精剣トラザユーヤ」と名付けて彼に与えた。サトゥーの技術を後継者にと考えるほど見込んでおり、種族の違いも忘れてジョジョリに婿入りしてほしいとさえ思っている。

ドリアル
ドハル老の息子でボルエハルト市長。重要な案件を除くあらゆる領主の仕事を任されている。昔公都でニナに世話になったことがある。サトゥーからニナの要請書を受け取り、ムーノ領から年に数人の留学生の受け入れを受諾する。

ジョジョリ
ドリアルの娘で市長秘書。サトゥ－一行にボルエハルト市内を案内した。サトゥーのストライクゾーンからは外れているがかなりモテるらしく、ザウジルやガロハルから思いを寄せられている。

ザウジル
ムキムキ筋肉に灰色の髭のドワーフ。レベルは30を超え、「鍛冶」と魔法系のスキルを持ち、1tはありそうなハンマーを片手で持ち上げる。ドハル老の高弟の中でもかなり優れた能力を持っている。ジョジョリに気がある。師匠から認められたサトゥーに対抗意識を持つが、見事な名剣を鍛え上げたのを見て実力を素直に認めた。

ドン＆ハーン
魔法屋「ドン＆ハーン」を営む双子の老ノーム。ブライヘイム氏族の出身。ドンが魔法書を担当し、ハーンが巻物や魔法道具を担当する。

ガロハル
「ガロハル魔法商会」を営むドワーフ。サトゥー曰く「イケメンドワーフ」で、身なりに気を遣っているらしく、ドワーフにしては珍しく腹が出ていない。
巻物の買い付けで訪問したヨルスカの街でジョンに命を救われ友人になり、先祖伝来の中折れ銃を譲った。この時に効果が微妙なうえに人気のない魔法の巻物ばかりを仕入れてしまい経営面で苦労していたが、それらがサトゥーの目に留まって在庫を無事処分することができた。この時購入された中級魔法「火炎炉（フォージ）」の巻物が、のちに下級魔法を無効化する「黄金の猪王」戦で役に立つこととなる。

#### オーユゴック公爵領

##### テニオン神殿
セーラ
テニオン神殿の巫女。オーユゴック公爵の孫娘だが出家した為家名は捨てている。15歳。萌黄色の瞳にプラチナブロンドの髪の美少女。シガ王国人としては鼻が低めで、年齢の割に胸が大きく、Dカップ目前のCカップ。レベル30。「神聖魔法：テニオン教」「神託」「瞑想」「悪意感知」のスキルを持つ。家族からも「貴族に向いていない」と言われるほど優しい性格だが、激情家としての側面も持つ。
優秀すぎる姉のリーングランデに対して劣等感を抱き続けていたこともあって、若干の隔意がある。魔王の復活に際して命を落とす神託が降されており、残りわずかな人生で魔族に狙われたムーノ領を慰問に訪れたときにサトゥーと知り合う。グルリアン市で再会したときに自分を励まし力になってくれたサトゥーに好意を抱くようになり、彼に目をかけるようになった姉に焼き餅を焼いたりしている。
公都からの急報でグルリアン市から呼び戻されて神殿に匿われていたが、「自由の翼」に空間魔法で誘拐され「黄金の猪王」を憑依させられてしまう。魔王が復活するときに体内から引き裂かれ死亡したが、サトゥーの尽力で蘇生が間に合った。衰弱が回復してからは炊き出しなどに参加しているが、野心家のシャロリック王子に言い寄られたため一時的に神殿内で保護されていた。
その後、王都にてサトゥーと再会する。

リリー
テニオン神殿のユ・テニオン巫女長でセーラの師匠に当たる人物。前回召喚された勇者の仲間として活躍した過去を持ち、聖女として名が知られている。神殿内部の聖域の効果で「80歳」という年齢には不釣り合いな程容姿と声が若いが、高齢である事に変わりなく聖域から出るのもままならない程弱っている。「神託」に加え、神聖魔法系スキルを持ち祈願魔法の行使が可能。さらに「人物鑑定」「危機察知」スキルを持つ。
ナナシの協力で魔王に殺されたセーラを「蘇生の秘宝」で蘇生させた。神託スキルによるものか、サトゥーとナナシが同一人物かもしれないと何となく察している。サトゥーが差し入れたコンソメスープのおかげで体調が改善しており、そのお礼にサトゥー一行の洗礼を引き受けた。セーラがサトゥーを慕っていることを知り、からかいながらもその恋を応援している。

ネーユナ
テニオン神殿の副巫女長。

ケオン・ボビーノ
金髪を短くカットした神殿騎士。ボビーノ伯爵家当主の四男。レベル31。セーラの護衛としてムーノ男爵領を訪れた。上級貴族の出だからか物言いが不遜で絡み酒の質。
「自由の翼」の一斉逮捕で祖父が処刑され、父親も伯爵位を譲ることになり、その際に長男から三男までが相次いで死亡したことで急遽伯爵位を継承することになった。

ヒース
男性の神殿騎士。下級貴族出身。レベル13。セーラのムーノ領行きに同行した後、マユナの護衛任務で盗賊団に襲われた時にサトゥー一行に救助される。

イーナ
女性の神殿騎士。下級貴族出身。レベル13。巨乳に劣等感がある。セーラのムーノ領行きに同行した後、マユナの護衛任務で盗賊団に捕らえられたがサトゥーに救助される。割と短慮で頭に血が上りやすいのか、周囲からしばしば注意を受けている。

##### 貴族
オーユゴック公爵
セーラの祖父でムーノ男爵の親戚。総白髪の恰幅のいい老人。目つきが力強く威圧感があるが、動揺するカリナをからかうような稚気も持ち合わせている。
ナナシから情報を受け取り、自身の三男を含む｢自由の翼｣構成員の一斉検挙に踏み切った。サトゥーのテンプラを高く評価し、その報酬でムーノ領への人材派遣のための公募を確約し、サトゥー自身には巻物と魔法書の無制限購入権を与えた。

次期オーユゴック公爵
現オーユゴック公爵の嫡男で、国王の娘との間にリーングランデ、ティスラード、セーラをもうけている。立派な髭を生やした壮年の紳士。

ティスラード・オーユゴック
次々期オーユゴック公爵。リーングランデの弟でセーラの兄。
武術大会の魔族襲撃後にエルエット侯爵の孫娘と結婚。披露宴には姉をはじめとする勇者パーティーも招待され、サトゥーも料理人として参加した。

イパーサ・ロイド
ロイド侯爵の子息で、オーユゴック侯爵領の近衛騎士。レベル33。燃えるような赤毛。地味だが堅実で無駄のない剣術を使い、守りに入ると非常に強い。人格者で、亜人にも忌避感を持たない。親と同じく食通で、サトゥーの料理に惚れ込み実家に引き込めないかと何度も勧誘しているが、ニナに阻止されている。

ウォルゴック伯爵
グルリアン市の現太守。市内に現れた魔族討伐でサトゥーやカリナと縁ができ、公都にある自分の屋敷を宿泊場所として提供する。

トルマ・シーメン
現シーメン子爵の弟でオーユゴック公爵の甥かつレオン・ムーノのハトコ。平民女性と駆け落ちしていたが、娘が神託のギフトを持っていたため勘当が解かれ、公都に帰郷する途中で賊に襲われ捕らわれていたところをサトゥーに救われた。
空気が読めず図々しいが、意外に義理堅い善人でもある。当初は妻を心配したとはいえ心無い発言でポチやタマを傷付けたためサトゥーからオッサン呼ばわりされていたが、貴族子弟の無法から助けた件で最終的に和解して友人になっている。社交的な性格から王国貴族の派閥や人間関係・趣味嗜好等に関して詳しく、彼の知識は「トルマメモ」としてサトゥーに記録され、活用されている。カリナ達が迷宮都市に向かうときには、公都から王都への飛空挺の便を手配している。

ハユナ
トルマの妻。20代。平民出身。トルマを完全に尻に敷いており、思ったことを考え無しに口にする夫をよく叱っている。

マユナ
「神託の巫女」になったトルマの娘。「神託」のギフトを持つ。赤ん坊にしては肝が据わっている。

ホーサリス・シーメン
現シーメン子爵。巻物工房を経営している。ワシ鼻に眉間の皺、整った口ひげにオールバックの金髪、強い意志を感じさせる瞳で、教師のような印象を与える。34歳だが年齢より年上に見える。酒好きだが下戸。巻物の売買に関連して各地を飛び回っており、迷宮方面軍のトップであるエルタール将軍とも仲が良い。
ムーノ男爵領の一件やグルリアン市や公都での下級魔族討伐でサトゥーとその仲間たちの戦闘能力を高く評価している。またサトゥーに関しては料理人としても評価しており、料理人としての腕を謙遜するサトゥーを「奇跡の料理人の料理は同じ重さの金にも匹敵する」と叱った。更に「花火」を筆頭に様々な魔術を開発するサトゥーを魔術に精通する者と評価している。迷宮都市で再会した際も色々とサトゥーを気にかけて迷宮都市での人脈作りや使用人雇用を助けた。

ロイド候
公都の有力貴族の一人。食通で知られており、ホーエン伯とは犬猿の仲だったがサトゥーのテンプラがきっかけで和解した。エビ天が大好物。サトゥーの料理の腕に惚れ込み、筆頭料理人として雇いたいとまで考えている。サトゥーの料理のためならば王族相手にもケンカを売る。サトゥーの働きにより、プタの街周辺が特産の赤実を使ったトマトケチャップのレシピと販売権を取得し、街の孤児院再開の援助を約束した。サトゥーをオーユゴック公爵の家臣に鞍替えさせるために、男爵位から伯爵位の地位を与えようとホーエン伯と一緒に勝手に根回しをしている。

ホーエン伯
公都の有力貴族の一人。食通で知られており、ロイド候とは犬猿の仲だったがサトゥーのテンプラがきっかけで和解した。紅ショウガ天が大好物。サトゥーの料理の腕に惚れ込み、孫娘と結婚させて一門に迎えたいとまで考えている。サトゥーの料理のためならば王族相手にもケンカを売る。オーユゴック公爵の家臣に鞍替えさせようと、男爵位から伯爵位の地位を与えようとロイド侯と一緒に勝手に根回しをしている。

カーク・エムリン
エムリン子爵家当主。家臣を気遣うなど優しい性格。代々果樹園を経営していたが、近年は貿易に力を入れている。方々で出資を募って編成した7艦からなるジートベルト男爵率いる貿易船団が海龍諸島で「栄光の歌い手」号のみを残して壊滅してしまう。財政難に立たされ、起死回生の策で家畜の飼料（Web版では漬物）としてしか使えない「ルルの実」の活用法をサトゥーに依頼、見事に高級食材としての価値を生み出した彼に恩義を感じ、ムーノ領へルルの実の栽培環境を整える手助けをした。他の貴族と同じくサトゥーを自分の一門に引き入れたがっている。後にスウトアンデル市の太守に就任し、海龍諸島で失ったと思われていた資産をサトゥーの善意で返却してもらった。

リナ・エムリン
エムリン子爵の次女。13歳。公都のパーティーでサトゥーとダンスをして以来彼に恋心を抱くようになる。後にルルの木を輸出する際に侍女見習いの名目で、王都での役目を果たして帰還するカリナに同行してムーノ男爵領に向かう。

ミューズ・ラゴック
ラゴック男爵令嬢。オリオンの婚約者。オーユゴック公爵の傍系の一族で、淡い金髪に気の弱そうな表情をした中学生くらいの少女。メネア王女やカリナほどではないが、十分可愛い容姿をしている。

ポロロ・ポトン
ポトン準男爵家の当主で、プタの街の守護。ロイド侯爵の派閥。
ボビーノ伯爵からの賄賂を受け、マキワ王国のダザレス侯爵を城に逗留させていた。侯爵の無法を見逃し、抗議した者を投獄していたが、サトゥーの虎の威を借る狐策戦で保身のために行動を起こす。しかし、家族共々麻痺させられて拘束された挙句、魔物と魔族の争いで城を破壊されてしまった。

ジートベルト男爵
エムリン子爵家家臣の男爵。魔物との激戦で赤火勲章を授与されている。エムリン子爵の貿易船団を預かり海龍諸島を航行していたが、運悪くノノリエ遺跡の魔法無効空間に侵入してしまい、船団は魔物の襲撃で壊滅。自身の旗艦も座礁して無人島に閉じ込められていたところをサトゥー一行に救助され、スウトアンデル市まで帰還することができた。

##### 市民
セバフ
公都のウォルゴック伯爵邸の離れを統括する執事。代々伯爵家に仕えている。主人の客として離れに逗留するサトゥーたちをもてなした。

キキヌ
公都の貴族区画外縁部で魔法屋を経営する、筋肉質で厳つい顔つきの大男。黒竜山脈に近い東方の小国出身。トルマとは友人。勇者好き。故郷の村では旅のエルフが植えた｢癒眠樹」のおかげで病人は出ても病死者が少ないことから、エルフに対して信奉者と呼ばれるほど強い敬意を抱いている。

ユーカム
ボルエスェン氏族に属する老スプリガン。「精霊視」スキルを持つ。公都で魔法屋を経営しているが、店舗を精霊魔法の「彷徨いの森（ワンダリング・フォレスト）」で隠して客を制限している。トルマとは知り合いで、昔から成人向けの本を売っていた。

シリルトーア・ボルエナン
ボルエナン氏族出身の女性エルフ。ユーヤよりも年上の長文エルフ。公都では「歌姫」として活躍している。ミーアと同様の恋愛脳の持ち主。水色っぽいロングストレート。かつては探索者として迷宮都市セリビーラで活動していたが不幸な事故で片腕を失う。その後は引率者だったトラザユーヤが事故の責任を取らされて里を追放されたことに腹を立て、魔法薬での再生を拒否して里を飛び出し生体義手を装備している。義手では精密な動作が困難になったため楽師としては引退することとなり、それから歌の練習を積んだ。公都を訪問したミーアに自分が使っていた楽器を譲る。

ジャング
シーメン子爵の巻物工房の工場長。メタボという言葉を鼻で笑うような肥満体だが、王国一の技術者である。

ナタリナ
シーメン子爵の巻物工房の従業員。メガネにそばかすの凡庸な容貌のノームの少女。創意工夫に欠けては工房一。敬語が苦手。サトゥーが持ち込んだオリジナルの火魔法｢花火（ファイアワークス）」と光魔法｢幻花火（ファイアワークス・イリュージョン）」が売れ筋になると見込み、子爵を説得して販売権を勝ち取った。

アシカ人族の姉妹
公都在住のアシカ人族の子供。妙に視線を惹きつけられる可愛らしい動作からか、港区の大市場ではアイドル的な人気がある。暴れ馬の事故で虎人族に蹴られて重傷を負った際にサトゥーの魔法薬で治療された。ナナから可愛がられており、発音が上手く出来ずサトゥーを「マしター」と呼んでいる。

コン
プタの街に暮らす駆け出し魔狩人の少年。隻腕。仕事の腕は未熟で同業者からもこき下ろされているが、借りを忘れない律儀な性格。
入市税を納められず困っていたところでサトゥーに借金してやり過ごし、返済に訪れた際に食事を奢ってもらう。その後はサトゥーの宿を襲撃しようとする同業者を必死で止めようとし、そのお礼に義手をプレゼントされた。

ケナ
プタの街の魔狩人で、チームのリーダーを務める長身の女性。
金で雇われて宿の襲撃に参加しようとしていたが、サトゥーとの交渉で参加をやめる。その後は新しい装備を送る交換条件で、コンと定期的に狩りに出るという約束をした。

オルド
プタの街の魔狩人。隻眼の兎人。レベル7〜9の獣人たちをまとめている。獣人の寄り合いからサトゥー一行を守るよう依頼されたため、宿の襲撃には参加せず無法者の捕縛に回った。

##### その他
カジロ
サガ帝国出身の侍。レベル39の大太刀使い。金髪のイタリア風な顔立ちで、高身長かつ筋肉質。父祖スィマァーズから受け継ぐ元祖ジィ・ゲイン流という剣術を修めている。島津や示現流との関係は不明。
公都の武術大会に出場していたが、2次予選でタンに敗北した際に大太刀を折られてしまう。武器の修復を待つ間、路銀を稼ぐためにポチやタマに戦い方の基礎を教えたことがあり、2人からは師匠と慕われている。その後、迷宮都市での修行中に左膝下を魔物に食われて欠損してしまい、傘張りの内職で生計を立てていたが、ペンドラゴン邸で護衛として雇われることになる。しばらくしてサトゥーがエルフに教えられた上級魔法薬をもらって欠損を治し、必ず大陸に名を轟かせるような武芸者になることを誓った。以降はリハビリを兼ねて「麗しの翼」の特訓に同行したり、貴族子弟向けの探索者講義を任されたりしている。迷宮都市でのブートキャンプによってレベル50弱まで成長している。

アヤゥメ
カジロ氏の従者を務める20代女性。レベルは20台半ばで、長巻と脇差しを軸に投擲術などを組み合わせた武術を使う。
サトゥー一行前衛陣の修行に協力し、タマに棒手裏剣の投擲術を伝授した。迷宮都市で負傷したカジロを支えるため、臨時雇いで迷宮に潜りつつ酒場の女給をして糊口を凌いでいた時にサトゥーと再会し、ペンドラゴン邸で護衛として雇われることになる。迷宮都市でのブートキャンプによってレベル30を突破した。

タン
赤鉄証の探索者。耽美系の美形。レベル42の魔法剣士。ミスリル製の片手剣と小盾、甲虫素材の鎧を装備する。公都の武術大会ではカジロと接戦を繰り広げ勝利する。

ジラゥ
人族の槍術士。レベルは20台。ゴォーラという名の息子がおり、彼のために仕官を目指している。公都の武術大会では2次予選でアヤゥメに勝利、ボビーノ伯爵直系の男に指示され相手を殺そうとしたが、サトゥ－の一声で息子を思い出し槍を収めた。黄肌魔族の襲撃時には息子共々ナナシに救助された。

ガ・ホウ
公都の地下に隠れ住むオークの錬金術師。1000歳を超える老人で、かつては猪王の部下としてシガ王国と戦った過去を持ち王祖ヤマトとも知り合い。現在は下水道に隠してあるオークの隠れ里に繋がる転移門を守りながら、汚水の浄化などの奉仕活動を行なっている。勇者ナナシと酒を酌み交わしながら昔話をし、友好関係が生まれた。ナナシから名無しの人造聖剣を貰い「ナナシ」と命名した。

ル・ヘウ
オークの女性で魔獣使い。自称オーク族一の美女。670歳。大根が大好物。白いワニの魔物を使って公都の地下を監視している。

#### 迷宮都市セリビーラ

##### 貴族
レーテル・アシネン
セリビーラ太守夫人。アシネン侯爵家の継承権を持ち、夫よりも強い影響力を持つ。ぽっちゃり気味で若い頃は美人と言うより可愛いと言われていたような容姿。子煩悩で有名。
当初はソーケルからサトゥーが次男を謀殺したと吹き込まれていたせいで敵対的だったが誤解が解け、以降は彼を気に入り協力を惜しまなくなった。サトゥーの料理ではカステラがお気に入り。
年始のオークションでは、瀕死のポプテマを救うためにチーム・ペンドラゴンが出品したエリクサーを金貨1000枚で落札する。

アシネン侯爵
セリビーラの太守。アシネン侯爵家の婿養子で妻の尻に敷かれている。でっぷりした体型。男色の趣味を持ち、サトゥーから送られた美男子裸体像を見て狂喜している。

レイリー・アシネン
アシネン侯爵の次男。ララギ王国の「酒士」。レベル12だが戦闘系のスキルは持っていない。父親似だが肥満体ではない。美青年で、迷宮都市や王都の貴婦人からの人気が高い。
ララギ王国で交易中、骸骨王に襲われて瘴気に当てられて失神したまま船から落ち漂流していたところをサトゥー一行に救助される。目覚めた後はナナに対するセクハラで不興を買っていたが、反省をしっかり示したことで和解する。ララキエ事件の後はサトゥーが出資者兼オーナーとなった「筆槍竜商会」の会頭に就任し、貿易のため各地を忙しく飛び回っている。

シーナ・アシネン
太守四女。10歳。「瘴気中毒」、「ゴブリン病」にかかっている。ミーティアのギフトで治療を受け、慢性だった瘴気中毒が軽度にまで改善している。

ゲリッツ・アシネン
太守三男。母親似でぽっちゃり体型。我儘な性格で有名。レベル5。爵位の継承権が低いため探索者に憧れているが、戦闘系スキルは持っていない。メリーアンに好意を抱いている模様。
取り巻きを巻き込んで迷宮に潜り、迷賊が連れてきた蟷螂の魔物に襲われていたところをサトゥーに助けられた。サトゥーが開講した貴族子弟向けの探索者講義を受講しており、その後も経験を積んでレベルを10まで上げた。

ゴーナ・アシネン
太守三女。サトゥーが持ち込んだ料理を気に入り引き抜きしようとするが、母親の意向を聞かされ断念する。

ソーケル・ボナム
迷宮都市の太守代理。利に聡いと言われるボナム伯爵家の出身。見た目は20歳くらいで耽美系の美貌の青年。色々と問題がある人物で、短慮で情緒不安定で尊大な小物。監視役のポプテマが苦手。
門閥貴族の子弟だが王都で公職が得られず、ポプテマ相談役に誘われて迷宮都市に流れてきた。迷宮都市に来た当初は単なる太守の愛人だったが、太守の娘に病を緩和する鬼喰薬を提供して取り入った。子煩悩な太守と太守夫人に気に入られ太守の留守を任せられているが、職務をほったらかして昼間から娼館に通うような大職には不釣り合いな無能。愛人の家から迷宮都市外へ通じる地下トンネルを作り、タルトゥミナで行われていた違法薬物の密輸にも一枚噛んでいた。
第3王子の失脚に関わったサトゥーを勝手に逆恨みし、罠に嵌めて罪人にしようと画策し、禁止薬物や迷賊を利用したがことごとく失敗。最終的に太守の子を暗殺しようとしたために見限られ、違法薬物密造が発覚したことで捕縛、王都の情勢が安定するまでの間は幽閉されることになった。捕縛後、情緒不安定の原因の一端が魔人薬の副産物による薬物中毒にあることが判明している。

ポプテマ
迷宮都市の相談役で、太守の懐刀。ボブテマ伯爵家前当主。語尾はザマス。変な髪型の男性。衣服だけでなくアクセサリーや小物、化粧に至るまで緑色の色合いの品で統一していることから、通称は「緑貴族」。アシネン侯爵家の諜報機関の一員で、かつては王都の王侯貴族の暗部で活躍していた。
実は魔族に攫われて精神魔法の洗脳を受けており、自分が緑の上級魔族の「擬体」であると思い込まされていた。迷宮都市を魔王再臨に必要な瘴気で満たすために画策していたが悉くサトゥーに邪魔されたため、探索者ギルドに捕らえられている迷賊達に接触して「短角」と「長角」を渡し、残りをプニ玉に吸収させる。その際に中級魔族化したルダマンに胴体を切断されたショックで人格が戻り、瀕死のままプニ玉に吸収されたことで事件後は辛うじて生きたまま回収された。事後処理の間は都市核の力で延命されており、散々迷惑をかけたサトゥーに謝罪して自らの私財を贖罪のために使って欲しいと託す。太守達からはその能力を惜しまれたため、後に太守夫人がオークションで大金で落札したエリクサーによって健康な状態に戻る。
ポプテマの不在による影響は大きく、迷宮都市に犯罪者の侵入を許す事態を招いている。

デュケリ準男爵
永代貴族の准男爵。太守の懐刀。迷宮都市の魔法薬やマジックアイテムの利権を牛耳っており、爵位は低いが権勢が盛ん。針金のように細身の老紳士。シガ王国の貴族にしては珍しく側室や愛人がおらず、子供とかなり年が離れている。
魔法薬が高くて買えないと探索者から嫌われており、悪い噂ばかり流れているが、迷宮都市での魔法薬の価格を調整しているのは錬金術師たちが廃業しないように配慮したためで、迷宮都市の魔剣やミスリル剣の価格を上げさせるのは他国に流れて国力を低下させないためであるなど単なる守銭奴というわけでもないらしい。娘のメリーアンをサトゥーが2度助けた礼として晩餐に招待し、砂塵迷宮産の珍しい巻物を2つ与えた。ゴブリン病の対策になる野菜ジュース製造用のミキサーや迷宮都市周辺に自生するペリアを使った比較的安価に人間でも作れる下級魔法薬のレシピがサトゥーによってもたらされたことに感謝している。

メリーアン・デュケリ
ゲリッツの取り巻きで、デュケリ準男爵令嬢。14歳。細剣を帯びた男装の美少女。
ゲリッツたちと迷宮に潜り、迷賊の集団に襲われていたところをチーム「ペンドラゴン」に救助された。その後も探索者に憧れて、父の言いつけを破って野良パーティに参加しようとしていたが、父親が探索者に嫌われているために難航していた。恨みを持つ女性探索者に鎧を取り上げられてデミゴブリンと1人で戦わせられるなどいじめのようなことをされていたが、ルラムの報告を受けて駆けつけたサトゥーに救助された。その後、サトゥーが開講した貴族子弟向けの探索者講義を受講している。

ホシェス・デュケリ
デュケリ準男爵の妻。30代だが娘と姉妹に見えるほど若々しく、薄幸の少女といった容姿。

ジョス・デュケリ
デュケリ準男爵の息子。16歳。野菜が嫌い。「ゴブリン病：慢性」の状態で青白い顔色をしており、悪い意味で儚げな感じ。外見は妹より幼く、言動もやや子供っぽい。

モッフォ男爵
サトゥーのことを嫌っていた男爵。迷宮都市の気温が上昇していたため、苔蟹蜂（モス・クラブ・ビー）という魔物の翅を使った扇風機を贈り物にしたことで予想以上の高評価で、10年来の親友のような気安さで接するようになった。扇風機の礼としてサトゥーに大陸の西側の小国の戦争と魔誘香についての情報を与え、情報を有効利用して成り上がりをするように発破をかけた。

ルラム・トケ
露店を統括するトケ男爵家の次男。小太りの少年。格好付けたい年頃のようで妙に大人びた喋り方をする。ゲリッツの取り巻き。
クロの庇護下にある娘達の屋台の常連さんで、探索者の事情に通じている。押しが弱いが冷静に物事を見ているところがあり、説得には失敗したものの、ゲリッツたちが迷宮の奥に進むことを止めようとしていた。後にメリーアンが野良パーティに唆されて迷宮に入ったことをサトゥーに報告し、メリーアンを救った影の功労者としてクジラ（大怪魚）肉の串カツを贈呈された。サトゥーが開講した貴族子弟向けの探索者講義を受講している。

ジャンス・フダイ
フダイ伯爵家嫡男。少し酷薄そうな薄茶色の短髪の青年。従兄弟が赤鉄証持ちで、彼の協力で青銅証を持っている。ゲリッツの取り巻き。

ペイソン・ラルポット
ラルポット男爵家四男。小太りの黒髪。ゲリッツの取り巻き。

ディルン・ゴハト
ゴハト子爵三男。少し賢そうな背の低い金髪。ゲリッツの取り巻き。風魔法が使える。

ボーマン・ソビル
ソビル伯爵家出身の、成人したばかりの門閥貴族の子弟。ゲリッツ達とは王都の幼年学校以来のライバル。レベル4。
ドワーフ製のミスリル合金剣を佩き、多数の護衛を揃えて迷宮都市にやってくる。先にレベル15になるという勝負をゲリッツとの間で交わすが、蟷螂の魔物に襲われ20レベル台後半の護衛達を喪う。自分だけ何とか脱出した後、ギルドへ護衛の救出を願い、仲間思いなところに感心したサトゥーに出資して貰う。

##### 迷宮方面軍
アルエトン・エルタール
迷宮方面軍の将軍。迷宮都市における軍のトップであり、太守夫人に対等の立場で物が言える数少ない人物。筋骨隆々で、いかにも名門貴族出身といった感じの傲岸不遜を絵に描いたような鷲鼻の中年男性だが、見た目に反して砕けた性格。実家はビスタール公爵家で、名誉伯爵の地位を預かっている。
レベル41。「魔刃」を使えるほどの武人で格闘技も使える。武人以外を軽視する傾向にあるらしい。愛剣は真印なしだがドハル老師が鍛えたミスリル剣。サトゥーが作ったとは知らないがサトゥー作の魔剣アカツキの美しさ、魔力の流しやすさを評価し絶賛した。
ホーサリス・シーメン子爵と仲が良く、迷宮都市を訪れた彼にサトゥーを紹介され、「シガ王国の未来を担う逸材だ」と戦闘能力、魔法開発、そして料理や人柄により公爵領の派閥対立を軟化させたと様々な点を褒め称えたことでサトゥーに好印象を持ちその後もサトゥーを助けている。サトゥーの飲み友達でもあり、甘いワインを好み、好物のカマンベール風チーズをサトゥーが理解してくれたことを喜んでいる。

バフマン
迷宮方面軍隊長。軍のナンバー2。レベル37。人族だがオーガやトロルのような巨漢。

キンクリ
小柄な狐人族の軍人で、サトゥーから「狐将校」と呼ばれている。鑑定ギフト持ちの軍の審議官。軽い口調だがなかなか将軍からの信が厚い様子。飄々した言動が災いして、よくバフマンから拳骨を頭に喰らっている。迷宮都市での闇討ちからサトゥーを守り、朝まで飲み明かした。俊足。西の大砂漠に詳しいらしく、ヘルミーナの案内役に選ばれた際に「狗頭の古王」復活を目の当たりにしたが、サトゥーが都市核にその場から排除させることで救助した。

ゼオルン
迷宮方面軍小隊長。顎髭を生やしている。気遣いができる。迷賊狩りが好きな男。将軍に対してもタメ口。迷賊が起こした連鎖暴走で負傷したところをチーム「ペンドラゴン」に救助され、ソーケルに罪を着せられそうになっていたサトゥーを擁護した。

##### 探索者ギルド
ゾナ（リリアン）
探索者ギルド長。迷宮資源大臣を兼任し、名誉伯爵相当の権力を持つ。二つ名は「紅蓮鬼」。矍鑠とした87歳の老婆。なかなかぶっ飛んだ人のようで、部屋に入ったサトゥーにいきなり杖で襲い掛かるなど稚気に富んだ人物。ドハル老を爺呼ばわり、エルタール将軍を小僧呼ばわりする。AR表示ではゾナとなっているが、セーアにはリリアンと呼ばれている。戦闘狂だが、サトゥー曰くドハル老と同じく「憎めない老人」カテゴリーに属する。冷酷な面もあるが正義感が強く信用できる人物。魔人薬が嫌い。
レベル52の魔法使い。炎と光の魔法スキル持ちで、リザの槍を凌ぐほどの杖術の達人でもある。佇まいや帯剣したドハル老の剣から、サトゥーの力をある程度まで見抜いていた。
飲兵衛で有名で、迷宮都市でのサトゥーの飲み友達2人目。ツマミは迷宮蛙（メイズ・フロッグ）の軟骨が好物。シーメン子爵がサトゥーの功績を語って根回ししていたこともあって初回の迷宮攻略で大量の魔核を得たチーム「ペンドラゴン」を買っており、下級魔族を無傷で討伐したサトゥー一行の強さを認めミスリル証を押し付けようと画策していたが、議会からの反対で赤鉄証しか与えられなかったことを残念がっている。サトゥーの不正を証拠もなく疑い貴族である彼を侮辱したソーケルの愛人を、ギルド職員から即刻懲戒免職にした。「クロ」としてのサトゥーとも関係があり、彼から魔人薬の栽培場所や魔族の企みに関する情報を教えられている。また、サトゥーが迷宮都市に来てからわずかな期間で行った様々な功績を高く評価し、彼が構想した初級探索者講習も気を利かせて国から予算を貰って講師まで手配し仕事の全てを引き受けている。

ウシャナ
ギルド長の有能秘書官のアラサー女性。「鑑定」スキル持ち。奔放なギルド長のお目付役で、度々厳しく諌めている。

セベルケーア・ブライナン
細い髪質の青緑色のショートヘアをした小中学生くらいの可憐な容姿の女の子。研究好きなブライナン氏族の長文エルフ。容姿に反して口調は乱暴。レベル43で土魔法・森魔法を得意とする。モベリトーヤとケシルセーアの娘。ギルド長と仲が良い。前勇者の従者だった。ボルエナン以外では秘密のはずの「サトゥー=ナナシ」という事実に薄々感づいている節がある。また、十数年おきにカリスウォークを訪れ、「叡智の塔」の昇降機の整備状況を確認している。

ベナ
探索者ギルドの迷宮門主任。理知的な女性。ウリオン神のギフト「断罪の瞳」を持つ。初迷宮攻略で大量の魔核と素材を持ち込んだチーム「ペンドラゴン」を期待の新人と見込んでいる。

イルナ
20代前半の筋肉質でスレンダーな女性探索者。レベル8。探索者パーティー「麗しの翼」のリーダーで美人ではないが愛嬌がある顔立ち。男口調。雇った運搬人を身を呈してかばうなど悪い人ではない。
ベッソたちと一緒に依頼を受けていた際に、迷宮内で蟻の連鎖暴走（トレイン）事件を起こしたベッソに巻き込まれてしまう。丁度サトゥー一行の迷宮デビューの日であったため助けられたが、連帯責任でその事件の罰金を負うことになり、利子の返済にも苦しんでいる。サトゥー一行の新人研修を担当した。その後奴隷落ち寸前まで追い詰められていたが、養護院で探索者を目指す元浮浪児のために講習会の講師になることを条件にサトゥーに借金を肩代わりしてもらった。その後、探索者学校の教師を任されることになり、カジロたちからの特訓でレベル20を突破した。その後、自分たちと同じ境遇の「逃げ矢」を講師として推薦する。迷宮都市でのブートキャンプによってレベル30を突破した。

ジェナ
イルナより少し若い感じの柔らかな身体の女性探索者。レベル6。探索者パーティー「麗しの翼」に所属している黒い髪を後ろに一まとめにしきた美人さん。悪い人ではない。武器は短槍。「応急手当」スキル持ち。やや酒乱。
迷宮内で蟻の連鎖暴走事件を起こしたベッソに巻き込まれたが丁度サトゥー一行の迷宮デビューの日であったため助けられた。その後、サトゥー一行の新人研修を担当した。連帯責任の借金で苦しんでいたがサトゥーに一括返済してもらい、代わりに元浮浪児の教師を引き受け、迷宮での特訓でレベル20を突破した。迷宮都市でのブートキャンプによってレベル30を突破した。

ドゾン
熊のようなヒゲ面の戦槌（ウォー・ハンマー）使い。レベル30で、魔刃を使えるほどの技量はないが、中堅レベルでは頭一つ抜けた実力者。長い間探索者をやっているため、同業者たちに顔が広く、スミナとも知り合い。マヒルナの元夫。運搬人の子供たちに魔物の肉を無償で提供するなど、面倒見が良い性格で、彼を慕う者たちからは「ドゾン様」と呼ばれている（というか、自分で呼ばせている）。
下町で火災事故が発生した際もすぐに駆けつけて、火元のオイル・スライム討伐に協力したが、炎上するオイル・スライムを爆散させて火災を悪化させた上に自分自身も火だるまになって仲間に呆れられた。サトゥー一行の新人研修を担当した。

ジェリル・モサッド
「紅の貴公子」の二つ名を持つ赤鉄証の探索者。準男爵の爵位を持つ、ビスタール公爵の寄子。レベル45の魔法剣士で、片手剣と盾、火魔法を得意とし、魔刃も使えるほか、斬撃系必殺技「斬魔旋剣（エビル・スラッシャー）」、片手剣系必殺技「貫魔穿剣（エビル・ピアッサー）」なども習得している。優男風だが胸板は分厚く腕は太い。レベル30〜40ばかりの多数の赤鉄証の探索者を含むパーティー「赤竜の咆哮」の団長で、シガ八剣入りが噂されるほどの剣豪。朗読の才能があり、語りがうまい。勇者ハヤトとも知り合いで、彼からサトゥーの話を聞いていた。
剣マニアで、ザウジルが鍛えた赤鞘のミスリル合金製魔剣を所有する。「区画の主」の「翁硬甲虫（エルダー・ハード・ビートル）」との戦いで自慢の剣が折れてしまったため、サトゥーに第三世代型の試作品の魔剣を借りる。中層の「階層の主」である「氷雪蔦帝（アイス・アイビー・エンペラー）」討伐に挑み、途中暴走した相手に後衛が襲われたのをクロに助けられたことを除けばほぼ自分達の独力で討伐を達成、戦利品として氷の魔剣「氷樹の牙」や「毒耐性」「光魔法」「魔刃」の祝福の宝珠などを獲得する。
王都へ向かう飛空艇で発生した第1公子派の反乱では、帯剣していない状態で触手の怪物と交戦し、負傷しながらも公爵一家を守り抜いた。ビスタール公爵の夜会前に起きた暗殺未遂事件では、現役のシガ八剣の2人と共に暗殺者と戦った。
ビスタール公爵領の内戦鎮圧後、新たなシガ八剣に就任した。

ザリゴン
「業火の牙」のリーダー。野生的なイケメンでレベル39。アリサからは名前を捩って影で「ザコリン」呼びされるが、魔刃を使えるトップクラスの探索者。口が悪く脳筋で、初対面のサトゥーに対してもコイツ呼ばわりで粗暴だったが、悪人ではなく重症の運搬人も見捨てるようなことはしなかった。ミーティアに頬を赤らめていたことから、おそらくロリコン。
ジェリルと張り合って、格上の「区画の主」である「招雷牡鹿（ライトニング・エルダー・スタッグ）」に挑んだが、戦闘中にタヘレが連れてきたバジリスクの石化を右腕・右足に受け、右足は膝から下が砕けて失うという重症を負い撤退を余儀なくされる。近くにいたサトゥーから「1つ貸し」ということで万能薬と上級回復薬を譲られ、そのおかげで傷は完治したものの、体力と魔力が減った状態で治療された代償で、かなり消耗したまま迷宮を脱出することになった。

ベッソ
レベル13。利己的な性格のゲス野郎。パーティのリーダー。2人の運搬用の奴隷がいるが扱いが悪く、他の探索者からは好かれていない。危険だが儲かる仕事を受けては失敗して連鎖暴走を起こす問題児で、なおかつ反省しないため常習的に同様の事故を繰り返す。
サトゥー一行の迷宮デビュー初日に「麗しの翼」と一緒に依頼を受けて蟻の住処を攻めていたが、彼女たちに無断で蟻蜜を採取したせいで迷宮蟻（メイズ・アント）の連鎖暴走事件を引き起こした。「麗しの翼」を囮に逃げ延びたが、軍の駐屯所に魔物を連れてきた罪で罰金を負ったため、依頼を受けたメンバー全員に連帯責任をかぶせて自分の負担を軽くした。後日借金返済に追われて、魔誘香の原料になる「魅油涎」を欲して他のパーティーを唆し、魔物の誘導に失敗して起こした迷宮油虫（メイズ・コックローチ）の連鎖暴走を同行者たちに押し付けて逃走する。その際、仲間を見捨ててタヘレと逃げ、新人だった2人の仲間が死んだ。「区画の主」の部屋の宝箱で一儲けして一気に借金を返そうと企み、2度の悪行で地に落ちた評判を知らない運搬人の孤児を利用し、魔誘香を使って起こした3度目の魔物暴走を「業火の牙」に押し付け、留守になった区画の主の部屋から最後の仲間まで見捨てて魔剣を回収する。しかし、剣に刻んであった「不幸」と「悪縁」のルーンのためにバシリスクに襲われてしまい、石化したまま捕食されるという悲惨な最期を遂げることになった。

タヘレ
ベッソのパーティメンバー。レベルは10弱だが「宝物庫」スキル持ち。サトゥー一行の迷宮デビュー初日に蟻の連載暴走事件を引き起こした原因の1人。「麗しの翼」と一緒に依頼を受けていた。事件の罰金を負い、苦しんでいる。後日、懲りずにゴキブリの連鎖暴走を引き起こした。その際、仲間を見捨ててベッソと逃げ、新人だった2人の仲間が死んだ。3度目の連鎖暴走事件でベッソから魔誘香で囮にされ、「業火の牙」がいるところまでたどり着いたが「区画の主」に踏み潰されて死亡した。

トロイ
ベッソのパーティメンバー。レベル10弱。ゴキブリ連鎖暴走時は逃走中に気絶し置いていかれた。

ルン
人形使い。ルンの人形はレンガで作ったマリオネットのようなモノで動きはぎこちないがそれなりの戦闘力を有する。

ジッゴ
ゴーレム兵団。

ジェジェ
「赤い氷」という万年金欠パーティーのメンバー。ドゾンの知り合いの探索者。迷宮デビューしたばかりのサトゥーから水増し魔法薬を提供されたおかげで仲間が助かったため、のちに恩返しとして食事を奢った。

ルラーギウ
迷宮に向かうゲリッツ一行にソーケルが紹介した探索者。言葉巧みに一行を迷賊の元へと誘導したが、口封じに殺害されサトゥーが紹介した偽物だという虚言に利用された。

ジーナ・ダリル
近隣領主に仕えるダリル士爵家の令嬢。貴族女性パーティー「銀光」所属の新人冒険者。チェイン・メイルと鋼鉄製メイス、丸盾を装備する。
チーム「ペンドラゴン」が参加した新人講習に一緒に参加した。

コシン
「白馬の鬣」のメンバー。赤鉄証のベテラン。レベルは20を超えており、学はないが采配が巧み。ベッソに狩場として紹介された区画へ臨時パーティーをまとめて赴くが、彼が引き起こしたゴキブリ連鎖暴走に巻き込まれてしまう。サトゥー一行に助けられたおかげで被害を最小限にでき、その感謝を示して宴会に招待した。

マヒルナ
全員女性のパーティ「梟のヒゲ」のリーダー。露出が多い美人。ドゾンの元妻で、今でも彼としばしば魔物の取り合いをしては楽しそうに口喧嘩している。

ウササ、ラビビ、トカカ、ギケケ、ガウガル、クベア
獣人の元運搬人。ガウガルが犬人族、クベアが熊人族で、残る4人は兎人族の子供。ウササとラビビは長距離走が得意。
ベッソが囮として利用するため、青銅証まで与えられ正規の探索者になる。ベッソの本性を知らないため、彼を兄貴と呼んで慕っている。最終的に「区画の主」の宝箱を得る作戦で捨て駒にされ、魔誘香のために無数の魔物にたかられ死にかけるが、幸い寄ってきた魔物が弱かったおかげで一命を取り留め、チーム「ペンドラゴン」に救助された。その後、サトゥーが後援する探索者学校特待生選抜試験に合格し1期生として卒業後、晴れて初の「ぺんどら」になった。迷宮都市でのブートキャンプによってレベル30弱まで成長している。

ケルン
「白矛の騎士」を名乗る壮年男性。白軸の矛を持ち、聖騎士の鎧を着ている。

ポース
「影牙」の異名を持つ探索者で、迷宮都市の斥候職で5本の指に入る実力者。招雷牡鹿から仲間を守ってくれたサトゥーへの恩返しとして、彼の紹介で斥候の技術を学びに来たリリオに手ほどきする。

##### 迷賊
迷賊王ルダマン
懸賞金金貨100枚がかかっている迷賊。魔人薬で変貌した顔半分を覆う仮面が特徴で、武器は魔戦斧。「身体強化」「捨て身」スキル持ち。親は山賊で、迷宮都市で裏仕事をしていたことがある。迷賊のリーダーをやっているだけあって冷静な判断力を持つ。
ソーケルの手引きで迷宮探索中のミーティア王女達を襲い、魔人薬の服用で高まった身体能力で護衛のラヴナを圧倒するが、駆けつけたチーム「ペンドラゴン」に妨害され、サトゥーに負けて捕縛される。獄中では極刑ではなくムラサキ送りを希望して、誘拐した貴族令嬢を含む女性探索者を使って魔人薬の原料を栽培していること、栽培の黒幕が恐らく魔族であったことの情報提供する。これにより罪が減じられ、石打ちの後にムラサキ入りを打診という処分が下る予定だった。
その後、獄中でポプテマに「長角」を与えられ、意識を保ったままレベル44の中級魔族に変化。AR表示で種族は「魔族」「魔人」と二重表示になっている。長身のエルタール将軍の2倍の大きさで、黒い昆虫のような外骨格はミスリル剣でも傷つけるのが難しいほどに硬く、頭の部分には角のようなものがついて、枝分かれして攻撃できる短い尻尾が生えた。語尾も普通で流暢に喋れるが、魔族になってからキンキンとした迫力の欠ける声質になった。外骨格を外せるらしく、中の顔形は人族風だが黒に近い暗赤色の肌をしている。右腕を斧の形に変形するなど器用で、黒い障壁のようなもので魔法を防ぐ。エルタール将軍をいたぶっていたが、サトゥーの魔刃を帯びた妖精剣で装甲を脆くされ、両腕を封じられたところでエルタールの魔刃を帯びたミスリル剣で首を切断され倒された。
だが、生首がプニ玉に取り込まれたことで、体が酸でできた体長15mのヒトガタをしたレベル50の中級魔族として復活。知性や理性は失われ、喋ることはできず奇声をあげるだけとなった。動きはノロいが体が大きいため実際の移動速度は速い。サトゥーを執拗に追いかけるも、ギルド長の上級魔法「火炎地獄」で体力が1割まで減らされ原形をとどめていない瀕死状態になり、サトゥーがクロの服や姿をした関節可動マネキンを操ってトドメを刺された。

魔戦士カース
自称ルダマンの右腕。アラサーの迷賊。武器は魔槍の餓狼丸。「槍」「瞬動」「反撃（カウンター）」スキル持ち。魔人薬を過剰摂取すると、両腕が漆黒の鱗で覆われ額から2本の角が生える。なかなかタフだったが、クロの往復ビンタで失神して捕縛される。

黒剣のアシロ
ルダマンが留守の間のリーダー。武器は漆黒の魔剣。クロの「閃光六連撃」で吹き飛ばされ捕縛。

赤剣のガロン
優男風の男。自称ルダマンが一の戦士。武器は紅色の剣。クロの「閃光六連撃」で吹き飛ばされ捕縛。

短剣姫デリン
賞金首の迷賊。ルダマンと組んでゲリッツ一行に連鎖暴走をぶつけた。

##### その他
レリリル
賢者トラザユーヤが迷宮都市に残した「蔦の館」の番人を務める家妖精(ブラウニー)。外見は6～7歳の童女に見えるが、実年齢は60歳。黒に近い緑の髪の短いポニーテール。レベル20で、探知系スキルと隠形系の種族特性、「精霊魔法：家魔法」スキルを持つ。ボルエナンの里に住むギリルの孫。人族を蔑視している傾向があり、口が悪い。煽てに弱く調子に乗りやすい。
サトゥーを貶しているので珍しくルルが喧嘩腰になっているが、アリサとは妙に馬が合う。だが、下町の火災事件の際、サトゥーの機材操作の見事さ、錬金術の異常な速度を目の当たりにして尊敬の念を抱く。それ以後、「サトゥー様」と様を付けて呼び敬語で話すようになり、有能な助手として研究開発や迷賊被害者のケアに協力している。

ミテルナ
凛とした表情とピンと伸びた背筋から生真面目さを感じさせる。美人と言えなくもないが、プロポーションはとてもスレンダー。26歳。レベル9。王都の王立学院を卒業しており、「礼儀作法」「奉仕」「交渉」「教育」のスキルを持つ。未亡人。シーメン子爵家の家臣の一族出身。
夫の死後はさる準男爵家でメイド長をしていたが、主のセクハラを拒否したところ解雇された過去がある。その後、ホーサリスからサトゥーに紹介され、迷宮都市のペンドラゴンの屋敷でメイド長として招き入れられた。サトゥーの規格外の財力で水仕事や調理が魔法道具で行われることに驚嘆しており、特に非力な自分には辛いお風呂用の湯沸かしと水汲みが必要ないことには感激していた。
彼女なりに使用人としてのポリシーがあるらしく自分の名前を呼び捨てにさせる、サトゥー一行の敬称、敬語を徹底し、メイドにもそれを徹底させるなどきっちりした人。またサトゥーが保護した子供達のメイドとしての教育を買って出るなど節々に彼女の有能さが垣間見える。

ロジー
色黒で痩せ過ぎな黒髪少女。14歳。炊き出しで積極的に手伝っていた。ルルの紹介で迷宮都市のペンドラゴンの屋敷の正メイドになった。

アニー
朴訥な印象の茶髪少女。14歳。炊き出しで積極的に手伝っていた。ルルの紹介で迷宮都市のペンドラゴンの屋敷の正メイドになった。

スコピ
迷宮都市の下町を仕切る男。通称「泥蠍」。ちんぴら風だが義理堅い性格。下町火災の時に魔法薬を貧民のために惜しげも無く提供したチーム「ペンドラゴン」に感謝しており、ポプテマがサトゥーの悪評を流布した際には噂を流していた裏組織の買収や悪評の撤回を無償で助けた。密輸摘発後は裏市場の新しい顔役となり、迷賊の一斉検挙で取引がなくなったため魔誘香の取り扱いを禁止する。

バン・ヘルシング
迷宮下層の「常夜城」に住む吸血鬼の真祖。ヘルシング伯爵家の開祖。ワカメのように縮れた天然パーマの青年で、顔立ちはフランス系白人。レベル69。迷宮の外では「深淵血王」と呼ばれている。
転生者で、ユニークスキルに「一心不乱（コンセントレイション）」を持つ。シガ国語では「である」語尾が特徴だが、日本語で話すときは関西弁っぽいアクセントになる。種族固有能力に加え、「陽光耐性」スキルがあるため「陽光の下を歩む者（デイ・ウォーカー）」の称号を持つ。闇魔法と水魔法を複合した血流魔法（ブラッド・マジック）の使い手であり、300年かけて血流魔法による呪印を利用した刀鍛冶を習得している。
日に3度ほど血を一滴垂らしたワインを一杯飲むのが趣味で、格安ワイン「レッセウの血潮」を愛飲している。トマトも好物。将棋も好きだが、下手の横好き。友人のムクロのために、下層の「階層の主」を定期的に狩っているため多くの財宝を所有している。
常夜城では嫁である8人の上級吸血鬼や、奴隷を含む17人の人間と暮らしている。長生きしすぎて暇なので、城の壁の修繕や慈善事業の人命救助で暇を潰している。迷宮村の市で購入した奴隷達を使用人とするが、自由意志は奪わず月10mlの血液提供以外に無体を働くことはなく、吸血姫達の暇つぶしを兼ねて教養と技術を与え、さらに5年から10年で希望者には資金を渡して開放している。
探索中に重傷を負ったゼナを救助したことでクロと縁ができた。ピザ用トマトソースを確保するため、トマトの原産地であるプタの街へ眷属を派遣する。

リューナ
常夜城に住む上級吸血鬼（ヴァンパイア・ロード）。白い髪にピンク色の瞳。背が低く幼く見えるが、300歳でレベル49。通称「白姫」。手首から噴き出す血で形成した大鎌が武器。

セメリー
常夜城に住む上級吸血鬼。黒髪の艶めかしい美女。170歳。ネーミングセンスが微妙。怪力で大剣を片手で軽々振り回す。ただ太刀筋は洗練されているものの、老獪さが足りず表情が豊かすぎるのが弱点。吸血鬼化した騎虫の禍鋼大蠍（ルイン・スコーピオン）、体高6mのティラノサウルス風の古陸獣「ティラノン」、遊歩触手（プレイ・ローパー）の「ロッパ」を従える。「ちょっとグレる時期」らしく、よくバンへ勝負を挑んでくる。ユイカ1号とは友人で、恋愛相談に乗ってもらうこともある。
常夜城を訪問していたクロとの勝負に敗れ、彼に迷宮下層の名所を案内する役目を負うことになる。クロを下層の転生者たちへ紹介し、その時に邪竜一家とお揃いの純金アクセサリーをプレゼントされる。

フェドラルカ
常夜城の侍女頭。人間。常夜城に骨を埋めると宣言しているため、クロの正体も知らされている。どれだけ説得されても、頑として人間を止めることを選ばなかった。

ヨロイ
迷宮下層に住むレベル53の「鋼の幽鬼（アイアン・ストーカー）」。転生者で本名は「タケル」。迷宮の外では「鋼の王」と呼ばれている。ユニークスキルの「魂魄憑依（ソウルライド）」によって普段は中身が空の金属甲冑（フル・プレート・メイル）に憑依しており、状況に応じてロックゴーレムなどに乗り換える。キメ台詞で漫画などの台詞を引用するのが好き。ムクロとは戦争ごっこで暇を潰す仲。中身が空だが味覚はあり、食事を取ることもできる。
かつてフルー帝国で技師をしており、大砲などを設計していた。邪竜一家から分けてもらった金塊で、クロに鎧を装飾してもらう。

ムクロ
迷宮下層に住むレベル72の「骸の王（キングマミー）」。元人間のミイラ。転生者で、本名は「テツオ」。ユニークスキルは2つで、土塊から放射性物質を除いたあらゆる鉱石を作り出す「金属創造（メタル・メーカー）」と「夢幻工場（ドリーム・ファクトリー）」。妻はセリビーラの迷宮の「迷宮の主」だが、200年以上会っていない。迷宮下層では博物館を作っており、趣味で大量の兵器を自作している。
3000年ほど前に小国の王子として転生し、ユニークスキルと軍事知識を駆使して大陸の西部に一大帝国を築く。しかし情報と流通を安定させるために電波塔と鉄道網を作ったことが神の逆鱗に触れてしまい、天変地異のバーゲンセールによって国に大打撃を受け、帝国は分裂し神託で元凶と名指しされ暗殺されてしまう。儀式で「骸の王」になってからも「神の使徒」に狙われ続けたが、核兵器を大量製造して人類全てを人質に取り、迷宮の奥深くへ隠棲することを条件に停戦した過去を持つ。同じ神嫌いとして狗頭と愚痴を言い合うこともあったらしいが、相手の狂信者ぶりから完全には相入れなかった。
セメリーに案内されてきたクロへ、成竜の鱗・世界樹の枝葉・「賢者の石」との交換で、アリサの「魂の器」を保護するための神器「魂殻花環」を与えた。

ユイカ
「小鬼人族（ゴブリン）」として生まれた転生者。サトゥー曰く「ルルほどではないが、アリサやミーアにも匹敵するほどの美形」。細く華奢で、起伏に乏しい体型。迷宮の外では「小鬼姫」と呼ばれる存在。かなりの高齢で、ムクロとバンの中間ぐらいの年齢。全盛期はレベル99に至ったが、「心身代謝」の副作用でレベルが半分ほどまで低下している。
ユニークスキルは全15種類と圧倒的で、「入口として設定された場所から」「定められた手順で」「条件を満たした者」だけが通ることができる、神々の力ですらはねのける最強の結界を国一つ分程度の規模で構築する「箱庭創造（クリエイト・マイ・ガーデン）」、魔力の効率化を行う「魔力循環（マナ・ループ）」、魔力の供給を行う「魔力井戸（マナ・スプリング）」、魔法の連射を支える「無限連鎖（インフィニット・チェイン）」、硬い魔力の壁で攻撃を阻む「自動防御（ガーディアン）」、岩をも砕く威力の拳を繰り出せるよう身体強化する「豪腕無双（バーサーク・グラップラー）」、いかなる隠蔽さえ見抜き非表示の称号を確認する「神破照身（デバイン・サイト）」、レベルの3割を代償に新しい自分を生み出して代替わりする「心身代謝（ソウル・リフレッシュ）」などを持つ。耐えきれないほど辛いことがあれば、「心身代謝」で古い人格と記憶を捨てているため現状で3つの人格を宿しており、人格ごとにユニークスキル以外のスキル構成も変わり、表示される称号も入れ替わる。古い人格は背後霊のような存在となるため、主人格が眠るか気絶して憑依しない限り、傍観することしかできない。
称号として「小鬼姫」「ゴブリンの魔王」「真の勇者」「ヒトの限界に届きし者」「小鬼人族最後の子」などを持つ。初代勇者と戦った「ゴブリンの魔王」とは別人だが、召喚勇者達に間違われ続けた結果同一の称号を獲得し、さらには自分に挑んできた魔王も倒したことで勇者になっている。
ユイカ1号
最も新しい人格で、レベルは50。恐がりで引きこもり。称号は「隠者」が表示される。「料理」「生活魔法」スキルを持ち、戦闘では無詠唱でマイクロ・ブラックホールの弾を連射する。ヨロイが苦手。普段は沢庵を漬けたり、花を育てて生活している。
クロと初対面した際に勇者の称号を見てパニックを起こし魔法攻撃を仕掛けたが、魔力撃で失神し2号へ交代する。3号がクロと和解した後、自分の言葉で謝罪した。
ユイカ2号
ユイカの1つ前の人格。スキル攻勢は格闘系で、称号は「拳の王」が表示される。レベルは55。
1号と交代で現れたが、服がはだけていることを指摘され3号と交代する。
ユイカ3号
最も古い人格。1号からは初代様と呼ばれる。中二病。自称「漆黒の美姫ダーク・ラ・プリンセス」ことフォイルニス・ラ・ベル・フィーユ。レベルは52。「唯一神（ユイカ）」の名で呼ばれることは好まない。スキル攻勢は闇魔法を中心とする魔法戦士系。猥談は苦手で、下層の仲間達から「鋼鉄の処女」と揶揄されている。狗頭とも知り合いだが、神を嫌いすぎるのが欠点と評している。
2号と交代でクロと交戦し、「迷宮の主」が考えなしに送り込んできた「太古の根魂」との戦いを経て和解する。
カイロス
迷宮都市では珍しい翼人の少年。鳥人に比べて飛ぶのが苦手で、成人くらいでようやく飛べるようになったので、「落ち鳥」という不名誉な通称で呼ばれている。また、飛行速度も遅いので、あまり仕事もない。理屈っぽい性格で、「飛行」の上級魔法を上手く使えず悩んでいたゼナに、失敗し続けた経験を生かして翼で飛ぶ仕組みを論理的に説明した。

#### エチゴヤ商会
エルテリーナ・ロンドンベール
貴族出身の元探索者。20歳くらいの金髪の女性で、派手な顔立ちのビジネスの世界で映えるタイプの理知的な美人。父は男爵で祖父は軍閥に影響のあるケルテン侯爵。自分が逃げることよりも他の者を助けることを優先する心優しい性格。魔法スキルは持っていない。クロに好意を寄せており様付けで呼ぶ。胆力があり、博識で、指示が上手く、人を見る確かな目を持つ。
迷賊に囚われていたが、クロが迷賊を一掃した時に救助され、人に指示するのが上手いことから元虜囚の世話役の1人に選ばれる。その後は事件のトラウマから探索者を廃業し、「蔦の館」で一時保護される。貴族籍の娘が迷賊に捉えられていたのは外聞が悪いと言うことで解放するタイミングを計っていたが、祖父に魔人薬に関する嫌疑がかけられたことを機に王都での商業拠点確保の名目で迷宮都市を発つ。王都の貴族関係に深い見識を持つことから、祖父の冤罪が晴らされたあと新設されたエチゴヤ商会で支配人に指名された。
大晦日の王都が「赤縄の魔物」の脅威に晒された時は、レベルは高いが実戦経験の少ない幹部娘を指揮し、安全な場所から攻撃することで力を十全に発揮する作戦を立てる。

ティファリーザ
肩で切りそろえられている銀髪の怜悧な美人。ルルには及ばないまでも目を引くほどの美貌を持つ。「紋章学」と「命名」スキル持ちで、パワーレベリングで20レベルになった時に「宝物庫」スキルを習得する。
継母から虐待されて育ち、レッセウ伯爵の書記官として働いていたとき、伯爵のセクハラを拒絶したために反逆印という烙印を押されて犯罪奴隷に落とされたという過酷な経歴の持ち主。当時の主人が起こした迷宮都市下町の火災事故で全身の大半が炭化寸前という重症を負い烙印の副作用で魔法薬での治療が困難だったが、賢者の装置と下級エリクサーを用いたサトゥーの巧みな再生医療により一命を取りとめ、失明まで治った。サトゥーではなくクロが救ったことになっており、その後はクロの庇護下に置かれて長屋暮らしして、レリリルの補佐と元虜囚たちの連絡係として他の4人同様「蔦の館」を行き来している。クロに好意を寄せているが、奥手で他の同僚より想いを前面に出せない。エチゴヤ商会新設に際して王都へ異動、書類関係や経理を担当することになった。
年末には国王からの恩赦で奴隷身分からの解放を許されたものの、クロとの絆が無くなることを拒んで解放を拒否する。

ネル
アホ毛が似合う赤色のショートカットで「〜っす」という下っ端風の特徴的な話し方をする。レッセウ伯爵のセクハラを拒否して、反逆罪で烙印を押されて犯罪奴隷に落とされた。「生活魔法」を使える。
迷宮都市下町火災事故で重症を負い治療が難しい状態だったが、中級魔法薬と賢者の装置によるサトゥーの巧みな治療により一命を取りとめた。サトゥーではなくクロが救ったことになっており、その後はクロの庇護下に置かれている。長屋に住みながらタコヤキ屋台で働いており、自然な形で接触したサトゥーやルル達とも親しくなった。屋台の看板の絵を描いて売り上げに貢献してくれたタマのことを年下であるにも拘らず「タマ先生」と呼んでいる。迷宮都市で知り合ったルルとは仲が良く、彼女を「ルルちゃん先生」と呼んで一番弟子を自称している。ポリナの栄転後は、西ギルド近くに出店した喫茶店でウェイトレスとしても働いており、年末には喫茶店フランチャイズの件で、エルテリーナの指示でセリビーラから王都へ呼ばれる。
王都滞在中に国王からの恩赦で奴隷身分から解放されたが、転職することなくエチゴヤ商会勤務を続ける。

ポリナ
クロが迷賊から救った、エルテリーナたちの運搬人の平民。地味な女性。落ち着きと教養を感じさせる丁寧な言葉を使う。人望があり折衝や交渉が得意。元虜囚の世話役の一人に選ばれた。エチゴヤ商会の幹部候補となり、セリビーラ支店の支店長を任されるが、機密を守れるということで、程なく王都の工場長へと栄転する。

スミナ
筋肉質な女性探索者。姐御と呼ばれており、揉め事解決が上手。ドゾンの知り合い。
迷賊に仲間を殺され捕まっていたがクロに救助され、元虜囚の世話役の一人に選ばれた。クロを尊敬しており、本人非公認で「クロ様親衛隊」を自称し、長屋メンバーが必要とする素材を迷宮で採取する仕事を担当している。クロから貰った本物の「蟻翅の銀剣」を大切にしている。
エチゴヤ商会の設立後は幹部候補となり、セリビーラ支店で迷宮探索部門長に抜擢される。さらに警備部門拡充の為、セリビーラ支店を弟子に任せて王都の本社に合流する。

アン、ベス、クリス、デビー、エミリー
クロが迷賊から助けた女性5人組。1人は錬金術ギルドの徒弟で、残る4人は見習いの薬師。違法薬物である魔人薬の製造に関わっており、そのまま迷宮都市で暮らすことはできないため偽名をティファリーザのスキルでつけられている。名前の由来はアルファベットのABCDEから。迷賊に強要されて魔人薬や魔誘香を作っていたことに罪悪感を抱いており、贖罪の一環としてクロの命令でベリアの魔法薬の作成に挑んだ。

ロゥーナ
小柄な貴族娘。土魔法使い。エチゴヤ商会本店の従業員。石狼がお気に入りで、屋内でまで背に乗って移動する。ルーン光珠（光石にルーン文字を刻んだ商品）の名付け親。シャルルルールと共に北方のカゲゥス伯爵領方面へ派遣され、ヨウォーク王国への難民の情報を伝えた。ビスタール公爵領を巡る事を希望していたが、内戦後の治安の悪化の為に断念し、サガ帝国出身の浮遊石の研究者をスカウトして王都に戻ってくる。

メリナ
幹部娘の1人。雷魔法使い。母親がビスタール公爵領南部都市の出身で、綿花関係の利権を持つ叔母がいる。レッセウ伯爵領の魔族騒動に伴う治安悪化とビスタール公爵領の内乱で綿花の高騰が始まったため、他の貴族や問屋、栽培者にも顔が利くということで、2人の随行員と共にビスタール公爵領に派遣される。その功績で紡績や洋裁関係の責任者となり、のちにパリオン神国支店の支店長に選出される。現地雇用の枠を拡大し、砂人の民元品を貿易品目に加えようとしている。

ジャハド
王都のスラム街に近い下町の廃屋に住む回転狂の老魔術士。以前は王立学院と王立研究所に籍を置いていたが、門閥貴族出身の研究者に嵌められて職を失い、パトロンもなく下町で細々と魔法道具の修理で糊口を凌いでいた。弟子兼助手であるアオイの紹介でクロにスカウトされ、新型の二重反転式空力機関を対価にエチゴヤ商会の研究員となった。

コストーナ
幹部娘の一人。地味だが粘り強く堅実な仕事をするので、メリナの補佐やフランチャイズ関係の物件交渉などで活躍している。サトゥーからの依頼という形で受けていた羊や山羊の調達とクボォーク王国への輸送任務の担当者で、任務後は本人の希望で中央小国群を巡り、各国の首都に商会の出張所を設立して回る予定。

#### 王都

##### 王家
セテラリック・シガ
シガ王国の現国王。
王子は9人いたが、4名が死亡し第3王子シャロリックは療養中なので、健在なのは王太子、第5王子、第8王子、第9王子の4名のみ。王女は13人おり、システィーナを除く成人済みの王女たちは既に国内の有力貴族や他国の王子に嫁ぎ、未成年の王女も多くが婚約済み。そのほかにも庶子がいる。
ナナシを初代国王である王祖ヤマトだと思い込んでおり、その要請で直筆の営業許可証と御用商人の証明となるメダリオンをエチゴヤ商会に渡している。サトゥーとナナシの関係は知らないが、大晦日に王城を狙った魔物との戦いを見てその実力に注目している。

ソルトリック・シガ
シガ王国の第1王子であり王太子。30代くらいの理知的な面持ちの美青年で、顔立ちは母親似。

シャロリック・シガ
シガ王国第3王子。第2代国王と同じ名を持つ美形の青年で妻が2人居る。人族全てを支配する統一国家を作ろうとする野心家にして自信家。愛想がなく短気で器が小さい。レベルは40台後半でシガ八剣第2位に列せられる剣豪だが、躊躇無く人を殺そうとしたり、後述の所業を何ら悪びれることなく口にするなど「人として何かが欠けている」とサトゥーは見ている。国王から神授の聖剣クラウソラスを佩くことを許されているが、勇者ではないので聖剣の力を引き出せておらず、刀身の分裂という本来の力を使えない。ハヤトの聖鎧に匹敵する防御力を持つ、王祖ヤマトの時代に作られた伝説級の装備である白鎧を使う。
派手な女性遍歴の持ち主で、嫁入りが決まっている令嬢に手を出して危うく伯爵家が1つ離反しそうになったという大事件を起こしている。その際にリーングランデとの婚約が破棄されているが、まだ未練があり、彼女をリーンと愛称で呼ぶ。何名も居た庶子を全て「処分」したことでリーングランデに妻に迎える準備はできていると得意満面で報告するという、あまりにも道徳心が欠如した振る舞いを見せた。公爵の娘を娶って至高の地位を目指すという野望のため、リーングランデの妹であるセーラにも目を付けていたが、本人の顔も知らない上で会いにきてセーラ本人をただの神官とみて無礼と断じて殴ろうとしたり、その後も面と向かって地味な容姿とけなすだけでなく、姉リーングランデにモーションをかけるなど、他者に対する配慮が全くない。
次々期公爵の結婚式で公都を訪れていた時に黄肌魔族の襲撃を受ける。その際、リーングランデやサトゥーには「相手の力量も読めず、勇気ではなく無謀に行動しているだけ」「考えなしに敵に突っかかり、勇者パーティーが満足に攻撃できず場をかき乱している」と評された。事態を解決しようとしていたナナシを攻撃し、武器を手放していた隙に大怪魚の寄生虫に襲われて「生命強奪（ライフ・ドレイン）」を受けた影響で急速に老化し、レベルも20台まで落ちてしまった。その後は療養のため王都に送り返され、シガ八剣としての地位も剥奪された。

システィーナ・シガ
シガ王国第6王女。橙色に近い金髪と銀縁のメガネが特徴の、スレンダーな女性。21歳。レベルは17で、「礼儀作法」「算術」「錬成」「術理魔法」「召喚魔法」のスキルを持つ。「禁書庫の主」という称号の通り、結婚などせず一生書物に囲まれていたいと願う本の虫。呪文マニアでもあり「変わり者」と噂されている。巻物工房を経営するシーメン子爵とも親しい。
元は次期レッセウ伯爵の婚約者で本来は1年前に結婚していたはずだが、伯爵領で不幸が重なったことで婚約解消になり、今も未婚のまま王城で暮らしている。「花火」などのオリジナル魔法をいくつも開発しているサトゥーに興味を抱き、魔法開発の大家として「サトゥー様」「至高の呪文研究者」「先生」と呼んで尊敬するようになる。年末から王都に出没するようになった「赤縄の魔物」と聖桜樹の未開花に関係があるのではと疑い、サトゥーらを護衛に市中へ繰り出し事件の調査を行った。

ドリス・シガ
シガ王国第12王女。10歳だが、もう少し年下に見える。システィーナの同母妹であり、容姿がよく似ている。
システィーナに頼んでミーアを紹介してもらい、同席していたポチやタマと仲良くなる。

ヤマト・シガ
シガ王国を建国した初代国王。王祖とも呼ばれる。ヤマト石の製作者。レベルは人族で最高の89だったと言われている。術理魔法を得意とする魔法戦闘主体の勇者であり、称号に「隠者」「勇者」「真の勇者」「王」「王祖」を持つ。現役時代は聖剣クラウソラスを使っていた。
本名は高杯 光子（たかつき みつこ）で、サトゥー（一郎）の幼なじみの「ヒカル」。厳密にはサトゥーが来た世界と類似した並行世界の日本出身で、互いに幼なじみであるという点は共通しているが、それぞれが知る相手はよく似た別人である。天之水花比売という女神を祀る神社の娘で、一郎と同じ会社で働くプログラマーとして「後輩氏」の渾名を付けられていた。ジョンスミスとリリオの関係性をからかい気味に尋ねたり別れた経緯をしつこく聞いたりと女子っぽい性格。
FFLの制作中に「黄金の猪王」に対抗するために召喚され、殺し合いを嫌ってパリオン神からはユニークスキル「友愛（みんななかよし）」を貰い、ゲームでよく使っていたテニ×勇という少女漫画の主人公に由来する「シガ・ヤマト」を名乗った。能力が戦闘向きではなかったせいでハズレ勇者扱いされて、聖剣や聖具を取り上げられたうえに容量無限のインベントリを利用した輸送担当にさせられる。飛空艇を撃墜されてオーク帝国の捕虜になるが、「友愛」の力でオークに味方を作り、魔王とも友情を育んだが、ユニークスキルに侵食された魔王が大戦争を引き起こしたことで状況が変わり、捕虜から解放されて「竜の谷」で天竜という相棒とクラウソラスをはじめとする聖なる武具を授かり、大魔王討伐を成し遂げる。
その後は天之水花比売の神託で帰還しても一郎には会えないと知ったため異世界に残留し、当時の従者や仲間とシガ王国を建国、遷都した後は養子のシャロリック1世に譲位して「ミト・ミツクニ公爵」を名乗り諸国を漫遊し、再び神託を受けてフジサン山脈の麓の「夢晶霊廟」でコールドスリープについた。
600年以上経った後、暗号を解いて墓所内にやってきたジョンスミスやNo.1たち7人のホムンクルスたちによって目覚めた。偶然、セーリュー市の迷宮選抜隊が魔物に襲われている所に遭遇し、ジョンがリリオを助けたいと言ったためホムンクルス達やミトも加勢した。その際、魔物の大群や中級魔族を余裕で倒すという底知れぬ強さを見せた。その後はファウの街で女給をしていたが、領境の山に住み着いた下級竜をフジサン山脈に返すためジョンたちと別行動することになった。大晦日を前に天竜と王都を目指すが、魔神の降臨騒動に巻き込まれ、ナナシの援護でホーズナスの陰謀を食い止めるため奔走する。事件後はナナシに怯えた天竜に連れられ、フジサン山脈まで戻った。
王都にて再会したと思ったサトゥーが自分の知る一郎でないことにショックを受けたが、いずれ再会できることを信じて待つことにする。サトゥー（ナナシ）のことは「許婚の兄弟」「幼なじみの兄」のような存在だと周囲に説明している。アリサとルルの「強制」を解除する目的でオークションで競り落とした「祈願の指輪」を2人から譲られ、「自分の世界の鈴木一郎に会えるよう」に願い、その際に神から「すぐに叶う」と太鼓判を押される。
王都で寂しくないようにというサトゥーの配慮で、迷宮都市の養護院から王立学院の幼年学舎に留学する子供たちの後見と近所に借りる寮の寮母をする事になった。また、サトゥーの知人達から希望者を募ってHBC（ヒカルブートキャンプ）を行い、レベル上げをさせている。

シャロリック1世
シガ王国2代目国王。滅亡したフルー帝国最後の皇帝の庶子で、ヤマトの養子。通称「仁王」。退位後は王祖に倣ってミツクニ公爵となった。

ガルタフト
400年前に在位した、「狂王」と呼ばれた少年王。鼬人族の占い師に唆され亜人の大虐殺を行い、シガ王国東方および北北西の亜人国家との間で亜人大戦と呼ばれる戦乱を引き起こした。

ザラ
ガルタフトの次代の国王。シガ王国中興の祖であり、賢王と称される。過剰な迫害が悲劇を生むことを戒めるため、亜人大戦の様子を絵にして後世に残した。

##### シガ八剣
ゼフ・ジュレバーグ
シガ八剣の筆頭であり、聖騎士団の団長。二つ名は「不倒」。レベル56。総白髪の年経た老騎士。武器は、白い軸にアダマンタイト合金製の青い穂先を付けた魔槍。「魔刃」「身体強化」「虚身」「光魔法」「螺旋槍撃」「魔刃砲」など、珍しいものも含む多彩なスキルを習得している。
シガ八剣の候補者であるサトゥーの実力を図ろうとしており、王都に到着したばかりの彼に申し込んだ決闘がビスタール公爵家の内輪揉めによって流れると、聖騎士団の駐屯所へチーム「ペンドラゴン」を招く。ジャゴウを圧倒し、自分にも勝利したリザをシガ八剣に推挙しようとしたが、断られる。
ビスタール公爵邸で開かれる夜会に招待され暗殺事件に巻き込まれた時には、襲撃犯の黒殺党のほとんどを倒し、重傷を負いながらも公爵を守り抜く。事件にゴウエンが関わってことで引責辞任の危機にあったが、これまで積み重ねた功績とケルテン侯爵からの擁護により、減俸とシガ八剣の指名権放棄という処分で落ち着いた。

レイラス・ケルテン
シガ八剣の第3位。二つ名は「聖盾」。レベル54。聖盾使いの老騎士。人格者であり、王子が手討ちにしようとした侍女を救っている。
第3王子のお目付役として公都を訪問中に黄肌魔族の襲撃を受け、魔族が放った｢煉獄の白焔（ホワイト・インフェルノ）」の連打を受け止め重傷を負う。

トレル
シガ八剣の第4席。「飛龍騎士（ワイバーン・ライダー）」であり、「疾風」の二つ名を持つ。馬上槍より長い魔法の長槍が武器で、魔刃を使える。
老齢を理由に引退を考えており、勇退を飾る戦いの相手を探していた。ゼッツ伯爵領の竜の噂を聞きつけ亜竜の監視を行っていたが、偶然発見した下級竜に勝負を挑む。奮戦むなしく相棒のワイバーンを喪い、自身も重傷を負ったものの、居合わせたミトが竜の相手を引き受けている間にゼナが魔法で治療したおかげで生き延びた。

ヘルミーナ・キリク
シガ八剣第5位。二つ名は「銃聖」。レベル49。キリク伯爵の縁者。つり目だが優しい瞳で、金髪ボブの綺麗系女子。27歳。
シガ王国では珍しい銃使いで、《穿て》の合い言葉で弾丸を加速させるための螺旋回転する水滴を作り出す「水蝶銃」という白いライフルや、ワンアクションで再装填できる銃剣付き二丁拳銃が武器。防御力は低いが、攻撃力は高く中級魔族にも大ダメージを与えられる。堅物だが、酒に弱く、抱きつき癖がある。
サトゥーが大砂漠の都市核を秘密裏に掌握した一件の調査のため、4名の聖騎士を随員に迷宮都市に向かう。「自由の光」が起こした中級魔族との交戦を経てサトゥーと親しくなった。サトゥーを弟に重ねて可愛がっている。また、優れた射撃の腕を持つルルやミーアを、自分の後継者にしたいと考えている。栄達を望まないサトゥーを変わり者だと思っている。
大砂漠の調査中に「狗頭の古王」復活を目撃し殺されかけたが、都市核の力で安全な山脈付近まで排除された。王都でのビスタール公爵の夜会で暗殺事件に巻き込まれた時には、ジュレバーグと共に奮闘したが、同僚が事件に関わっていたことで大きなショックを受けた。

ゴウエン・ロイタール
シガ八剣の第6位。二つ名は「剛剣」。レベル51。身長2m近い、鋼のような筋肉の巨漢。以前はサガ帝国で冒険者をしていた。実家はビスタール公爵家の家臣で、公爵への忠義に厚く、かつては第1公子に剣術を教えていた。妻と10歳くらいの娘を故郷に残している。子煩悩で、子供好きなヘイムとは仲がいい。
現在は巨大な両手剣を使う。「魔刃」「金剛身」「瞬動」「身体強化」「瞬発強化」「剛力」「光魔法」スキルのほか、必殺技スキルとして神速の上段からの振り下ろし「魔斬鋼烈刃（バースト・ハッカー）」、技の途中でモーションが次々に変わる「魔斬旋乱刃（バースト・ハリケーン）」を習得している。冒険者時代は「魔力強奪（マナ・ドレイン）」と「生命強奪（ライフ・ドレイン）」の効果を持つ、長さ2m半、刃渡り2m近くもある黒い両刃の呪われた巨大斧を使っていた。テクニカルな技は使わないが、見かけ通りのパワー一辺倒ではなく、サトゥー曰く「パワーとスピードを兼ね備えたオーソドックスな剣士の最高峰」である。
公爵への忠義と公子への義理の間で板挟みになっており、故郷の妻子を第1公子派に人質に取られて公爵暗殺に加担せざるを得なくなる。かつて使っていた呪われた斧を手に、「魔人心臓」を装着することで魔族ルダマンを凌駕するほどの力を獲得し、ジュレバーグとヘルミーナを戦闘離脱に追い込むも、サトゥーに両手首を切断される。魔人心臓を暴走させて触手甲冑化、サトゥーと入れ替わりで現れた勇者ナナシを倒せないまま同僚達が戦線復帰してしまい、最終手段で「長角」を使ってレベル60の魔族と化し、身長6m近くまで巨大化、口内から黒いビーム状のブレスを吐くようになる。しかし、ポチとタマが回収してきた魔笛によって動きを封じられ、魔族化したのが魔人心臓だけだったことが幸いして、魔人心臓を摘出したうえでエリクサーで心臓を再生させたことで蘇生する。
本来は反逆罪により一族郎党処刑されるところを、武勲を惜しまれたことと、ナナシの嘆願を聞いてビスタール公爵が減刑を願い出たこと助命された。しかし、シガ八剣を解任されて犯罪奴隷へと落とされ、ムラサキの長官として碧領に送られることになった。

ヘイム・カラズ
シガ八剣の第7位。二つ名は「雑草」。レベル53。野武士系の渋い親父のような外見。着崩した聖騎士の制服の上に肩当てと胸当てだけを着け、魔物の皮を使ったブーツとグローブを装備する。武器は片手半剣。子供好きで、仕官する前は田舎貴族の子弟達に稽古をつけていたことがある。
ゼッツ伯爵領に派遣され、王国騎士団と共に王都への峠に居座る亜竜を討伐した。聖騎士の駐屯所にやってきたタマとポチに身体強化の緩急やフェイントについて教授したため、2人からは「先生」と呼ばれている。大晦日の王都ではポチと共に「赤縄の魔物」の排除を行った。

リュオナ・エセブ
シガ八剣の第8位。街道沿いの魔物狩りを主任務とする王国軍聖騎士団第8中隊の隊長。二つ名は「草刈り」。レベル48。筋骨隆々なアラサー女性。露出過多なファッションだが、割れた腹筋と野性味溢れすぎる面差しのため、あまり色気は感じない。
武器は死神のような大鎌。「魔刃」「空歩」「瞬動」スキルや、遠心力と大鎌の重量を生かした「死極断頭台（デス・ギロチン）」や斬撃の嵐を放つ奥の手の「死極断罪旋（ジェノサイド・ギロチン）」といった豪快な必殺技を持つ。

バウエン・ガンリウ
「風刃」の二つ名を持つシガ八剣候補の1人。王国軍の聖騎士団第8中隊に所属している。反りのある長刀を背負ったスレンダーな感じの剣士。
ビスタール公爵領での内戦鎮圧後、新たなシガ八剣に就任した。

##### シガ三十三杖
アテナ・ラッホル
王国の宮廷魔法使い「シガ三十三杖」の1人で、聖桜樹の「桜守り」をしている少女。レベル35の土魔法使いであり、審議官のスキルも持つという若き才媛。ピンクブロンドの儚げな容姿に反して口が悪い。なかなかお人好しなのだが、努力と才能で獲得した地位を誇りに思っており、先祖を負かした賢者トラザユーヤを輩出したボルエナン氏族をはじめとするエルフを嫌い、いつか宮廷魔道士長になって人族がすごいことを証明しようという目標を持つ。
聖桜樹を見に来たミーアをライバル視する。システィーナが「赤縄の魔物」の調査で市中に繰り出した時には、護衛として同行する。

##### 貴族
宰相
シガ王国の宰相。建国以前から王祖ヤマトに仕えていたドゥクス公爵家の前当主。分厚い筋肉に覆われた偉丈夫だが、戦闘系スキルは「護身」のみ。「姿写しの秘宝」で撮影したヤマトに生き写しなナナシの素顔を見たことで号泣した。一方で優秀な政治家でもあり、エチゴヤ商会に商業権を発行する際には私情を捨てて空力機関や魔剣の売買を王家に優先するよう条件を提示した。乗り物好き。
年明けに新設された部署「観光省」の大臣を兼任することになる。ニナやオーユゴック公爵から「枷を付けず放流すれば勝手に王国の利益となる行動をとる」と紹介されたサトゥーを副大臣にスカウトして、訪問先の名所や名物の報告書を提出するよう命じた。

ケルテン侯爵
シガ王国の軍務大臣。王家を信奉しており、自分達の血族以上に王族を重要視しているのが誇りでもある。エルテリーナの祖父。
賄賂を使って取り入ろうとする業者や貴族を徹底的に排除している。魔人薬の密輸摘発時に関係者として名前が挙がったため、大臣を辞職して自宅謹慎していたが、クロの働きで冤罪が晴れた。
年始のオークションでは、憧れだった「魔刃」の宝珠を落札し、滂沱の涙を流していた。以降は来客に「魔刃」を見せびらかすのを楽しんでいるが、はしゃぎすぎて魔力切れを起こして度々倒れているらしい。
サトゥーの家臣に孫娘の窮地を救ってもらった恩義から、力になれる範囲で手を貸すことを約束する。ビスタール公爵領の反乱鎮圧軍に推薦する事も考えていたが、ロイド侯とホーエン伯の猛反対にあって断念する。

ボッパン伯爵
軍務副大臣。非常に直情的な性格の脳筋であり、礼服がはち切れそうな筋肉の大男。王祖ヤマトの「種族に貴賎なし」という言葉を守って、上級貴族ながら自分の側に非があれば相手が探索者や亜人でも頭を下げる。

エマ・リットン
リットン伯爵夫人。レーテルの親友。品のある色気を持つ美女で、アラフォーとは思えない若々しい美貌をしている。ちょっとイタズラ好き。王都の社交界や門閥貴族に影響力が高く、王都の貴婦人たちに顔が利く。王都にやって来たサトゥーから「天涙の雫」をプレゼントされたことを喜び、名前呼びを許す。

ナグア子爵
軍関係の貴族でケルテン侯爵の政敵。魔人薬の一件でケルテンを蹴落とそうとしたが、クロの妨害で失敗する。

モス男爵
軍関係の貴族。軍需品の御用商人の地位を求めてナグア子爵に協力していたが、クロに妨害された。

ドゥビン男爵
王都の門閥貴族。魔王信奉組織「自由の光」に内通し、パリオン神国の商人から渡された紫卵を部下に託して迷宮都市に中級魔族を召喚させ、その罪で翌日には捕縛された。

ラユナ・ラッホル
ラッホル子爵夫人。妙にねっとりした視線の色気過多な美女。エマの友人。サトゥーのカフスの加工に目を付け、加工した宝石師に取り次がせようと色目を使った。

モーシル・ボナム
ボナム伯爵家出身。田舎貴族に暴言を浴びせて狼狽えるのを見て遊ぶ卑怯な青年。リットン伯爵夫人の園遊会に招かれたサトゥーとカリナに暴言を浴びせるも、サトゥーから「威圧」を受けて怯えさせられ、逆恨みして殴りかかるが「鉄皮」のために腕を痛める。その後も幾度となくサトゥーへ勝負を挑もうとするが、周囲の有力者から「武」と「社交」の釘を刺されて心をズタボロにされる。

フリンジ・マークレ
軍務大臣の付き添いをしている上級貴族マークレ家の嫡男。亜人蔑視者で、仲間の魔術師リンドルが強引な勧誘を受けたのを庇った鼠人のガリッツを罵倒する。しかし、止めに入ったホーズナスにまで罵声を浴びせたため、ボッパン伯に頭を下げさせることになり、それでも態度を改めなかったので謹慎処分を受ける。

シェリン・ロイタール
ゴウエンの娘。小学生くらいの女児。見た目は母親似だが、内面の熱量は父親似 。
周囲には戦士としての才能がないと言われるが、聖騎士になる夢を諦められず王立学院の騎士学舎への入学を目指している。そこでサトゥーに弟子入りを頼み込み、アリサの提案でルルに体力作りを指導してもらうことになる。候補生として参加した遠足の護衛ではルルとナナの教えを守って小蟷螂討伐に貢献し、その後は無事に騎士学舎に合格した。一緒に窮地を乗り越えたポチやタマとはマブダチになった。

バリー・ゾーゴン
ゾーゴン男爵家の御曹司。イヤミで性格が悪いが、処世術に長け掌返しが早い。騎士学舎の学生で「詠唱」が得意。レベル7。
遠足の警護では班長を務めたが、評価を上げることを目論んで道を外れたことで、ビスタール公爵暗殺にゴウエンを利用するためにシェリンを狙っていた第1公子派の陰謀に嵌ってしまい、魔物の群れの襲撃を受ける。指揮を放棄して逃げ出した先でレベル48の空泳魔虎に襲われ死にかけるが、馬鹿にしていたポチとタマに救助され、その後は取り巻き共々2人の舎弟になった。

チナ・ケルテン
ケルテン侯爵の孫娘。赤毛のストレートをポニーテールにしている幼女。ポチやタマより年下だがしっかり者。レベルは1桁だが、同年代の中では高い方。
王立学院の幼年学舎で意地悪をされていたポチとタマを助け、2人と親友になる。

デュモリナ・ケルテン
ケルテン名誉子爵の娘でチナの姉。妹そっくりの可愛い顔をしているが、毒舌家。

ケルテン名誉子爵
ケルテン侯爵の次男で、デュモリナ、チナ姉妹の父親。容貌は父親そっくり。王国軍の主計局長をしている。騎士学舎でジートベルト男爵とは同期だった。

##### その他
ジャゴウ
黄色い槍を持つ髭面の聖騎士。傲慢で不遜な性格。聖騎士の中でも5本の指に入る実力者で、「魔刃」「螺旋槍撃」などのスキルを持つが、発動までが遅い。
ジュレバーグに呼ばれて聖騎士の駐屯所に来たリザに喧嘩を売るが、一方的に翻弄されて無様に敗北。その後、サトゥーにも挑んだが「対人戦先読み」スキルに翻弄されて完敗した。「魔人心臓」を装着してビスタール公爵の暗殺にも加担、シガ八剣にも匹敵する身体能力を得たが、手加減を忘れたサトゥーに吹き飛ばされるも、魔人心臓の暴走で触手甲冑化してサトゥーに襲いかかる。人間の判別がつかないほどに錯乱して、入れ替わりで現れた勇者ナナシに両手足を斬り飛ばされ、触腕を使ってなおもナナシに迫るも、負傷から回復し戦線復帰したジュレバーグとヘルミーナに頭を砕かれて死亡した。

ケストラー
チケットの予約を取るのに2ヶ月待ちが当たり前の人気楽団「ラクストン楽団」に所属する男性。「楽聖」と称される。性格は柔和だが、芸術方面には厳しい。ミーアと王都の街中でセッションしたことがあり、その腕前を高く評価してサトゥーにラクストン音楽堂の特別席のチケットを渡す。

リ・フウ
王都の地下に隠れ住む30人のオークの1人。豪豚氏族。ひときわ大柄で、厳格な感じの男性。黄金の猪王からヒヒイロカネ製の魔剣ガイエスブルクを授けられた獣魔将であり、オーク流斬鉄剣の使い手。公都地下のガ・ホウの友人。
「赤縄の魔物」の調査で地下道に来たサトゥーを警戒するが、ガ・ホウと共通の友人だと知って剣を収め、ダイコンのおでんなどの食糧を提供してもらったことに感謝する。

マリオン
王立学院騎士学舎で新任教師をしている年若い女性。

シャルルルーン
王都で活動している女怪盗。錬金術で特殊なクリームを作り使い捨ての変装マスクを製造する技術を持ち、自然な立ち居振る舞いで相手に鑑定させない立ち回りを得意とする。
ピピンから年始のオークションに出品される「祈願の指輪」の強奪計画を持ちかけられ、指輪を保管している「封竜匣」を開錠するためにスマーティットから「竜の瞳」を盗むが、変装を見抜いたサトゥーによって捕らえられる。リベンジのためにピピンの手を借りて脱獄し、2人がかりで逃走劇を繰り広げたものの、リザに捕縛された。
その後は犯罪奴隷に落とされて、犯罪ギルドに攫われた弟の救出を条件にエルテリーナの奴隷となり、情報収集や各種工作などで活躍する事になる。

ピピン
「神出鬼没」の異名を持つ怪盗で、シャルルルーンのライバル。悪徳商人や貴族から盗んだ金を貧民に配っているので義賊扱いされている。先天的なギフトとして体力を消費して瞬間移動する「短距離転移（ショートレンジ・リープ）」を持ち、「宝物庫」「変装」などの怪盗向きなスキルを保有する。
年始のオークションに乱入して「祈願の指輪」を収めた「封竜匣」を強奪し、チーム・ペンドラゴンとヒカルを相手に逃走劇を繰り広げ、土地勘を活かして苦戦させたものの、あえなく御用となった。
その後は犯罪奴隷に落とされて、姉を弄んで殺した悪徳貴族の始末を条件にエルテリーナの奴隷となり、情報収集や各種工作などで活躍する事になる。パリオン神国編では勇者ハヤトの支援メンバーに選出され、パリオン神国で勇者を狙う暗殺者の始末を任された。その次の仕事として、パリオン神国や西方諸国にエチゴヤ商会の支店設立の為の事前調査を任され、赤竜に滅ぼされたシベでセレナを救助すると、カリスォークでポチに「白竜の卵」を預け、セレナに同行してバザンの企みを阻止しようと奔走した。

#### レッセウ伯爵領
前レッセウ伯爵
ティファリーザとネルの元雇い主。彼女達に日常的にセクハラをしており、拒否された腹いせに「反逆印」の烙印を押して犯罪奴隷に落としている。後に中級魔族との戦いで戦死する。

新レッセウ伯爵
前レッセウ伯爵の子。年齢は15歳でサトゥーと同じ。
非常に運が悪く、本来は1年前に第6王女のシスティーナと結婚しているはずだったが、その直前に実母が亡くなって喪中により婚姻が延期になり、その間に魔族騒動で領都が壊滅してしまう。父の死後に爵位を継ぎ、民兵を募りセーリュー伯迷宮選抜隊を対魔族軍に組み込んで指揮をとる。功を焦って周囲の反対を無視して無謀な野戦を挑んでゼナ達を死なせかけた。さらには不手際の影響で王女との婚約を破棄される。挙句に王国会議前の根回しに失敗して他の領主や門閥貴族から反感を買ってしまい、子爵への降格や継承権を他の親族へ譲渡するまで話題に上るほどになってしまう。年始の「大謁見の儀」では降格する事なく伯爵に襲爵したが周囲からの不満は大きく、その後の会議でも交渉に失敗して周囲から更に不興を買う。
魔族という外患だけでなく、贅沢三昧で自分をこき下ろす事しかしない貴族という内憂まで抱えて頭を痛めている。先代伯爵をよく思っていないサトゥーにもその境遇に同情され、金貨1000枚の投資の代価として養護院の開設と倒産工場の譲渡を許可。さらにフルー帝国時代の遺跡の探索許可、発見した遺物や倒した魔物の素材の免税、廃坑の採掘権20年分を条件に、さらに金貨500枚の投資を得る。

#### ビスタール公爵領
ビスタール公爵
現ビスタール公爵。厳つい鷲鼻の中年男性で、エルタール将軍は年齢の近い叔父。現国王の従兄弟という高貴な血筋。オーユゴック公爵の政敵。一番若い夫人は17歳で、最年長の娘より年下。末娘のソミエーナを溺愛している。
「階層の主」を撃破した寄子のジェリルに期待しており、ゆくゆくはシガ八剣に就いて箔をつけてから領軍の一翼を担ってもらいたいと考えている。一方で、オーユゴック公爵の派閥寄りのサトゥーを敵視しており、その思いを隠さない為、ソミエーナの方がよっぽど礼儀をわきまえているとサトゥーに思われている。
鼬人族と取引して領内に被害を出した長子を廃嫡したことがきっかけで、第1公子派の配下に反乱を起こされる。飛空艇乗船中に暗殺されかかったが、同乗していたジェリルに庇われ傷を負うことなく生還する。王都でサトゥーに飛空艇テロの鎮圧の恩賞を与え、内乱鎮圧に協力させようとしたが、ムーノ男爵の臣下という立場から断られた。その日、夜会の前に再び暗殺されかかるもシガ八剣やナナシによって助けられ、ナナシの頼みで計画に参加させられていたゴウエンの減刑を国王に嘆願する。内戦後は莫大な戦費の支払いと幾つかの利権の王国への譲渡という罰を受ける。

トーリエル・ビスタール
現ビスタール公爵の第1公子。王立学院時代はリーングランデと並び立つ天才と言われていたが、自身の卒業後に彼女がさらなる功績をあげたことで過去の話となってしまう。また、ゴウエンから剣を学んでいたが、武人としての才能はなかった。
シャロリックが提唱する「大乱の世」の到来を確信し、鼬人族と「ネジ」を取引するために種族差別の撤廃を提唱していた。だが、鼬人の新兵器実験の被害を受けた猿人族からの報復で領民に被害を出したことを口実に、父から廃嫡された。これを不服とする派閥の者達がビスタール公爵の暗殺を謀り、公爵家の内乱に繋がる。
ヨウォーク王国軍の支援を受け、切り札として派遣された下級竜により反乱鎮圧軍を苦しめたが、ナナシの介入により反乱は失敗。妹からの手紙を読んで思うところがあったのか、ナナシの嘆願で助命された後は辺境にある邸宅で生涯を過ごす事になった。

ソミエーナ・ビスタール
現ビスタール公爵の末娘。年の割に機転が利く。「宝物庫」スキルを持つ。
長兄の種族差別を否定する発言を信じており、迷宮都市から王都に向かう飛空艇の中で知り合った耳族のポチとタマと仲良くなる。「宝物庫」の中に「小聖杯」を保管していたため反乱分子から身柄を狙われており、飛空艇からの脱出時にトーリエル派のトホマエーナの手引きで誘拐されてしまうが、No.1たちと合流していたサトゥーや駆けつけた第3騎士団によって救出された。戦争で家族同士で争う事を嘆き、ナナシに兄への手紙を届けてもらうよう頼んだ。

トホマエーナ・ビスタール
ビスタール公爵の第1夫人。第1公子派に付いており、飛空艇からの脱出時に「小聖杯」を所持するソミエーナを連れてテロリストの一味へ合流する。王都の第3騎士団に追われて逃走しようとして落馬し、首の骨を折って瀕死の重傷を負うが、サトゥーに中級魔法薬で治療された後で巡回騎士隊に引き渡された。

レダ・ビスタール
ビスタール公爵夫人の1人だが、高官のモーサンと不倫している。愛人が計画したクーデターに協力しており、「魔人心臓」の装着者を操る魔笛を所持している。しかし、乗り合わせた探索者たちの奮闘で計画が失敗、自らは公爵一家でただ1人負傷してしまう。

モーサン
ビスタール公爵家の高官。レベル7。召喚魔法や各種事務系スキルを持つ。公爵夫人の1人レダと不倫関係。亜人差別主義者。
トーリエルの廃嫡に反対しており、考え直してもらえるよう懇願するが強く拒否されたため、領軍の隊長を努める第1公子の叔父と共謀し、「領主の力」の及ばない場所で暗殺するため公爵が乗る飛空艇の襲撃を実行する。計画では地上の狩猟館を占拠した隊長が従魔による砲撃を行っている間に、暗殺と飛空艇設備の破壊を行うはずだったが、艦橋に持ち込んだ魔導爆弾をサトゥーにこっそり没収され、地上からの攻撃をチーム「ペンドラゴン」にことごとくつぶされる。最終手段で「魔人心臓」を稼働させ、故障と暴走で無数の触手を生やした異形と化し、艦橋で大暴れするがリザに撃破され、一命を取り留めるが後遺症で知性を失う。

ラベーレ
ビスタール公爵配下の土魔法使い。公爵に派遣され、ジェリルの「階層の主」討伐を支援した。

#### ゼッツ伯爵領
ゼッツ伯爵
ゼッツ伯爵領の領主。小柄な男性。領主夫人にベタ惚れで、彼女が評価しているサトゥーに難民の援助を約束した。
ゼッツ伯爵夫人
ゼッツ伯爵の妻。娘によく似てムキムキな腕を持つ体格の良い女性。年末の魔禍祓いの儀式で邪王飛竜を倒したサトゥーを高く評価している。
ホォールナ・ゼッツ
ゼッツ伯爵の3女。母親譲りのプロレスラーのように立派な体格で、17歳とは思えないほど大人びている。

### サガ帝国

#### 勇者ハヤトチーム
ハヤト・マサキ
日本からの転移者である勇者で25歳の青年。短髪に男臭い精悍な顔つき。高校2年生の春に召喚された当時はレベル50で現在はレベル69。ユニークスキルに「無敵の矛（つらぬけぬものなし）」「無敵の盾（つらぬけるものなし）」「無限再生（はてなきいやし）」を持ち、聖剣アロンダイト（聖句は《歌え》）・聖鎧トゥーナス（聖句は《奏でろ》）・聖盾の所有者。「挑発」「瞬動」「身体強化」「魔刃」「サガ帝国神皇流剣術」「閃光六連撃」「閃光螺旋突き（シャイニング・ストラッシュ）」「虚身」といった多様なスキルを保有する。
2013年3月3日、17歳の時に勇者としてサガ帝国に召喚され、メーリエスト達仲間と共に戦ってきた。
幼女から人気の高いサトゥーに嫉妬したり、一目惚れしたアリサを「マイ・ハニー」と呼んだりする真性のロリコンだが、一方で正義感が強い善人でもある。
黄肌魔族と交戦するリーングランデに召喚されて公都にワープし、そこで勇者ナナシと知り合う。同時にサトゥーとも知り合って友人となり、彼が日本人の末裔ではなく転移者であることも見抜き、ある程度の情報を共有して自分が持つ技の一部を伝授した。当初はサトゥーとナナシが同一人物であることは知らされていなかったが、魔王討伐後にサトゥーが勇者ナナシの正体だと確信を得る。
日本への帰還後はサトゥーからの頼みで家族に手紙を届けた際（なお、この世界の「鈴木一郎」は5年以上前、大学の合宿中に失踪しているらしい。）、偶然出会ったヒカルに憑依した神に頼まれてサトゥーと書かれた表札を貼った犬小屋を製作し、拾った犬をそこで育てることにした。

リーングランデ・オーユゴック
オーユゴック公爵の孫娘で王位継承権はないが現国王の孫娘でもあり、セーラの姉。「天破の魔女」の異名を持つ。銀髪で顔立ちは妹とよく似ており、22歳でEカップの巨乳美女。
10歳から2年で風と炎の魔法を上級まで修めて王立学院を卒業、15歳までの3年間で研究員として失伝していた爆裂魔法と破壊魔法を復活させ、聖騎士隊と共に迷宮都市で「階層の主」を倒したことで名誉女男爵に叙せられている。第3王子の婚約者だったが彼の愚行に愛想を尽かして18歳で婚約を破棄した上で王国を出奔、以後はサガ帝国で勇者の従者として活躍していた。
魔法使い寄りの魔法戦士で、レベルは55。「階層の主」から手に入れた雷の大剣と魔法鎧チャフタルを使う。バカが嫌いで頭の固い相手とは喧嘩になるので、折衝は苦手。
実妹のセーラを溺愛し過保護な扱いをしているが、彼女からは若干避けられている。弟の結婚式のために4年ぶりの帰郷時に出会ったサトゥーの才能を高く買って自身の戦闘技術を伝えたが、セーラに懸想していると思い込んで微妙に敵視している。
砂塵王討伐作戦時にはレベルが58まで成長している。砂塵王討伐後、ハヤトが日本に帰る前夜に意を決して告白するが、振られてしまう。

メリーエスト・サガ
サガ帝国第21皇女。豪奢な金髪巻き毛でソルナに匹敵する爆乳美女。雷魔法や術理魔法が得意な後衛で、長杖を使う。また、他国との折衝も担当している。ハヤトが召喚された頃からの長い付き合い。

ロレイヤ
神官。ゆるふわタイプの巨乳美女。目の下にほくろがある。酒好きだがあまり強くはない。後衛。上級神聖魔法の使い手で、詠唱に時間がかかるものの、切断された四肢を再生させるという上級魔法薬並みの回復力を発揮する。

ルスス
虎耳族のソバージュ女性。色っぽいプロポーションをしている。20代前半くらい。前衛。大剣二刀流を使い、必殺技スキルに「双刃乱舞（ツインブレイド・ダンス）」を持つ。
ハヤトの送還後は各国へ武者修行に向かう予定。

フィフィ
狼耳族のショートヘア女性。色っぽいプロポーションをしている。20代前半くらい。前衛。武器は巨大な長柄斧で、必殺技スキルに「獣王斬門（ブラッドリー・バスター）」を持つ。辛い物が苦手。
ハヤトの送還後は各国へ武者修行に向かう予定。

ウィーヤリィ
長耳（プーチ）族の女性。愛称はウィー。長弓使いで、次期弓聖と言われている弓の達人。矢によって結界を作り、相手を縛り付ける「鎖矢陣結界（チェインアロー・サークル）」を使う。通信官や次元潜航艇ジュールベルヌの操舵手も担当する。サトゥーの技術者としての資質を認め愛称呼びを許す。砂塵王討伐作戦時にルルの狙撃手としての才能を見込み、金雷狐銃を譲渡した。

ノノ
セリビーラに駐在中の書記官。非戦闘員。23歳でEカップの無口系。公都を発ち迷宮都市に寄ったハヤトに回収された。リロとは顔がそっくり。
砂塵王討伐時にはパリオン神国外で活動していたが、ハヤトが魔王討伐によって日本に帰還する寸前に合流する。

セイナ
ヨウォーク王国に潜入中の斥候。レベル52。1人称はボク。ハヤトが黄の上級魔族に敗れる前からの付き合い。小柄な人族女性で、自動で矢が補充される連射クロスボウや、小剣による必殺技「絶命刺突（アサシン・バックスタブ）」を使う。

リロ
勇者ハヤトの従者で、書記官の一人。背丈はアリサとルルの中間くらいと小柄だが、ボディラインのメリハリは十分な大人の女性。外部との折衝を担当する。

#### 歴代勇者
初代勇者
千数百年前にゴブリンの魔王に対抗して召喚された最初の勇者。レベルは88と伝えられる。竜神とパリオンから授けられた2本の聖剣で魔王を倒し、サガ帝国の初代皇帝になった。魔王を退治した報酬でボルエナンの光船を1隻貰い、後世の勇者に「ジュールベルヌ」として代々受け継ぐことにした。

ダイサク
400年ほど前に召喚された勇者。戦いに疲れて隠居し、余生をボルエナンの里で過ごした。悪戯好きで、アーゼをからかって遊んでいた模様。エルフの里に文化ハザードをもたらした。混浴の風習やおっぱい石鹸を広めていたことから、心が汚れていたとサトゥーに評される。

#### 国民
リュッケン
ハヤトに協力するサガ帝国の騎士。レベル51。サガ帝国の最先端技術によって作られた黒鋼の鎧を纏い、ジェントルマンな髭を生やす。サガ帝国制式剣術の使い手。シガ王国に対して敵意を持ち、「裏切り者の勇者（=ヒカル）が作った国」と呼んで露骨に嫌っている。
出世欲が強く、外面では勇者に従っているように見せつつも、パリオン神国での砂塵王討伐では自ら手柄を挙げるために損耗度外視の強硬策に訴える。討伐作戦本番でもハヤトの指示を無視して行動し、それなりに貢献したものの、激昂しパワーアップを遂げた砂塵王の攻撃で瀕死の重傷を負い戦線離脱した。
カゥンドー
パリオン神国での砂塵王討伐に参加したサガ帝国のサムライ。スィン・カァーゲ流免許皆伝で、「変幻自在」の二つ名を持つ天才剣士。
ルドルー
パリオン神国での砂塵王討伐に参加したサガ帝国のサムライ。帝都ジィ・ゲイン流の使い手であり、カジロとは同門。下戸。

### ルモォーク王国
メネア・ルモォーク
ピンク色の髪に碧色の瞳の美少女。彫りがあまり深くない顔立ちで、背は150センチ、腰は細く胸はDよりのCカップ。16歳でレベル9。「召喚魔法」スキルを持つ。ルモォーク王国の第三王女。
シガ王国に留学中で、武術大会で命を救われたことをきっかけにカリナの数少ない友人となった。黄肌魔族の襲撃でたまたま公都にやってきたハヤトに対して祖父や叔母が異世界人の召喚を行っていたことを謝罪し、自国に住み着いた黒竜退治を依頼する。
他国にほとんど顔を合わせたことの無い婚約者がいたが、鼬帝国に国を滅ぼされた時に亡くなっており、現在はシガ王国で夫候補の上級貴族を探している。当初はサトゥーをただの料理人だと思っていたが、黒竜との戦いでの活躍を見て見直し、彼に恋心を抱くようになる。カリナがサトゥーと結婚して太守夫人になったら、自分は第2夫人になりたいと宣言している。
その後、王都にてカリナやサトゥーと再会する。

ユイ・アカサキ
ルモォーク王国に7番目に召喚された13歳の少女。肩までの茶髪、黒目、身長150センチの痩せ型。サトゥー曰くクラスに1人いるレベルの可愛さ。南日本連邦（パラレルワールドの日本）出身。元アイドルで「演技」スキルを持つ。レベルは2。敬語が苦手でメネアに対してもタメ口。元の世界に帰れないことを知っても気丈に振る舞い、世界一のアイドルか玉の輿を目指すことを宣言している。サトゥーに好意を抱く王女の恋を密かに応援している。
ネメアの留学中にシガ国王の庶子であり王都一の豪商ゴォークツ商会の御曹司と婚約し、彼の紹介でゴォークツ商会で奉公している。

アオイ・ハルカ
ルモォーク王国の6番目に召喚された10歳の少年。内気そう。少し長めの黒髪、やや大きめの黒い目で、見た目は少女にしか見えない。大倭豊秋津島帝国（パラレルワールドの日本）出身。レベル1で「算術」スキルを持つ。頭が良く、ユイからは発明家を目指すよう応援されている。
ネメアの留学中は、王都下町の私塾の先生に気に入られて入塾して学んでいる。後にジャハドの弟子兼助手となり、発明品をエチゴヤ商会に持ち込んだ事が縁でエチゴヤ商会の職員となる。現在は二重回転式空力機関を用いた「ドローン」の開発に励む傍ら、各地でスカウトされてきた博士達のパイプ役も務めている。

ジョンスミス
ルモォーク王国に3番目に召喚された10代後半の少年。本名は異世界に召喚された際に捨てており偽名を使っている。「埋没」というレアなスキル持ち。異世界召喚に憧れていて色々と準備していたが、実際に召喚されるとチート能力もなく、自分の置かれた状況が恐ろしくなり逃げ出した。その際に翻訳の指輪を腕ごと失った。
セーリュー市の領軍兵リリオの元彼であり、サトゥーが鼠人族のホゼからもらった日本語で書かれた陶器の製法メモを書いた人物。また、他にもサトゥーが入手した日本語メモはジョンが持ち込んだ物だと推測される。巨乳よりは薄い胸の方が好み。旅先で様々な料理を広めており、セーリュー市では「セーリュー揚げ（=肉なしコロッケ）」、プタの街では「白タレ（=マヨネーズ）」を伝授して路銀を獲得している。抜け目ない人物で、度々奴隷商人に売り払われかけるなどの危機を乗り越えながら、たくましく異世界を生き抜いている。
王祖ヤマトの墓所「夢晶霊廟」を訪れようとしたが行き倒れた所をNo.1たち7人のホムンクルスに助けられ、目的地までの護衛を頼んだ。墓所の奥地の水晶柱から現れた黒髪の美女ミトと出会い行動を共にする。その際、リリオたちセーリュー市迷宮選抜隊が魔物に襲われている所に遭遇し、ミトの魔法によるサポートを受けて救援に向かった。ミトが下級竜をフジサン山脈へ連れていく為に別行動を取ると、No.1らを残してまた旅立った。

ユリコ・ルモォーク
ルモォーク王国の王女でメネアの叔母。紫髪を持つ転生者で「世界を繋ぐ力（ワールド・コネクション）」というユニークスキルを持ち、儀式装置の補助を受けて異世界から人間を召喚できる。ただしこの召喚で現れた人間は神の祝福がないため勇者が持つようなユニークスキルが与えられず、不安定で二度と同じ世界へは繋げられない。先王と鼬人族の魔術師と組んで8人もの日本人を召喚するが、8人目を召喚した日に黒の上級魔族に襲われ、崩れた居城の下敷きになり死亡した。
なお、その紫髪は召喚魔法のブースターとしての効果があるらしく、「自由の翼」は「ユリコの髪輪（ヘアリング・オブ・ユリコ）」という髪で編んだアイテムを所持していた。

### 灰鼠首長国
ミゼ
声 - 高橋伸也
「赤兜」の名で知られる灰鼠人族の騎兵。ネズミの顔だが、妙に男くさくニヒルな印象を与える。若い頃にボルエナンの里で修行していたことがある。レベル24。
自身が暮らす集落の周辺に起きた立ち枯れの調査をしている中で「トラザユーヤの揺り篭」から逃げてきたミーアを保護することになり、彼女を故郷に送り届けようとしていた矢先にゼンの追っ手によって部下たちの多くを失い、命からがらセーリュー市に逃げ込みユーヤに保護された。その後はミーアをサトゥーに託して無事に帰国し、サトゥーが奴隷から解放した部下たちの生き残りとも再会し、自分が所持していた「ボルエナンの静鈴」を譲った。
Web版ではミーアをサトゥーに託して羽蟻の群れに特攻し、戦死を遂げている。

ホゼ
ミゼの部下。ジョンスミスの友人で、山で遭難していたのを助けた時に陶芸に関する日本語のメモを貰っている。ゼンが差し向けた魔物の戦闘で傷つき、4人の生き残りとともに奴隷に落とされていた。そのことを知ったサトゥーによって解放されて帰国し、恩返しでジョンスミスのメモを譲った。

### ボルエナンの里
アイアリーゼ・ボルエナン
声 - 茅野愛衣
ボルエナンの里で唯一残ったハイエルフ。称号に「無垢なる乙女」を持つ。外見はプラチナブロンドに碧眼、20代の大人びた美女だが、うっかり屋で少し残念なところがあり、勇者ダイサクからはよくからかわれていた模様。一方で世界樹の記憶庫と接続すると性格が一変して神々しい雰囲気を放つようになる。愛称は「アーゼ」。
「精霊魔法」「精霊視」「鑑定」などのスキルやギフトを所有する。サトゥーに精霊光を制御する術や精霊視の技術を伝授したほか、ミーアの精霊魔法の師匠でもある。
サトゥーの事情を竜神殺しなどを含めて全て教えられている唯一の人物。サトゥーと初めて直接出会ったとき、（彼が知らなかったとはいえ）婚約を請う儀式を行ったことから過剰に意識していた。里と世界樹を救うために奮闘したサトゥーに思いを寄せるようになるが、種族の壁や自身の立場に阻まれている。それでも互いに憎からず思っており、亜神アーゼの時には誓約の口づけを返している。里を旅立ってからは遠距離恋愛のように毎日「遠話」で話をしている。

ラミサウーヤ・ボルエナン
ミーアの父。巨乳好き。娘と同様に無口。「ボルエナン遊戯会、夜明けの四天王」の一人で、最弱の存在とのこと。

リリナトーア・ボルエナン
ミーアの母。長文エルフ。夫や娘とは対照的にお喋り。精霊視スキルを持つ。賢者トラザユーヤの娘。

ルストフーア・ボルエナン
アーゼに仕える巫女。長文エルフ。アーゼとサトゥーが想い合っていることを察しているが、里のハイエルフがもう一人しか残っていないために彼らが深い関係にならないよう注意していた。サトゥーが主を連れて旅に出なかったことに感謝の言葉を告げる。2人の甘々な様子に砂糖を吐きそうな表情を見せる。

ネーア
日本料理の研究家。長文エルフ。伝説の料理であるハンバーグなどの再現に励んでいたが、サトゥーからレシピを伝えられ感涙する。ルルを始めとした後衛陣に護身術を指導する。サトゥーに頼まれてチョコを完成させた。

ヒシロトーヤ・ボルエナン
狩りの名人で弓使い。長文エルフ。顔が広い。レベル40台。昔は「調停者」という役職についていた。数百年前に迷宮都市セリビーラで修行したことがあり、青銅証を所持している。サトゥーたちが迷宮の危険性を知っても挑戦を止めないことが分かると、彼らを死なせないために自分達の技術を伝授することにした。エルフ師匠のまとめ役。サトゥーの呪文詠唱の師匠で、射撃担当のルルも教えている。

ポルトメーア・ボルエナン
西洋人形のような容姿とは対照的な乱暴な口調が特徴。ポチの師匠を務める。肩口で切りそろえられたソバージュ髪。いつもは鎧姿。長文エルフ。サトゥーから青薔薇の魔剣を貰っている。

シシトウーヤ・ボルエナン
タマの師匠を務めるござる語尾の男性。だが見た目は長髪の美少女エルフ。長文エルフ。刀を使う。「またつまらぬモノを斬ってしまった」が口癖。

ゴーヤ
ミーアの兄的存在。200歳。レベル13。ミーアを心配しているが過保護すぎてうっとうしがられている。サトゥーをライバル視して何かと勝負を挑むが詠唱以外の能力でことごとく敗北し、最終的にはミーアを彼に託すことを決める。短文エルフ。

グルガポーヤ・ボルエナン
螺旋槍使いの短文エルフ。リザの師匠。槍聖。

ギマサルーア・ボルエナン
魔法剣士の女性の短文エルフ。ナナの師匠の一人。

キーヤ
魔法道具工房の工房主。長文エルフ。ゴーレムに魅入られている。ドーアの夫。虚空用の有人ゴーレムを作っている。

ドーア
魔法道具工房の工房主の1人。キーヤの妻。ゴーレムに魅入られている。虚空用の有人ゴーレムを作っている。

ユセク
ボルエナンの里に住むスプリガンの短槍使い。里のスプリガンでは最強とされる。グーヤにも劣らない槍の使い手。魔刃を短槍の先から飛ばすという離れ業「魔刃砲」を使える。リザのもう1人の師匠。

ケリウル
ボルエハルトの鍛冶師ザウジルの叔父に当たるドワーフの盾使い。レベル38。ナナの師匠の一人。レプラコーンの里で修行していた。リザとは利き肉を競うライバル。

ノーア
カレーの再現に挑む女性の料理エルフ。人見知りで、サトゥーとの接触もネーアに代行して貰っている。

ケーア
裁縫工房の工房主。下町のおばちゃん風の口調の長文エルフ。外見は可憐な美少女。サトゥーとアリサに刺繍の指導をした。

ジルサリーア・ボルエナン
三つ編みにめがね。世界樹一級園芸員。普段は晶枝の手入れのために虚空展望台に入り浸っている。長文エルフ。2千歳超え。

プーヤ
邪海月の一件で汚染樹液対策を担当したエルフ。

ツトレイーヤ・ボルエナン
エーアの弟子。錬金術士。長文エルフ。丁寧な口調。

エーア
ツーヤの錬金術の師匠。長文エルフ。将棋四天王の1人。サトゥーの新武装開発にも協力した。

ギリル
ボルエナンの森の東方に建つトラザユーヤの館を管理する老ブラウニー。レリリルの祖父。

セオル
影人（シャドウ）族の斥候。かつてトラザユーヤのパーティーのメンバーとして「階層の主」と戦った経験を持つ。アリサに「階層の主」の行動パターンや危険性を教授した。

トラザユーヤ・ボルエナン
声 - 浜田洋平
「賢者」と呼ばれたエルフで、シガ王国でも有名な存在。故人。ミーアの母方の祖父に当たる。
かつて、里を出て旅をして様々な功績を上げ、セリビーラで「階層の主」の討伐を果たすが、年若いエルフ等を連れて迷宮探索を行った際に供のエルフが死んだり重傷を負わせるという失態を犯し、その親たちから恨まれ里を追放された。その時の生き残りがシリルトーアやユサラトーヤらしく、彼らが里を出たのはトラザユーヤの追放に抗議するため。今でも彼を慕っているものはエルフ以外にも多い。その時の経験で「命への執着が薄い（すぐ命を諦める）」というエルフの欠点を危惧しており、それを解決するべく研究を続け灰鼠首長国の外れに安全な訓練施設「トラザユーヤの揺り籠」を作ったが、先述の恨みで里の者からは無視されたことを手記では嘆いていた。

### マキワ王国
ダザレス侯爵
マキワ王国の侯爵。「火炎将軍」の異名を持ち、巨大ルビーのような宝玉がついた「紅蓮杖」という炎の魔物を引き寄せる呪われた杖を所持する。
鼬帝国に追われていた白虎王国の生き残りを自身の屋敷で保護していた際に、何者かによって一族と訪ねてきていた国王を惨殺され、金品を奪われ領地にも放火される。その恨みの矛先を白虎たちに向け執拗に追跡しており、黒街ムラァスのオークションでルーニャ姫を競り落とそうとするがガルガオロンとこっそり手を貸したサトゥーに妨害される。その後も逃げる白虎たちを追い、行く先々の村で放火を行い魔物をおびき寄せる被害を与えていた。ボビーノ伯爵の手引きで逗留していたプタの街でも狼藉を働き、止めようとした守護を麻痺させると大量の食料を買い込んでいたサトゥー一行を怪しんで、魔狩人や犯罪者を取り込んで宿に夜襲をかける。だが抵抗にあって紅蓮杖を使おうとしたことで蛇竜（ナーガ）の群れを街に招きよせてしまい、撤退した守護の城でボビーノ伯爵から得たと思しき「長角」で全身が炎でできた中級魔族に転生、しかし黒竜山脈から降りてきたヘイロンによって瞬殺されてしまった。

### 白虎王国
ルーニャ
旧白虎王国の元王女。白虎人族の少女。
鼬人族の追っ手から逃れて旅していたが、捕まって奴隷になってしまう。オーユゴック公爵領の黒街ムラァスのオークションで売られそうになったが、潜入していたガルガオロンに救出された。その後ダザレス侯爵に軽度の火傷を負わされたがサトゥーが提供した魔法薬で治療され、彼の紹介でムーノ男爵領に向かう。

ガルガオロン
旧白虎王国の騎士。氷雪の騎士を名乗る白虎人族の大剣使い。
オークションにかけられたルーニャ姫の救出後、ダザレス侯爵に重度の火傷を負わされプタの街で潜伏していた。サトゥーの魔法薬で治療を受けて回復し、侯爵一派の夜襲では恩を返すために姫の指示でサトゥーに助太刀する。その後は姫たちとムーノ男爵領に向かった。

### ノロォーク王国
ミーティア・ノロォーク
ノロォーク王国の第六王女。語尾に「のじゃ」をつける。ルルと同い年の14歳だが、大きな瞳で幼い外見なので10歳ほどにしか見えない。髪型は茶色のドリル・ツインテール。奔放な性格で度々、お付きの者を困らせるが、探索者にも挨拶を返す気さくでいい子。
「ヘラルオンの巫女」という称号と息を吹きかけるだけで病気（瘴気中毒）を癒す「浄化の息吹」というギフトを持っている。レベル4で「礼儀作法」スキル持ちだが神聖魔法や「神託」スキルは持っていない。武術や魔法の才能がない。
自国での生活に飽きており、太守四女の治療を依頼されてセリビーラを訪問する。ミーアがエルフだと知って興奮していた。ソーケルに婚約を求められているが、永代貴族でもない相手と結婚するわけにはいかず、そもそも彼のことが生理的に嫌いなので対処に苦慮していた。魔族の洗脳に関係していたかは不明だが、ポプテマには本能的な恐怖心を抱いていた。

ラヴナ
24歳。ミーティアの護衛の女騎士。巌という表現が似合う男前で頼りになりそうな重厚感をもつ。レベル29で近接系戦闘スキルに優れ、魔刃を使える。武器は青銅の大剣。生真面目でソーケルのような人間を酷く嫌っている。
ルダマンとの戦闘で重傷を負い武器を壊されたため、サトゥーから第3世代型試作魔剣を借りる。その後、借りていた魔剣を返却し、ルダマンの懸賞金の半額を受け取る代わりにサトゥーが「ヘパイストス」名義で戦蟷螂（ウォー・マンティス）の剣腕から作成した「蟷螂大剣」を譲られた。

リュラ
ミーティア王女の従士娘。地味な女戦士。暴漢から主人を身を呈してかばう忠誠心を持っているが、美形のソーケルに気があるようでミーティアに無礼を働く彼を止められない。

### イシュラリエ王国
イシュラリエ王
イシュラリエ王国の王。ちょいワル親父風。娘の成人の儀式に急遽絹が必要になり、高品質な翠絹を持ち込んだサトゥーに感謝する。領内で狗頭の眷属である「炎王」が復活したことで軍が総力をあげることになり、ララギ王国の「天想祭」に参加する王子の護衛をサトゥー一行に依頼した。

サバーン・イシュラリエ
イシュラリエの王子。タレ目のイケメン。海洋国家の王族だが船酔いに弱く酔い止めが効かない体質。使者サバイシュを名乗りサトゥー一行とララギ王国へ向かった。ララギの第26王女とは親しい間柄。

### 魔導王国ララギ
ララギ王
ララギの王。海賊のような外見。伝説の「竜泉酒」をもたらしたサトゥーを厚遇し、300年ぶりに「酒侯」の地位を与える。「天想祭」で骸骨王に「ララキエの箱」を奪われてしまうが、ナナシに取り戻してもらった。

### ララキエ王朝
レイラーネ・トゥーワ・ララキエ
ララキエ最後の王女。「半幽霊」という種族で、毛先の青い白髪に褐色肌、赤い瞳が特徴。女王だった母親も同じ名前である。魔力消費を抑えるため普段は幼女姿を取っているが、魔力に余裕があればカリナに匹敵する魔乳美女にまで成長することができる。レベルは27。スキルに「歌唱」「土魔法」「召喚魔法」「歌唱魔法」「瞑想」「社交：ララキエ」を持つ。「海王の落とし子（=蛸型海魔）」を操るための「生け贄の聖女」でもある。
ララキエが落下した際に狗頭の信奉者によって捕らえられ、魔法装置の部品としてノノリエ神殿の中に閉じ込められたまま20000年を生きてきたが、海龍諸島を探索していたサトゥーに救助される。当初は記憶喪失でレベルと「歌唱」スキル以外を失っており、その時に神代語で「鎮魂の光」を意味する単語から自らを「レイ」と名付け、記憶が戻ってからもそう呼ばれることが多い。父親が起こした事件の後は地上人を苦しめてきた責任を取ってララキエごと自爆しようとしたがアリサに説得され生きる決意をし、以降は瘴気の影響を受けないララキエ中央島改めラクエン島でユーネイアと暮らしている。サトゥーに好意を持っている模様で、彼の冒険を影ながら健気に支えようとしている。

ユーネイア
ホムンクルスの少女。レイの叔母の名を与えられ、レイを姉と慕う。レベル30で、「死霊魔法」「同調」「回避」「調教」のスキルと種族固有能力「理術」を持つ。黒髪で毛先が赤い。瘴気汚染状態では黒目と白目が逆転したような目をしていたが、本当は青い瞳を持っている。
当初は憑依状態で瘴気に侵食されており、骸骨王の指示で海王を制御するためレイの身柄を求めていた。だが最終的には無謀な命令を繰り返す骸骨王に歯向い、事件後はサトゥーの治療で瘴気を取り除かれ、彼をマスターと認めてレイと共にラクエン島で暮らしている。

骸骨王
元半幽霊の不死の魔物（アンデッド）。レイの父。生前はララキエ最後の女王レイラーネの王配だった。不利になると「幽界渡り」スキルで逃走するため非常にしぶとい。
黄肌魔族に洗脳され、ララキエを浮上させることが妻の遺言だと思い込まされて、船を襲ってアンデッド仲間を増やしララギの「天想祭」を何度も襲撃していた。｢封塔島」に捧げる紅蓮杖の代用品として炎王の封印に使われていた輝炎剣を盗み、炎王を封印から解き放つ。復活したレイが持つ「ララキエの鍵」とララギ王から奪った「ララキエの箱」を手にしたことで計画を実行に移し、封印から脱した「海王」を生け贄の聖女によって支配しようとするが、海王はサトゥーに瞬殺され、自身は呪詛返しや砲弾を受けて消滅した。

### 鼬帝国
ホミムードーリ・スァーベ
スァーベ商会の会頭を務める鼬人族。訓練しているためか、獣人族にもかかわらずシガ国語を流暢に話す。デジマの工芸品や重機ゴーレムといった珍しい品だけでなく、死霊魔法の巻物、下級呪術師が使う「呪石」といったかなりグレーな商品も取り扱う。
シポローホーイ
鼬人族の魔法使い。レベル31で「召喚魔法」「術理魔法」「闇魔法」を使える。スァーベ商会の王都支店に顔を出している。

### ヨウォーク王国
ウサルサーキス17世
ヨウォーク王国の現国王。アルコール依存症以外の状態異常はないが、ミュデの精神魔法で支配されているせいで異様に憔悴しており、目だけが爛々と輝いている。
謁見の場に現れたサトゥーが退竜勲章を叙勲されている事を知ると、彼に伯爵位を与えて家臣にし、エルデォーク大王の地位になるという野望を語る。しかし、ビスタール公爵領の反乱軍に提供していた下級竜が支配から脱し、報復で王城を襲撃したショックで崩御してしまう。
オルキデ・マトッシュ
アリサ達旧クボォーク王国の王族に「強制」をかけた元宮廷魔術師。国が滅亡する直前にヨウォーク王国に鞍替えして家名を授かる。称号は「支配者」「迷宮主」「キメラ・マイスター」「ヨウォーク王国宮廷魔術師」「反逆者」「クボォーク王国宮廷魔術師」の6つで、スキルにギフトである「強制」の他、「契約」「詠唱中断耐性」「闇魔法」「死霊魔法」「鑑定」などを持ち、チャージしたアクティブ・スキルを3度まで発動句を唱えるだけで使える秘宝「偽りの魔黄杖」を所持する。
ミュデに色目を使ったとして左遷され、生贄迷宮に籠もって自身の「強制」を強化するための研究を行なっていた。「黄衣の魔術師」から貰った「竜の血」を用いて隠者トウヤの魔法装置でキメラを創造しており、騎士から命じられた竜人の研究開発をベドガーに押し付けて、魔法使いを素体にいつでもギアスを使う事のできるキメラを完成させる。そしてアリサから写し取った「不撓不屈」を使い、最下層に現れたサトゥーを一時的に「強制」で操る事に成功するも、「強制耐性」を得た彼がギアスから脱し、奪われた「偽りの魔黄杖」に自分の「強制」がチャージされている事に気付けず、禁止されていた「強制スキルの使用」を強引に敢行したせいで凄惨な死を迎える事となった。
ホルヘン・ミドナーク
ヨウォーク王国の伯爵で、騎士団長。王妃と不倫関係にある。国王の死後は王妃と組んでミュデと骨肉の争いを繰り広げる。
ミュデ
ウサルサーキス17世に仕えている巨乳美女。その正体は「幻桃園」に所属する精神魔法使いで、国王を魔法で支配している。600年以上前にも「不死身の魔女ミュデ」という精神魔法使いがフルー帝国の権力者に取り入って事件を起こしていたとのことだが、本人なのか、名前と魔法を受け継いだ別人かは不明。
サトゥーに精神魔法使いだと見抜かれ、匿名の投書で正体をバラされてしまう。国王の死後は王妃と騎士団長の戦力と内乱を繰り広げる。
ベドガー
オルキデの後任の魔術士。国王の勅命を受け、生贄迷宮内部の研究施設で、元クボォーク王国の騎士を素体に竜の因子を植えたキメラ兵「竜人」を作るという、非人道的な人体実験を行っていた。
迷宮に侵入してきたサトゥーたちに自分の研究成果を誇らしげに語るが、外道さに激怒したアリサの空間魔法で何度も吹き飛ばされ、安全装置として埋め込んでいた「死命針」魔導爆弾をサトゥーに除去されていた被験者達に報復され、死亡する。

### クボォーク王国
エルゥス・クボォーク
元クボォーク王国の第5王子で、アリサの兄。中学生くらいのぽっちゃり少年。アリサ達と同じく、オルキデの「強制」スキルで奴隷に落とされている。
後見人の元クボォーク王国侯爵らと共にカゲゥス伯爵領に身を寄せている。生贄迷宮の消滅後、迷宮核に封じられていた父王の魂と接触し、クロの援助もあってレジスタンスと共闘して旧王都（現クボォーク市）を奪還。その後、クボォーク王国の再興を宣言し、サトゥーの「偽りの魔黄杖」で「強制」を解除され、都市核と契約して王位を継承した。
ベン・ファーマー
元クボォーク王国の士爵。アリサの元家臣であり、彼女の内政改革の実証実験を行っていた右腕。一族全員がアリサの事を非常に慕っている。
クボォーク王国再興後はアリサの元へ着いていきたいと願ったが、アリサから逆にエルゥスの治世を助けてほしいと頼まれて、クボォーク王国に残った。
ポッサム
元クボォーク王国の将軍。レベル38の武人で、鑑定スキルなしで相手の強さをかなり性格に判断できる眼力を持ち、勘も働く。
ニスナーク
アリサの元家臣。軽薄そうにも見える軽やかな容姿でストレートロングの黒髪をした美形。アリサの内政改革に必要な予算を取ってきたり、第2王妃や大臣とアリサ達の間を取り持とうと説得して回ったり、実験場所の確保をしたりと活躍していた。しかし、理想家で人の悪意に鈍いところがあり、ヨウォーク王国の間者に善意を利用されて、結果的にアリサを裏切り国を滅ぼす切っ掛けを作ってしまった。
国が滅亡した際に処刑されて王城裏の墓地に葬られたが、幽霊となって現世に留まり、魔族を呼び寄せ王城を破壊させる事で捕われていたアリサとルルを逃した。国を滅ぼした罪人として成仏する事を望まず、帰国したアリサに迷宮核に捕われた国王達の魂を救うよう願い、それが果たされた後でアリサから先に昇天した国王達のもとで再び仕えるよう命じられ、罪を許され浄化された。

### パリオン神国
ザーザリス
パリオン神国の法皇。白い髭が豊かな柔和な顔の老人。「祈願魔法」を使うことができる数少ない人物で、転生者ではないがユニークスキルに「万能治癒（ヒール・オール）」を持ち、青く清浄な光を広範囲に広げてそれを浴びた者達の怪我や病を癒すことができる。
何人もの人間の手を経て渡された人形を取り戻しに来た砂塵王に襲われ、危うく暗殺されかかるが勇者ハヤト達によって助けられた。実はユニークスキルは魔王シズカの「譲渡」によって与えられた物で、「神の欠片」を宿されたせいで「魂の器」が壊れかけており、民衆が暴動を起こした際に遂に限界を超えて魔王化してしまう。反転したユニークスキルで周囲から生命力を奪い、殺した者を「紫祈者（エビル・プレイヤー）」という眷属にして大量発生させるが、ユ・パリオンの神聖魔法「幼神浄光（セイクリッド・ピュリフィケーション）」で瘴気を浄化され、魔王化の原因であったユニークスキルをシズカに取り除いてもらい、ナナシのエリクサーを服用したことで元の人間に戻る。職務の続行は不可能となった為、回復したら人々に顔を見せて安心させてから、北関門領にある風光明媚な館で余生を送ることになる予定。

ソリジェーロ
法皇の私的な相談役を務める猿人族の男性。称号に「賢者」「法皇の助言者」「探究者」「真理を求める者」を持つレベル50の魔法使い。スキル構成は魔法戦士型で、地水火風と影の5種からなる魔法スキル、詠唱短縮や瞑想といった実戦的な補助スキル、杖術や回避などの戦闘系スキルを持つ。猿人族の種族特徴から口元に皺があるが、それほど年配という訳ではない。
実は、一度解除したスキルは複写し直す必要があるものの、アイテムの効果やギフトやユニークスキルを含む他人のスキルを劣化版として写すというユニークスキル「複写模倣（コピー・ペイジャーリズム）」を持っており、これにより、「強制」「閃駆」「最強の矛」「掏摸（すり）」「盗神の装具」「反射光鱗」「無敵の盾」「神喚」といった力を使うことができる。なお、本当はレベル99であり、装具の効果で「精神魔法」「闇魔法」「光魔法」「術理魔法」「雷魔法」スキルや、シズカから奪った「能力鑑定」のギフトを含めて隠蔽している。
砂塵王討伐に来た勇者ハヤトのパーティーにも協力的で、タマの忍術にアドバイスをするなど作戦に貢献していたように見えていたが、実は緑の上級魔族や鬼人王と組んでパリオン神国の転覆を目論んでいる。迫害される猿人族で世界を支配するという野望を持ち、精神魔法と人心掌握術で信頼を集める裏で、大量生産させた砂塵兵によって魔窟の瘴気を増大させ、「魔神牢」の封印を解き、蘇らせた「災厄の軍勢」で現在の支配機構を一掃することを目論み、不要になった災厄を駆逐し世界を統治する為の人材を集める目的で、細かな条件の「強制」で魔王シズカを縛って「聖女」として担ぎ、ユニークスキルを使った「才渡りの儀」で自身と配下を強化させていた。しかし、魔王討伐後にサトゥーが精霊光を全開にして聖碑を設置したため計画前の半分まで瘴気が減少してしまい、新たな手を打つ必要に迫られる。その上、法皇がユニークスキルの限界を限界を迎えたところを枢機卿に目撃され、さらにシズカをナナシに奪われてしまう。対策を練っている間に聖都で緑に扇動された民が暴動を起こした為に急遽対処に迫られ、魔王となった法皇を操り虐殺を行おうとしたが、ナナシや2人の聖女によって阻止される。逃走先の大聖堂に現れた枢機卿と部下を圧倒的な力で抹殺しようとしたが、サトゥーらに妨害され、自らも格下だと思っていたサトゥーに一騎打ちで敗れる。絶体絶命の時に緑が与えた「魔神様の加護」によって魔王化、レベルも110まで上昇したものの、勇者ナナシには敵わず、発動した起死回生の「神喚」も失敗、その際に出現した羊皮紙を粗略に扱ったことで魔神牢の牢番に捕まって囚人になるという末路を辿った。

ホーズナス
パリオン神国の枢機卿。アリサ曰く「ロレンス」、サトゥー曰く「少女漫画に出てきそうな」美男子で、ターバン風の頭巾と金色多めの装飾品を身に着けている。レベル51。手首に付けた「盗神の装具」によって「神聖魔法：パリオン教」「神学：パリオン教」「光魔法」「人物鑑定」「社交」「交渉」「調停」「折衝」「説得」「弁論」「演奏」「瞑想」「詠唱短縮」「護身術」などの多彩なスキルと、「聖者」「神の寵児」「神の試練に挑む者」の称号を持つように偽り、神授の人物鑑定スキルでもレベルを32に偽装し、「神聖魔法：パリオン教」「神学：パリオン教」「聖者」以外のスキルと称号が見えないように隠蔽している。
亜人差別もせず、貧民街を訪れて無償の治療行為をするなど善人のようであったが、実は「自由の光」の筆頭幹部。本来のステータスでは、スキルには「尋問」「拷問」「誘惑」「魅了」「召喚魔法」が加わり、称号にも「魔神の信徒」「魔神の加護」が増えるだけでなく、ユニークスキルで「神喚（コール・インモータル）」が表示される。これは魔王シズカの「譲渡」によって強化し尽くされたもので、賢者ソリジェーロが「一つの完成形」と評する存在となっていた。
部下を一度破門して構成員でなくしてからシガ王国に送り込み、召喚した中級魔族に製造させた転魔丸で「赤縄の魔物」を量産し、王都で騒動を起こさせた。そして、パリオン神殿からの神殿長や神官長の代理として大晦日の魔禍払いの儀に出席すると、「赤縄の魔物」だけでなく召喚した小魔族（インプ）に操らせた鼬人族の重機ゴーレムを街中で暴れさせ、小魔族に操らせたレベル62の「老頭獅子（マンティコア）」、レベル60の「邪王飛竜（カオス・ワイバーン）」、レベル50の「空泳魔虎（エアウォーク・タイガー）」で王城を襲撃。その間に周囲の神官を集まった瘴気で悶死させ、聖杯の底から現れた「邪念結晶（イービル・フィロソフィア）」を飲み込み、手首から先と引き換えに魔神の召喚を敢行する。しかし、勇者ナナシやミト、ホムホム、黄金騎士団の妨害に合い、苦肉の策で邪念結晶の欠片を飲み込んで人間から「瘴魔」に変生、称号も「殉教者」に変わる。顔はそのままに首が伸び手足の付け根から触手を生やした怪物となり、戦いを続けようとしたが、フジサン山脈から駆けつけた天竜に殺された。だが、部分召喚された「魔神」の一部である「魔神の落とし子」を3本召喚することに成功する。

ドーブナフ
パリオン神国の枢機卿。パリオン神国の実務を担っている。聖女の熱烈な信奉者。嫌味な性格をしていて、決戦を避けて逃げ回る砂塵王をなかなか倒せずにいるハヤトに度々文句を言いに来る。一方で自前の商会を持つサトゥーに接触を図り、パリオン神国とシガ王国の間での交易をより盛んにしようと考える。かなりの切れ物であり、ソリジェーロの計画についても彼の弟子から話を聞き出して、相手の強さ以外はほぼ完全に全容を掴んでいた。
賢者の策謀を察知して手を打っていたが、大聖堂で部下と共に包囲した際に返り討ちに合いそうになったところをチーム・ペンドラゴンやナナシに救われた。事件後はパリオン神から直接祝福を授けられたサトゥーを聖人の列に加えたがっている。ザーザリスが退任した後は新たな法皇に選出されることが確実視される。交易契約を委託されたエチゴヤ商会に対し、交易に必要な「パリオン神の灯火」と神官を派遣する。

シープナス
司法担当の司教。実は「自由の光」の内通者で、「能力鑑定」ですら見通せない認識阻害系の神器「盗神の装具〔贋作〕」を所持している。しかし、「魔神の落とし子」事件で同じアイテムを見ていたサトゥーらから内通者である可能性を疑われており、一斉検挙の前に構成員を逃そうとしたことが露見して逮捕され、絞首刑に処された。

モーキリス
パリオン神国の神殿騎士団長。煌びやかな鎧を身に纏った軍人系のイケメンといったマッチョマン。サガ帝国の騎士リュッケンとは非常に仲が悪い。
ハヤトに無理を言って魔王討伐に参加したが、反射光鱗で真っ二つにされて死亡した。

メーザルト
長い羽根飾りの兜を被った筆頭神殿騎士。過去の召喚勇者が残したと思しき聖剣ブルトガングを扱う。レベル51。「瞬動」スキルを持ち、必殺技に「天威滅閃（アーク・ブレイザー）」を習得している。
聖剣を使えるということで砂塵王討伐部隊に加わる。しかし、勇者ハヤトの指示を無視して突撃を繰り返し、それなりの戦果は挙げたものの、激昂した魔王の砂嵐が直撃して手足が折れて瀕死の重傷を負い、戦線離脱することになった。ドーブナフの腹心として賢者の捕縛にもあたったが、相手の想定以上の強さの為に失敗する。

ライト
黄土色の肌をした華奢な砂人の少年。スキルに「直感」を持つ。考えなしに思った事を口にして人を傷つけることがあるが、根は善良なので注意されれば反省する。母親が亡くなり、賢者に誘われて聖都に行ったきり帰らない父親に遺言を伝えるために旅をしていた。入門許可証を持っていなかったので門前払いされていたが、見かねたサトゥーが同行する事で入国が適った。
その後、魔王の所有物である人形を用いた法皇暗殺の片棒を担がせられ、「自由の光」に内通するシープナス司教に口を封じられそうになったが、賢者によって助けられる。その後、隠れ里へと連れて行かれて才能を奪われそうになるが、サトゥーの活躍で阻止され、賢者が撃破された後は父親と再会して故郷に帰る。

ユ・パリオン
パリオン神国の聖女。本名はレアン。白髪の老女だが、交神を重ねるたびに神気に触れる影響で童女のような口調や態度になっている。内面は叡智と慈悲に満ちている。
神託を受け、サトゥーにしばらくパリオン神国に滞在して何者かを救うよう頼む。法皇が魔王化した際には彼を救うために尽力し、事件後は神国の危機を救ったサトゥーへ神からの感謝を伝えた。

ユウサク
ライトの父親で転生者。砂人族。法皇のユニークスキル「万能治癒」の本来の所有者だったが、「才渡りの儀」でスキルを奪われ、魔窟で監禁されていた。

13代目ゴザロー
「才ある者」の里にあるフーマ忍者教室の室長を務める老忍者。それほど優秀な忍者ではないらしく、レベルは20未満で、称号に「抜け忍」「フーマ下忍」を持つ。大人気ない性格。タマ達の並外れた身体能力や常識外れの忍術に驚愕する。

セレナ
賢者ソリジェーロの弟子で、麗しい赤髪の美少女。符術が得意で、火晶珠が仕込まれた炎の魔剣ガンジェロも使う。シズカから眠りによって致死量の傷も修復するユニークスキル「安心冬眠（セーフティー・ハイバネーション）」を与えられている。
元々はシェリファード法国を担当していたが、賢者の失脚後、バザンが「鍵」を見つけた事を知り、彼の企みを阻止しようと奔走する。悪徳都市シベでカムシムの裏切りにあい、「安心冬眠」でかろうじて生き延びていたところをシベに調査に来ていたピピンに救出される。その後はお節介でついてくるピピンと共にバザンを止めるべく西方諸国を巡り、ピアロォーク王国で再度殺されかけるがユニークスキルで生還した。

バザン
賢者ソリジェーロの弟子。「破壊魔法」や「隠形」のスキルを持ち、封印破りが得意。
賢者の名代として何度もピアロォーク王国を訪問し、ザイクーオン中央神殿の人間と接触していた。賢者の失脚後は「まつろわぬもの」の封印解除を目的として行動し、鍵たる「夢響の音叉」をミューシア王国から盗み出し、「贄となる竜の魂」として、赤竜、緑竜、黄竜の卵を奪う。そしてピアロォーク王国のザイクーオン中央神殿を襲撃して儀式を開始、自らの心臓を捧げることで「神裁牢」の封印を解く。そして「まつろわぬもの」に取り込まれて細い体に掌のような翼を背中から生やす怪物となり、空間歪曲を経由して黒い翼による攻撃が可能となる。ケルマレーテを殺害すると、翼のコブに隠していた竜の卵を奪った勇者ナナシと交戦するが、靄の翼を親竜達に焼き尽くされ、最期はナナシに神剣で斬り伏せられて消滅した。

カムシム
賢者ソリジェーロの弟子で、氷のような美貌の青年。氷系最上位の攻撃魔法まで使いこなし、「隠形」のスキルも持つ。
バザンの仲間で、彼を追うセレナに魔法で致命傷を与えた。その後、賢者の教えから逸脱しつつあるバザンへの抑止力を求め、ルルキエ時代の浮遊要塞を手に入れる為に部下を引き連れて黒煙島を襲撃するも、サトゥー一行や侍大将らに妨害され、切り札の巨大ゴーレム「ギガント」も駆けつけたセレナに破壊されてしまう。捕縛後、侍大将から浮遊要塞の情報が欺瞞である事を聞かされ、放心している間にケルマレーテにより「煉獄呪詛」を浴びせられて「まつろわぬもの」と化す。暴走状態でその場にいた面々を圧倒したが、ウリオン神とカリオン神が戦士達に付与した「断罪の刃」と「聖なる守り」を前に浄化殲滅される。

ケルマレーテ
賢者ソリジェーロの弟子で、妙な色気のあるグラマラスな女。鞭使いで、迷宮産らしき魔法の鞭を持つ。
賢者の指示で鼬帝国の「夢幻迷宮」へと派遣されていたが、バザンの仲間となり、ドラグ王国で「緑竜の卵」を盗み出した。その後、カムシムと共に黒煙島を襲撃するも、タマに敗れて拘束され、胸元に仕込んでいた「煉獄呪詛」でカムシムを異形の怪物に変える。その直後に侍大将に首を切り落とされるも、首を縫い合わせて復活して「まつろわぬもの」復活に協力し続けたが、「まつろわぬもの」へと取り込まれたバザンの翼で再び首を刎ね飛ばされる。

### ロドルォーク
ジェス
ロドルォーク市にある髭熊工房の木彫り職人で、戦災孤児の養子。奉納祭りに出品した「祈りの乙女」が優秀賞に選ばれる。
ラルス
髭熊工房の親方の実子。工房を継ぐことが決まっているが、弟のジェスより木彫り職人としての腕が悪いことで焦っていた。奉納祭りに出品した「剣の乙女」が優秀賞に選ばれる。
ミン
髭熊工房の養子姉妹の姉。女将と一緒にヌイグルミを作っており、自身は獣派で、妹は鳥派。
親方
髭熊工房の親方をしている木像職人。見た目はいかついが、熊のアップリケが背中にある職人着を着ているので、どこか人好きする印象。戦災孤児を養子にしていて、実子はラルスのみ。神殿への奉納を前にラルスと喧嘩になって手を負傷した為、作品の奉納は息子2人に任せた。

### 都市国家カリスォーク
ラーマ・カリスォーク
カリスォークの国王に相当する「塔主」。見た目は20代半ばのタイトスカートがよく似合う秘書系の巨乳美女だが、実年齢は300歳を超える。レベル57で術理魔法と風魔法を使い、賢者の称号を持つ。
カリオン神の使徒となったサトゥー一行に禁書庫の閲覧許可を出す。
カリュー
ラーマの筆頭弟子。白い髭の老人だが、年齢はラーマよりも下。見た目が賢者っぽいので、対外仕事はラーマの代わりに行っている。レベル49で術理魔法と雷魔法を使う。
マイヤー
カリオン中央神殿の巫女長で、カリオン中央神殿でもっとも正確に神託を聞き取る事のできる「神託の巫女」。女教師ファッションが似合いそうな、きつめの顔立ちの女性。
テムト
カリオン中央神殿の神官。奉納祭りで優秀な成績を収めてカリスウォークに招かれたロドルォークの職人たちを案内する。
ジョッペンテール
ジョッペンテール工房の魔法道具師。基本的に「変形する」だけで実用性は低く、玩具の域を出ない。無意味な変形機構しか作れない魔法道具協会の面汚しと馬鹿にされていたが、酒場で偶然出会ったサトゥーから金貨300枚の出資を受け、他の「不遇博士の会」の仲間と共にシガ王国へ移籍する。

### ドラグ王国
タラン
ドラグ王国出身の蜥蜴人の戦士。レベル42の大男で、戦斧を使う。
ケルマレーテに盗まれた「緑竜の卵」を探し、緑竜神殿の巫女と共にシェリファード法国を訪れていた。竜の部位に反応する竜針計が示したサトゥー一行を襲うが、交渉によって誤解が解け、ウリオン神の分け御霊から罰として悪行を暴くという試練を達成するよう命じられる。

### ミューシア王国
ララベル
大音楽堂の堂長。「夢響の音叉」が盗まれて聖楽器ベルラルーラの調律ができずにいたところ、観光に来たミーアとサトゥーに調律を依頼、その後は3日間、ミーアにセンターで演奏を依頼した。

### 黒煙島
スィーンゲン
黒煙島を実効支配する侍大将。着物を着た総髪の初老男性。レベル51。勇者ハヤトから従者に望まれたほどの強者で、西方で一番腕の立つ侍と言われている。魔法を実戦で使う為に編み出した侍魔法の使い手でもあり、「炎魔法」のスキルも持っている。スピードやパワーといった地力ではリザに劣るが、対人戦での老練さと経験では圧倒的に上。命をかけた真剣勝負で強くなる為、黒煙島にルルキエ時代の浮遊要塞があるという偽情報を流して悪党たちが島へ攻めてくるよう仕向けている。
島を訪問したサトゥー一行を歓待し、ポチやタマの資質を気に入ってポチに修行を付けた。
ゴンロック
侍大将が一の家臣にしてテンネンリー・スィン流皆伝の中年侍。港湾職員。
ブルーメ・ジュレバーグ
シガ八剣筆頭「不倒」のゼフ・ジュレバーグの母。白い髪をボブカットにした88歳の女性。かつては先代勇者の従者をしていた。「剣聖」「勇者の従者」の称号を持ち、ルススやフィフィは「剣の化け物」「剣鬼」と評する。剣術スキルなどの近接戦闘系以外にも、雷魔法や「神聖魔法：パリオン教」のスキルを持っている。ピンと伸びた背筋や生気溢れる気迫から老齢であるようには見えず、ポチ、タマ、ナナの3人がへろへろになるまで稽古をつけても体力が残っているほど。侍大将とは50年来の付き合い。
リザとナナを見込んで範囲攻撃の必殺技スキルを伝授する。
ヌゥーメ
侍大将の娘。厨房の財布を握っており、ラドパドの奇態にツッコミを入れて漫才のようなやりとりを繰り広げる。
ラドパド
侍大将の屋敷の厨房頭。筋肉をやたらと強調する半裸の暑苦しい男性。見た目と言動が変なので、「千変万化の料理人」「変態料理人」と呼ばれているが、神々が絶賛するほどの腕前を持つ。島を訪れた神々に料理を振る舞い、お礼に「祝福：カリオン神」の称号を授かる。また、同じ料理人としてルルと友情を育んだ。
ヘースッケ
侍大将に仕える小者。わんぱくそうな少年。ミーアに一目惚れする。

### オーベェル共和国
ソルルニーア・ブライナン
奏聖と称されるブライナン氏族のエルフ。短文エルフ。フルー帝国時代の聖楽器を使い、その腕前はサトゥーが出会った奏者の中でも屈指。しかし、師匠のニユニシーゼには及ばないらしい。
ニユニシーゼ・ブライナン
ブライナンの森で生を受けたハイエルフ。ソルルニーアの師匠。世界樹との接続が解けており、森を捨てて大陸西方の内海に眠る神獣リヴァイアサンの守人としての生を選んだ。普段はオーベェル共和国領海にある島の一つで隠居している。
卵を探してオーベェル共和国に飛来した黄竜を、精霊魔法「魔蛇王創造（クリエート・リヴァイアサン）」で食い止める。その後、ミーアにこの奥義を伝授した。

### 要塞都市アーカティア
Web版では本編終了後の「こぼれ話」で登場。書籍版でそのエピソードが本編に組み込まれた。
ロロ
要塞都市の外壁近くにある雑貨店「勇者屋」の店主。曽祖父が勇者ワタリ、つまりルルとは共通のルーツを持つ遠い親戚にあたり、髪の毛が金色という点を除けばルルと瓜二つの容貌をしている。
魔法薬の納品期日直前に従業員が一方的に辞職し困り果てていたところをサトゥーに助けられ、彼を従業員として下宿させる。サトゥーが開発する魔法薬や蝋燭、虫除け、骨装備、「勇者屋特製保存食」などで商売が軌道に乗り始め、「ペンドラゴン」の協力で大魔女のお墨付きを貰う。
ハムっ子
「勇者屋」の従業員である3つ子の蹴鞠鼠人の子供。膝丈くらいのハムスターのような見た目。巨大なブロッコリーのような見た目の「魔芽花椰菜（イビル・ブロッコリー）」が大好物。豆も好きだが、肉は苦手。食いしん坊で割と意地汚く、現金な性格。たまにつまみ食いをしてロロに叱られる。可愛い外見から、ナナに溺愛される。
アーカティア
数百年に渡って要塞都市の源泉を支配し、都市機能を維持している大魔女。見た目は20代半ばほどの赤髪の女性魔法使いで、土魔法の使い手。胸は小ぶり。普段は大魔女の弟子「ティア」として市街を出歩いており、大魔女として姿を見せる時は鍔の広い帽子と豪奢な黒いローブ、飛翔靴（フライング・ブーツ）を装備する。装飾過多な長杖は詠唱なしで魔法を使用可能となる秘宝。隠蔽や偽装の魔法道具が通用しない転生者や勇者に苦手意識がある。
子狼サイズになっていたフェンリルをロロから預かった過去があり、「勇者屋」を何かと気にかけて大口の仕事を回している。一方でフェンの勝手な買い物の料金を支払わされたり、モロクが起こす数々の騒動の尻拭いに駆り出されたりとかなりの苦労人でもある。ザンザサンサによる要塞都市襲撃の際には大魔女として都市を防衛し、中級魔族化したザンザサンサを冒険者と共に迎え撃つ。
神獣フェンリル
低い山と同じくらいの背丈がある真っ白い毛をした狼。樹海迷宮の守護者のような存在で、レベルは62だが、これは力を制限された状態で、本来はレベル91。冒険者達は樹海で倒した魔物を回収して恩恵に預かるが、生き延びた魔物は存在感に怯えて逃亡するので、出現後は狩り場を変えなければならない。
普段は灰色の髪をした狼人の青年に化けて「フェン」と名乗り、ティアの護衛をしている。また、かつて山より大きな樹皮の上級魔族と戦って疲弊し子狼ほどの大きさになった際にロロに救われ、ティアに預かられた経緯を持つ為、恩返しで彼女を影ながら護衛している。
ザンザサンサによる要塞都市襲撃の際は、サトゥーがタウロス・チャンピオンの角と氷晶珠を素材にヘパイストス名義で作った「やらかし大剣」を振るって前線で戦い、本来の姿に戻り復活した上級魔族を「ペンドラゴン」と共闘して撃破するが、重傷を負い再び子狼ほどの大きさまで縮んでしまう。
ノナ
革鎧がはち切れそうな肉体美をした人族の女性冒険者。23歳で等級は餓狼級。「勇者屋」の常連客。熱帯の気候だからか露出が多く、精悍なアマゾネスのような見た目。所属していたパーティーの川獺人と揉めて殺されかけた上にクビにされるが、サトゥーの魔法薬で一命を取り留める。
セイコー
「勇者屋」の元従業員の馬人。大魔女の弟子の錬金術師としてロロに雇われていたが、ロロが借金していたゴルゴル商会に引き抜かれ、納品直前になって突然辞職する。
ダッツ
銀虎級冒険者の獅子人。餓狼級が主体のパーティーを率いている。病的な人族嫌い。探索中に「ペンドラゴン」に救われるが、実力差に気付かず無礼な難癖をつけた為、仲間のゴッホに瀕死になるまでボコボコにされ、ミーアの水魔法で治療されて一命を取り留める。
ゴッホ
銀虎級冒険者のゴリラ人。ダッツのパーティーメンバー。あまり人族差別をしない人物で、「ペンドラゴン」に無礼をしたダッツをボコボコにして謝罪する。
ティガー
金獅子級冒険者の凄くマッチョな獅子人。「神獣喰らい」というパーティーの頭。人族にも友好的で、自分達が手こずったタウロス・チャンピオンを倒した「ペンドラゴン」を高く評価し、「城」の内壁を稀に巡回するタウロス・キャプテンには近づかないよう忠告する。ザンザサンサによる要塞都市襲撃では、スタンピードを防ぐ為に「城」の内門に到達しようとするアンデッドの別働隊を食い止める。
タンパー
「金獅子級に最も近い男」と呼ばれる獅子人の冒険者。レベル37で、武器は骨の大剣。ザンザサンサによる要塞都市襲撃では雑魚アンデッド相手に無双し、5レベル程格上の呪詛騎士に蹴り飛ばされて打撲と呪いを受けるも、サトゥーが戦線を立て直した後は復帰して残った敵を倒す。
ザンザサンサ
蛙人の老死霊術師。魔族と協力関係にあり、アーカティアを手中に落とそうと企む。シャーシとゾゾを連れ、あらゆるアンデッドを使役できる魔王「死霊冥王」の遺物を手に樹海迷宮の「邪神殿」に向かい、隠された地下霊廟で魔王の残留思念を利用してゾゾの遺体を呪物とすると、配下の呪詛騎士達を強化し、民家サイズの巨大亀・怨念鎧亀（グラッジ・タートル）の体内に潜んで要塞都市を襲撃する。しかし、「ペンドラゴン」やフェンの参戦によって捕縛され、切り札の「短角」を使おうとしたがフェンに首を切り落とされて死亡。無念のあまり悪霊化して、レベル55で、アンデッドと魔族の2種類の属性を持つ汚泥の胴体の中級魔族となるが、大魔女と冒険者達によって撃破された。
シャーシ
蜥蜴人の死霊術師。実家は蝋燭屋でロロとは幼なじみ。使役するスケルトンはレベルが低い上に武器が農具なので戦闘では活躍しにくく、修復魔法はスケルトン用で汎用性が低くマイナーな「骨格修復（リペア・スケルトン）」しか使えない。ザンザサンサに呪いをかけられてアンデッドが死霊術師の奴隷になっていると思い込まされており、嫌な予感を覚えつつもザンザサンサと共に「邪神殿」へ向かった際に仲間のゾゾが騙されて死亡、逆らえば自分も殺されて呪物かアンデッドにされると脅されて、短角を与えられ胸に呪物の腕を癒着させられて都市の奥深くに行けと命じられる。都市内のアンデッドを暴走させるが、サトゥーに解呪されて正気に戻る。
ゾゾ
鼠人の中年死霊術師。ザンザサンサに唆されて地下霊廟に向かい、「死霊冥王」の残留思念に汚染されて死亡し、遺体はその残滓の影響で呪物と成り果てる。その後は中級魔族化した悪霊のザンザサンサに取り込まれた。
タッポ&トッパ
要塞都市で一見の客お断りの武具屋を営むドワーフ達。牛っぽい頭蓋骨を被っている。骨や角を素材にした武器だけでなく、要塞都市では珍しく金属製武器の取り扱いが全体の1割程度を占めている。ティガーの紹介で店に来た「ペンドラゴン」に、鋼のインゴットを代金としてタウロスの角がベースの魔法の槍「氷奪骨槍」を販売する。
モロク
鼠人の司祭。要塞都市に神殿の建設許可を求めて祖国から派遣されるが、都市に欠かせない死霊術師を一方的に敵視して住民の反感を買う。部下の神官達を連れて「邪神殿」でアンデッドの浄化を行うが、ザンザサンサのアンデッドを刺激して手に負えず逃げ出した事で、アンデッドの大群を要塞都市に連れて来てしまう。
ケリナグーレ
金髪ツインテールな髪をしたレプラコーンの少女。曽祖父の代にブライブロガ王国で巫山戯卿の地位を与えられた名家の生まれで、要塞都市一の大店、ウッシャー商会会長の長女で副代表。ロロの幼なじみで「ケリちゃん」と呼ばれているが、名前を略されるのも間違われるのも嫌い。典型的なツンデレ。「勇者屋特製保存食」のレシピと大魔女からのお墨付きをそれぞれ賭けて、大魔女の納品依頼で勝負をする事を提案するも、「ペンドラゴン」の協力によって想定外の敗北を喫する。
トマリトローレ
ウッシャー商会の手代でケリナグーレの秘書をしている、背の低いレプラコーンの美女。話に夢中になると本題を忘れがちなケリナグーレを補佐する。

### そのほかの存在
ゼン
声 - 天田益男
ミーアを攫った魔術士。ナナの前主人。レベル41。「～～なのだよ」という語尾が特徴。「不死の王（ノーライフキング）」と呼ばれる不死の魔物（アンデッド）で、白骨化した幽鬼のような姿をしているが、実はアリサと同じ元日本人の転生者で、前世の名は「ナガサキ ゼン」。
ユニークスキルは２つで、対象に限界を超えた身体能力を発揮させる「限界突破（リミット・ブレイク）」の他、名称不明の不死身化するスキルを持つ。「影魔法」と「死霊魔法」を操る。
転生前は非常に不遇な暮らしをしていたらしく、神に「死なない体」「飢えない暮らし」「理不尽な暴力に抗う力」を願って転生する。家族や妻と共に平和に暮らしていたが、妻を見初めたかつてのムーノ侯爵の弟によって一族もろとも処刑され、略奪された妻も殺された。ユニークスキルの効果によってアンデッドとして復活し、死霊魔法を使って自分と同じ境遇の死者を復活させて件の貴族とその一族を皆殺しにした過去がある。その復讐譚は劇にもされているが、貴族からの物言いで事実が改変されている。
復讐を果たした後は死を望んだが、ユニークスキルの効果で聖剣や聖職者の浄化でも死ねなくなる。そこで、妻の下に旅立つ為に、ミーアや「トラザユーヤの揺り篭」を利用して「勇者」の称号を持つ人間を生み出し、王家から盗み出した聖剣ジュルラホーンを使って自分を殺してもらおう計画し、後に望み通り揺り篭を攻略した勇者のサトゥーの手によって討たれ、彼に感謝しながら消滅した。
死後も、ムーノ領の都市核の間と迷宮都市のムーノ侯爵の甥の館に「呪詛魂（カースド・ソウル）」が残留していた。前者は契約しようとするものを拒み続け、後者は最初の住民を殺した後も寄り付く生き物すべてに害をなしていたが、どちらもサトゥーによって浄化された。

ドライアド
声 - 森永千才
森精と呼ばれる、精霊の中でも人間と会話ができる特殊な存在。緑色の肌に身長の倍ほどもある緑色の髪を持った5、6歳の童女の姿をしている。レベル21。「魅了」「吸精」「吸魔」の能力を持つ。年齢は桁が多くて読む気にもならないほど。同じ姿をしたドライアドは数多くいて、基本的にひとつの人格を共有しているため、森が存在する限り消滅することはない。身体の接触によって魔力を吸収する能力を持ち（人を選んでくちづけしたりもする）、「妖精の輪（フェアリーリング）」によって人を転移させることができる。ただしその時に吸収する魔力の量は桁違いで、並みの人間なら干上がってしまうほどである。
シガ王国王都の「聖桜樹」に宿るドライアドは、王都の情報をエルフ達に知られない為に、400年前の呪術師の呪いによって魔力経路に弁をされて外の自分と分断されていたため、他のドライアドとは似ても似つかないほど肉感的な桜色の美女になっていた。その後、サトゥーが魔力の弁を破壊したことで通常の緑童女に戻り、お礼に樹霊珠に花を咲かせる特殊効果が加わった「桜宝珠」をプレゼントした。

No.1～No.8
声 - 安野希世乃
ゼンが製造した全8体のホムンクルス。ナナの同型機なので外見はそっくりだが、No.8のみ胸が小さい。それぞれ髪型と得意な武器が違う。固有能力の理術とそれぞれが持つ武術系スキルにより、連携時の戦闘能力はかなり高い。各々が異なる役目を持ち、No.1がリーダーで、No.3が料理担当。最年長のNo.1でも2歳なので好奇心が強く、番号の大きい幼い個体ほど人の話を聞かない傾向がある。ナナと同じく子供や小さな生き物が好き。方向は分かっているが道を考えずにとにかく直進するためよく迷う。旅の間に低レベルだった面々も倍の14レベルまで上がっている。
当初は揺り籠の戦力として立ちはだかるが施設の崩壊時にサトゥーに救出され、以降は前マスターの願いを叶えた彼を新たなマスターとして認識する。ゼンの遺品を墓に返すため、じゃんけんに勝利したNo.7（ナナ）を残して旅立ち、西周りのコースでセーリュー伯爵領を進んで鉱山都市経由でクハノウ伯爵領に入るも、道に迷ってフジサン山脈へと続く山々を放浪することになる。その後、行き倒れていたジョンスミスを救助したことがきっかけで「夢晶霊廟」に同行することになり、復活したミトも加えて旅を続け、レッセウ伯爵領での魔族との戦いに介入した後は、路銀を確保するためにゼッツ伯爵領のファウの街で女給として労働し、助けたクモ助に乗って墓所のある「森巨人の里」に到達。目的を果たした後はフジサン山脈を横切って王都でサトゥー一行に合流し、名前を与えられた。
迷宮都市での特訓で実力を高めたナナに追いつくためにボルエナンの里で訓練を開始し、1ヶ月の間にスキルや称号を増やす。その後もまだ力不足であるとして、迷宮都市に場所を移して鍛錬を続け、ブートキャンプによってレベル40弱まで成長している。
Web版ではナナ以外はゼンの「限界突破」が原因で体が破裂し死亡している。
アディーン
No.1。名前はロシア語の1から。ホムンクルスたちの最年長者で、リーダー格。感情が最も豊かで言葉も流暢。編み込んだ髪をシニョンでまとめている。武器は大盾と細剣（レイピア）。大盾使いとして自分より強くなったナナに追いつくため、エルフ師匠達から修行をつけてもらう。姉妹の中で一番魔力の循環が上手く、鎧に魔力を流す技術も真っ先に習得した。
イスナー二
No.2。名前はアラビア語の2から。三つ編みポニーテール。非常に無口で、質問の回答を他の姉妹に丸投げすることもある。武器は戦鎚（ウォー・ハンマー）。
トリア
No.3。名前はラテン語の3から。節編みサイドテール。一人称は自分の名前で、ドジっ子属性持ち。武器は刃槍（ブージ）。表情変化はあまり豊かではないが、無邪気な可愛さを体の動きで表現する。料理が好き。他の姉妹と違って特訓には興味が薄いが周囲の誘導に乗せられやすく、迷宮の食材に興味を持って探索に同意し、また、獲物を自力で調達するために罠や弓をエルフ師匠達から学習することになり、ネーアに弟子入りして1ヶ月で免許皆伝をもらった。
フィーア
No.4。名前はドイツ語の4から。髪を一本結びにして胸元に垂らす。武器は大剣。言葉少なで、姉に比べて表情変化もほとんどない。堅実な性格を評価され、オークションで落札した宝珠により「水魔法」を習得。
フュンフ
No.5。名前はドイツ語の5から。ざんばらセミロング。武器は長柄斧（ポール・アックス）。会話に参加するタイミングを計るのが苦手。
シス
No.6。名前はフランス語の6から。両サイドシニョン。武器は短槍。妹であるユイットには姉の威厳的に負けられないと思っている。
ユィット
No.8。名前はフランス語の8から。武器は曲刀。他の姉妹と違って巨乳ではない。無表情だが、他の姉妹よりも人懐っこい性格で、ジェスチャーでの感情表現が豊か。ウザ可愛い。旅の途中で習得した「調教」スキルでクモ助を友達にしている。また、サトゥーに迷宮都市で移動と斥候に使う走竜をねだり、了承される。
クモ助
「足長蜘蛛蟹（ロングレッグ・スパイダー・クラブ）」という、蟹と蜘蛛を融合させたような巨大生物。レベル30ほど。脚を怪我していたところをNo.8ことユィットに治療され、調教を受けて従魔になっている。ユイット達の修行中の1ヶ月ほど魔素の薄い精霊溜まりの近くで生活したためか、肉体に変化が生じて魔物から幻獣になった。
カエルン
ユイットが従魔にした迷宮蛙（メイズ・フロッグ）。《膨らまし》でお腹を大きく膨らませて仲間を衝撃から守る事ができる。

ケーゼ&サーゼ
ケーゼはブライナン氏族の、サーゼはベリウナン氏族のハイエルフ。研究好きの両氏族の中でも特に研究が大好き。ボルエナンと違ってハイエルフの予備がいるため、当番以外なら転移を使って自分の世界樹を離れることもできる。サトゥーとは虚空（宇宙）用のゴーレム開発を一緒に行った縁がある。

スマーティット
レプラコーンが治めるブライブロガ王国の第8王子。使節団の一員としてシガ王国を訪問した際、秘宝の「竜の瞳」をシャルルルーンに盗まれてしまい、事件を解決したサトゥーに感謝の気持ちを兼ねて「巫山戯卿」の地位と「ブライブロガ自由騎士」を名乗る権利を与える。

### 竜
ヘイロン
黒竜山脈に住む黒い成竜。全長100m。成竜の中では最強の存在で、雷・闇・風の魔法を使いこなし、レベルは68だが「竜の吐息（ドラゴン・ブレス）」の攻撃力だけなら猪王を上回る。かなりやんちゃで、40年前には好物の山羊を欲してセーリュー市で大暴れし、住処の近くには大きな破壊の後がいくつも残され、ボルエナンの里にちょっかいを出して世界樹の雷に焼かれたことがある。かつて人間の子供にクロと名付けて育てていた。
黒竜山脈を降りてルモォーク王国の癒眠樹付近を寝床にしていた際に、鼬人が作ったヒュドラの毒付き竜爪矛を逆鱗付近に刺される。気が立った状態で勇者一行との交戦時したが、矛の穂先が取れたので気をよくして帰って行った。戦闘狂であり、サトゥーとの殴り合いを経て盟友と成り、サトゥーはヘイロン、ヘイロンはクロという名を与え合った。ヘイロンは単純に黒竜の中国語読み。山羊が大好物だが、サトゥーが作る料理にも魅了され、マヨネーズの魅力に目覚めた。彼が魔法で作り出す「竜泉酒」はサトゥーが交渉材料としてしばしば利用している。

天竜
フジサン山脈に住む白銀の天竜。亜神の域に達した存在。ミトとは古い友人で、「天ちゃん」と呼ばれている。その「竜の吐息」は、数キロ先から放たれたにもかかわらず、魔族の群れを蒸発させ、上級魔族や瘴魔をも瀕死に追い込むほどの威力を誇る。
竜血ホムンクルスを操って王都へ向かうミトに同行していたが、大晦日の王都に魔神が召喚されようとしていることを知って本体で王都に向かう。「瘴魔」と化したホーズナス枢機卿を撃破するが、召喚された「魔神の落とし子」を攻撃した際に侵食を受けて暴走状態に陥ってしまい、ナナシに侵食部分を切除されて重傷を負いつつも難を逃れる。しかし、逆鱗まで剥がされた激痛がトラウマになり、ナナシに対して強い恐怖心を覚える。
ホムホム（仮）
天竜がアバターとして使用している半自律型竜血ホムンクルス。銀髪の美女だが、コウモリのような銀色の翼や銀色の鱗に覆われた尻尾が生えている。レベル40。鋭い爪を伸ばして攻撃する。自律モードには当初は固有名がなく、ミトが適当に名付けた。

赤竜ウェルシュ
赤煙島に巣を構える竜。神々の用意した7つの試練を乗り越えて最後は大魔王を倒したという架空の勇者オリオン・ペンドラゴンが乗っていたという。
自らの卵をバザンに盗まれた為、彼の一派を追って麓の悪徳都市シベを焼き尽くし、海を渡ってポチが持つ「白竜の卵」に反応して双子半島沿岸に出没するが、カリオン神の権威により撤退。ピアロォーク王国で「まつろわぬもの」と化したバザンと戦った後は、神々に浄化してもらった卵と共に去っていった。

緑竜
ドラグ王国を守護する竜。
自らの卵をケルマレーテに盗まれた為、神殿の巫女に卵を取り返すよう命じて送り出す。

黄竜
自らの卵をバザンらに盗まれ、卵の気配を追ってオーベェル共和国に飛来。気配がポチが預かった「白竜の卵」と分かると共和国を去り、ピアロォーク王国での戦闘でバザンを倒した後は、神々に浄化してもらった卵と共に去っていった。

### 魔王
黄金の猪王
かつてオーク帝国を率いてフルー帝国を亡ぼし、王祖ヤマトと天竜の軍勢に敗れたオークの魔王。オークだった頃は「黄金王陛下」と呼ばれていたが、魔王化した際に容姿が変化し猪頭になった。黄・青・赤・黒・緑・桃の6体の上級魔族を従え勇者を2人殺したと言われる最強クラスの魔王。
ユニークスキルは3つで、自分の筋力や武器を強化する「一騎当千」、死んでもアンデッドとして復活する「万夫不当」、肉体を自由自在に変化させる「変幻自在」を持つ。物理系スキルは剣や回避を持ち、爆裂や破壊のようなレアな魔法も無詠唱で使いこなす。「下級魔法無効」スキルや魔法の小盾に加え、「物理ダメージ99％カット」「魔法ダメージ90％カット」の効果がある「金鱗障壁」と呼ばれる金色の肌で身を守る。武器は神授の聖剣に匹敵する2振りの柳葉刀や、「変幻自在」で肋骨から作った槍と破壊魔法を纏わせた黒炎骨刀。さらに即死や石化などの効果を乗せた魔眼も使うことが出来る。
赤青の上級魔族と魔王信奉者集団「自由の翼」が公都の地下の「猪王の迷宮」遺跡で行なった儀式により、誘拐されたセーラに憑依し彼女の肉体を内側から引き裂いてその中から復活する。この時のレベルは120。サトゥーと死闘を繰り広げ、剣術と無詠唱魔法を織り交ぜた高い戦闘技術で彼を今までに無いほど苦戦させ、武器の貯蔵が無くなりかけるほどに追い詰めた。聖なる武器で滅ぼされる度に「万夫不当」で13回も復活したが、ユニークスキルの過剰使用で徐々に理性を失い、最期には魔力を過剰充填した青液と中級火魔法「火炎炉（フォージ）」の組み合わせで生じた聖なる青い烈光で跡形も無く焼き滅ぼされ、復活を果たせず消滅した。

狗頭の古王
かつてセリビーラに出現した魔王。神に苦しめられる人々を解放したいと願い、20000年前に世界中の神殿を破壊し、古代ララキエ王朝を滅ぼした。「邪神」と呼ばれるほどの力がある最強の魔王とされており、称号に「真の魔王」「魔王」「解放者」「虐殺者」「救世主」「神を騙る者」「神敵」を持つ。伝説では8人の神、あるいは竜神と天竜によって倒されたとされるが、本人によると幾度も魔神に挑んで殺されているらしい。迷宮下層の転生者達とも面識がある。紫色の体毛と狗の顔が特徴。基本の姿は180cmほどの背丈だが、身長5mの狼男、狼そのものなどの姿に変化することも出来る。
ユニークスキルは破格の9つで、物理攻撃を完全無効化する盾を作る「絶対物理防御（アンチ・フィジカル）」、精密射撃系の魔法や武器の精度を狂わせる「確率変動（トリックスター）」、魔法陣から眷属を召喚する「眷属召喚（コール・ファミリーア）」、無数の眷属を呼び出す「軍団召喚（レギオン）」、眷属を狂乱させ攻撃能力を底上げする「滅心狂乱（バーサーカー）」、トロールの魔王から奪った概念を編み上げた球体を操る「森羅万象（ライブラリ）」、魔法を完全無効化する漆黒のカーテン「絶対魔法防御（アンチ・マジック）」、自分の周囲に消滅効果を持った暗紫色のドームを展開する「神喰魔狼（フェンリル）」を持つ。主な武器はグレイブのような3mほどのポールウエポン。全盛期には四天王と称された4体の強力な眷属を操った。
迷宮都市に蔓延する大量の瘴気を利用し、アリサが「階層の主」に使った召喚陣に便乗して復活を果たす。レベルは140。理性を保っていたためその場にいた面々を見逃すが、世界中の神殿を焼き払うことを宣言したため大砂漠でサトゥーと交戦することになる。サトゥーのことを魔神だと思っていた。サトゥーの上位互換といえる魔神と交戦した経験から、交渉のため本気では無かったとは言え次々と彼の力を打ち破る。だが乱入してきたパリオン神らしき謎の存在によって自身の行動が文明の発展を妨げ神々の力を弱めるために、黒幕に唆された結果だと気づかされ、信仰を捨てない人々を殺した罪悪感に押しつぶされて「狂える魔王」に堕ちる。激情のままに世界を滅ぼそうとしたが、サトゥーの最強魔法「流星雨」で1000個を超える巨大隕石の飽和攻撃を受けて死亡した。

クロウ
「狗頭の古王」のかつての姿と思われる、犬の頭の少年。ララキエに侵入したことがあり、レイとも面識があった。狗頭の復活直前、魂のようなものが大砂漠や迷宮都市で目撃されており、サトゥーによって狗頭が倒された後で止めを刺した彼に礼を述べ、後を託して消えていった。

炎王
狗頭の四天王の一体。炎獣という体長70m以上のティラノサウルス。レベル82。種族固有能力で物理攻撃を半減し、光系火系攻撃を無効化する。火炎ブレスが得意技で、空も飛べる。
神の使徒によってイシュラリエ近海の火山島「火吹き島」の神殿に封印装置で封じられていた。骸骨王が封印を解き、イシュラリエ艦隊を壊滅に追い込むが、島にやってきたサトゥーに蹴り飛ばされ、「爆縮（インプロージョン）」の魔法で頭を消し飛ばされて死亡する。

海王
狗頭の四天王の一体。巨大な蛸型海魔（オクトパス・クラーケン）。巨大な複眼と8本の触腕を持つ。アダマンタイトを切り裂くララキエの「天罰砲」も通じず、4体の眷属の中で最強だと言われていた。
ララキエは生け贄の聖女と呼ばれる姉妹を利用して制御しようとする実験をしていたが失敗に終わり、止む終えず墜落したララキエそのものによって海魔領域に封印されてきた。骸骨王が配下にしようと封印を解いたが、サトゥーの「集光」と「光線」でララキエの天護光蓋ごと両断されて死亡する。

空王
狗頭の四天王の一体。ロック鳥と呼ばれる鳥の魔物。レベル87。翼を広げれば島ほどはある巨体を持ち、真空の颶風を放つ。光物が好きで、宝石の原石を収集する習性を持つ。
天竜によって追い払われ、海魔領域にある島を巣にしていた。だが島を訪れたサトゥーが聖剣クラウソラスで斬り伏せ駆除された。

陸王
狗頭の四天王の一体。神の使徒に封印された。

鬼人王
千数百年前に出現し、エルフの光船さえ沈め、神にさえ排除されなかったゴブリンの大魔王。パリオン神が竜神に勇者召喚を願ったとされている。サガ帝国の初代勇者と戦い、竜神とパリオンから授けられた２本の聖剣で討伐された。
既に復活しており、賢者ソリジェーロらと手を組んで暗躍している。

蠍人の魔王
かつてセリビーラに出現した魔王。無限の軍勢でオーク帝国を苦しめた。

蟲毒の魔王
かつてセリビーラに出現した魔王。疫病と飢饉で中央小国群をいくつも滅ぼし、サガ帝国の人口を半減させた。

砕嵐の魔王
かつてセリビーラに出現した魔王。竜巻を操りシガ王国の都市をいくつも破壊した。

砂塵王
パリオン神国の魔窟に出現した魔王。レベル62。外見は砂色の蠍と人間をくっつけて大きくした感じで、伸縮自在の長い尻尾で死角から足を刈りに来る。
身体の周りに浮かべる紫金の光でできた巨大な鱗「反射光鱗」は攻防一体の強力な技で、素早く移動させて鎧ごと人体を切断する攻撃を行うほか、ハヤトの「最強の矛」を込めた聖剣の一撃を防ぎ、禁呪未満の魔法攻撃を反射することができる。さらに転移系のユニークスキルを保有し、空間魔法による転移阻害を突破して逃走する事が可能。ただ、自在に転移できるわけではなく、転移先は第6魔窟に限定される為、実際は撤退用の能力である。激昂すると紫電を帯びた強烈な砂嵐を起こす。「砂塵兵」という魔物を眷属として使役する。
殺してしまった娘の形見である草編みの人形を大切にしている。魔王でありながら人殺しを忌避しており、「魅了（チャーム）」や模倣した「強制」スキルでは魔窟に縛り付けることしかできなかったため、瘴気濃度を上げるために砂塵兵の増産をさせられていた。逃げ足が非常に早く、身代わりを残したり、雑魚を嗾けたりしてハヤト達を翻弄しており、接触時には鬼人王から与えられていた「魔神の落とし子」の欠片を投げつけて相手を「穢れ」状態にして追い払う。解呪に成功したハヤトとその後二度にわたって戦闘を繰り返すが、互いに決定打を欠いたまま時間が過ぎる。そして、戦力増強として緑の上級魔族により「落とし子」が原料の「黒い魔核」を強制的に与えられ、レベルが72まで上昇して何倍も強くなった代わりに自我が「穢れ」に喰われ、紫色だった地肌はタールのような漆黒に爛れてしまう。最終決戦では勇者パーティーに追い詰められるが、形見の人形をハヤトが破壊してしまったことで暴走、さらにレベルが82まで上昇した上に体力と魔力が全回復、体も二回り大きくなる。魔神の呪いで後衛陣を倒し、光鱗でハヤト以外の前衛も戦闘不能にするが、アリサの魔法で転移してきたサトゥーの援護を受けたハヤトの手で討伐された。
その正体は砂塵兵の量産を強要された砂人の実験体。
砂塵兵
砂塵王の眷属の魔物。物理攻撃耐性や再生の種族特性を持ち、矢や風魔法は無効化、爆発性のない火魔法と土魔法、雷魔法の威力を半減するが、水魔法や爆裂魔法に弱い。

シズカ
長耳族の魔王。24歳。魔王の中では最弱のレベル50。ところどころ黒くくすんだ真っ直ぐな黒髪の女性。通常スキルは「神聖魔法：パリオン教」のみ、称号に「聖女」「魔王」「偽りの聖女」「献身者」「引きこもり」を持つ。ユニークスキルは他者を眷属化する「眷属化（アドプション・ファミリーア）」と、眷属のスキルや経験値を別の者に移す「譲渡（トランスファー・エレメント）」の2つ。「能力鑑定」などスキルの一部は賢者に奪われている。ステータスは「魔神手形」で偽装している。
前世は同人漫画家だったが、20歳の時に死亡し、取り替え子として生を受けた。スーツ萌えでオフィス系恋愛モノや上司部下BLが好み。
賢者ソリジェーロの「強制」に縛られて、彼が太守を務める都市の地下にある「聖女の間」に幽閉されながら、「才渡りの儀」と称して賢者とその配下に力を移動させていた。搾取の片棒を担いで信者を騙してきた罪悪感のため、状態異常に「病気：鬱」「病気：胃潰瘍」を抱えている。修行の里から消えた子供を探して魔窟に潜入していたナナシによって儀式の場から拉致され、魔王ザーザリスを元に戻すために尽力した。その後は精霊溜まりにある秘密基地に建てた家で静かに暮らすことを望み、趣味が合うアリサやヒカルと仲良くなって、自分がユニークスキルを奪わされたせいで消耗していた幼いダイゴとチナツの看病をしている。以降は同人誌の執筆を行いつつ、ヒカルを介してセテラリック国王から貰った毛が長めのチワワのような子犬に「ワン太」と名付けて飼育している。

死霊冥王
既に死した魔王。首のない死体と残留思念が「樹海迷宮」の「邪神殿」地下霊廟で眠っている。人形の靄のような姿を取り、霊廟を暴いて自身の遺物を用いて己を支配しようとしたザザを殺害、再び眠りに就くと宣言して死骸の処分と入り口の封鎖をザンザサンサに命じる。

### 魔族
黒の上級魔族
声 - 三宅健太
目玉魔族の主であり、レベル62の上級魔族。王祖ヤマトと戦った古参魔族の1体。黄色魔族の影のように描かれ、神出鬼没と紹介されている。一人称は「ワガハイ」であり、目玉魔族と同様セリフの後「～～ワガハイ○○」と付けるおかしな口調の為、サトゥーからは「ワガハイ君」などと呼ばれていた。7mの巨体に、雄羊の角と蝙蝠の翼、4本の腕、二股に分かれた尾が特徴。風、雷、闇の魔法と格闘スキルの他、「飛行」「石化の吐息」「毒」「自己再生」「眷属創造」といった固有能力を持ち、戦闘時には強化魔法で「物理ダメージ90%カット」したり「物理攻撃力を300%アップ」させる。
配下の目玉魔族の召喚により「悪魔の迷宮」に出現し人々を圧倒するが、勇者に扮したサトゥーには及ばず神剣の一撃で滅ぼされる。この戦いでサトゥーは「勇者」の称号を得た。また、サトゥーが異世界に転移する前日にルモォーク王国を襲撃し、8人目の召喚者を誘拐した嫌疑がかかっている。

赤肌魔族
赤い肌に鹿のような角をつけた体長4mの上級魔族。黄金の猪王の筆頭幹部。レベル63。「オジャル」語尾が特徴。空間魔法の使い手。「反射の守り」というチートのような魔法を使う。
公都地下の迷宮跡地で魔王復活をもくろみ、サトゥー相手に時間稼ぎをしたが、反射の守りの「吸気口」と「排気口」を魔刃糸で絡め取られて生じた隙間から聖剣デュランダルに切り捨てられ消滅した。

青肌魔族
青銅色の肌に水牛のような角と2対4枚の翼を生やした上級魔族。黄金の猪王の筆頭幹部。レベル63。「ナリ」語尾が特徴。重力魔法の使い手。
公都地下の迷宮跡地で魔王復活をもくろみ、サトゥー相手に時間稼ぎをしたが、赤肌が敗れた瞬間に縮地で距離を詰められてしまい詠唱が間に合わず聖剣デュランダルに切り捨てられ消滅した。

黄肌魔族
黄色い肌に2つの頭をもち肩から水牛のような角を生やした上級魔族。人族の3倍を超える巨躯。黄金の猪王の筆頭幹部でリーダー格。並みの魔王より強かったとされ、レベルは71。「デス」語尾が特徴。黄衣の魔法使いに扮して各地で暗躍していた。レベル310のサトゥーをも上回る3300ポイント近い莫大な魔力を持ち、「召喚魔法」「精神魔法」「炎魔法」などを得意とする魔法戦主体の魔族だが近接戦闘も強く、6年前には勇者ハヤトの一行に仲間の半数を失わせるという壊滅的な被害を与えた。回復玉（キュアボール）という魔物を召喚して自分を回復させながら障壁で身を守り、魔法で遠距離攻撃を行うのが得意。
レイの父を骸骨王に変えてララキエを浮上させる手伝いをしたり、ムーノ市やセリビーラの迷宮で魔王復活に利用するための瘴気を収集し、迷賊達に魔人薬の製法を教える、ヨウォーク王国ではオルキデに「竜の血」を与えたなど色々と暗躍していた。バンやムクロ、「迷宮の主」とレベル99の「太古の根魂」を改造したこともあった。武術大会会場に出現し持続式の召喚魔法で大量の魔物を送り込んで人々を苦しめたが、勇者ナナシのあまりにも理不尽な力により切り札の大怪魚トヴケゼェーラの群れを全滅させられたあげく、全魔力を吸収されて弱体化したところでハヤトの攻撃を受け、「やり直しを要求するのデース」と断末魔をあげながら消滅した。

大怪魚（トヴケゼェーラ）
黄肌魔族が使役する魔物。全長300mで黒いクジラのような姿をしており、空を飛ぶ。名前は恐らく日本語の「飛ぶ鯨」の聞き間違い。竜さえ手こずる伝説の空中要塞として知られる。また、体内には「生命強奪（ライフ・ドレイン）」というスキルを持つ線虫型の魔物が寄生している。サガ帝国の北方、浮遊石のある地域を巣としている。
黄肌魔族に召喚され、レベル97の個体が7頭も公都に現れたが、鯨肉に興奮したナナシの「集光」と「光線」の合体魔法で瞬殺された。その肉はステータスを一時的に1割増しにする食料、「銀皮」という硬質化した脂肪層は耐衝撃性の高い繊維、ヒレは空力機関の材料、水晶体は光線銃の部品として、余すところなく有効活用されている。

緑の上級魔族
ザマス語尾が特徴。黄金の猪王の筆頭幹部。緑色のヘビとして描かれるが、変幻自在だったと伝わっており、勇者の鑑定スキルさえ欺く能力を持ち、王祖ヤマトの軍を混乱に陥れたとされている。慎重で危険への嗅覚が鋭く、本体は表に出ず、「擬体（アバター）」を利用して行動する。移動時には深緑色のワイバーンに変身する。
迷宮都市では誘拐したポプテマに精神魔法をかけて洗脳し、大量の瘴気を生産させようと暗躍していたが、サトゥーの「聖光鎧」スキルで擬体越しに本体まで響くダメージを与えられて撤退する。レッセウ伯爵領でも暗躍していたが、その際の戦闘で擬体は破壊されている。
パリオン神国では賢者ソリジェーロと協力して、魔神牢の解放を最優先に行動する。砂塵王を操り、計画に狂いが生じて賢者が魔神牢の封印解除を延期しようとしたのを翻意させるため、民衆を精神魔法で扇動することで暴徒化させる。賢者がサトゥーに敗れたのを見て彼を魔王化させ、「神喚」を使わせたものの結果は失敗。再起を図り撤退したが、ヒカルが対策として用意していたアイテム「夢追糸車」によって本拠地を突き止められ、配下の魔族諸共討伐された。

桃色の上級魔族
黄金の猪王の筆頭幹部。桃色の餅型スライムとして描かれ、防御特化とされており、肉片の1つからでも復活する。

樹皮の上級魔族
要塞都市アーカティアに出現した上級魔族。巨大な樹木のような歪な人型の化け物で、原色の上級魔族ではないが、攻撃手段として光線砲による砲撃があり、パリオン神国に現れた魔王並みの破壊力を誇る。しかも、地中の本体が無事である限り凄まじい自己回復能力を発揮し、下級魔法の無効化能力も持つので、非常にしぶとい。
配下である樹皮のような唇に手足を生やした下級魔族を人間に憑依させて、死霊術師ザンザサンサと接触、ザンザサンサが死亡した直後に降臨し、フェンリルや「ペンドラゴン」と交戦する。本体は彼らの奮戦によって退治され、追加で樹海の周辺に出現した13体の上級魔族もサトゥーの「流星雨」によって殲滅された。

目玉魔族
声 - 浜添伸也
セーリュー市に潜んでいた下級魔族。一人称は「ワテクシ」で、セリフの後「～～ワテクシ○○」と付けるおかしなしゃべり方をする。レベルは36、「火魔法：魔族」「闇魔法：魔族」スキルと、種族固有能力で「邪眼：魅了」を持つ。リザ、タマ、ポチの前の主人であったウースに憑りつき、セーリュー市内で騒動を起こした後、その地下に迷宮を創造する。その後、勇者に扮したサトゥーやゼナたちに追い詰められるが、主である「黒の上級魔族」を召喚した後、喰われて吸収された。

偽執政官
ムーノ男爵領で暗躍していた下級魔族。種族特性で「飛行」「分身」「変身」「下級魔法耐性」、スキルとして「精神魔法」「死霊魔法」を持つ。レベルは40ほどだが、分身を1つ作るごとに本体のレベルが1ずつ低下する。分身と本体の位置を入れ替える能力を持つため非常にしぶとく、憑依した相手の能力を使うことも出来る。
「黄金の陛下」の復活の為、3年前からムーノ領の執政官に化け、騎士を含む犯罪歴のある相手に分体を憑依させ、領民の怨嗟や怨念を集めていた。精神魔法を使って領主を騙し、領軍を同士討ちで壊滅させ、ガボの実で増殖させた15000匹のデミゴブリンを操ってムーノ市を攻撃する。だが、カリナに計画を聞かれたことがきっかけになり、ゴブリンの群れは援軍の巨人たちに駆逐され、瘴気を溜めていた「邪念壷（カオス・ジャー）」も持ち出させた配下の文官や武官が自分達の企みで増加した盗賊によって道中で殺害されたことで輸送に失敗。自ら騒霊（ポルターガイスト）化してムーノ城の魔砲へ取り憑き市街を焼き払おうとしたが、発射直前にムーノ男爵が都市核の掌握に成功したため不発に終わり、最期は勇者に扮したサトゥーに倒された。

プニ玉
迷宮都市で発生。桃色のスライム。桃色の粘液が人を呑み込むと服や生皮を溶かされるが生きている。生物から恐怖と苦痛と憎悪を搾り取るためのものらしい。「吸収」「増幅」「再生復元」「障気生産」というスキルと種族固有能力で、生物を呑み込み、呑み込んだ人を瀕死状態から一定値まで回復させ、瘴気の材料にする。なぜか核がない。
迷宮都市に出現したものは、牢内の迷賊を吸収してレベル40となり市街に溢れ出る。しかしサトゥーによって犠牲者を救助される過程で、指から出した魔刃でみじん切りにされ死亡した。

下級魔族
迷宮都市で発生。レベル30。緑色で「ザマス」という奇妙な口調。巨大な目玉が大部分を占め、その目玉から直接腕と翼がはえている。セーリュー市の下級魔族の色違いのタイプ。「精神魔法」「影魔法」といった厄介なスキルを持つ。

長角魔族
｢長角（ロングホーン）」で変異した中級魔族。
公都のテニオン神殿を襲撃したものは直立する薄紫色の肌をした雄牛型で、レベルは45もあったが外聞よりセーラの救命を優先したサトゥーに雑魚扱いされ、妖精剣の一撃で消滅した。
迷宮都市で迷賊が変化したものは8本腕に銀色で全身が剣でできているような姿。レベル40。腕による突きはそのレベルに見合わないほど鋭い。獣娘やナナを軽々とあしらうほど強く、ギルド長の「豪炎弾」でも半分もダメージを与えられなかった。しかし、サトゥーの魔刃を帯びた石槍で魔核を貫かれて倒された。
王都の下町で「自由の光」構成員が変化したものは、レベル50で、青銀色の鉤爪を振るい、体を覆う銀色の鱗を散弾のように発射する能力を持っていたが、サトゥーとゴウエンによって倒された。

短角魔族
｢短角（ショートホーン）」で変異した下級魔族。
「自由の翼」構成員が変異したものは公都の都市で暴れた。グルリアン市に出現した個体はレベル30で「変身」「炎掌」の種族特性と「怪力」「剛身」のスキルを持つ6本腕のゴリラのような前衛タイプで、カリナやサトゥー一行の尽力で被害が大きくなる前に倒されたが、他の都市では大きな被害を出している。
公都のテニオン神殿を襲った2体は、レベル30で「伸縮」「鋼身」「再生」の種族特製持ちの鈍色の触手を生やした巨漢と、銀羽虫を作り出す「生産」と「防御壁」の種族特性に「雷魔法」「指揮」スキル持ちの鳥の巣頭で、どちらもリーングランデとシャロリックによって討伐された。
迷宮都市では探索者ギルドに捕縛された迷賊が「短角」で変異し、複数体が出現した。口からナパーム弾のようなものを吐き出して攻撃する蜥蜴型は、サトゥーの石飛礫一撃で倒された。下半身が蜘蛛、上半身が蟷螂で、4本の腕は全て剣や斧のような武器になっている女性魔族は、武器化した腕や乳房棘で攻撃していたが、チーム「ペンドラゴン」に翻弄されてサトゥーの投石で消滅。透明化能力を持つ魔族は攻撃し赤鉄の探索者を倒すが、レーダーとAR表示の前になすすべもなくサトゥーによって妖精剣で一刀両断される。熊型魔族は襲いかかったルルに投げ飛ばされ、チーム「ペンドラゴン」に倒された。
王都の下町で「自由の光」構成員が変化したものは、ゴリラと犀を歪に混ぜ合わせたような姿をしており、腕や角を伸ばす攻撃手段を持っていたが、他の4体と共にリザに倒された。

馬頭の中級魔族
1400匹の魔物を率いてレッセウ市を襲った魔族。レベルは40以上で、火魔法を得意とする。当時のレッセウ伯爵を殺害し領軍を壊滅させ、急拵えの民兵とセーリュー市の迷宮選抜隊を苦しめたが、ミトの術理魔法で滅ぼされた。

剛毛魔族
「自由の光」構成員によってセリビーラに召喚された中級魔族。銀色の毛皮と6本腕が特徴。レベルは45で、土魔法や格闘戦を得意とし、自分にそっくりな分体をレベル30の下級魔族として製造する能力を持つ。迷宮都市にやって来たヘルミーナを襲撃したが、居合わせたチーム「ペンドラゴン」の協力を受けた彼女に倒された。

中級魔族
王都の地下に召喚された桃色の粘液状の魔族。一人称及び語尾に「ポヨ」を付ける。レベル41。「魔巣篭もり（デーモン・ネスト）」という隙間に潜む種族固有能力を持ち、斬撃や打撃が効かず、伸ばした触手を棘付き刃に変えて攻撃し斬った相手に毒を与える。
「自由の光」に王都の地下で召喚され、奴隷や商売女を素材として、「赤縄の魔物」を作る転魔丸（モンスター・シード）を製造していたが、リ・フウとサトゥーによって倒される。

### 神
アコンカグラ
竜神。異世界に最初から存在していた神で、世界最強とされる存在。眷属である竜たちと、大陸最大の源泉があった「竜の谷」を支配していた。フルー帝国から2tもの蒼貨を貢がれ、「黄金の猪王」に対抗する兵器として「竜焔玉」を下賜したこともある。しかし、異世界転移したばかりのサトゥーが使用した最強魔法「流星雨」3発によって眷属共々死亡した。

パリオン
別の世界からこの世界へ渡ってきた神の1柱。幼き女神と称される。魔神に苦しめられる人々を救うため、竜神に「勇者召喚」の魔法を願ったと伝わっている。パーソナルカラーは青色。
「狗頭の古王」からパリオンと呼ばれる謎の童女はサトゥーを「私の勇者」と呼んで目をかけている。サトゥーと狗頭の交戦に介入した際には、最強の魔王を一方的に封印するという圧倒的な力と、人の営みに興味を示さないという神話と乖離した性格を見せている。本人によると他の神のように文明を抑制したり、天災を起こして自作自演で信仰心を集めるような真似はしていないらしい。
ユ・パリオン巫女長への神託を通して、サトゥーらにパリオン神国にしばらく逗留するよう要請し、ソリジェーロが引き起こした事件を解決したサトゥーに感謝の意を伝え、「パリオンの認めし者」「パリオンの証」「パリオンの使徒」「祝福：パリオン神」の称号を与える。その言動から、上述の童女とは別存在ではないかとサトゥーは疑っている。

カリオン
別の世界からこの世界へ渡ってきた神の1柱。「叡智」を司る神。パーソナルカラーは朱色。好奇心旺盛なわりに、興味が湧かない事に対しては驚くほどドライ。うっかり属性がある。神力を用いた「聖なる守り」は竜神以外は突破できず、魔神残滓の穢れによる侵食を防ぐ効果がある。
カリオン中央神殿主催の奉納祭りでサトゥーが提出し、審査員特別賞を受賞した世界樹製の神像「美少女は花吹雪とともに」を依り代に、分け御霊を憑依させて街に繰り出す。自らの神威が効かないサトゥーに興味を抱き、観光に同行させる。人界の美味に関心があり、サトゥーの料理を気に入って「神調理師」「カリオンの料理人」「カリオンの認めし者」「カリオンの使徒」の称号を与え、シェリファード法国、ミューシア王国、黒煙島、オーベェル共和国への物見遊山に同行する。そしてピアロォーク王国の「神裁牢」から復活した「まつろわぬもの」の討伐を手伝った事を讃えて、サトゥーに「祝福：カリオン神」「カリオンの証」の称号と神力で作った「知泉石」を授けて人界を去る。使用後の木像は聖遺物としてサトゥーが匿名でカリスウォークに送り届けた。

ウリオン
別の世界からこの世界へ渡ってきた神の1柱。「断罪と審判」を司る神。パーソナルカラーは紅色。神力で「断罪の刃」を付与された武器は、「まつろわぬもの」の再生能力を無効化して魔神残滓ごと浄化殲滅が可能となる。
カリオン神に連れられてウリオン中央神殿にやって来たサトゥーに、カリオンと同じ依り代を用意するよう要求し、世界樹製の神像に分け御霊を憑依させる。サトゥーを「ウリオンの使徒」に任命、ミューシア王国、黒煙島、オーベェル共和国への物見遊山に同行する。そしてピアロォーク王国の「神裁牢」から復活した「まつろわぬもの」の討伐を手伝った事を讃えて、サトゥーに「祝福：ウリオン神」「ウリオンの認めし者」「ウリオンの証」の称号と神力で作った「紅法石」を与えて人界を去る。使用後の木像は聖遺物としてサトゥーが匿名でシェリファード法国に送り届けた。

テニオン
別の世界からこの世界へ渡ってきた神の1柱。パーソナルカラーは緑色。
テニオン中央神殿に現れたカリオンとウリオンから「まつろわぬもの」の報告を受け、同行していたサトゥーに依頼して世界樹製の依り代を用意させ、分け御霊を憑依させる。言霊が効かないサトゥーに対し、「外敵」と呼ばれる禁忌に属する事柄について詳細を伏せて説明した。その後、本体と情報を授受してサトゥーにウリオンとカリオンを連れてピアロォーク王国へ向かうよう指示し、信者達へ祝福を与えて人界を去る。役目を終えた依り代は塩の塊となり、聖遺物として神殿が回収した。

魔神
別の世界から現れた神の1柱。「盗神」という蔑称でも呼ばれる。魔族の神で、「魔王」という仕組みを作って昔から人々を苦しめている。「魔王」や「魔族」といった「適度な災害」は信仰心を集めるのに役立つとして他の神々も感謝している節がある。この神を崇める人々は「自由」を標榜しているが、実は信仰を広めさせないために文明の抑制を主導しているとみられている。「まつろわぬもの」とは違ってこの世界の一要素であるが、ウリオンからは嫌われている。
下級魔法をサトゥーの中級魔法に等しい威力で使い、次元刀や虚無刀、神舞装甲、竜破斬といった武器を操るらしく、あらゆる能力と発想でレベル310のサトゥーを超えている。またロリコンでもあるらしく、実際に幼い容姿のエルフたちの里は今まで一度も魔王や魔族に襲われたことがない。
魔神の落とし子
魔神の一部。高さ9km、幅10mの黒線。剣も魔法も通じず、亜神の域にある天竜などや神々しか傷付けることができない。ただ鞭のように打擲するだけでも凄まじい威力を発揮し、神剣を使ったレベル311のサトゥーでも、ミトやアリサの支援魔法がなければ押し切られていたほど。千切れた欠片に触れるだけで、高濃度の瘴気汚染による状態異常「穢れ」が生じ、レベル10から20の魔物がレベル50のスライムへと変貌させる。
ホーズナス枢機卿の「神喚」により大晦日の王都に3本召喚される。2本はナナシが神剣で滅ぼし、1本は天竜に引き裂かれながらも逆に浸食していったが、やはりナナシに滅ぼされた。
魔神残滓を加工した呪具は「煉獄呪詛」と呼ばれる。

### 日本
橘 ユミリ（たちばな ユミリ）
勇者ハヤトの日本での幼馴染み。ロリ顔で華奢な少女。
最初は異世界で勇者をしていたというハヤトの荒唐無稽な話を信じられなかったが、高校生離れした筋力を見て一応納得する。ハヤトが勇者召喚されるまで少し疎遠になっていたが、送還後は昔のように「ハヤトちゃん」と呼ぶようになっている。
高坏 光美（こうはい みつみ）
勇者ハヤトの世界におけるヒカル（ヤマト・シガ）に該当すると思しき中学生の少女。こちらの世界でも一郎（サトゥー）の親しい知人だが、年は離れている。「後輩」に聞こえる苗字呼びを嫌い、「ヒカル」と呼んでもらっている。神社に関係があるのも同様らしく、神に憑依されて、知り合った勇者ハヤトに人が入れるサイズの小屋を建て、「サトゥー」と書かれた表札を貼るよう頼んでいる。
真崎 愛香（まさき あいか）
勇者ハヤトの3歳になったばかりの妹。ハヤトからは溺愛されている。

## 国家と都市
シガ王国
およそ600〜700年前に、「黄金の猪王」と戦った勇者シガ・ヤマトが建国した国家。シガ王家のもとに3公（オーユゴック家・ビスタール家・ドゥクス家）などの貴族が仕えている。
身分制度が厳格で上位貴族の権力が強く、迷宮資源大臣以外の大臣職や将軍職は門閥貴族によって独占される。そのため、平民に対する無礼討ちをしても罪には問われない場合がある。貴族の間では、魔族が相手の際は領土を超えて軍事的に協力するという取り決め『蒼の誓約』がある。
成人年齢は15歳。やや男尊女卑の傾向があり、基本的に結婚した女性は家庭に入る。識字率は低め。人族が主体で、領地によって亜人の扱いにも差があり、王国北部では亜人差別が深刻。法律上、奴隷は主人の所有物という扱いなので、商業ギルドで口座を開設することはできない。嫡子のいない未婚の上級貴族家当主は1年以内に嫡子を儲けなければならないという国法があり、さらに3年以内に子供ができなければ第2夫人や新しい妾が必要になる。

セーリュー伯爵領
東西に60キロ、南北に70キロほどの広さがある。面積的には東京都と千葉県の中間ほど。シガ王国の外れに位置し、灰鼠首長国や竜の谷と隣接する。
兵卒でもワイバーンと戦わされることで有名であり、領軍の職場環境はなかなかにブラック。

セーリュー市
セーリュー伯爵領の領都。竜の谷から20kmほどの距離にある城塞都市。人口割合は8割が市民、2割近くが奴隷で、貴族、商人などの裕福層や神官・巫女は数パーセントである。種族では人族が9割を占める。田舎すぎるために他国から狙われることもなく、時々あるワイバーンの襲来を除けば平和そのものであり、亜人との間で起こった戦争も10年以上前のものが最後である。
昔は猟師や農民が獣人に殺されたりしていたことがあるため市民には獣人差別の意識が根強い。一部の妖精族を除く亜人種は奴隷以外で存在することができないほどで、宿屋では部屋に泊めてもらえず、理不尽な理由でも躊躇なく亜人の子供に石を投げつけられる。
揚げたコウモリの翼に黒味噌を付けた「竜翼揚げ」や、甘い芋の餡を練り込んだパンが古くからの名物で、ジョンスミスが考案した市の名を冠する「セーリュー揚げ」と呼ばれる肉無しポテトコロッケも新たな名物になった。
東町の通りには露店が並び、西町には娼館や奴隷商会がある。そのため西町の方はやや治安が悪く、獣人奴隷もこちらに多い。
下級魔族の策略により、大陸で7つ目の生きた迷宮「悪魔の迷宮」が誕生、159名の人が巻き込まれ、黒の上級魔族も出現したが、仮面の勇者（サトゥー）によって事態は解決した。これにより迷宮運営のノウハウを学ぶため、領軍からセリビーラへ選抜隊を派遣することになった。
悪魔の迷宮
黒の上級魔族の降臨の為に目玉魔族がセーリュー市の西街、ザイクーオン神殿地下に設置した最も新しい迷宮。生きた迷宮としては大陸で7つ目（シガ王国では公認されていない「樹海迷宮」も入れれば8つ目）となる。100部屋を超える区画で構成されているが、諦念は魂がスカスカになるとして、希望の後に絶望を与える為に、全ての部屋は公平に出口に繋がる構造となっている。レベル20未満の魔物が多いが、迷宮の掃除屋としてレベル40の不死族モンスター「死獣（アンデッド・ビースト）」が徘徊している。

カノイナの街
セーリュー伯爵領の街。羊乳酒が名物で、出身者によると酔っ払いと羊しかいないとのこと。

クハノウ伯爵領
セーリュー伯爵領とムーノ男爵領に挟まれた領土。旧ムーノ侯爵領時代から続く流民や、銀鉱山を狙うコボルドの対処に悩まされている。ダイコンなどの野菜クズの漬物「クハノウ漬け」（≒福神漬）が名物。

セダム市
クハノウ伯爵領の城塞都市。規模はセーリュー市と同等だが、人口は2割り増しで亜人が少ない。外壁沿いに流民の集落が並んでいる。

幻想の森
クハノウ伯爵領内、ノウキーの街の南東部にある森林地帯。源泉の支配者は名前を捨て、「幻想の森の魔女」を襲名する。普通の生物だけでなく幻獣も生息している。クハノウ伯爵との間で魔法薬を定期的に卸す代わりに森へ狩人などを立ち入らせないように契約を結んでいる。

ムーノ男爵領→ムーノ伯爵領（旧ムーノ侯爵領）
オーユゴック公爵領の北部に位置する領地。面積は北海道程度。全体的に平地が占めており、ムーノ市の北西に領地の3割ほどを占める大森林が存在する。クハノウ伯爵領とオーユゴック公爵領を結ぶ街道沿いは平地が多いが、ポツポツと標高の低い山が存在する。また、領境付近には標高の高い山々が連なっている。古くはオーク帝国の領地で、サガ帝国との戦争における前線だったと伝わっている。
人口はかなり少なく、領都以外に人口が10000人を超えている都市はない。亜人差別も酷いわけではないが、人族と亜人が共存している場所はない。
かつてはムーノ侯爵の統治下で当時最大の権勢を誇っていたが、あまりに横暴な行いを続けたことから、その犠牲となって処刑され「不死の王」として蘇った魔術師ゼンによる復讐で、傍系に至るまで係累全てが滅ぼされた。その後に就任した領主もほとんどが変死か怪死しており、ただ客として訪れただけの貴族ですら不幸になったことから、「呪われた領地」と忌み嫌われている。
オーユゴック公爵の係累のレオン・ドナーノ準男爵がムーノの家名と領土を引き継ぐが、ゼンの呪いにより都市核との契約ができないため、領主としては異様に爵位の低い男爵として統治することになった。以前は貧乏なだけの領地だったが、3年ほど前に執政官の交代に乗じて魔族が民衆の苦痛を瘴気産生に利用するため暗躍し始め、それ以来続く飢饉のせいで奴隷に身を落としたり盗賊業に手を染める領民が後を絶たない。役人達は腐敗し、犯罪歴を持つ兵隊達が盗賊以上に好き勝手していて無政府状態に近い酷いありさまとなっている。人材不足も深刻で、当初は領内の爵位持ち貴族が2名、うち永代貴族はムーノ家だけ、執政官候補のニナは魔族の策略で投獄中という状態にあった。
その後、魔族によって盗賊討伐任務中の領兵約1000名が殺害され、デミゴブリンの軍勢により手薄になった領都が陥落しかけるが、勇者の活躍と領主の正式就任により最悪の状況を脱し、サトゥーやアリサの協力も得て人事の再編や飢饉対策に乗り出している。また不足が著しい人材に関しては、新執政官の伝手でボルエハルトへの留学やオーユゴック公爵領での公募などを進めている。サトゥー一行が公都やボエルハルトで行った活動のお陰で、食糧不足や職人と労働者不足が解消され、「呪われ領」の噂も和らいで役人・士官候補の食い詰め貴族も集まり、深刻な人材不足からは脱した。年始に陞爵された事で、ムーノ伯爵領になる。

ムーノ市
ムーノ男爵領の領都。男爵領で唯一人口が10000人を超える都市。広さはセーリュー市の倍近いが、人口は半分以下。領主の城は王都、公都に次ぐ国内第3位の規模で、都市の3割を占めている。城には長射程の魔砲が置かれており、侯爵時代には弟が治める都市をゼンの配下の魔物ごと焼き払ったとされるが、現在はゼンの影魔法で破壊され発射不能になっている。領主が都市核と契約できずにいたため気候が安定せず、飢饉に悩まされていた。
魔王復活に必要な瘴気の温床として3年前から執政官に化けた下級魔族に利用されており、2年前には養護院が閉鎖されて市内では魔王信奉組織も横行していた。魔族の企みで15000匹に増殖したデミゴブリンの襲撃を受けるが、その事実に気付いた男爵次女カリナの尽力とサトゥー一行や森巨人たちの協力により救済される。
その後はサトゥー一行の援助で怪我人や重病人が魔法薬で治療され、飢饉対策に区画整理された畑でガボの実の栽培を開始、名産品の創出と市民の自立支援として川魚の練り物「ササカマ」（≠笹蒲鉾）の生産が行われるようになる。

ペンドラゴン砦
旧ムーノ侯爵家時代から存在していた砦。元は侯爵所縁のアンデッドの巣窟と化し「怨霊砦」と呼ばれていたが、サトゥー一行が浄化を行い、彼の授爵後は別荘扱いで近隣住民の雇用のために管理を任せている。

森巨人の里
ムーノ男爵領北西部の森林地帯に存在する、「山樹」という樹高2kmの大木の周囲に形成された集落。平均レベル31の森巨人が10名、平均レベル20の小巨人が120名、その他の種族が1000人ほど（内訳は、獣人族：鳥人族：妖精族＝5：4：1）住んでいる。旧ムーノ侯爵領時代に何らかの遺恨があり、縁戚ではないムーノ男爵家の人間まで敵視している。かんぴょうの原料が自生している。
サトゥーたちが訪問する少し前にヒュドラに襲撃され、巨人族の子供たちがその毒に苦しんでいたが、サトゥーの提供した解毒薬で回復した。その恩返しでムーノ市の危機にも救援を派遣している。

オーユゴック公爵領
3公爵領の一つ。面積は本州くらいと広大（ただし本州ほど細長くはない）で、4つの都市を経由する全長800kmの巨大運河が流れている。都市レベルの街は7つしか無い。総人口の8割が人族。古くはオーク帝国の領土だった。1侯（ロイド家）3伯（ウォルゴック家・ホーエン家・ボビーノ家）8子爵（シーメン家・エムリン家など）の上級貴族12家が家臣団として支えている。葡萄山脈産のオーク石（≒天然ソーダ）などを用いた「オークガラス」がオーク帝国時代からの名産品。
3年おきに大規模な武術大会が行われている。ここで好成績を残すと貴族の家臣として仕官できるため、この時期になると各地から腕自慢が集まり1次予選参加をかけた野試合が至るところで見られるようになる。また公爵軍の近衛隊の入隊条件である「武術大会1次予選突破」を満たすため、爵位を継げない貴族子弟が1次予選免除に必要な魔剣等を求めるのも風物詩である。
王都の需要を賄えるほどの綿花の産地だが、陸路では遠く、危険を伴う海路を用いるため、主に加工品の綿製品を輸送する。

公都
オーユゴック公爵領の領都。人口は21万人。シガ王国建国の地として有名な古都。公爵城の周囲の貴族区画には上級貴族の屋敷（1軒1軒が宮殿と言える規模で東京ドームよりも大きい）が立ち並び、港区の大市場は様々な場所から人が訪れ熱気にあふれている。ダイコンを食べるとオークが来るという迷信があり、毛嫌いしている人が多い。地下には「猪王の迷宮」という枯れた迷宮遺跡があり、下水道にはオーク帝国の旧臣が2名隠れ棲んでいる。ガラス細工や硝酸銀を用いた鏡を製造する工房があり、つい最近技術革新が起こり大量生産が可能になった。3年おきの武術大会では2次予選の会場となる。
魔王信奉組織「自由の翼」により黄金の猪王が迷宮遺跡で復活するも、ナナシの活躍で地上に被害が及ぶ前に解決し、ナナシからの情報提供で公爵が組織残党の一斉検挙を行った。さらに、武術大会を襲撃した黄色の上級魔族によって多数の魔物が送り込まれたが、こちらも勇者ハヤトやナナシによって討伐されている。

グルリアン市
大河沿いの都市の１つ。公都から300km上流に位置する。太守はウォルゴック伯爵。銘菓グルリアンと呼ばれるおはぎが名物で、1つあたり大銅貨1枚で売られている。都市名は日本人が「ぐるり餡」というおはぎのだじゃれで付けたものと見られている。
公爵領の他の都市と同じく短角魔族の襲撃を受けたが、カリナやサトゥーの活躍により早い段階で対処できたため、被害はかなり軽く済んだ。

ツゥルート市
大河沿いの都市の1つ。グルリアン市から船で160kmの距離にある。港の市場では水産物やオークガラスの細工が売られている。
短角魔族の襲撃で大きな被害を受けている。「黄金の猪王」復活の日に太守の晩餐会を「自由の翼」所属の死霊術士が襲うが、ナナシによって撃破された。

スウトアンデル市
オーユゴック公爵の貿易都市。大河の河口に位置する公爵領最南の街。湾内には魔物が少なく漁業も盛ん。外国船への警戒で大型戦列砲艦などの軍艦が配備されている。元はボビーノ伯爵の嫡男が太守を務めていたが、祖父の前伯爵の魔王信奉組織「自由の翼」への協力が露見して失脚したため、カーク・エムリン子爵に太守の地位が引き継がれた。

ムラァス
大河を挟んで公都の対岸に位置する街。治安が悪く「黒街」とも呼ばれている。非合法な商品が取り扱われることもある非公式なオークションが有名で、公都の武術大会見物に来た貴族が訪問するのが風物詩になっている。魔狩人がいるため獣人の比率が高め。

ヨルスカの街
ボルエハルト市の南東にある街。東の山脈の向こうにある小国郡へ続く街道の要所となる。魔狩人と鼬人族の商人しか居ない街とのこと。

コゥーカの街
スウトアンデルを除けば最南端にある街。大河の支流に遡る船便が出ている。

クーチェの街
コゥーカの上流にある街。馬車を搭載できるサイズの船の終着点。近隣住民はカヌーでの移動が主流なので、街道はあまり整備されていない。

プタの街
魔狩人という魔核を採る職業に就く者達が住む街の１つ。東西を2つの山に挟まれた間にあり、西側には守護の城が、東側には枯れたミスリル鉱山跡がある。黒竜山脈に接する辺境の街で、治安はあまり良くない。守護はポトン準男爵。比較的亜人が多い。周辺には小規模なデミゴブリンの集落が点在する。また、鳥人族や猿人族の集落ではトマト（地元では赤実と呼ばれる）の栽培が行われており、ケチャップの収益で閉鎖されていた孤児院が再開される見通しとなっている。
守護が賄賂で外国人のダザレス侯爵の横暴を見逃していたせいで市民の不満が溜まっており、侯爵が街に魔物の群れを引き寄せたことで守護の城などに被害を受ける。

オークの幻蛍窟
公都とツゥルート市の中間にある、急峻な葡萄山脈を貫く全長3kmほどの人工トンネル。大河の支流が流れ、幅は大型船1隻がなんとか通り抜けられる程度。色とりどりの光苔と水晶による星空のようなグラデーションの中を蛍のような光が不規則に舞う絶景で、王国でも有数の観光名所として新婚旅行の貴族も多く訪れる。景観を楽しむために無灯火で運行する必要があり、船頭は反響定位ができる蝙蝠人族に交代する。

神渡り橋
公都付近に架かる大橋の通称。1000年前に神々が作ったとされる。1km以上ある川を渡すため非常に大きく、最も高いところは船のマストと同じくらいの高さがある。中央部分の40mほどがゴーレムを用いた跳ね橋となっており、その規模はロンドンのタワーブリッジに匹敵する。便利なようだが有料道路なので通行人は少なめ。また橋脚は魔物避けの結界柱を兼ねており、水棲の魔物が公都に近づくのを防いでいる。

ボルエハルト自治領
オーユゴック公爵領内にあるドワーフが中心の自治領。幾つかの山を含む直径20キロほどの広さ。都市が一つと複数の村がある。領主はドハル。精霊が少ないため高い樹木が少なく、灌木や赤茶けた茂みが多い。

ボルエハルト市
自治領唯一の都市。人口割合は、ドワーフが6割、鼠人族が2割、兎人族が1割、残り1割は人族や雑多な亜人種達（鼬人の商人、鍛冶場で働く小巨人、ノームやスプリガンなど）である。市長はドリアル。
ドワーフが作る鍛造武器や精密な鋳造技術はシガ王国一とされ、職人街は活気にあふれている。特に公都の武術大会が開催される時期には、良質な武器を求める人が多く訪れる。

エルエット侯爵領
王国西端の領地。セリビーラの北方に位置している。青紅茶の茶葉や甜瓜が名産。

ガニーカ侯爵領
東西に細長い、（伸びる方角が違うが）地球でいうチリのような形の領地。面積はムーノ男爵領以上オーユゴック公爵領未満。オーユゴック公爵領の半分ほどしかない人口は湾ごとの都市に集中し、漁村もほとんどが湾内にある。

ビスタール公爵領
3公爵領の一つ。シガ王国北西部の領土で、小王国諸国を挟んでサガ帝国と向かい合う位置にある。上質な赤ワインが名産。領内には枯れた迷宮が存在する。南部都市の周辺はオーユゴック公爵領に並ぶ綿花の一大産地であり、王都の需要を賄えるほどの生産量を誇る。

タルトゥミナ
王都直轄領の貿易都市。シガ王国の海外貿易の要で、異国の貿易船が多い。違法薬物の取引が行われるなど治安はあまり良くない。闘技場がある。
迷宮都市での犯罪ギルド摘発とほぼ同時期に密輸業者の検挙が敢行された。

キリク伯爵領
タルトゥミナの南東にある領地。港がある。

ウケウ伯爵領
キリク伯爵領の対岸にある領地。

ケルトン
王都、タルトゥミナ、セリビーラを繋ぐ分岐都市。陸上貿易の要所であり、人が非常に多い。

セリビーラ
王都直轄領の迷宮都市。シガ王国西部の街で、分岐都市ケルトンを超えた先の山向こうの盆地にある。太守、迷宮方面軍司令官の将軍、迷宮資源大臣を兼任する探索者ギルド長の三者が対等に近い立場を持つ。
太守は王都の門閥貴族でも最上級の権勢を持つ上級貴族だけから選ばれ、現在の太守はアシネン侯爵。衛兵の統括も太守の役目である。迷宮に潜る者たちを管理する探索者ギルドは迷宮資源省の管理下にある国家機関で、ギルド長は名誉伯爵相当の迷宮資源大臣を兼任する。また迷宮方面軍が魔物の氾濫に備えており、駐屯所まで魔物を連鎖暴走（トレイン）させた者は重犯罪者となり、殉職者を出した場合は極刑もあり得る。
迷宮から魔物が街へ溢れる事態を想定して、遅滞防御をするために大通りを除く全ての街路が複雑な迷路のように入り組んでいる。また、探索者ギルドは太守公館の前にある東ギルドと迷宮のある西門前の西ギルドの2箇所があり、後者は1000人規模で人が入れる広場に面した小国の宮殿のように立派な建物で都市の中で最も賑わっている。西の大砂漠地帯と接しているため周囲は荒地ばかりで、作物を育てられる土地に乏しく、魔法薬が需要に対して常に不足気味になっている。瘴気の処理がされていない食品を食べることが多く、程度の差はあるが「瘴気中毒」を患っているものが貴族含め人口のおよそ2割も存在する。治安がいいとは言えないが、荒っぽい者が多いため窃盗事件はかなり少ないらしい。派手な格好を好む探索者の影響で、その嗜好に引きずられて全体的に派手で露出高めな衣装が流行している。
太守代理のソーケルが違法薬物の密輸を行なっていたが、探索者ギルドの斥候や迷宮方面軍の諜報部員によって犯罪ギルドごと一斉摘発された。その後、ギルドの牢に捕縛されていた迷賊たちが魔族に洗脳されていたポプテマ相談役の手引きで魔族に転生して市街で暴れるという事件が起き、対応できる実力者たちが総出で当たったことで解決したものの建造物に大きな被害を受けた。
当初は太守が公立養護院を閉鎖していたため多くの浮浪児が路上生活していたが、サトゥーの働きかけで子供達は保護されている。

セリビーラの迷宮
セリビーラの地下に広がる、大陸最古の迷宮。上層、中層、下層に分かれており、シガ王国西部の大砂漠の地下まで延びている。「区画」と呼ばれる小部屋の集合体が塊茎のように100以上も連なる構造をしている。
探索済みエリアには昔の探索者たちが立てた「標識碑」という、区画番号・入り口からの距離・通し番号が記されたものが等間隔に配置されている。暗い迷宮で同士討ちを防ぐために、人が近づくと青く、魔物が近づくと赤く光る機能が備わっている。湧穴が開く前には青と赤が交互に点滅するため予測が可能。ただし迷賊のような人間の犯罪者には対応していないため、光り方だけでは安全を確認できない。
中層には赤鉄証以上の中堅探索者以上しか入れない。上層に比べて急に魔物が強くなるわけではないが、特殊攻撃を使う相手が増えるため総合的な難易度は上層より高い。また、中層には亜人の弾圧を逃れたものたちで作った「迷宮村」という集落が存在する。
下層には最大レベル80の邪竜（エビル・ドラゴン）一家などが生息し、最深部の「試練の間」にはレベル99の「太古の根魂（エルダー・ルート）」という強敵が陣取っている。また、「青い人」と呼ばれる吸血鬼の真祖や、その友人の転生者が住んでいる。下層には「区画の主」や「階層の主」は存在しないと思われているが、実際は迷宮の主を守るために吸血鬼のバン・ヘルシングたちが定期的に主を狩っている。
「迷宮の主（ダンジョン・マスター）」はムクロの妻。ひねくれ者なので、ムクロの住居以外を監視して、探索者が欲しいと言ったのが聞こえた物は絶対に出現しない設定にしている（曰く「物欲センサー」）。上層・中層・下層の「階層の主」を倒して証を3つ全て揃えると、迷宮核が危険に晒される。
国有鉱山のような扱いのため、迷宮内で採れた魔核は全てギルドで回収される。ギルドはあくまで魔核の安定回収を目的としているため、それ以外の素材は規定価格でしか買い取れず依頼者との直接交渉を推奨している。なお、魔核以外の素材には一切税金がかかっていない。
過去に貴族たちが血みどろの争いを繰り広げた歴史の間でトラブル防止のためにできた慣例として、「階層の主」の戦利品は「国王に献上する」という形で一旦没収され、王都で開かれる公正なオークションで売却された後に、その収益と同じ金額が後日「褒美」として国王から与えられる。なお、ごくごく希に戦利品として出る「国家間の均衡を崩す」ような武具や魔法道具は、オークションに出品されず王城の宝物庫に納められたままになるが、その品が出品された場合に入札されると予想される額の倍を支払われる。戦利品のなかの1品だけは討伐したパーティーに優先所有権がある。戦利品のうち、特に高価な品々は「宝物庫」持ちの幹部職員が運搬し、残りは王家から貸与された「魔法の鞄」で王都の迷宮資源省へ持ち運ばれる。
内部では迷賊が危険地帯の先に拠点をいくつも作って、魔族から教えられた技術で違法薬物の材料を攫ってきた探索者や運搬人に製造させていた。だが、クロによって全ての迷賊が捕縛され、虜囚となっていた200名弱の女性たちも無事に解放された。さらに「狗頭の古王」までが復活したが、大砂漠へとサトゥーが転移させたため内部に被害は出なかった。

迷宮村
ガルタフト王による400年前の亜人戦争の際に、地上の弾圧から逃れた亜人族が迷宮中層に築いた村。蜂使いと呼ばれる魔物使いの人族と土岩人や泥人という妖精族が、深さ30m、幅50mの奈落の中に作られた蜂系魔物の巨大な巣跡を利用して建築した。湧穴ができない場所で、魔物の通り道をふさぐことで安全を確保しており、夜目が利く蝙蝠人族が上空を巡回している。貴族に対する逆差別があり、税金も貴族の方が重く、村長の法に違反した相手は容赦なく処刑される。危険な道を最短距離で突っ切っても3時間はかかり、安全に進むなら3日ほど必要な距離にある。迷宮下層の「青い人」と年に数回取引を行っている。犯罪歴のある住民もいるため安全とは言えないが、甲虫狩りで泊まり込む探索者もいる。
太古の根魂（エルダー・ルート）
セリビーラの迷宮最深部に生息する魔物。レベル99。種族固有能力に「超振動」「生命強奪（ライフ・ドレイン）」「再生」「擬死」「眷属創造」を持つ。樹液は美味いらしいが、触れるだけで「生命強奪」が発動するため、吸血鬼くらいしか味わうことができない。
ムクロ、バン、「迷宮の主」、黄肌魔族が協力して魔改造した魔物。「神を殺せる魔物」というコンセプトだが、300年の試行錯誤でも「神の使徒」を倒すのがせいぜいだった。群体のようなものなので一度に全てを破壊せねば無限に再生する。
クロと交戦するユイカの救援として「迷宮の主」が考えなしにユイカの異空間へ送り込み、両名に攻撃を開始するが、「箱庭創造」で作られた異空間の中でクロの攻撃を受け完全消滅する。

蔦の館（つたのやかた）
賢者トラザユーヤが迷宮都市滞在中の拠点としていた館。都市南東部の貴族街に隣接する森の中にある貯水池の上流に建てられており、「郷愁（リターン・ホーム）」の魔法と空間系の結界で守られている。都市核を参考にしてレベル50級の魔物の魔核と大量の聖樹石で作った「偽核（フェイク・コア）」によって迷宮都市の水源を抑えると共に、迷宮に流れる魔力を奪ってその拡大を阻害している。館の地上部分はフェイクで、本体に当たる地下部分には工房や設備に加え100部屋を超える居住区が存在する。貴重な道具や優れた技術が残されているため、太守が代替わりするたびに軍を率いて襲撃されるが、水源を抑えられていることを知る昔からの住民は決して敵対しない。

レッセウ伯爵領
三方を他の貴族領に囲まれ、残る一方でフジサン山脈に接する。「レッセウの血潮」というあまり質の良くない赤ワインが作られている。領地の外れの山奥にはフルー帝国時代の遺跡が存在する。
魔族の攻撃で2つある都市の片方が壊滅した上に、魔物のせいで滅んだ村落も多く、存亡の危機に立たされている。領軍も壊滅したために軍による領内の巡回まで手が回らなくなり、魔族軍の生き残りの魔物たちが各地に巣を作って、放置されたままになっている。その影響で、王都の下町を始めとして各地に難民が押し寄せてきている。

レッセウ市
レッセウ伯爵領の領都。中級魔族の奇襲で大打撃を受け、領主が死亡し領軍も壊滅している。

セウス市
レッセウ伯爵領の仮の領都。市場は品物が少なくて活気を失い、治安が悪くてスリや物取りが多く、人々の目には生気がなく、裏通りには浮浪児が座り込んで違法な人買いや人攫いまで横行するという有様で、アリサは「戦争映画の敗戦国の都市」と評した。倒産した工場や用地は多いのに地元の商会の妨害のせいで手に入らないので、エチゴヤ商会の支社も開店休業状態。住民の苦労とは裏原に貴族は贅沢三昧で、新レッセウ伯爵を扱き下ろす者も多い。

ゼッツ伯爵領
レッセウ伯爵領と国王直轄領の間にある土地。南北に長い。領内の都市は没個性で地方色が薄い。蜜柑が名産として知られるほか、葡萄も育てており、特別美味しいわけではないが癖がなく飲みやすい初心者向けワインを作っていることでも有名。
隣のレッセウ伯爵領に魔族が出た影響で主要都市に軍を集中させており、巡回が疎かになって領内の魔物が増えつつある。難民は受け入れておらず、レッセウ伯爵領から流れてきた難民達が街の外で難民キャンプを作っていたが、クロの紹介でエチゴヤ商会の開拓村で働くために移動を開始した。

ファウの街
ゼッツ伯爵領最南端の街。森林が豊かなので、平屋や2階建ての木造建築が多い。蜜柑が名産だが、それ以外には特に特徴がない。建国時から営業しているという歴史ある飯店があり、王祖ヤマトが好んだという蜜柑の皮と山羊のモツが入った焼き飯が名物。神殿の多くには養護院が併設されているものの、どれも規模が小さく、収容できない子供は浮浪児となって犯罪に手を染めることも多い。
下級竜が谷間に住み着いたせいで、そこに住んでいた亜竜が王都へ続く峠に移動し交通が妨げられていたが、シガ八剣の兵務が派遣されて解決した。

王都
シガ王国の王都。王城を中心に幾度も城壁を拡張して都市を広げていった歴史があり、今では同心円状の内壁が7枚ある。領主や伯爵以上の貴族たちの広大な屋敷は建国当初から存在する一番内側の壁の向こうにある。人口の8割が人族で、残りの2割のほとんどは鱗族や獣人族が占め、少数派の妖精族は300人もいない。獣人の商人や人族以外の国家からの大使が来ているため、差別は相手と場所による。
王城の側には国樹の「王桜」という名の、王祖ヤマトがエルフから貰ったと伝わる城サイズの巨大な桜の木が生えており、例年なら年末から年始にかけて桜が見頃になる。
正門はパリの凱旋門を彷彿とさせる巨大な門で、精緻な彫刻の陰には幾つもの魔術的な回路が隠されている。城門には探査波による監視と固定砲台を一体化した騎士像が彫られており、これはヤマトが好きだった「テニ×勇」に登場するラウルとスラン君ペアがモデルになっている。
水源が王城にあり、外壁まで6本の水道橋が伸びている。貴族街や富裕層の居住区画には環状水道橋から水道管で上水道が各屋敷に供給され、平民区画では水道橋と水路が併用される。
屋台では蕎麦粉を用いた軽食が多く販売されているが、麺料理は見られない。
半年に1回、王都や周辺の魔物を追い払うため、大聖杯や小聖杯を用いた「魔禍払いの儀式」という儀式魔法が行われる。また、6年に一度、王家の大聖杯と公爵達の小聖杯を集めて大がかりな儀式が行われる。

シガ八剣
シガ王国の剣として強大な外敵から国土を守る為に存在する8人の武人。選ばれれば名誉伯爵位を与えられ、奴隷身分からも解放される。就任するときには、国王から8本の剣を重ねた環の意匠をした「剣環証」を賜る。第1位から第8位まで序列はあるが、レベルと序列は比例しない。
設立目的から内戦への積極的な介入は行わないが、参加を禁じる明文化された規則はないので、きちんとした理由があって志願されれば参戦を許される。候補者には聖騎士が一番多く、王国騎士や他の領地の騎士も多いが、流浪の騎士や他国出身の神殿騎士まで含まれ、レベルは45以上の者がほとんど。

王立学院
王都に存在する巨大教育機関。魔法使いを育てる「魔法学舎」、騎士を育てる「騎士学舎」、貴族の子弟が通う「貴族学舎」、成人未満の名誉貴族の子弟や裕福な平民が多く通う「幼年学舎」、上流階級の女性に必要な知識や教養を学ぶ花嫁学校の「乙女学舎」、日本の大学に相当し成績優秀なら身分を問わず入学できる最高学府の「高等学舎」の6つからなる。そのほか、専門家向けの「特別講座」、新人貴族教室などの特別教室も開講される。
初代学長のメルボンは勇者ヤマトの旅仲間で副宰相を務めた人物。

ミマニの街
王都から馬車で半日もかからないほどの距離にある街。門閥貴族の保養地としても有名で、幾つもの狩猟館があり、街の規模からは多すぎる数の商店や宿が軒を連ねる。セリビーラへの分岐都市まで行ける川下りの船が出ている。

碧領
王都の南西、セリビーラの南南西にある「魔物の領域」。シガ王国の流刑地であり、開拓のために犯罪奴隷から構成されるムラサキという部隊が送られるが、奴隷損耗率が非常に激しいことで知られる。

ボルエナンの森
シガ王国の南東にある大樹海。広さは隣接するオーユゴック公爵領の3〜4倍で、ボルエナン氏族のエルフ数千名と様々な妖精族が暮らす。最初に到着する町並みは400年前に勇者ダイサクが主導して作った「エルフらしい」ツリーハウスでできているが、これはあくまで客人の歓迎用。世界樹の根を天蓋とする半地下に、ガラス窓や自動ドアが使われた近代建築の居住区が別に存在している。奥の区画に生えている世界樹の恩恵で瘴気が極めて薄いため、魔物と戦える修練場は森の辺縁部に存在する。陸路で向かうには成竜や多くの魔物が生息する「黒竜山脈」を超える必要があり、海龍諸島から続く「妖精の迷い海」は「彷徨いの海（ワンダリング・オーシャン）」という魔法で守られているため海路での侵入も困難で、それ故に秘境扱いされている。
里のハイエルフがフルー帝国時代にフルー帝国製の遊技機器に嵌まって大量の聖樹石（賢者の石）を支払い・巻き上げられ、遊戯機器が寿命で故障した時大半が引きこもってしまったため等で、現在も活動中のハイエルフはアイリアーゼだけ。そのため聖樹石不足が深刻で、破損した光船の修繕もままならなかったが、サトゥーが邪海月討伐の報酬で他の里から貰った大量の聖樹石を気前よく提供したおかげで大分余裕が出てきた。

灰鼠首長国
セーリュー伯爵領に接する灰鼠人族の小国。「繁魔迷宮」という生きた迷宮が国内に存在する。

トラザユーヤの揺り篭
賢者トラザユーヤが灰鼠首長国のはずれに作った訓練施設。命に執着が薄いエルフが安全に経験を積めるように作っており、エルフの訓練生のために脱出装置も設置されている。階層は全部で200、補助機関として魔物・ゴーレム・ホムンクルスを製造する装置が用意されている。迷宮核を模した「揺り篭の核（クレイドル・コア）」によって制御され、迷宮のように成長することはない。また揺り篭から採れる果実などで魔物の食料をまかなっている。
セリビーラで多くのエルフを死なせてしまった自責の念からトラザユーヤが作ったが、肝心のボルエナンの里から無視されたために廃棄されていた。だが「不死の王」ゼンが自分に死をもたらす存在を作り上げるための拠点として目をつけ、未完成だったホムンクルスを完成させ、ミーアを攫って「揺り篭の主」とし、勇者候補としてサトゥーをおびき出した。結果としてゼンがサトゥーに介錯されたことで攻略と看做され、トラザユーヤの趣味で施されていた自爆装置により崩壊した。

クボォーク王国
シガ王国の北に位置する、アリサとルルが生まれた小国。女性の地位が低く、王女であっても満足な教育を受けられなかった。貧しい国だったためアリサが農業改革に挑んだが、領内の枯れた迷宮を欲する隣国ヨウォーク王国の工作で失敗してクーデターが発生。王族全員が「制約（ギアス）」で奴隷にされ、迷宮を復活させるための生贄となりルル、アリサ、エルゥスを除く全員が死亡した。
生き残った有力な貴族はシガ王国カゲゥス伯爵領に逃れており、「生贄迷宮」が崩れレジスタンスが蜂起したタイミングに合わせて反乱を起こし、ヨウォーク王国軍の撃退に成功する。その後、奴隷から解放されたエルゥスが国王に即位し再興する。
クボォーク市
旧クボォーク王国の王都で、現在はヨウォーク王国の都市。全体的に治安が悪く路上生活者が多い街で、衛兵のモラルは低く、裏通りには汚物やゴミだけでなく腐乱死体も放置されている。羽振りがいいのはヨウォーク王国の兵士だけで、旧クボォーク王国の住人は大半が奴隷同然の扱いを受けている。王城や貴族街は魔族由来の大火災の後で放置されており、処刑された王族や侍女と小姓は王城裏に葬られている。
生贄迷宮の崩壊直後、レジスタンスが暴動を起こし、これにクロがシガ王国カゲゥス伯爵領から転移させた旧クボォーク王国軍やキメラ実験の被害者が加勢、そしてクロによって都市核の主人が書き換えられた事でヨウォーク王国軍は力を失い撤退。
生贄迷宮
クボォーク市内に存在する迷宮。かつては「小鬼迷宮」という名の枯れた迷宮であったが、ヨウォーク王国の策略によりクボォーク王家の者を生贄に捧げられて復活した。
全50階の階層型ダンジョン。デミゴブリン、デミオーク、デミオーガといった二足歩行系の魔物が多く出現する。
その後はヨウォーク王国軍の練兵場として利用されていたが、迷宮主になっていたオルキデが死亡し、アリサとルルが迷宮核を破壊した事で崩壊した。

ヨウォーク王国
シガ王国の北にある小国群のひとつ。隣のクボォーク王国に存在した枯れた迷宮を欲し、アリサの農業改革を妨害して王族へのクーデターを起こさせた。相手を滅ぼした後は奴隷に落とした王族の命を糧に迷宮を復活させたが、魔族の襲撃を受ける。その後、神殿で魔王復活の神託が下っている。
シガ王国軍を騙る盗賊撃退に協力するという名目で、ビスタール公爵領の反乱に助勢しており、ゴーレムやネジといった鼬帝国の兵器を反乱軍経由で入手している。しかし、クロの暗躍によりクボォーク市では生贄迷宮の崩壊と旧クボォーク王国勢力の反乱が発生、ビスタール公爵領ではナナシにより切り札の下級竜を無力化されてしまう。さらに下級竜が王城を報復で襲ったショックで国王が崩御、王妃と騎士団長の勢力と魔女ミュデの間で骨肉の内乱が勃発する。

ルモォーク王国
シガ王国の東方にある小国。鼬人族の魔術師の協力により、転生者だった王妹の祝福無しの召喚魔法で8人の日本人を誘拐していた（そのうち国で保護しているのは2名で、消息不明が2名、3名が兵士に殺され、1名は自殺している）が、黒い上級魔族の襲撃で首謀者たちが死亡し、先王も息子の現王に処刑されている。
街道に黒竜が現れ流通が滞り、行商人や国軍が壊滅的な被害を受けた（実際は鼬人族の魔物使いが呼び寄せた魔物が原因）ため、勇者ハヤトに救援を求めた。

マキワ王国
東方諸国の中では比較的大きな国。ルモォーク王国とは小国2つ分ほど離れている。元は亜人に寛容な国家だったが、白虎族の生き残りをかくまっていた際に先王とダザレス侯爵家の者が殺されたことで亜人差別が起こるようになった。

スィルガ王国
黒竜山脈に近く、マキワ王国の南西に位置する国家。ワイバーンの卵を高値で買い取ることで知られている。

魔導王国ララギ
砂糖航路の中程にある国家。王族は天空人の末裔と言われており、実際住民を含めて殆どがララキエから脱出した民の子孫である。シガ王国のオーユゴック公爵領から比較的安全な航路をとる場合、イシュラリエへ行く前に通ることになる。王都は北海道ほどの大きさがある島に存在し、東京湾ほどある大きな港の奥にある都は、ララキエ北端出城ララギと呼ばれた陸人への懲罰を担当する戦闘用の浮き城が元になっている。人口はイシュラリエより3割ほど多く、そのほとんどが人族で亜人は周辺の島に住む鰭人族（人魚）程度しかいない。その名の通り魔法の先進国で、港には魔法的な不可視の結界が張られ国内には魔法学校がある。気温は高めで南国風の衣装が主流。「ララキエの箱（=ララキエ上級職員用整備端末）」という秘宝を保有し、数年に一度「天想祭」で公開される。
王侯貴族は代々大変な酒好きで、交易の権利と引き換えに珍しい酒を献上させるための『酒士』『酒爵』『酒侯』という階級が存在する。酒士は最下級貴族扱いで関税もほぼ変わらず交易の許可が降りるのみだが、伯爵相当の酒爵になると関税が2割まで減らされ、侯爵待遇の酒侯になれば免税特権が与えられる。また王族はララキエの伝承を語り伝える役目も持っている。
砂糖航路で一番の砂糖生産地で、砂糖の精製場も多く、砂糖をふんだんに使った料理や菓子が豊富。また、酒類は国外にはほぼ出回らず、「楽園」というラム酒は伝説扱いされている。成人の儀式で絹を必要とするイシュラリエへ名産品の朱絹を売りつける目的で関税が非常に重い。

イシュラリエ王国
別名「海洋国家イシュラリエ」。ララギの北東にあり、四国ほどの大きな島を中心に、大小数百の島々からなる島国。一番大きな島の中央部に湖のような内海を持ち、その中央に王都がある。海を含めた広さはオーユゴック公爵領くらいだが、人口は少なく公爵領と比べて1割程度である。都市核の効果で初夏ぐらいの気温に設定されている。東ローマ風の衣装が主流。領海内の海賊がとても多いことで有名。
王族は空飛ぶ城の末裔と噂され、レイによるとララキエの策略で追放された「トトリエ王族」が建国したと考えられている。竜砲とも言われる「トトリエ第8世代型魔砲」を備えた砦で港を守っている。王家はエルフの里以外ではイシュラリエにしか自生しないアルアの樹を独占しており、その樹脂から作った「天使の涙」と呼ばれる最高級の宝石が有名。また真珠細工や珊瑚細工、貝細工が非常に安値で売られている。

サガ帝国
勇者召喚の儀式を行うことのできる大国。日本から召喚された勇者が建国した。昔から亜人差別が少なく、国内には彼らの自治区が存在する。国内には「勇者の迷宮」と「血吸い迷宮」という2つの生きた迷宮が存在する。
ヒガシノ島
耳族自治領のある島。数百年前の勇者が故郷の味を再現しようとした和食が郷土料理として伝わっている。

ノロォーク王国
大陸中央部にある西方小国群の1つ。エルエット侯爵領の北方に位置する。女性の社会進出があまり好まれない。安価で長持ちする魔物避けの素材として有名な「ノロォーク茨」が名産品で、カマンベール風のチーズも作られている。ノロォーク茨をセリビーラに輸出しており、その際に鍛錬と金策を兼ねて迷宮に挑戦していく者も多い。

鼬帝国
鼬人族が治める大陸東部の国家。元は小国だったが、魔法道具「ネジ」と人が乗り込む有人ゴーレムの部隊によって、僅か20年ほどで三大亜人国家をはじめとする東国を次々と侵略し、亜人国家を統合する一大帝国を築き上げた。江戸幕府のように鎖国しており、唯一、デジマ島だけが外国に開かれた交易地となっている。領内には「夢幻迷宮」という生きた迷宮がある。魔王復活の神託が降りている。
夢幻迷宮
デジマ島に存在する迷宮。入るには入国審査や迷宮に入る為の許可証などが必要で、たいていは申請から2、3年待たされる。「生ける甲冑（リビング・アーマー）」やゴーレムなどのコンストラクト系の魔物がよく出る。魔法道具系のゴーレムを作製するのに用いる「魔操肢核（マリオネット・コア）」が希に産出する。

パリオン神国
大陸西部にある中堅の宗教国家。周辺では紛争が絶えず、パリオン神の威光で諸国の紛争に介入して仲裁を行っているが、周りの国にはあまりよく思われていない。
大砂漠の西端から小国2つほど離れた場所に位置し、国土の3割が砂漠で5割が荒れ地という厳しい環境にあるが、領土は「万里の長城」を彷彿とさせる「長城結界」という壁に囲まれている。人口の比率は、人族が6割、砂人が3割強を占め、残り1割を多種多様な鱗族と獣人が構成し、妖精族は少ししかいない。
パリオン神の力で国内には魔窟以外に魔物が出現しないので、結界の内側にある街を囲む城壁は低くなっている。ただ、魔物が少ない為に魔法道具の燃料となる魔核が貴重であり、魔核を得る為には国外で集めるか輸入するしか方法がない。
ターバン風の布を頭に巻いた中東風ファッションが主流で、生成りの色合いをした質素な服が多い。山羊肉が名物。
出入りは国の三方にある関門街の門からしか許されない。入門許可証の発行には、大金貨10枚での購入、神殿での10年間の修行、神殿兵志望の武人、技術者や魔法使いのような「才ある者」といった特定の条件を満たさなければならない。太守にあたる存在は「聖区長」と呼称される。
法皇は司祭以上の聖職者による投票で決定する。神殿騎士はシガ王国の聖騎士並みの剣技を使う精鋭で、保有スキルが多めで無駄なスキルは皆無。だが、これは厳しい戒律に則った修行をしているからというわけではなく、実際は賢者が主導する「才渡り」の儀式によってスキルの授受が行われている為である。
土偶に似た縄文土器風の船体が特徴の、フルー帝国時代の飛空艇を保有している。しかし、燃料となる魔核の節約の為、風魔法使いが補助する以外は風任せで飛行速度が遅く、空力機関も最低限で済むよう貨物スペースに気嚢を詰めて浮力を補助している。ただ、魔窟周辺以外に飛行の邪魔をする魔物がいないので、遅い飛行船でも国内輸送には支障がない。
地方都市には裕福さがなく、重労働をしているのは亜人ばかりで、特にパリオン神国成立以前に人族を襲う蛮族だった砂人の扱いが悪い。
魔窟（まくつ）
パリオン神国で唯一魔物が出現する地下遺跡。千数百年前まで存在していた「魔神が作った牢獄」、通称「魔神牢」と呼ばれた迷宮が崩壊した後の残骸であり、魔神の名を忌避して現在では魔窟と呼称されている。知られているだけで国中に1万箇所ほどの出入り口があり、全部で千数百箇所近い構造体を持つとされる。
「才ある者」の里
パリオン神国奥地の山奥にある村。修行の里の通称で呼ばれる。村と言うには大きいが、街と言うには小さい微妙な規模。緑地化の実験をしているのか、不自然なほど緑豊かな山が背後にあり、5メートル近い外壁に囲まれている。総じて熱心ではあるものの、「才ある者」を集めているにしてはスキルのない子供が多い。時折脱落者が出るが、彼らは魔窟の中の「隠れ里」へと送られて訓練を強制され、最後は「才渡りの儀」で才能を奪われて鉱山送りになる。
隠れ里
涼御樹が群生する山の中腹にある魔窟に築かれ、賢者ソリジェーロが密かに運営する里。「才ある者」の里から連れて来られた者にパワーレベリングを施すレベル上げ工場であり、ニルボグを用いて養殖したデミゴブリンを殺させ、さらに死霊術で死骸は復活させられて何度も経験値を搾り取る。そして、「才渡り」の儀式と称して魔王シズカの「眷属化」「譲渡」でスキルと経験値を奪い、賢者の配下の神殿騎士や神官へと与えている。また、ソーケルが迷宮都市で製造・密輸出していた魔人薬の取引先のひとつであった。
西関門領
内海に面した西方諸国の玄関口。人種や服装の多様さはシガ王国の貿易都市や砂糖航路より圧倒的に上で、港の桟橋にたくさんの船が入港し、港湾関係の労働者が忙しそうに行き交う。
ザーザリスの治世から入港税がただ同然になり、お布施次第で海棲魔物避けの「パリオン神の灯火」を授ける神官まで派遣されるようになった。

ロドルォーク
人形の国。その名の通り、街角や家の端々に大小様々な石像や銅像があるほか、精巧なビクスドールからヌイグルミまで、豊富な人形が市販されている。繊維や染料が特産品で、国民の衣服は気候に合わせて軽装、男女とも片方の肩から色とりどりの布を垂らして腰に巻くファッションが特徴。農耕面積が少ないのか、普通の野菜は高価で味もいまいちだが、山菜や山鳥などの山の幸が絶品で、特に茸は種類も多く、大きさも食べごたえがある。
隣国ソバルォークとは元々同じ国で、300年ほど前に分裂してから戦争を繰り返している。前王がかなり無謀な人物で、豊かさを求めて戦争を繰り返したが一度も勝てず、業を煮やして先陣を切って敵国に攻め込み戦死しており、その関係で戦災孤児がかなり多い。

ソバルォーク
元々ロドルォークとは同じ国だったが、300年ほど前に兄弟王子が喧嘩して分裂し、兄王子が建国した。国王も国民も戦争好きで、ロドルォークを併呑しようと戦争を仕掛けてくる。家具の品質が良い事で有名。

悪徳都市シベ
赤竜ウェルシュの巣がある大陸西方の内海の火山島「赤煙島」の麓に作られた、奴隷商人すら避け、古物屋や海賊くらいしか行かない危険な都市。都市核を持たない仮初の街であり、バザンが卵を盗んだ事で怒ったウェルシュによって滅ぼされた。

都市国家カリスォーク
双子半島に位置し、カリオン中央神殿がある「叡智の塔」。魔法や学問だけでなく建築技術にも優れており、5階建てや6階建ての建物や塔が幾つもある。国王に相当する「塔主」と、貴族に相当する「長老」が国を治める。力のある魔女や魔法使いが「魔素溜まり」や「精霊溜まり」の「源泉の主」となり、小塔を建てて外敵を防いでいる。
港以外の場所には学者や魔法使いの割合が多く、魔法スキル持ちは都市全体の3割と、他国に比べて圧倒的に多い。また、他の都市に比べて、本屋や貸本屋が多く、商店街には服屋の間に錬金術店や薬屋、素材屋が並ぶという不思議な構図をしている。主食はキャッサバ似の「栗鼠尾芋」。
叡智の塔
他国でいう王城に相当する建物。大きさはエッフェル塔より少し高いくらいで、東京タワーには及ばないが、電波塔より太めなので、実際より大きく見える。塔内の大図書館は一般公開されておらず、長老たちの許可があるか、有力な私塾の学生でもなければ入室許可が下りない。上層階へは、ブライナン氏族の「エレベーター」を模倣して造った古風な昇降機で移動する。
カリオン中央神殿
「叡智の塔」の正面に建立された建物。氷のような透明の水晶を建材にして土魔法や錬金術で補強してあり、カリオン神の聖印だけが朱色の水晶が嵌め込まれている。平時でも綺麗でおしゃれな雰囲気だが、冬場に雪が積もるとより神秘的な光景になる。教皇や枢機卿は存在せず、最高位の聖職者は大司教で、神殿長も兼任する。
奥には貴重な神学関連の書物や歴史書が収蔵された神殿図書館があるが、一般公開はされていない。礼拝堂の祭壇の上には神器「叡智の書」カリセフェルが浮かんでいる。神話画の間には、寄贈した学者の議題や研究テーマが書かれた、朱色の岩塩で作られた「朱塩像」が置かれている。

シェリファード法国
峻険な山脈を挟んでカリスォークとは反対側に位置し、ウリオン中央神殿がある「司法国家」。人口全体の8割が人族で、残りは獣人や鳥人が占めており、他国より「断罪の瞳」のギフトを持つ者が多い。通貨はシェミル銅貨やエミル銀貨が使われている。
雰囲気はパリオン神国に似ていて、衣装は古代ギリシャ風に近い生成りの服で、兵士もお偉いさんも地味な色合いの服ばかりなので、「灰色の国」のような印象を受ける。気候の問題で元々白い建物も灰色になっており、娯楽は少なく、店は実用一点張り。本屋には法律書や歴史書のような堅い内容の本が多く、判例を書いた本は山ほどあるのに対し、料理本のような日常の役に立つ本はほとんどない。
主食は細長い「シェリファ芋」や褐色の「リファ豆」。食事への欲求が低いのか、料理の味付けは雑で美味しくない。中央神殿の醸造所で「神の情け」という上等な蜂蜜酒を作っているが、そもそも酒を扱う店が少なく、国外には滅多に出回らないどころか、国内の酒店でも全く手に入らない。
禁欲主義で有名であり、「断罪の瞳」持ちが多く、禁制品を持ち込む商人は海賊と一緒に処刑される。物乞いは禁止され、衛兵に見つかると裁判に掛けられるまでもなく労役が科せられる。犯罪防止の為に国に登録した魔法使いしか魔法書を購入できないので、犯罪自体は少ないのだが、市井には生活魔法使いすら不足している。
中央司法宮
法国の政治の中心になっている場所で、司法関係の総本山。建物はピラミッドの上部をカットしたような外見で、メインストリートから続く緑豊かな大公園の向こうにある。
ウリオン中央神殿
大公園の左手にある荘厳な建物。内部には神前裁判に使われる尋常ではない広さの法廷があり、神器「罪を量る天秤」ウリルラーブが浮かんでいる。

ミューシア王国
シェリファード王国から南東の沖合にある大きな島を占める「音楽の国」。その名の通り、そこかしこで辻音楽家が曲を奏でている。王家が製法を独占している砂糖珊瑚を用いたお菓子産業が盛ん。

黒煙島
サガ帝国出身の侍大将を中心とした武闘派が実効支配する自治領の火山島。サガ帝国から離反した侍達が集まる里なので、各流派の技が独自の進化を遂げている。強者のみが上陸を許される修羅の島。港周辺の建物には焦げ跡や砲弾などで砕けた跡がそこかしこにある。戦略資源である火石が火口で豊富に採れ、金鉱脈もあり、農作物の収穫量は少ないが、海産物は豊富にあり自給自足が可能。建材が高価なのか、港の倉庫以外は掘っ立て小屋が多く、立派な木造建築は少ない。風向きの関係で里の方にも降ってくる火山灰を研磨剤として販売している。

オーベェル共和国
島嶼群に存在する、テニオン中央神殿がある「花と恋の国」。人族、鳥人族、鰭人族（人魚）が国民の大多数を占め、国内の農業や産業が弱い為に男達の多くが出稼ぎに行っている事から、女性の数が男性の10倍近い。春の気候が島々まで広がっており、色々な花々が咲き乱れている。魔法銃を主装備とする銃士という独自の兵科がある。
都市の中央には議事堂である白い瀟洒な宮殿があり、その先の上り坂を超えるとテニオン中央神殿がある。
テニオン中央神殿
材質は翡翠で、湾に面した低い崖の上にある。

ピアロォーク王国
英雄半島に位置し、ザイクーオン中央神殿がある「変幻の国」。王都の家々の屋根は極彩色。王城には巨大な炎弾を発射する魔力砲の一種である英雄砲が備え付けられている。商人達からは中央神殿の御用商人が権威で脅してくると嫌われおり、ザイクーオン神の権勢が陰った事で少しは大人しくしてくれる事を期待されている。
ザイクーオン中央神殿
黄色い石で造られた悪趣味なほど華美で広大な神殿。地下には「まつろわぬもの」を封じた「神裁牢」が存在する。神の影響が薄れたのを狙ったバザン達が「まつろわぬもの」を復活させ、その際に中心部が弾け飛ぶ。

要塞都市アーカティア
南方の熱帯に存在する「樹海迷宮」の中心部にある都市。セーリュー市の5分の1ほどの小都市だが、迷宮のただ中にあると考えれば異例の規模を誇る。陽光を取り込む為か、外壁は割れた卵のように上部で歪に終わっている。中央部には外壁に匹敵する高さの「大魔女アーカティアの塔」が聳え、源泉を支配する大魔女アーカティアが都市機能を維持している。都市に入る際は、悪意ある存在や魔物に対して警戒心や忌避感を与える「茨結界」のアーチを3度通り抜ける。
主要言語は獣人系言語に近い「アーカティア語」。人口は獣人が圧倒的に多く、続いて爬虫類系亜人の順で、妖精族の中ではレプラコーンやスプリガンが多いが、ドワーフは少なく、エルフやノームはいない。人族が人口の1%程度の少数民族という珍しい都市であり、「毛なし」という蔑称で呼んで差別する者もおり、中心部の高級宿には泊まる事もできない。また、貴族階級も嫌われていて、問題を起こしても誰も遠慮してくれない。
大魔女が古の死霊術師と契約を結び、安住の地を与える代わりに、要塞都市に奉仕する事を求めたという歴史があり、住民から提供された遺骨を素材にしたスケルトンが働くという光景が普通に見られる。スケルトン達は主に肉体労働や汚れ仕事を行い、生前に結んだ契約のもと、家族に対価として金銭が支払われている。また、高温多湿の熱帯なので、手入れが甘いと金属製の剣はすぐダメになる上、鉄の鉱脈が近辺に存在しない為、呪術師や死霊術師が鍛えた骨製武具が多数派を占める。死霊術師がいなければ都市が成り立たない事から、スケルトンを強制的に浄化しようとする神官は嫌われ、都市内には神殿がひとつもない。
都市内の買い物では銅貨しか使われておらず、高額決済には宝石や穴あき銅貨の中央に紐を通した一貫銭で取引され、銅貨1本はこの一貫銭を指す。魔物由来の食料品が豊富で割安な代わりに、輸送コストも高いので、普通の野菜や果物は干した物でも5倍以上、新鮮な物に至っては10倍からという値付けになっている。瘴気中毒対策は徹底されており、魔物素材は大魔女が作った浄化倉庫に保管して瘴気を抜いてから後に店頭に並び、井戸から汲み上げた水も都市中に複数ある浄水塔で瘴気を取り除いている。なお、湿度が高いので普通の保存食はすぐ黴たり虫が湧いたりするという問題もあり、常食される保存食はすっぱ苦くて変なえぐみがあり、ガボの実やニルボグよりは僅差でマシという程度の不味さである。気候のせいか、扉のないオープンな店が多い。
樹海迷宮
広大な樹海がそのまま迷宮になっている世界でも珍しい場所。迷宮主の存在など迷宮である事を裏付ける複数の証拠があるが、シガ王国やサガ帝国では迷宮ではないという学説が主流。樹海自体はシガ王国の国土並みに広いが、樹海迷宮はその何割かに過ぎない。
上空まで続く特有の空間歪曲によって、まっすぐ歩いているつもりでもいつの間にか方向や場所が変わってしまう。空間魔法でキャンセルできるが、より一層面倒な事になるので推奨されない。その為、空間歪曲の境目を認識して見通す「迷わずの蝋燭」が必需品とされる。熱帯のジャングルなので虫除けも必須。加えて数メートル単位の起伏があり、木の根が張り出したり蔦が垂れていたり雑草が足下を隠していたりで行軍を阻害されやすい。
攻略を行う者は冒険者と呼ばれる。等級は4段階で、野鼠級、餓狼級、銀虎級、金獅子級と上がっていく。他の迷宮での活動歴が昇級に反映され、セリビーラのミスリル級であれば銀虎級からスタートできる。
タウロスという牛系魔物および眷属強化スキルなどを持つ上位種が生息している「城」、ゴブリンが生息する「鬼人街」、デミサハギンが生息する琵琶湖並みに広い湖、低級アンデッドしか出ない「邪神殿」といった区画がある。

ヴュステルー首長国
大砂漠西端の砂人族が暮らす国。国土自体はオーユゴック公爵領の4倍だが、人口や都市の数はシガ王国の伯爵領1つ分ほど。

ブライブロガ王国
大陸の南西にあるレプラコーンが治める小国。酸味の強い料理や子豚サイズの芋虫の丸焼きなど、特殊な料理が多い。竜が持つ森羅万象を見破る鑑定の魔眼を使用者に与える「竜の瞳」という宝珠を国宝として保有している 。功績があった国外の者には「巫山戯卿」という名誉貴族的な階級が与えられ、1日1回までイタズラが許されるという権利を得る。

### 地域
竜の谷
竜神アコンカグラが支配していた領域。大陸最大の源泉が存在し、竜が大量に生息していた。サトゥーが起こした3発の「流星雨」による星降り事件で支配者を含むその場に居たすべての竜が死滅してしまい、源泉の支配権はサトゥーに引き継がれた。

黒竜山脈
ボルエナンの森、ルモォーク王国、シガ王国オーユゴック公爵領のプタの街などに接する大きな山脈。黒竜ヘイロンの住処。山中にはいくつか人の住む集落があり、ミスリル鉱脈や風結珠、氷結珠といった貴重な素材を採取できる。中腹の高原には花畑があり、山頂付近には凍ったカルデラ湖やヘイロンが「竜の吐息」で開けたと思しき巨大な風穴が存在する絶景となっている。
住んでいるのは成竜だけではなく、ワイバーンの群生地もある。そのため山に住む魔物が時折下山して周辺の村を襲うことがあり、さらに魔物由来の流行り病もしばしば発生する。

海龍諸島
オーユゴック公爵領の南部に位置する半径300kmほどの海域。大小100以上の無人島があり、総勢2000匹を超えるシーサーペントの巣窟となっている。海上交通の難所であり、魔法無効空間を展開していたノノリエ遺跡一帯は沈没船が特に多かった。

海魔領域
ララギの東方にある海域。海龍諸島からララギへ向かう場合通過することになるが、「海王の落とし子」と呼ばれて恐れられる多様な蛸型海魔（オクトパス・クラーケン）が多数生息する危険な海域である。2万年前に墜落したララキエによって｢海王｣が封印されていた。

大砂漠
大陸の西部に位置する広大な砂漠。精度は不明だが、地図上では大陸の2割を占めている。かつてはフルー帝国の都市などが234個存在していた地だが、｢黄金の猪王｣との戦いにおいて竜神の力を秘めた「竜焔玉」を用いたことで大地が焼けて地脈もずたずたとなり、不毛の大砂漠と化した。
ナナシと「狗頭の古王」の戦いで主戦場となり、ナナシの魔法による天変地異が起き、さらに「流星雨」で巨大なクレーターができた。

### 亡国
紅獅子王国
大陸東端の東側を治めていた三大亜人国家の１つ。獅子族至上主義で人族も獣人も平等に奴隷並みの扱いをしていた。鼬帝国に滅ぼされる。

鱗族首長国連邦
大陸東端の北側を治めていた三大亜人国家の１つ。緑蜥蜴人を主体に雑多な鱗族の集まりで構成されていた。鼬帝国に滅ぼされる。

白虎王国
大陸東端の南側を治めていた三大亜人国家の１つ。白虎人族を頂点に、配下の獣人たちに仁政を行っていた。苛烈にして勇猛果敢で敵に回してはいけないと言われており、その一方で義に厚く、一度身内と定めた者には血族と同等の庇護を与え、恩を受けた相手には必ず報いるという律儀な面もある。
鼬帝国に滅ぼされ、安住の地を失った生き残りはマキワ王国やシガ王国を転々と放浪していたが、ルーニャ姫の一行はサトゥーの紹介でムーノ男爵領へ向かった。

フルー帝国
古代王朝の１つ。亜人差別があった国で、ボルエナンの里から大量の聖樹石をギャンブルで作った借金のカタとして徴収し、わずか300年ほどで大陸全土を統べる魔法帝国へ成長した。その聖樹石を元に作ったフルー帝国蒼貨は、特に加工せずとも最高級の錬金術触媒として利用できる。グリフォンを運用する幻獣騎士がいた。ララキエの遺産を狙って海魔領域に艦隊を派遣したが壊滅したという逸話が残されている。600〜700年前に亜人の大虐殺を行ったことで、黄金の猪王率いるオーク帝国と戦争になり、敗れて滅亡した。
フルー帝国語をルーツとする「内海共通語」は、現在も大陸の西方諸国で多く使用される。

フェーテリアス
フルー帝国時代の都市。大砂漠が誕生した際に放棄され、都市核はスタンドアローン状態の自閉モードに入っていた。魔力枯渇による自壊の危機にあったが、サトゥーが偶然発見して「竜の谷」の衛星都市としたことで存続可能となった。その後同様の状況だった12個の都市核も再起動されている。

オーク帝国
古代王朝の１つ。現在のオーユゴック公爵領とムーノ男爵領の場所にあった。当時では珍しかった亜人の国家。勇者ヤマトの仲介でサガ帝国などの諸国と和平交渉を行っていたが、フルー帝国の亜人大虐殺と鼬人族の裏切りにより、亜人連合をまとめて人族との大戦を起こしてしまう。魔王と化した黄金の猪王の元でフルー帝国に勝利しサガ帝国とも戦ったが、最後は王祖ヤマトと天竜に滅ぼされた。その後、オークの生き残りは転移門で誰にも知られていない土地へと移住し、一部はシガ王国の公都や王都の地下で生活している。

ララキエ
神代に8000年間栄えた古代王朝の１つ。「天空人」と呼ばれる人々が暮らしていた空の城。女王制だった。住民は永遠の命を求めて精神体となることを目指しており、「半幽霊（ハーフ・ゴースト）」という種族に変化していた。神から与えられたアダマンタイト装甲さえ両断する「天罰砲」の圧倒的な武力を背景に地上人を植民地化して搾取していたが、2万年前に起きた「狗頭の魔王」との戦いに敗れて落下、狗頭の眷属の「海王」を押し潰す形で封印していた。現在、島として残る部分は4つの「封塔島」と大渦に囲まれ、周辺海域は「海王の落とし子」と名付けられた蛸型海魔（オクトパス・クラーケン）の巣窟となっている。
骸骨王によって封印が解かれ再浮上しようとしたのをサトゥーが阻止し、その後は悪用されないようにボルエナンのエルフの協力で「彷徨いの海」の魔法をかけて隠蔽してもらっている。ララキエ遺跡のある中央島は名を「ラクエン島」と変え、半幽霊でも生活できるように瘴気の影響が少なくなるよう調整された。

ノノリエ
ララキエ王朝時代の浮き城の１つ。狗頭の信奉者による蝕魔の罠によって現在の海龍諸島内に墜落、住民は虐殺され都市も他の浮き城を落とすための罠として利用された。
現代に至るまで都市岩の周囲3kmに渡って魔法無効空間が残っており、多くの船舶が魔力炉が停止した状態で魔物に襲われていたためか沈没船が他の場所よりも多い。後にその付近を航行したサトゥーにより魔法無効化の魔法陣が破壊され、島全体を浄化の魔法陣とルーンで括って弔った被害者がアンデッド化をするのを防いでいる。

エルデォーク大王国
かつてシガ王国の北に存在した大国。現在は複数の小国に分割されており、ヨウォーク王国やクボォーク王国となっている。

## 用語一覧

### 能力関連
レベル
異世界のすべての存在が持つ概念。数値が高くなるほど身体能力が向上する。学習や戦闘行為で経験値を貯めることで上昇していき、その都度スキルも適用されていく。勉強よりは戦闘する方が経験値効率が良く、中でも魔物の殺傷は最も効率がいいと言われており、実際魔物と日常的に戦っている上位の探索者などは高いレベルを持っている。レベル30から必要経験値が一気に上がるとされている。人族の場合、レベル3前後が成人の平均、レベル10前後で兵士や騎士の平均、レベル30台であれば領地で最強クラスの実力者である場合もあり、レベル50以上で勇者の従者や国で有数の達人といったところ。
妖精族を含むヒト種の場合は最高レベルが99であるらしく、99に達した時点で「ヒトの限界に届きし者」という称号が与えられる。人族の最高値はシガ王国の王祖ヤマトの89だと言われている。一方で、魔王などはその上限を突破してレベル100以上になることがある。
ほとんどの種族は同レベルの魔物を20匹ほど倒せばレベルが1つ上がる（エルフは例外で約2倍の経験値が必要）。低レベルの相手ではかなりの数を乱獲しないとレベルが上がらず、高レベルの相手ほど経験値効率が良いが、怪我をする方が損なので同格以上の相手とは戦わないというのが探索者の常識。
ダメージをほとんど与えられなくても、投石などで戦闘に参加すれば経験値を得ることはできる。ただしパワーレベリングではレベルに応じたスキルが身につかないとされるため、極力促成栽培は行わないほうがいいというのが定説である。また、短期間で一気にレベルが上がると、「レベルアップ酔い」と呼ばれる急激なステータス上昇による体調不良を起こすが、パワーレベリングでもしない限り起こらない症状であるため都市伝説だというのが一般的な認識となっている。
ステータスの上昇は現在の値を基準に上昇率が決まるので、基礎が伴わない状態でパワーレベリングをすると必要なステータスが挙げられないという事態に陥る。

スキル
武器や魔法の使用を助けるもの、身体能力を底上げするものの他、物を作り出す能力を付与するなどさまざまなスキルが存在する。スキルには10段階のレベルがあり、Lv1で初心者、Lv3で一人前、Lv5で熟練者、Lv7で達人、Lv9で天才、Lv10で神業とされる。例として言語系スキルの場合はLv3もあればヒアリングなら可能となり、魔法の場合は8レベル以上で上級魔法が使用できるようになる。スキルレベルが高くなるほど必要なスキルポイントは増大する。なお、労働系などの受動的効果のものはいわば勘に近いためスキルがなくても行動ができないわけではないが、スキルがある場合よりも効率が低下し、魔法系スキルのように能動的に効果を発揮するモノは魔力消費の増大や成功率低下が認められる。
レベルアップ時に取得するスキルポイント（1レベルにつき2～12ポイントで平均は7）を消費して取得するが、人によって覚えるのに必要なスキルポイントが異なる。「自己鑑定」を持つ転生者・転移者は任意でポイントの振り分けが可能で、条件を満たした上で取得に必要なスキルポイントの半分があると一覧に追加され、スキルの出現条件も人によって違いがある。「自己鑑定」を持たない原住民はスキル取得・上昇に別の仕組みがあり、スキルの訓練を積んでもレベルが上がって十分なスキルポイントが溜まる段階までは発動の予兆しか発生しない。サトゥーの「メニュー」表示によると、レベルアップ直後に新たなスキルを覚えた時点では表示がグレーアウトしており、それからしばらく休息をとることでスキルが体に馴染み使用可能になる模様。
ただし、スキルがあればなんでも出来るというわけではなく、仮に上限のレベル10まで取得していても知識が無いことはできない（例:玉結びを忘れて縫い合わせたものが分解する「裁縫」スキル、レパートリーが少ない「調理」スキル等）。言語系スキル各種については勉強しないと語彙が少ないなどといった問題は起きず、類似性のあるものならスキル未取得の他言語でもある程度理解できる。また、「こうすればいい」ということをスキルが教えてくれても、「何故」そうするのがいいのかまでは教えてくれない。
転生者に特有の事例であるが、前世で一度熟練した技術に関しては技能はスキルを持っていなくとも再現することが可能（例：アリサの裁縫）。なお、苦手な技能をスキルポイントの割り振りで無理やり上達させても本来の効果が出ない（例：極度の音痴が「演奏」10レベルにして笛を吹くと「上手い人がわざと下手に演奏している」ように聞こえる）。

祝福の宝珠（ギフト・オーブ）
籠められているスキルを覚えることができる使い捨ての宝珠。使わずに置いておくと十数年で祝福を失ってしまう。ごく希に迷宮の宝箱から見つかる。

固有（ユニーク）スキル
転生者や転移者だけが保有する特殊なスキル。発動時には体が紫色に輝く。神からもらった特別なスキルなので、レベルの概念がなく、通常のスキルのようには成長しない。
転生者の場合は、生まれ変わる時、その望みを叶えるために神から貸与される「権能」がユニークスキルと称される。「魂の器」を越えないだけの「権能」を持つことができるが、限界を超えて使えば器が傷つき、修復不能なほど壊れて元に戻らなくなった者を「魔王」という。器の修復は人の力では不可能で、神々の神力によってのみ可能となる。神が設定した使用回数を超えない限り魔王化はしないが、一撃必殺系や限界突破系は一瞬で魔王化する危険性が高い。その一方で、神はユニークスキルを使用し、成長させることを望んでいるらしい。なお、神の祝福のない強制召喚を受けた転移者には備わっていない。

神のカケラ
「権能」をもたらすもの。転生者のユニークスキルそのもので、死亡した時には体内から紫の光として出現する。数は転生者のユニークスキル数と同じ。魔王の死体からも出現するが、こちらは色がやや暗くなっている。また体内に出ると幼い声で邪悪な発言をしながらどこかへ消えていく。
権能を馴染ませるために魂の奥深くまで根を張っているため、無理に取り除けば魂をズタズタに切り裂き、その場で魔王化するか、あるいは輪廻の環にも戻れないほどに魂が砕けてしまう。

ギフト
一部の者が先天的に保有するスキルのこと。ウリオン神の「強制」「断罪の瞳」のように神が人に与えたとされるギフトもある。転生者の場合は特典ポイントによってどれだけ獲得できるかが決まる。

自己確認（セルフ・ステータス）
自分のステータスをヤマト石よりも詳しく確認するスキル。スキルリストから欲しいスキルを選択し、能力値やスキルポイントを任意で割り振ることができる。すでに所得したスキルをリセットしてポイントを振り直すこともできるが、ポイントの一部が犠牲になるのと、ものすごく痛いのが欠点。隠し機能として、一度使用したことがある魔法を無詠唱で(心の中で魔法名を念じるだけで)発動できる。

技能隠蔽（ハイド・ステータス）
一度使うと解除するまでは「スキルなし」に見えるように偽造するスキル。スキル以外のステータスを隠すことは出来ない。鑑定系スキルとはレベルが高い方が優先され、神から授かったスキルならば完全に隠蔽される。

鑑定（アナライズ）
「鑑定」系スキルの包括スキルのこと。下位スキルに相手のステータスのみを見る「能力鑑定（ステータス・チェック）」や、ヤマト石などに利用されている「人物鑑定」などが存在する。決して万能ではなく、上位の隠蔽スキルや精神魔法による洗脳は見抜くことができない。また神や神の使徒は鑑定の対象外となっている。

無限収納（インベントリ）
勇者が通常で保有する収納数が（ほぼ）無限のアイテム収納庫スキル。開閉時に魔力を消費する。収納制限が無いのは、空間拡張で格納する空間を作り出すのがパリオン神だからだとされている。下位互換に後述の宝物庫（アイテムボックス）がある。サトゥーの「メニュー」にあるストレージ機能は、魔力消費無し、時間経過無し、収納数無限、内部での解体・融合作業可能とさらに上位にあたる。

宝物庫（アイテムボックス）
転生者や転移者、および一部の原住民が保有するアイテム収納スキル。1種類に付き100個のアイテムを100種類まで収納できる。収納アイテムの目録機能が備わっている。開閉や物の出し入れに魔力を消費し、生き物を保管することは出来ない。内部の時間は経過するため、燃やした紙は火と一緒に保存された酸素が無くなるまで燃え続ける。

強制（ギアス）
本来はウリオン神が罪人を裁くために与えたギフト。命令に逆らうと死亡するという極めて危険な能力。解除するには「強制」持ちによる解除か上書き、ウリオン神殿の秘宝を用いる、高位の聖職者による祈願魔法を使った命令の消去という3つしか存在しない。

魔法
魔力を消費して使う術。生活魔法、火魔法、水魔法、雷魔法、風魔法、光魔法、術理魔法、土魔法、影魔法、闇魔法、空間魔法、爆裂魔法、重力魔法、破壊魔法、精霊魔法、森魔法、精神魔法、炎魔法、神聖魔法、召喚魔法、死霊魔法などがある。森魔法や精霊魔法のように使える種族が限定されているものもあり、空間魔法・召喚魔法などはかなりレアで、影魔法・精神魔法・爆裂魔法・破壊魔法の使い手は非常に珍しい。時魔法はおとぎ話にしか登場しない伝説の魔法とされる。
戦闘に使えない生活魔法使いはともかく、攻撃魔法や補助魔法を使える者は殆どが軍属である。魔法の使い手は貴重で、戦闘に従事する探索者でも魔法使いが占めるのは全体の数%でしかない。貴族の子女には魔法を覚えるために幼い頃から特殊な訓練を行った者もいる。特に光魔法は聖騎士の必須スキルであり、その「祝福の宝珠」はかなりの高値で取引される。また、魔法を発動するためには必ず「詠唱」が必要で、唯一の例外で召喚された勇者と転生者だけが無詠唱で魔法を使うことが可能。ただ、それも上級魔法までで、禁呪に分類される魔法は無詠唱では使えない。人族の詠唱に比べて魔族や竜の詠唱はかなり短い。最も忌み嫌われるのが精神魔法で、これによる洗脳は最高位の鑑定でも見抜けず、高位の聖職者が勘で判断するくらいしか対抗策がない。
現代の一般的な魔法の呪文は最適化という意味では進化しているが、実行時の効率を求めるあまり可読性と再利用性を犠牲にしており、プログラムのスパゲティコードのように不具合を起こした部分を調べるのが難しく、1つの大きな文章から離れられず開発に膨大な時間と人員が必要になっている。故にサトゥーが開発した呪文は普通より冗長になっている代わりに可読性と再利用性を高め、不具合部分の特定をし易くして開発効率を上げている。
1つ魔法スキルを習得すると、他の魔法スキルの習得時に必要なスキルポイントが減り、楽に覚えられるようになる。

契約（コントラクト）
魔法系スキルの一種。奴隷契約などで用いられる。

命名（ネーム・オーダー）
魔法系スキルの一種。対象に新しい名前を付ける。ただし、何個名前を付けても適用されるのは最期に名付けた物だけ（サトゥーはステータス欄を変更できるため例外）で、竜のような「力ある存在」に与えられた名前は上書きできない。

流星雨
サトゥーの所持する最強の魔法。「召喚魔法：異界」「術理魔法：異界」の複合魔法。その威力は神をも殺すほどで、魔法欄から使うと岩山のような巨大隕石が1000個以上も降り注ぐ。消費MPは1発につき1000ポイントと甚大。周辺に与える影響も桁違いで、都市部やその地下ではまず発動させられないため普段は封印している。
なお、サトゥーが竜神をこの魔法で殺した事件は「星降り」と呼ばれており、魔王復活の予兆などと恐れられていた。

魔刃
武器に魔力を流して強化する物理戦闘系スキル。1つの領地で2〜3名、大都市でも数十名しか使い手のいないスキルとされ、「鑑定」や「宝物庫」よりもレア。発動時には刃の部分が赤く輝く。魔剣のように魔力を通しやすい武器で練習しなければ習得が難しい。なお、魔力を通しにくい鋼鉄製の武器では扱い辛く、「神授の聖剣」では妙な抵抗がかかりこの技を使うのが困難。類似の物に「聖刃」という青液の魔力フィルター機能を代替し青い魔力光を宿すスキルがあり、こちらは神授の聖剣でも使える。
今でこそ達人限定のスキルとなっているが、魔法金属の武器も多かった600年前の戦争中は使える人が多かったらしい。

魔刃砲
魔刃を発射する発展技のスキル。中級魔法並みの魔力消費に反して威力は魔法の半分ほどなので、魔法戦士には向かない。センスがある者は任意に軌道を変化させて射撃も可能。

称号
魔物の討伐や他者との関係性の変化など、スキル同様様々な要因によって入手することができる。また称号が表示されるのは1番上のものだけで、残りは隠し称号として扱われる。サトゥーはメニューから随時称号を入れ替えて使用しているが、その他の人々のステータスなどに表示される称号がどのように決定されているのかは不明。例として、ある種族を対象とした関係性を示すものに「～友」「～天敵」「～殺し」、その者の所属を表す「～奴隷」などがある。
一部のアイテムには適合する称号でないとその真の力を発揮しないものもあり、聖剣には「勇者」、神剣には「神殺し」の称号が必要。一部の称号は特定の対象の精神に効果をもたらし、一例として、「～殺し」は相手の敵意を煽り、「～災い」は相手の敵意を強く煽り、恐怖を与え、「～天敵」は相手に強い恐怖や警戒心を与えるという効果を持つ。

### 異世界人関連
勇者
魔王から世界を救うために召喚魔法によって異世界から呼び寄せられる異世界人、並びに彼らに与えられる称号。「転移者」の一種で、隠し称号に「祝福：パリオン神」を持つ。勇者召喚の秘儀は魔神に悩まされたパリオン神が竜神アコンカグラから与えられたものだと伝わっている。聖剣の力を引き出せる唯一の存在であるが、立場ではなく称号が重要で、勇者召喚されていなくても称号があれば力を引き出すことができる。その歴史は1300年以上とされ、シガ王国初代国王である王祖ヤマトやサガ帝国初代皇帝も異世界から召喚された勇者。召喚には莫大なコストがかかるらしく、普通は魔王の季節に合わせてその数年前に呼び出し訓練を積ませるという形式をとっている。また、魔王を倒すことで称号が「真の勇者」へと変化し、召喚勇者であれば「元の世界に帰るかどうか」を自分の意思で決める機会が与えられる。
勇者の従者に「神授のお守り（タリスマン）」という神器がパリオン神から授けられる。これには複数名が同時に同じ魔法を詠唱し戦術魔法の威力や精度を上げる「詠唱同期」など幾つもの便利な機能があるほか、人々の祈りや従者の命数を糧に遠方の勇者を呼び寄せる「勇者召喚」の奇跡を起こすことが出来る。
基本的にはサガ帝国の召喚魔法によって呼び寄せられた者を指すが、それ以外の人間でも上級魔族などの強大な存在を倒すことで勇者の称号を得ることもできる。彼らは「成り上がり」とも呼ばれ、これにはサトゥーやユイカが該当する。

転生者
元の世界で事故や病気などで命を落とし、異世界に転生した人間。アリサやゼンがこれに当たる。主な特徴として前世からの記憶や知識を引き継いでいる他、転生する際に神によって「ユニークスキル」を与えられることがある。紫色の髪を持って産まれることが多く、紫色の髪の場合は必ずユニークスキルを所持していると言われている。ユニークスキルや前世の知識は必ずしも良い方向に働くとは限らず、そのため紫髪は忌み色として扱われることがある。また、神殿で神の洗礼を受けることができない。
なお、魔族たちは転生者を「魔王の卵」と認識して接触してくる。黄肌魔族は転生者の勇者に扮したサトゥーの非常識な強さを目の当たりにして、「孵化している」「雛」という言葉を残している。これはユニークスキルの過剰使用で魂の器を壊してしまった転生者が魔王になってしまうことに由来する。

魔王
およそ66年周期で現れる魔族の王。種子である転生者が負の感情に流されて変化した存在で、「ユニークスキル」を有し無詠唱魔法を使える。時に勇者をも倒すほどに強力な魔王も現れるが、それほどの者でも竜には敵わない。単独で戦う者もいれば、魔物の軍勢や亜人、人族を率いていた者もいたとされる。
元は転生者で、ユニークスキルの過剰使用により「魂の器」が修復不能なほど壊れて元に戻らなくなった者を「魔王」という。理性を保ったまま魔王になるのはかなりの変わり種で、大抵は暴走を始める。死にかけの大怪我、病気で死ぬ間際、果てには鬱で魔王化した例もあり、魔王化を防ぐ最良の手段は心身を健やかに保ち、レベルを上げて基礎能力を上げることとされる。また、何らかの手段で「神の欠片」を移植された生命体は、通常の転生者より魔王化するリスクが高まる。
多くの人間にとっては災厄でしかないが、逆に魔王を信奉する団体もあり、彼らは「自由」を冠する組織を名乗る。オーユゴック公爵領に潜伏していた「自由の翼」は、公爵三男や前伯爵といった貴族を含む300名もの人員を抱えていたが、魔王復活の儀式に参加した者は「黄金の猪王」によって皆殺しにされ、残党も公爵によって一斉摘発された。また、大陸西部には「自由の光」という組織が蔓延っている。一方で王都には「自由の風」という名前の似た組織があるが、やっていることはしょうもないイタズラ程度のお気楽集団で、特に警戒もされていない。
魔王の季節
魔王が蘇るとされる66年周期のこと。この時期に合わせて勇者召喚が行われ、準備期間を考慮して魔王の復活予想時期から数年前に召喚して訓練を積む。
さらに600年以上の周期で魔王が大量に発生する周期があり、「大魔王の季節」「大乱の世」等と呼ばれることもある。サガ帝国の初代勇者の時代や王祖ヤマトの時代がこれに当たるとされる。現代もその周期に入っているとのことで、「シガ王国の公都とセリビーラ、ヨウォーク王国、パリオン神国、鼠人族首長国、鼬帝国、他大陸」の7箇所での魔王復活の神託が神殿から降りている。

### 種族関連
神
異世界において神は9柱存在する。人族の伝承では、もともとこの世界に住んでいたのは最強の竜神アコンカグラだけだったが、8本の世界樹と共に別世界からパリオン、テニオン、ガルレオン、ヘラルオン、ザイクーオン、ウリオン、カリオンの7柱が移住し、さらに9柱目の魔神が現れたとされている。また、ハイエルフによると創造神のいた神界から8柱の神々が8本の世界樹と共に、元々別に存在していた世界に開拓にやって来たらしい。
神をその身に降ろす神聖魔法が存在するものの、依り代にした巫女が壊れる事、神力の消費が大きすぎる事から、神が人界に来る事は滅多にない。直接本体が降臨する事も不可能ではないが、世界を覆う殻に綻びが生じるおそれがあるので、滅多な事でしか使わない。
神は死亡してもいずれ復活できるが、死亡している間は神官が「神聖魔法」を使えなくなる。30年ほど前にザイクーオンが竜神に挑んで殺されたため、現在は「神聖魔法：ザイクーオン教」が使用不能。
一概に人間の善悪で語れるような存在では無く、力の源となる人の信仰心を集めるために自作自演で天変地異を起こしたり、文明の抑制を行っていた神も居るらしい。世界の維持と自分の信徒を重要視するが、他の神の信徒への優先度は低い。
神々のいる神界は物質に支配された人界とは違い、光に満ちあふれた世界。世界を構成する次元数や構成要素が違うだけで、高次元世界という訳ではない。

魔族
魔王の眷属。心の隙間を突き、耳に心地よい言葉で近寄ってくる悪魔のような存在。上級、中級、下級の三種類がおり、下級でレベル30ほどの亜竜相当、中級でも都市一つを滅ぼせる力を持ち、上級ともなると人間では太刀打ちできない。主に魔法や魔法の武器、聖剣以外では傷つけることが出来ない。精神魔法を使って人を操るほか、人間や魔物に憑依する能力を持つ者もいる。転生者達へ接触することもあるが、彼らのことはせいぜい「魔王の卵」程度にしか考えていない。
現地の知的生命体を魔族化するアイテムが存在しており、下級魔族へと変化させるものは「短角（ショートホーン）」、中級魔族に変化させるものは「長角（ロングホーン）」と呼ばれている。これで魔族化した者は大抵の場合名前や理性を失っている。

竜
いわゆるドラゴン。異世界唯一の原住生物。下級竜、成竜、古竜、天竜の種類が存在し、その頂点に竜神アコンカグラが存在している。下級竜で中級魔族と上級魔族の間、成竜で上級魔族と魔王の間とされるほどの能力を持ち、天竜は亜神の域に達している。人間にとっては魔王よりも恐ろしい存在と認識されており、特にその牙はすべてを穿つとまでいわれている。
戦闘を好み、戦場に現れることから、大規模な戦争の抑止力になっている。それと同時に睡眠も好み、伝承では寝坊助であると言われることも多い。眠っているだけでも「竜の息吹」の力でその土地に希少な植物が生えてくる。また、竜の歌は神力を使わず地上の穢れを浄化できる手段の一つである。卵の殻はミスリル合金どころか成竜の鱗以上に頑丈で、数年から百数十年の休眠期間を経て孵る。
爪や牙は強力な武器に、鱗から作る竜鱗粉（ドラゴン・パウダー）は錬金術の素材となる。源泉の魔力と竜の生命力を編んで古竜や天竜が作る竜力石や真竜珠は、上級魔法薬やエリクサーの原料になる。成竜以上の個体が魔法で作る「竜泉酒」は伝説の酒として非常に有名。
成竜以上の存在は知能も高く、「竜語」という独自の言語を使うが、下級竜は言葉を持たない。なお、ワイバーンや蛇竜（ナーガ）、蛇女（ラミア）、ヒュドラ、海龍のような竜に似ているが竜ではない魔物は「亜竜」と呼ばれる。
大半が「竜の谷」に生息していたため、異世界に召喚されたばかりのサトゥーが使った「流星雨」の魔法によってアコンカグラを初めとした多くの竜が虐殺されたが、フジサン山脈などそれ以外の場所に住んでいる個体もいくらか存在しているため絶滅には至っていない。また竜神の眷属であるため、竜神の復活と同時に新たな竜が生み出されるだろうとされている。

まつろわぬもの
神々が「外敵」と呼称する、別次元からの侵略者。魔族、魔王、魔神といった人の世の危機だが、世界の一要素である存在とは異なり、真の意味で世界を破滅に導く危機なので、神々が直接間接問わず様々な手段で排除を試みる。この存在を人が知る事は禁則事項であり、活版印刷、電波塔、鉄道といったものの発明が禁忌とされるのは、これの侵略を助長するおそれがあるからである。
厭子（エンス）
「まつろわぬもの」がこの世界を侵食する為の触手。人間などを核として活動し、黒い靄を纏ったような姿をしている。別次元から落ちる影なので、依り代にした核を狙わない限り、通常物体や魔法といった人界の攻撃手段は通じない。可逆なのは完全変態前だけで、因子の量が少なくとも、変態後の個体はこの世界のモノではなくなるので、元に戻す事は不可能。

#### 亜人
いわゆる人族以外のヒト種。シガ王国では約400年前の亜人戦争の折に大きな弾圧が行われたことなどから、現在でも根深い差別が残っている地域も多い。基本的に種族を跨いで交配することは不可能で、異世界にはハーフの種族は存在しない。

耳族
人の姿で獣の耳と尻尾を持つ亜人。猫耳なら猫耳族、犬耳なら犬耳族など種類別で呼ばれ、また同種の尻尾を持つ。長耳族などもまとめて扱われることがある（後述）。人族との交配が可能。獣人に比べるとかなり珍しく、サガ帝国では過去の勇者の影響で保護区があり手厚く扱われているが、主人公が目覚めて最初に訪れたシガ王国など、過去の戦争などで亜人差別が過激な地域では迫害されている。耳族の親から生まれるほか、希に通常の人族から隔世遺伝で誕生することがあり、その場合は「取り替え子（チェンジリング）」と呼ばれている。戦闘民族とも言われ、鍛えれば強力な戦力となる。五感が鋭く、人族よりも可聴音域が広い。

長耳族（ブーチ）
耳族の一種とされる種族。長い笹穂状の耳を持つことから、初代勇者にエルフと間違われた逸話で有名。年を取っても見た目がローティーンくらいにしかならないエルフと違って、人族と同じように成長する。

獣人族
直立歩行する動物といった容姿をしている亜人。猫人族、犬人族、虎人族、鼬人族などさまざまな種族があり、名前が似ていても耳族とは異なる種族。犬人と狼人、猫人と虎人といった近縁種を除くと基本的に種族間での交配は不能。口の構造が違うため、人族の言語を話すときは滑舌が悪いように聞こえる。漫画版では猫人族や犬人族の子供とタマ（猫耳族）ポチ（犬耳族）が交流するエピソードがある。
五感が優れているため迷宮などで魔物相手に戦うものも多い。人族より肉体的な身体能力が高いために、魔法を詠唱している時間に接近して物理で叩く方が早いと考える傾向が強く、魔法を軽視するきらいがある。

鳥人族
鳥の頭と飛行能力を持つ亜人。視力が優れている。逆三角形の体格を持ち、物心つく頃には感覚的に自然と飛べるようになる。

鱗族
爬虫類系亜人の一種で、体に鱗を生やした種族。何種類か存在するが外見はまちまちで、二足歩行のトカゲそのままの外見をした蜥蜴人族や、人間に近い容姿で首と手首だけが鱗に覆われ尻尾が生えている橙鱗族などがいる。竜を崇拝している。

妖精族
エルフ、ドワーフ、ノーム、スプリガン、家妖精（ブラウニー）、羽妖精などの総称。コボルト、ゴブリン、オークは邪妖精とも呼ばれる。エルフ語を母体とする各々の種族の言語を持つ。耳の先が少し尖っているのが特徴。邪妖精を除けば差別は少なく、数は多くないが人族の国でも普通の職業についていることがある。ただし土岩人や泥人など弾圧の対象となった種族もいる。

エルフ
森の妖精とも言われる、10代前半の幼い容姿と尖り耳を持つ長命な種族。ボルエナン、ブライナン、ビロアナン、ベリウナン、ズワカナン、ザンタナン、バレオナン、ダヲサナンの8つの氏族ごとに世界樹の元に集落を形成する。長い笹穂耳を持つ長耳族とは異なる種族であり、千年前にサガ帝国を建国した初代勇者が長耳族をエルフと呼んだため間違われることがあるが、エルフたちにとっては大変不名誉なこととされる。
長寿故か、レベルが上がるのに他種族の2倍に相当する経験値を必要とする。ギフトや後天的な訓練で「精霊視」スキルを持つ者がおり、精霊魔法を使うことができる。優れた技術を有し、錬成板一つを取っても人族の物とは雲泥の差がある。世界樹周辺に引きこもっていることが多いため、転生者事情にはあまり詳しくない。
名前は「（ファーストネーム）・（所属する里）」となり、ファーストネームの最初と最後の1文字を繋げた愛称で呼び合う（例：ミサナリーア→ミーア）。男性は「ーヤ」、女性は「－ア」で名前が終わる。人族の家名に相当するものを持たないため、正式に名乗る場合は父親と母親の名前を告げる風習がある。他国の貴族になってはいけないという掟があるが、ほとんどの国では国賓並みの待遇を受けられる。
500年ごとに記憶が風化する性質があり、長く生きるほど感情が希薄化していく。どうしても忘れたくない記憶を持つ者は「睡眠槽」に入って記憶の風化を避ける。他種族よりも性欲が薄いらしく、普通は結婚してから20年から50年で発情期を迎えるが、場合によっては子供を妊娠するまで100年ほどかかることもある。また繁殖力の低さとは裏腹に命の危機に対して驚くほど足掻かないという致命的な欠点があり、かつて迷宮で多くの若いエルフが命を落としたという。

スプリガン
少し灰褐色の肌、小柄で少し尖った耳をしている探検好きな妖精族。

レプラコーン
赤銅色の肌と小柄で少し尖った耳が特徴の妖精族。いたずらや冒険が好き。エルフほどではないが、人族の領域で見かけることは少ない。

家妖精（ブラウニー）
妖精族の一種。小柄で老化が遅いため、60代でも子供のような外見をしている。「家魔法」という家屋を修復したり精神を安定させる効果を持った特殊な精霊魔法を使う。「妖精葡萄酒（ブラウニーワイン）」という優しくまろやかなライトボディの赤ワインを作っている。

コボルト
邪妖精の一種とされる青い肌の犬の被り物をした種族。犬人とは別の種族。子育てするためにミスリル鉱山の近くで産出される青晶が必要。その習性から時に人族が管理する銀鉱山やミスリル鉱山を襲撃することがあり、討伐軍との小競り合いを起こす場合がある。青鋼という異世界の青色のコバルト合金を扱う技術を持つ。

ドワーフ
身長130cm前後でずんぐりむっくりした体型が特徴の種族。鍛冶が得意で、鉱山の内部に住む者も多い。男性は髭を生やし、女性は髭はないが体格が男性とほぼ同じ。種族全体で極度の酒好きで、スポーツドリンク感覚で蒸留酒を飲む。

小鬼人（ゴブリン）族
邪妖精の一種。本質的にはドワーフ等と同様の妖精。少し尖った耳とこめかみの近くに生える2本の短い角を除けば人間に近い容姿をしている長命種。悪戯好きのどこか憎めない種族。一方、言葉も知らず黒い肌に緑の血をした人型魔物であるデミゴブリン（通称ゴブリンモドキ）がいたため、両者が混同され討伐された結果、作中大陸の現在ではゴブリンといえばデミゴブリンを指すほどの状況に至っている。ユイカの称号によれば、彼女しか残っていない模様。

オーク
妖精族の1種で、尖った耳と少し上向きで低めの鼻が特徴。長命種であり、1000歳を超えて生きる。ダイコンが好物。かつてオーク帝国と呼ばれる大国を築き、過去の大魔王の季節の頃に上級魔族に洗脳されて魔王に付き従った結果ほぼ滅亡した。その技術はオークガラスや下水道の浄水設備など様々な遺産として残されている。地上で暮らす機会もあり、450年ほど前から30年はシガ王国王領の端に自治領をもらっていたが、ガルタフト王の亜人弾圧により800人超の住民が虐殺されてしまったため生き残りは殆どが隠れ里へと移住し、残りは公都や王都などの地下などで転移門を守りながら細々と生き延びている。
また、デミオークという豚頭をした二足歩行系の魔物が存在する。

羽妖精
とても小さな妖精族。背中には蝶または蜻蛉の羽が生え、空を飛ぶことができる。甘い物を好んで食べる。

トロール
身長3mと小巨人に匹敵する巨体を持つ妖精族。やや緑がかった皮膚が特徴で、巨人族ほどではないがゆっくりと話す。

ホムンクルス
魔術師が錬金術で生み出す人工生命体。体内の特殊な器官によって「理術」という術理魔法と同じ現象を操る種族固有能力を持つ。これは無詠唱で使用できるため発動が非常に早い利点を持つが、一方で用意された物以外を使用できないため新しく覚えるためには追加インストールを必要とし、さらに額に魔法陣が輝くため何かで隠さないと非常に目立つ。
成人相当の外見で生み出した場合も生後半年以内は胃腸が弱く、流動物を摂るか「魔力操作」スキルで外部から魔力を直接供給するかしてもらう必要がある。人族と交配し子孫を作ることができる。作中ではエルフ由来の個体とララキエ王朝由来の個体が登場する。

ハイエルフ
亜神の一種。容姿はエルフに似るが、エルフとは別の種族。世界を守る偉大なる存在とされ、エルフ達からは「聖樹様」と呼ばれて崇拝されている。世界樹と共に神域からこの世界にやって来たが、その当時は子供だったので創造神に関する記憶は持っていない。伴侶を得られなかった神の花嫁として作られたため、どの個体もよく似た外見をしている。そのすべてが1億歳を超える高齢だが、世界樹の記憶庫に記憶を蓄えられるのでエルフの長老に比べると感情が豊か。基本的には自分の世界樹の元に居るが、ボルエナン以外は予備がいるので当番でない時なら森を離れることも許される。

巨人族
巨体の亜人。エルフ語の亜種である巨人語を話す。名前が非常に長いのが特徴で、普段は特徴を表す渾名でお互いを呼び合っている。身長9ｍの「森巨人（フォレスト・ジャイアント）」や身長3mほどの「小巨人（リトル・ジャイアント）」などがいる。

鰭人族
いわゆる人魚の姿をした水棲の亜人。肺呼吸なので水中に集落を作るために大量の風石を必要とする。

鰓人族
いわゆる魚人間の姿をした亜人。鰓呼吸が可能で鰭人より水中生活に適応している。魔物のデミサハギンとは別種。

半幽霊（ハーフ・ゴースト）
人と幽霊の中間状態となっている者。古代ララキエ人が浄昇霊廟に入った後、幸福人に至るまでの状態を指す。種族固有能力として、「魔力吸収：弱」「体力吸収：弱」と亜空間を移動する「幽界渡り」を持つ。体内に保有する魔力の量に応じて外見年齢と体格が変化する性質があり、成長した姿ほど魔力の流出が激しいため長時間の維持は難しい。衣服は自分の霊体を利用して作り出す。瘴気の悪影響を受けやすいという身体的な弱点があり、人口密集地などの瘴気が増えやすい場所では生活できない。

幸福人
未来永劫に幸福の中で生きるため、半幽霊が肉体と霊体を捨て完全な精神体となった状態。肉体はミイラ化し、記憶と感情は薄れて過去の残滓となっており、分類上は「不死の魔物（アンデッド）」に相当する。ララキエの中央制御核のバックアップが停止すれば消滅してしまう儚い存在。

吸血鬼（ヴァンパイア）
不死の身体（アンデッド）の種族。青白い肌の色をしているため、セリビーラでは「青い人」と呼ばれている。首だけになっても喋ることができ、体力ゲージが0になると灰になるが、血をかければすぐにでも復活する。ただ呼吸はしているため、息苦しくなることはある。
種族固有能力として、黒い霧になると同時に対象の出血や毒の進行を妨げる「霧化（ミスト・フォーム）」、歳経た吸血鬼のみが使える影に溶け込んで移動する「影歩き（シャドウ・ウォーク）」、声も出せない強力な「束縛」の状態異常を与える「束縛の視線（ホールド・ゲイズ）」、眷属の紅蝙蝠（ルージュ・バット）を操る「眷属分離：蝙蝠（サーバント・バット）」、同じく血炎狼（ブレイズ・ウルフ）を使役する「眷属分離：狼（サーバント・ウルフ）」、死体から「吸血鬼の従僕（ヴァンパイア・サーバント）」を作る「血の従属（ブラッド・サーバント）」、満月の夜ごとに3度の儀式で吸血鬼を増やす「血の契約（ブラッド・コントラクト）」、「血の契約」後に使う「血の盟約（ブラッド・コンビネント）」の他、「魅了の視線（チャーム・ゲイズ）」「下位不死生物使役（コントロール・アンデッド）」「眷属同化（マージ・アニマル）」「血流操作（ブラッド・コントロール）」をもつ。また、真祖には「陽光耐性」スキルがあるため日中でも闊歩できる。
吸血鬼になると次第に普通の性欲がなくなっていき、唯一の欲求としてわずかな血液の摂取を必要とする程度になる。

砂人族
ザラザラした砂色の肌を持つ亜人。涼御樹という樹木を守り神として大切にする。パリオン神国成立以前に人族を襲う蛮族であった過去から、パリオン神国では今も差別されることが多い。

翼人
華奢な人族の背中に翼が生えた亜人。鳥人に比べると飛行の習得に時間がかかり、飛行速度も遅い。南方の半島に生息しており、シガ王国では珍しい。

### 源泉関連
源泉
地脈の噴出点となる魔力の発生源。精霊溜まりとも呼ばれ、精霊が多く集まり、「精霊視」スキルを使うと精霊光で輝いて見える。大小様々なものがあるが、周囲に街以上の物を作れるほどの規模があるのは大陸全体を見ても100箇所以上といったところで、その中でも最大のものは「竜の谷」の源泉である。

精霊
地脈を流れ魔素（マナ）を媒介する存在。属性を持つ。見た目はふわふわした光の玉だが、「精霊視」スキルがないと捉えることができない。ドライアドのような例外を除けば一般に自我はないとされている。魔物は精霊を捕食するため魔物の住処では少なく、人工物の中でもあまり見られない。魔素は自然にも影響を与えるため精霊の多い場所ほど豊かな自然に恵まれており、「癒眠樹」のように精霊の少ない場所では育たない植物もある。
彼らを利用する「精霊魔法」は、他の属性魔法と同じ効果のものを使った場合の魔力消費が少なく詠唱時間が短いという長所があり、さらに擬似精霊と呼ばれる存在を創造し使役することが可能。家魔法のような例外を除けば「精霊視」スキルを持つ者でなければ使えない。ただし、当然ながら精霊のいないところでは使用できない。

疑似精霊
精霊魔法で生み出す存在。厳密には召喚ではなく小精霊を素材に作り出す。痛みや恐怖を感じないため、戦闘や連絡、訓練の相手、盾、囮と幅広い用途で使える。体力が0になると小精霊に戻って拡散し、遺骸は消滅する。魔獣王（ベヒモス）などの強力な疑似精霊は詠唱がかなり長くなるため、短期決戦では使いにくい。

都市核（シティ・コア）
主に城の地下に存在する「源泉」を支配するための装置。称号に「領主」や「王」を持つのは都市核と契約した者のみである。「叙爵」「褒賞」「断罪」「免罪」「都市内転移」「誅伐」などの機能を持つ。さらに、大規模な儀式魔法の使用が可能となり、例として魔物を防いだり周囲の土地を豊かにする効果がある。前者は都市一帯への魔物の侵入を阻止できるほか、範囲を城だけに限定すれば上級魔族の攻撃さえ防ぐとされている。後者の効果は都市内部の気候を調節し、水不足を緩和することなどが可能。また都市核を利用した長距離通信もできる。ただし辺境都市や伯爵領のような魔力に余裕のない場所で広域探索などの消費の大きい魔法を使うと都市核の魔力が枯渇し、それ以外の機能が不十分になってしまうと行った欠点もある。
継承する王や領主の直系のみが知る最重要機密で、関係者以外が知れば死罪となる。また神の洗礼を受けていると都市核を継承できないため、継承する立場の者は洗礼を受けない。ただし領主から任じられた補助管理者である守護や太守はその限りではない。なお、奴隷を補助管理者に指名することは出来ない。この影響で異世界では源泉を支配できる上級貴族の権力が非常に強く、また都市核の機能を背景に貴族階級が形成されたとも言える権力構造をしている。反逆者として告発されると都市核の使用権限を失い、告発者より上位者でなければこれを覆すことはできない。

迷宮
なぜ存在するのかは不明だが、「迷宮主（ダンジョンマスター）」が「迷宮核（ダンジョン・コア）」を利用して魔物や宝物を生み出すことができる領域。周囲の魔力を吸収して成長し続ける性質があるため古いものほど広大になり、どれだけ乱獲しても絶滅することはないとされる。「湧き穴」という迷宮の区画同士が繋がる現象があり、時折別の区画の魔物が移動してくることがある。大きな迷宮では他の魔物とは一線を画す力（最低でもレベル50以上）を持つ「区画の主（エリア・マスター）」が出現し、さらに「区画の主」から得た魔核を「試練の祭壇」に捧げることで出現する「階層の主（フロア・マスター）」といったより強力な個体も存在する。魔物から逃走する際に他の魔物を引き連れていくことはオンラインゲームなどと同じく「連鎖暴走（トレイン）」と呼び表されており、非常に危険なことから状況次第で良くて罰金、悪くて死罪にされるほどの重犯罪として扱われることがある。また内部には「迷賊」という人間の犯罪者が潜んでいることがある。
物語開始時点では枯渇していない「生きた」ものは大陸に6つしか存在しないほど希少。生きた迷宮はサガ帝国の「血吸い迷宮」やシガ王国の「セリビーラの迷宮」、鼬帝国の「夢幻迷宮」が有名で、最も新しいのはセーリュー市に出来た7つ目の「悪魔の迷宮」である。また枯れた迷宮の遺跡には公都の地下にある「猪王の迷宮」や大砂漠の「砂塵迷宮」などがある。

探索者
シガ王国で迷宮の資源採集を生業とする者の呼称。死と隣り合わせの危険な職業であり、セリビーラの場合は裕福な暮らしをするには最低でもレベル20は必要だとされている。
セリビーラの迷宮では身分証が5つ用意され、見習い扱いの木証から始まり、魔核を5個以上納品した者から正探索者として青銅証を与える。月に一定数の魔核を納品できるものは国から騎士階級相当の身分やギルド関係の一部料金半額が保証された赤鉄証、「階層の主」を討伐できるものには最高位のミスリル証と名誉貴族としての爵位が与えられる。最後の黄金証は富豪専用の特別登録で、1日に数回居場所を伝えるための信号を発信する機能が付いている。一般的には青銅証から赤鉄証に到達するまで10年単位の時間がかかる。
迷宮に放置された魔物の死骸を回収し肉屋に売る者たちは他の探索者から「死骸漁り（ルーター）」の蔑称で呼ばれるが、「核無し」や「呪い持ち」の発生を防止するのに一役買っている。
また探索者に雇われて荷物を運ぶ「荷運び」と呼ばれる少年少女が迷宮入り口などにおり、荷運びで貯めた金で安物の木の防具などを手に入れて木証探索者として登録を目指すのが、一攫千金や成り上がりを目指して迷宮に来た少年少女の標準的なルートとなっていた。

世界樹
虚空（=宇宙空間）にまで届く巨大な木。全部で8本で、神々と共に神界から竜以外の生き物をプールした種子（シード）を載せて運んできた。糸のように細いエメラルド風の枝「晶枝（エメラルド・ブランチ）」をエーテル（=太陽から吹き出る大量の魔素を媒介する物質）に向けて伸ばして魔素を回収し、地脈の魔素に流し込むことで活性化させる役割を持つ、いわば「世界を活性化させる巨大な魔法装置」のような存在。なお、その課程で漏れ出た魔素に精霊が群がるため、世界樹は精霊光で輝いているように見える。あまりに巨大なので「次元杭（ディメンション・パイル）」によって自重を支えている。自衛機能として放電現象を起こすことができ、その威力は成竜をも撃退するほど。天辺には直径100mほどのドーム状の展望台が設置されている。世界樹に作らせる「精霊珠」というものがあり、4人以上のハイエルフで作らせる真玉はエリクサーの、1人で作る欠片でも上級魔法薬の材料となる。
そのすべてに「怪生物」と呼ばれる生物群の一種「邪海月（エビル・ジェリー）」が一斉に寄生して世界樹を蝕むと言う事件が発生したが、サトゥーが70000体を超えるクラゲをすべて駆除したことで難を逃れた。

賢者の石（フィロソフィウム）
世界樹から産出される青い結晶で、エルフの里では「聖樹石」と呼ばれている。1年当たり小石1つ分ほどしか取れないため非常に希少。魔法の増強効果があるほか、妊娠したエルフ女性がこの物質に対して食欲を覚えるようになる。魔法金属の製造にも持ちいられる。ボルエナンでは里のハイエルフ達がフルー帝国の遊戯に没頭したせいで、その代金として大量に巻き上げられてしまったためかなり希少。ボルエナンのハイエルフがアーゼしか活動していないのも、他のハイエルフはこの件で責任を感じてそのまま引き籠もってしまったからである。フルー帝国に渡った賢者の石は蒼貨に加工されている。

フルー帝国蒼貨
聖樹石を加工した高性能魔法装置の起動鍵を兼ねる中核部品。帝国貴族の証でもあった。1枚で100gほど。加工品を聖樹石に戻すことはできないが、そのままでも魔法金属の錬成や多脚ゴーレムの知性回路に使用できる。帝国末期に「黄金の猪王」に対抗できる兵器を求めて竜神に貢ぎ物として献上されていたため、竜の谷の戦利品を獲たサトゥーは20000枚の蒼貨を相続している。

### 魔物関連
瘴気
魔物を生み出す元となるもの。人の心を苛むストレスによって発生する。魔王を復活させる際に用いられ、「まつろわぬもの」を強化する効果もある。瘴気が濃い場所には精霊が寄り着かないが、精霊光や聖碑によって浄化できる。「瘴気視」というスキルで確認するとおどろおどろしい黒いオーラのように見える。濃い瘴気は呪われた武器に纏わり付いていることもあり、敵から体力を吸収する武器には瘴気回路が組み込まれている。
濃い瘴気は体調に悪影響を与え、浄化処理が不十分な食材を摂り続けると「瘴気中毒」を起こす。微量の場合はえぐみや硬さをほんのわずかに感じるだけで、誤差程度だがステータスの微増効果もある。また、自滅茎や破滅草といった瘴気の濃い場所でしか育たないものも存在する。
迷宮の宝箱では普通の魔剣に比べて呪われた武具が出やすく、何より強力なので多少の欠点に目をつぶっても使うものは多く、迷宮都市セリビーラの場合は高位探索者のうち2～3割が使用している。

魔物
瘴気に侵食された動植物が変化した生物。精霊を捕食する習性がある。普通の人間にとっては危険な生命体だが、通常の生物に比べて経験値の効率が高いためレベルを上げるために迷宮などで魔物を倒しているものも多い。普通の生物に魔核を移植することで人工的に生み出すことが可能。種族固有の能力だけでなく、魔法スキルを獲得した個体も存在し、上位の魔物は体表に魔法的なバリアーを張るため頑丈さが増している。

魔核（コア）
魔物の中に必ず存在し、打ち倒すことで手に入れることができるアイテム。外見は赤い球体。精製して魔法の品を作るのに使われる。大きさや色で等級が定められており、白＜朱＜赤＜紅と等級が上がっていく。「白9朱1」や「赤10」等の色と割合で等級を区別するが、基本的に高いほうの数値（「白9朱1」なら朱の数値、「赤10」なら赤の数値）が高いほど等級が高い。等級が高いほど魔力運用の効率が良く、高度な魔法道具が創れる。魔力を過剰に流すと魔法道具と同じように破裂する性質があるため、持ち運びには十分注意する必要がある。なお、領主が存在する土地で魔物を狩った場合は、領政府が強制的に買い取るという取り決めがある。資源としての価値が低い半グラム以下の白い魔核は「魔粒」の俗称で区別されることがある。
迷宮内において魔核を抜き取られた魔物が動死体（ゾンビ）となって動き出したものは「核無し」と呼ばれ、相手に呪いを移す「呪い持ち」同様危険視されている。

区画の主（エリア・マスター）
迷宮において１つの区画を支配する強力な魔物。セリビーラの迷宮では最低でもレベル50以上で、さらにレベル40台の眷属を複数率いている。

階層の主（フロア・マスター）」
迷宮において1つの階層を支配する非常に強力な魔物。セリビーラの迷宮では55レベル以上で、まれに60レベルを突破する個体も現れる。体力が低下すると暴走（スタンビート）状態になる性質があり、魔法中和（ニュートラル・マジック）系の種族固有能力を持つことがある。各階層に存在する「試練の間」の祭壇に「区画の主」の魔核を備えて召喚句を唱えることで出現する。

赤縄の魔物
転魔丸（モンスター・シード）によって作られた促成魔物の通称。「奇形（ミュータント）」が種族名に付き、「魔縄身」という種族固有の支援系スキルで表面に赤い縄状の魔法陣が現れ、魔刃か術理魔法の「魔法破壊」でないと破壊できない防刃性能と衝撃吸収能力がある障壁となり、レベル不相応な身体能力を得るなど、魔人薬の「魔身付与」に近い力を得ている闇魔法で急速成長させた魔物と同じく、死後の腐敗や劣化が異常に早く、死んでから2日もしないうちから腐り始める。

魔狩人
魔物専門の狩人。オーユゴック公爵領の魔狩人は平均レベル10弱と、平均的な騎士と同じぐらいの強さがある。

### 道具関連
魔法道具（マジック・アイテム）
詠唱の代わりになる魔導回路を組み込むことで特定の魔法効果を使えるようにした道具。魔導回路を形成する回路液（サーキット・リキッド）は魔液（リキッド）とも呼ばれ、一番簡単なものは魔核の粉末と溶かした銅を混ぜた物である。魔素によって変質した属性鉱石（エレメント・ストーン）を利用することもある。使用時には右手から左手へ魔力を流す。

ヤマト石
王祖ヤマトが作成したステータスや犯罪歴を表示するための石板。オリジナルはシガ王国の王都にあるが、レプリカが各街の門などに配備されている。籠められた「人物鑑定」のスキルレベルは、オリジナルが10級でレプリカは7級。原則あらゆる偽装を無効化するが、サトゥーの場合は「メニュー」の交流欄しか表示されない。

魔法の鞄（マジック・バッグ）
見た目以上の物品を収納するための魔法道具。空間拡張の亜種である「格納庫（ガレージ）」の魔法を固定することで実現し、初期投資魔力に応じて亜空間の広さが変化する。開閉に魔力が必要だが、空間自体はその時の魔力と亜空間内部を循環する魔力によって維持される。エルフたちは聖樹石で魔法を固定している。人族は等級の高い魔核で代替するが、維持できる空間が狭くなり、放置すれば1000年以内に壊れてしまう。亜空間は不安定なので、安定の補助と収納物の隔離を目的に魔物の胃袋を使って内壁を補強する。生物が中で死んだり暴れて亜空間を破壊しないように、誤作動防止策として生き物を入れられない設定にしている。上級貴族にはある程度普及しているが、最高品質の「魔法鞄」でも劣化した「格納鞄（ガレージ・バッグ）」の性能には及ばない。

魔封じの鈴
フルー帝国時代に作られたハンドベル型の魔法道具。一降りするだけで魔族を一時的に弱体化させることが可能。上級魔族の憑依すら解除できるが、魔王の憑依は解消できない。森巨人の里でサトゥーが石槌から与えられ、カリナに譲渡された。

翻訳指輪
装備すると言語を翻訳してくれる指輪。竜の谷の戦利品にもないほど貴重だが、ルモォーク王国ではいくつか保有されている。なお昔のエルフでこの道具の製作に情熱を傾けた者がいたため、ボルエナンではそこまで貴重ではない。

光船
エルフが各里で8隻ずつ保有する空飛ぶ船。次元潜行して移動することができる。損傷の修復機能があり、次元潜行装置は自動で直り、表層だけなら世界樹に戻すだけで元通りになる。再建するためには聖樹石が1t必要で、1から作り直そうとすると10万年はかかる。ゴブリンの魔王に沈められた影響で、ボルエナンでは4隻しか残っておらず、1隻はサガ帝国の初代勇者に譲られ「ジュールベルヌ」と名付けられて歴代の勇者が使用している。

飛空艇
人を乗せて空を飛ぶ交通手段の1つ。シガ王国では都市間の移動に利用され、定期的に便が出ている。
重くなると航行に必要な燃料が増えるので、厚い頑丈な装甲よりも状況に応じて防御力を増やせる魔力障壁が向いており、巨大なものには公爵家の砦以上に大きな障壁発生装置が搭載されている。推進器の空気を受ける舵（=垂直尾翼）は魔法攻撃を受けやすいため、中級魔法数発に耐えられる魔法抵抗の強い素材が使われる。舵で対応しきれないような攻撃を回避するために、緊急用の使い捨て姿勢制御ブースターがある。最新型の飛空艇には二重反転式の空力機関が使われる。

ネジ
鼬帝国で開発された、人の腕ほどもある魔法道具。「隷属の首輪」の一種。調教に向かない凶暴な魔物を強制的に従魔にする機能があり、魔物の頭部に捻り込むことで凶暴な魔物さえ従魔にできる。

小聖杯
領地内の瘴気を集め、浄化するための魔法道具。王城地下の宝物庫を始め王都内に幾つか存在している。

魔人心臓（デーモン・ハート）
オーク帝国の戦争末期にフルー帝国で作られた、結晶化した魔族の心臓を内包する邪悪な呪具。かつてビスタール公爵領に存在した迷宮で発掘された。糸のような触手が心臓や太い血管や肺に絡みつくように伸びる為、一度装備すると死なない限り外すことはできず、装備者に魔人薬と類似した効果を与え続ける。使用を続けると魔人薬と同様に人の姿を失い、再起不能になるか異形の魔物になるかの末路が待っており、そうでなくとも半年以上生き延びた例はないとされる。暴走すると、イレギュラーで触手が生えてくる。術理魔法「魔力強奪」で魔力を奪ってもすぐに装着者から魔力が充填されてしまい、そのうえ不用意に魔力を抜くと暴走してしまいかねない。また、装備者を操る魔笛の魔法道具も存在する。

夢追糸車
緑の上級魔族対策で、ヒカルの仲間が製作した追跡アイテム。糸の先のミスリル製の鏃を魔族に結ぶと、糸が霊体（アストラル）遷移して痕跡を残し、空間魔法で糸を手繰っていけば敵の本拠地にたどり着けるようになっている。

聖楽器ベルラルーラ
ミューシア王国の大音楽堂のホールにあるハープの一種。放射状に伸びた256本もの弦を持ち、最長の弦は50メートル近くもある。弦が集中する場所が5箇所あり、弦の張力だけでなく、弦を流れる魔力量によっても音が変わる。普段は「夢響の音叉」を使って調律しているが、バザンによって盗難にあった為、ミーアとサトゥーが協力し代わりに調律を行った。

聖剣
勇者が扱うことで知られる聖なる武器。魔力を充填することで青く輝く性質を持つ。称号に「勇者」を持たなければ扱えず、それ以外のものが無理に使おうとするとダメージを受ける。ただし使用者制限が存在する「神授の聖剣」でも、都市核の力で許可を与えれば勇者でなくとも使用可能。「神授の聖剣」は魔刃スキルを発動させられないが、「聖句」と呼ばれる合言葉を唱えることで充填した膨大な魔力を利用し特殊な能力を発揮する。また人造聖剣の製造法も存在しており、こちらでは魔刃を使うことが可能。ただし材料の「青液」がフィルターになるのか、魔刃の色が青く変わる。

青液（ブルー）
人工聖剣などを作る際に使われる特殊な回路液。原料には宝石・黄金の粉末・竜鱗粉が用いられ、魔力を通すことで青く輝く。瘴気を浄化し魔物を追い払う効果があることから、魔物避けの「聖碑」の効果を上昇させる場合にも利用される。通常の魔法道具に使用される魔液に比べると製造がかなり難しいが、微細で高密度な回路を作りやすく、完成後の魔力効率でも勝っている。

エクスカリバー
サトゥーが竜の谷の完全攻略で得た「神授の聖剣」。サトゥーが所有する中で最強の聖剣。魔力の充填容量が極めて大きく、10000ポイント以上の魔力を蓄積できる。当初は魔族戦でメインに使っていたが、この性質から魔力を過剰充填してバッテリーに使うことが増えている。

デュランダル
サトゥーが竜の谷の完全攻略で得た「神授の聖剣」。黄金の柄が特徴。《永遠たれ》の聖句を唱えることで破損を修復でき、魔力が十分なら刀身が折れていても元通りになる。スペックではエクスカリバーに劣るが、その修復の機能と切れ味の鋭さからサトゥーがナナシなどに偽装して魔族と戦う際だけでなく、工具としても使用する。

ガラティーン
サトゥーが竜の谷の完全攻略で得た「神授の聖剣」。エクスカリバーの兄弟剣。

ジュルラホーン
王祖ヤマトが製造したとされる人工聖剣。同じ名前を持つ幻獣「捻角獣（ジュルラホーン）」の角に似た捻れた刀身が特徴。「神授の聖剣」ほど強力ではないが、並みの魔剣を凌駕する性能を持つ。
17年前にゼンが自分を殺させるための道具としてシガ王家から強奪、その後彼の介錯をしたサトゥーの手に渡り、ナナシとして王の影武者へと返還された。

アロンダイト
勇者ハヤトが持つ「神授の聖剣」。聖句は《歌え》。

クラウソラス
かつて王祖ヤマトが竜神から与えられたとされる「神授の聖剣」。シガ王国にとっては護国の剣であり、不敗の象徴でもある。魔力を注ぐことで刀身が伸長する性質を持つ。《踊れ》の聖句を唱えることで刀身が13枚の刃に別れて浮遊し、意のままに操れるようになる。魔力が足りないとただ空を飛ぶだけの剣としてしか扱えない。
シガ王家が所有し、シャルロック王子が佩くことを許されていたが、真の姿を発揮させたナナシに所有権が移された。

魔剣
魔法の武器の一種。大きく分けて、魔物の素材を錬成加工したもの、魔法金属を鍛えたもの、魔法回路を組み込んだもの、妖刀や呪われた武器のような瘴気回路を持つものがある。魔法金属製は貴重であまり流通しておらず、軍でも一部の者しか持っていない。魔物製は獲得が比較的容易だが、性能にムラがあり破損した場合に修復できないことも多い。また、迷宮では宝箱の中から発見されることもある。
刻印魔法で量産することもできるが、あまり複雑な機能をつけることはできない。サトゥーが作る鋳造魔剣は「液体操作（リキッド・コントロール）」と「理力の糸（マジック・ストリング）」を利用し魔法回路の組み込みを鋳造の段階で行なっていたが、熱による歪みがあるため複雑すぎる回路を刻むのは難しかった。のちに魔法回路を組み込むことのみを目的に変数を排除した専用の水魔法と空間魔法を開発し、外で作った回路を完成した剣の内部に転移させることで、これまで複雑すぎて不可能だった機能を搭載できるようになった。またサトゥーは魔刃スキル練習用に木刀に回路を組み込んだ「木魔剣」を作っている。
国外への流出は自国の戦力を下げ、他国の戦力を上げることに繋がるため、戦争が起こると国力を維持するために値段が吊り上げられる。

バルムンク
サトゥーが竜の谷の完全攻略で得た魔剣。黄金の柄が特徴。

ノートゥング
サトゥーが竜の谷の完全攻略で得た魔剣。

蟻翅の銀剣
精鋭蟻（エリート・アント）の翅から作る銀色の魔剣。賢者トラザユーヤのレシピにも載っており、セリビーラでは昔から作られている。ただし温度管理がかなりシビアで、1℃単位でずれただけでも灰色が混じってしまう。

ロンギヌス
サトゥーが竜の谷の完全攻略で得た聖槍。

神剣
サトゥーが竜の谷の戦利品で得た黒い刀身の剣。「神殺し」の称号がないと使えない。上級魔族どころか最強クラスの魔王さえ一刀の元に切り捨てる威力を持ち、転生者の亡骸から抜け出した「神のカケラ」という名の紫色の光を吸収することができる。一度魔力を流すと猛烈な勢いで所有者の魔力を吸い上げ、黒いオーラを所有者へ伸ばしてくる。1巻（アニメ第4話）では「神殺し」の称号を持つサトゥーが黒の上級魔族を倒す際に使用する。聖句は「神剣よ。《滅び》を」で、数百mほどの範囲を消滅させる強力な攻撃が可能となり、亜神以上の存在でないと傷も付けられない「魔神の落とし子」や「まつろわぬもの」すら消滅させるが、長い間使いすぎると腕そのものが漆黒に変色し、デュランダルでも傷つけられないほどの硬度の異形へ変化してしまう。

魔法薬（ポーション）
「錬成」スキルと錬成板を用いて作る薬品。体力回復薬や魔力回復薬、状態異常回復薬などが存在する。触媒として魔核の粉末と安定剤を混ぜた「秘薬」が必要。製法が同じでも使用する魔核の質やスキルの熟練度が高いほど高品質なものが作れる。錬成スキルが低いうちは高品質な魔核を使わないと魔法薬を製造できないため、初心者ほど材料費が上昇するため必然的に値段も高くなる。錬金ギルドなどで取り扱われている専用の瓶に入れて保存しておかないと効果が消えてしまう。
下級の体力回復薬でも単純骨折程度なら即座に治療でき、上級魔法薬ならば大瓶1本で部位欠損すら治療できる。ただし大きな怪我を再生する場合は魔力と体力を大きく消費するため、消耗した状態で治療を行うとしばらく臥せる羽目になる。短時間に何度も使用すると効果が発揮できなくなる。なお、味は基本的に苦味が強く、「調理」スキルで甘みを加えることもできるが、余計なものを混ぜると効果が低下する。

エリクサー
万能薬の上位に相当する魔法薬。古傷は治せないが、下級でも小瓶1本で部位欠損を再生できる。製造には世界樹の真玉の精霊珠、吸血鬼の血珠、邪法で作られる魂魄珠か霊珠、竜が作る竜力石や真竜珠のいずれかが材料として必要になる。

魔人薬
服用すると能力が向上する効果を持った禁止薬物。破滅草や自滅茎といった植物が原料だが、人工的に生産可能だということは公表されていない。飲めば一時的に痛覚が麻痺し10レベルほどに相当する身体強化がなされてレベルも上がりやすくなるが、使用し続けると副作用で体の一部が異形と化してしまう。過剰摂取状態では「魔身付与」という支援効果で赤い光のバリアや身体能力と耐久力の向上が認められるようになる。
濃縮した「廃魔人薬」は致死性が高く、服用後はオーガ並みに巨大化して凶暴化し、しばらく暴れると元に戻ることなく死亡するという、使い捨ての兵士を作るだけの薬となる。弱気なレベル3の死刑囚で実験した際には、レベル30の騎士が3人がかりでようやく抑え込めるまでに強化され、性格も暴れ駱駝のように変化した。

屍薬（しかばねやく）
400年前の亜人戦争の際に狂王ガルタフトが開発させた戦争用の禁止薬物。痛みも感じず肉体の限界を超えられるが、一切保護されない肉体は効果が切れた後で反動と痛みに襲われる。原料の一部が魔人薬と同じ。

鬼喰薬（おにくいやく）
ゴブリン病の症状緩和に用いられる薬。錬成はそれほど難しくないが、必須素材が魔人薬や屍薬と似ているため入手が難しい。

魔誘香
近隣の魔物を引き寄せる禁断の魔法薬。魅油涎（みゆぜん）という「迷宮油虫（メイズ・コックローチ）」の住処で採れる素材を使用する。迷賊が魔物の連鎖暴走を引き起こすために使用していたが、一斉逮捕によって売る相手がいなくなったため裏市場での需要も激減した。

高濃度魔力賦活剤
致死性の禁止薬品に分類される紫色の魔力回復薬。名前通り魔力は回復するが、服用者は例外なく鼻や耳から血を流して死ぬ。

巻物（スクロール）
魔力さえあれば詠唱を必要とせず開いて魔法の名前を唱えるだけでその魔法を使用できる道具。ただし、発動する魔法はスキルレベルの最低値に固定されるため、どれだけ能力値の高い者が使用しても威力と規模は固定されたものから変化しない。加えて使い捨てなので需要はそれほど大きいわけではなく、物によっては魔法使いを雇った方が安上がりで、軍では火杖や雷杖といった魔法道具の方が好まれる。民間の魔法屋でも販売しているが、購入には領主からの特別な許可が必要。また上級魔法および犯罪と諜報に使える魔法の巻物は原則で作製禁止。神聖魔法も宗教上の理由で巻物化不可（技術的には可能）。
巻物専用のインクには魔核の粉末に加えて蛍鈴蘭、竜鱗粉、捻角粉などを材料とし、同様に紙も専用のものを使用する。中級以上のものを作るためにはレベル30以上の魔物の魔核を使う必要がある。また仕上げをする人間がその魔法のスキルを持っていなければならないため、シーメン子爵の工房では重力魔法・影魔法・精神魔法・死霊魔法の巻物は作製不能。技術は厳重に秘匿され、分業によって鑑定スキルでも製法が分からないよう工夫されている。

ボルエナンの静鈴
ボルエナンの森のエルフの庇護下にあることを証明するアイテム。妖精族や隠れ里に住むものからはエルフの使者として手厚くもてなされる。世界樹の枝から作る木製の鈴だが、中には玉が入っていないので音は鳴らない。作中ではサトゥーとレイが所持している。

「叡智の書」カリセフェル
カリオン神の神器。「知泉石」という朱色の宝石が嵌まった本で、表面はオリハルコン製で黄金色になっている。

「罪を量る天秤」ウリルラーブ
ウリオン神の神器。「紅法石」というルビーのような宝石に飾られた黄金の天秤で、「看破」や「断罪の瞳」では分からない罪を量る事ができる。

### 作物関連
ガボの実
食用作物の一種。わずか1ヶ月で収穫でき、収量の変化が少なく、休耕地に栄養を与える効果があるという長所を持つが、匂いがキツく苦味とえぐみが強いため人間には好まれない。あまりに不味いため、サトゥーも不味い食べ物の評価で引き合いに出すことが多い。デミゴブリンの好物として知られ、大量発生を招く恐れがあるため、基本的に城塞のある荘園内部以外での栽培は禁じられており、他の町へ輸送するのも難しい。サトゥーは山樹の黄橙果実と混ぜて栄養補給薬の主原料として用いている。

山樹
樹高2kmはある巨大な樹木。伸縮性の高い繊維に包まれた「弾み果実」、鋼鉄並みの硬度で耐刃性の高い布の原料になる「堅殻果実」、「黄橙果実」といった巨大な果実がなる。一般的にエルフの里にしか生えていないとされる（実際はムーノ領などにも自生する）ため希少性があり、人族の社会では高値で取引されている。

ルルの実
食用作物の一種。どどめ色と灰色のまだらの果皮に群青色の果肉をした果実。濃い香水を混ぜたような吐き気を催す香りや異常な酸味と苦味のせいで生食ではガボの実に匹敵するほどに不味いが、特殊な加工で果肉が紅色に変化し味や匂いも変化する。元々は家畜の餌（Web版では漬物）にしかならなかったが、サトゥーが加工法を発見し次々期公爵の結婚披露宴で「ルルのケーキ」を提供したことで一気に高級果実として有名になった。

ベリア
迷宮都市セリビーラの周辺に多く生える多肉植物。アロエとサボテンの中間のようなトゲトゲした見た目が特徴で、乾燥に強い。生命力が強く、根が残っていれば半月で元通りになる。初心者から熟練者まで幅広く探索者から愛用されるベリア軟膏という止血消毒薬の材料として利用される。賢者トラザユーヤがこの植物を原料に錬成した体力回復薬を作る方法を伝えたが、200年ほど前にエルフの錬成板が壊れたため製法が失われた。後にサトゥーが人族の錬成板でも製作できるレシピを開発し、それを迷宮の宝箱に小分けにして収める形で再普及させた。
また、魔覇王樹（イビル・ベリア）という巨大な植物型魔物が迷宮都市近辺に繁茂しており、大量の結界柱で侵食を抑えている。

アルア
精霊の多い場所にしか育たない樹木。樹液からは、涙滴型なのにブリリアントカットされたダイヤモンドのようにキラキラとした光を反射する宝石「天涙の雫」が作られる。ボルエナンの森ではありふれた樹木なので、頑丈な食器や装飾品の材料として利用されているが、森の外ではイシュラリエ王国にしか自生せず、王家が独占しているうえに製法も知られていないので、非常に貴重。

桜鮭（さくらじゃけ）
桜色が特徴的な鮭。年末に漁が解禁され、その時期の王都では一番多く食べられる。漁師や運搬する魚屋の腕で天と地ほどに味が違うらしく、目利きも難しいので、それを生業にするものもいるほど。なお、イクラは地球の鮭と同じ色。

甘雪蕪
王都周辺では忠臣山脈周辺の高原でのみ栽培される根菜。変な苦味やえぐみがあり、あまり美味しいわけではない。

ニルボグ
救荒作物の一種。見た目は黒いニンジンで、味はガボの実と同等の不味さで、デミゴブリンの繁殖を促進する効果も同様。賢者の指示でガルレオン同盟から輸入され、パリオン神国の貧困層で主食として栽培される。

涼御樹（すずみじゅ）
砂人が守り神として大切にしている樹木。土中の水分を吸収する力が強く、バオバブより太い幹の中に大量の水を蓄える。パリオン神国ではサトゥーとミーアが樹霊珠の力を使い、地下の水源から水を吸い上げて葉から大量の水を滴らせるように改良し、水源として利用できるようになる。

栗鼠尾芋（りすおいも）
都市国家カリスォークの主食である芋。キャッサバに似ていて、芋自体に甘味はないが、蜜をかけたり、デンプンを加工したりして食される。

リファ豆
シェリファード法国の主食である褐色の豆。枝に塩気があるので、枝ごと煮る事で安く調理でき、料理の味が今ひとつなシェリファード法国の食べ物の中では数少ない美味。

砂糖珊瑚
ミューシア王国近傍にしか育たない有毒の珊瑚。くどさがなく、後味がさらさらした砂糖の原料となるが、無害化する精製方法は王家が独占しており、不用意に精製所の近くに行くと衛兵に捕まる。また、港から持ち出す場合は重い関税の対象になる。

麵麭椰子（パンやし）
パンのような香りと味がする木の実。食感はモチモチしていて焼き芋に近い。ボルエナンの里や樹海迷宮に生育している。

### 鉱物関連
ミスリル
妖精銀、青銀とも呼ばれる金属。魔法金属の中では比較的手に入りやすい。鍛造した武器に魔力を通すと緑色の刃紋のようなものが浮かび上がる。魔力の伝達効率が高く、魔力を込めるほどに重量と強度を増す性質を持つ。通常時で同体積あたりの質量は鋼鉄の７割ほどだが、50ポイントの魔力を流すと2倍近い重量になる。そのため、純ミスリルの武器は神業とされるレベル10の武術系スキルをもってしても扱いになれるのに時間がかかる。純ミスリルの工具は魔力で鍛冶作業に悪影響を与えるため、鍛造には鉄との合金を利用する。錬成には「聖樹石」が必要。
またミスリルの屑を巨大イモムシに食べさせて作った繊維は「翠絹（かわせみきぬ）」という超高級な布の原料になる。この布は高い魔力伝導率と防刃性、滑らかな手触り、美しい光沢が特徴。

日緋色金（ヒヒイロカネ）
優れた強度と耐熱性を誇る金属。ドワーフはミスリル精錬用の高炉しても利用する。錬成には「聖樹石」が必要。

真鋼（アダマンタイト）
魔力によって密度が変化したダイヤより硬い金属。勇者の聖鎧や古代王朝の船の装甲などに用いられる。錬成には「聖樹石」が必要。

真銀（ティルシルバー）
魔力効率に優れ杖や魔法道具向きの金属。アダマンタイトとの合金は、魔力の供給によって膨張や収縮する性質を得る。錬成には「聖樹石」が必要。

神金（オリハルコン）
万能の金属。神々とエルフにしか作れないとされ、優れた魔導技術を有していたララキエ王朝でも作ることは叶わなかった。錬成には「聖樹石」が必要。闇石と融合することで、魔力を流すと軽くなる合金を作ることが出来る。

紅鋼（くれないはがね）
「鍛冶の国」ステルウォークで造られる秘伝の金属。鋼自体が錆のような赤い色を帯びている。ミスリル合金ほど頑丈でも鋭くもないが、魔力の通りは悪くない。

### その他用語
デスマーチ
主人公が物語の冒頭において遭遇していた状況。並びに異世界で遭遇する状況。主人公は無自覚に解決していくが、介入しなかった場合の死傷者数がかなりのものになる事件や魔族の陰謀をいくつも火消ししている。詳細は「デスマーチ」を参照。

邪海月（エビル・ジェリー）
虚空の原生生物である「怪生物」の一種。「吸収（アブソーブ）」「同調」「連鎖暴走」の種族特性を持ち、平均レベルは30ほど。見た目は巨大なクラゲで、肉体の強度は低い。世界樹の枝に寄生して幹から魔素を食べる習性があり、周囲に魔力の空白地帯を作るため構成の弱い魔法なら無効化してしまう。枝に卵を産み付け、孵化した卵は樹液に潜んで汚染樹液詰まりというサナギ状態となり、幹に流れる魔素を遮って世界樹を弱らせる。抗体を利用して世界樹に自分の一部だと誤認させることで防衛機能の電撃を防ぐ。世界樹から100m離れると初期警戒状態になって赤く発光し始めて世界樹からの電撃を誘発、この状態が続くと他のクラゲに暴走状態が伝播する。魔力に誘引されるときには狂乱と大増殖を引き起こす。カレーにも強く誘引されるほか、アルコールにもわずかに反応する。触手を摂取すると盲腸に白い繊維状の結晶が発生し、治療しないと血を吐いて死ぬ。
1000年に1度ほどの頻度で数匹が世界樹に現れることがあったが、近年になっていきなり世界樹全てにおよそ10000匹ずつ寄生される事態になる。そのため将来的に同様の事態が起きたときにエルフだけでも対抗できる方法をサトゥーも行動で考案しつつ、勇者ナナシとして駆除に協力した。

ゴブリン病
偏食の貴族で見られる病気。エリクサーの下位互換である万能薬や血玉でなければ治療できず、一度治ってもすぐに再発するため、死に至るほどではないが不治の病と考えられている。鬼喰薬などで症状の進行を抑えることもできるが、その正体はビタミン欠乏が原因で起こる生活習慣病であり、最良の対策は野菜を十分に摂取し食習慣を改善することである。

チーム「ペンドラゴン」
サトゥーと旅の仲間達。名称は迷宮都市での探索者登録時に付けたもの。
メンバー全員が戦闘経験は浅いが、サトゥーの高レベルスキルで用意した魔法薬や武具のサポートを受け、格上の魔物と戦うことでレベルを上げ、ボルエナンのエルフ師匠たちとの訓練で技術の向上に励む。セリビーラの迷宮にて、サトゥーのマップ機能を駆使して効率的な魔物狩りを数日泊まり込みで行ったことでレベルが急上昇しており、13巻時点で全員レベル50に達している。
迷宮では高価な回復薬を惜しげもなく使うため、他の探索者に「傷無し」の通称で呼ばれている。また、13巻で「階層の主」である赤雷烏賊帝（サンダー・スキッド・エンペラー）を討伐したことにより最高位のミスリル証が授与された。さらに、チームメンバー全員が叙勲・叙爵されることになり、獣娘たちは奴隷から解放、「強制」で奴隷を辞めることが許されないアリサとルルは特例で奴隷身分のまま貴族と同等の権利を行使する許可を与えられた。

ぺんどら
ペンドラゴン家が開校した探索者学校の卒業生たちの通称。卒業の証として、ヒュドラの皮膜とワイバーンの皮で作った青いマントが授与される。ペンドラゴン家の家紋をデフォルメした、太っちょドラゴンのヌイグルミが、槍のようなペンを肩に乗せているような感じの絵をシルエットとしている。

## 設定
貨幣
シガ王国で使用されている貨幣としては、金貨、銀貨、大銅貨、銅貨、賤貨がある。貨幣レートは金貨1枚=銀貨5枚=大銅貨25枚=銅貨100枚=賤貨500枚となっている。
物によって現代と物価は異なり、衣類を基準とした場合は銅貨=100円、食品を基準とした場合は銅貨=500円、人件費を基準とした場合は銅貨=1000円が目安となっている。

時間
この世界では地球と同じく1日を24時間に分けている。ただし1時間が70分に相当しているため1日が地球より長く、さらに1年が300日なので1年間の長さは地球とほぼ変わらない（厳密には1年が4%ほど短い）。1ヶ月は30日のため、1年は10ヶ月となり、11月や12月はない。週の概念はないが、10日間を小月と呼ぶ習慣があり、1ヶ月は上小月・中小月・下小月に分けられる。
ちなみに、誕生日を祝う習慣はなく、元日に全員まとめて1歳加齢するのが一般的。
Web版では1時間は60分だが1日が28時間の設定で、1年および1ヶ月の日数は同じ。

爵位
爵位は都市核の使用権限のグレードを指すもの。シガ王国の場合は、公爵・侯爵・伯爵・子爵・男爵・準男爵・士爵とあり、子爵以上が上級貴族となる。男爵・準男爵に関して女性の場合は女男爵・女準男爵となる。貴族であれば都市へ入る際にも優先され、身分確認も貴族のみで同行者は免除、入市税も免除といった特権がある。なお、領主が叙爵できるのは士爵だけで、準男爵以上の叙爵は国王のみの権限である。
領主を小王、国王を大王とした方が表現的には適切。領主としての資格があるのは伯爵以上で、そのため場合によっては爵位以上の権限を持つこともある（例：ムーノ男爵のように、厳密には領主の資格を得ていないないため階級では男爵だが、役職上の権限は伯爵）。国王以外に仕える貴族も存在し、領主以外の爵位持ち貴族は補助管理者となり、端末の通信や権限レベルに応じた力の行使が可能。都市の管理者は「太守」、街の管理者は「守護」と呼ばれる。守護になるためには最低でも準男爵位が必要になる。
一代限りの場合は爵位の前に「名誉」がつき、法律上は問題なく同格扱い・貴族扱いとなる。また、一部の役職の就任期間中に名誉爵位を与えることがあり、シガ王国のセリビーラの探索者ギルド長やシガ八剣などの場合は名誉伯爵位を授けられる。しかし、貴族社会の中では同じ爵位の永代貴族より名誉貴族は格下と見られており、特に名誉士爵は平民から見た場合は貴族であるものの、一部貴族からは貴族とみなされないことがある。

賞罰
ステータスに表示される賞罰は、窃盗・傷害・殺人・強姦・放火・反逆・背信の7つがある。傷害は、相手に骨折などの重傷を負わせていることが条件で、酒場の喧嘩程度では罪に問われず、被害者側が相手の落ち度を認めなければ罪にならない。殺人に関しては暗殺で犯人がわからない場合は表示されず、合意上の殺人や決闘での事故では罪にならない。背信は信仰する神を貶める行為だが、他の6つに比べるとこれを犯す者は少ない。
都市核の機能である「免罪」「断罪」とも関わっており、免罪は領主一族の罪を隠蔽する際や、戦争に出た兵士の殺人罪を消すために用いられる。
犯罪奴隷は領主や国王の恩赦でしか解放されず、主人が犯罪奴隷の所有権を拒否した場合は奴隷が鉱山送りなどにされる。なお、これは戦争奴隷でも同様だが、借金奴隷などには適用されない。

文明
この世界では「神の禁忌」が存在するため、地球に比べると文明の発展度がちぐはぐな印象を受ける。鋳造技術や自動車（ゴーレム馬車）、魔法道具による冷蔵設備や飛行船、人造人間などが存在するのに対し、活版印刷や鉄道、衣服などの大量生産施設は存在していない。これは神々が禁忌とする外敵の「まつろわぬもの」の存在があるからだが、「禁忌である理由を知る事は禁忌を犯す事と同義」なのでなぜ禁止されているかは明かされない。
また、火杖や雷杖のような優れた軍用の魔法道具が存在するため、銃のような火薬兵器は実用性の低い骨董品のような扱いを受けており、廃れていて使用者はかなり珍しい。また日本刀も同様に昔の武器として扱われている。

## 制作背景
著者・愛七ひろは「小説家になろう」を知るきっかけとなった作品として『魔法科高校の劣等生』『理想のヒモ生活』を挙げている。その後同サイトの作品を読んでいく中で各作品に対して「この設定なら、こっちの展開のほうが面白くなりそう」「こういう考えのキャラならこう動いてほしい」と考えるようになり、であれば自身で執筆しようと思い、書き上げたのが本作だった。
作中設定については「ウィザードリィ」「ウルティマオンライン」「ファイナルファンタジーXI」などを参考にしているという。

## 既刊一覧

### 小説
Audibleにてオーディオブック化されている。1〜7巻は相坂茜奈、8〜18巻は森千晃、19巻以降は柳田カンナの朗読。
| 巻数 | タイトル                              | 初版発行日（発売日）       | ISBN                                                                |
| ---- | ------------------------------------- | -------------------------- | ------------------------------------------------------------------- |
| 1    | デスマーチからはじまる異世界狂想曲1   | 2014年3月25日（3月17日）   | 978-4-04-070084-7                                                   |
| 2    | デスマーチからはじまる異世界狂想曲2   | 2014年7月25日（7月16日）   | 978-4-04-070307-7                                                   |
| 3    | デスマーチからはじまる異世界狂想曲3   | 2014年11月25日（11月20日） | 978-4-04-070308-4                                                   |
| 4    | デスマーチからはじまる異世界狂想曲4   | 2015年4月25日（4月18日）   | 978-4-04-070596-5                                                   |
| 5    | デスマーチからはじまる異世界狂想曲5   | 2015年8月25日（8月20日）   | 978-4-04-070707-5                                                   |
| 6    | デスマーチからはじまる異世界狂想曲6   | 2015年12月15日（12月10日） | 978-4-04-070708-2                                                   |
| 7    | デスマーチからはじまる異世界狂想曲7   | 2016年4月15日（4月9日）    | 978-4-04-070872-0                                                   |
| 8    | デスマーチからはじまる異世界狂想曲8   | 2016年8月15日（8月10日）   | 978-4-04-072018-0                                                   |
| 9    | デスマーチからはじまる異世界狂想曲9   | 2016年12月10日（同日）     | 978-4-04-072126-2                                                   |
| 10   | デスマーチからはじまる異世界狂想曲10  | 2017年4月10日（同日）      | 978-4-04-072257-3                                                   |
| 11   | デスマーチからはじまる異世界狂想曲11  | 2017年8月10日（同日）      | 978-4-04-072405-8                                                   |
| 12   | デスマーチからはじまる異世界狂想曲12  | 2017年12月10日（同日）     | 978-4-04-072409-6                                                   |
| Ex   | デスマーチからはじまる異世界狂想曲Ex  | 2018年1月10日（同日）      | 978-4-04-072576-5                                                   |
| 13   | デスマーチからはじまる異世界狂想曲13  | 2018年3月10日（同日）      | 978-4-04-072575-8                                                   |
| 14   | デスマーチからはじまる異世界狂想曲14  | 2018年7月10日（同日）      | 978-4-04-072800-1                                                   |
| 15   | デスマーチからはじまる異世界狂想曲15  | 2018年11月10日（同日）     | 978-4-04-072793-6                                                   |
| 16   | デスマーチからはじまる異世界狂想曲16  | 2019年3月10日（3月9日）    | 978-4-04-072802-5                                                   |
| 17   | デスマーチからはじまる異世界狂想曲17  | 2019年8月10日（8月9日）    | 978-4-04-073243-5                                                   |
| 18   | デスマーチからはじまる異世界狂想曲18  | 2019年11月9日（同日）      | 978-4-04-073244-2                                                   |
| 19   | デスマーチからはじまる異世界狂想曲19  | 2020年3月10日（同日）      | 978-4-04-073245-9（通常版） 978-4-04-073445-3（ドラマCD付き特装版） |
| 20   | デスマーチからはじまる異世界狂想曲20  | 2020年7月10日（同日）      | 978-4-04-073246-6                                                   |
| 21   | デスマーチからはじまる異世界狂想曲21  | 2020年11月10日（同日）     | 978-4-04-073865-9                                                   |
| 22   | デスマーチからはじまる異世界狂想曲22  | 2021年4月9日（同日）       | 978-4-04-073866-6                                                   |
| 23   | デスマーチからはじまる異世界狂想曲23  | 2021年7月10日（7月9日）    | 978-4-04-074156-7                                                   |
| Ex2  | デスマーチからはじまる異世界狂想曲Ex2 | 2021年8月10日（同日）      | 978-4-04-074190-1                                                   |
| 24   | デスマーチからはじまる異世界狂想曲24  | 2022年2月10日（同日）      | 978-4-04-074302-8（通常版） 978-4-04-074305-9（ドラマCD付き特装版） |
| 25   | デスマーチからはじまる異世界狂想曲25  | 2022年5月10日（5月9日）    | 978-4-04-074550-3                                                   |
| 26   | デスマーチからはじまる異世界狂想曲26  | 2022年9月10日（9月9日）    | 978-4-04-074663-0                                                   |
| 27   | デスマーチからはじまる異世界狂想曲27  | 2023年1月10日（同日）      | 978-4-04-074817-7                                                   |
| 28   | デスマーチからはじまる異世界狂想曲28  | 2023年6月10日（6月9日）    | 978-4-04-075006-4                                                   |
| 29   | デスマーチからはじまる異世界狂想曲29  | 2024年2月10日（2月9日）    | 978-4-04-075155-9                                                   |
| 30   | デスマーチからはじまる異世界狂想曲30  | （2024年7月10日）          | 978-4-04-075533-5                                                   |
| 31   | デスマーチからはじまる異世界狂想曲31  | （2024年11月9日）          | 978-4-04-075655-4                                                   |
| Ex3  | デスマーチからはじまる異世界狂想曲Ex3 | （2024年12月10日）         | 978-4-04-075572-4                                                   |
| 32   | デスマーチからはじまる異世界狂想曲32  | （2025年3月10日）          | 978-4-04-075853-4                                                   |
| 33   | デスマーチからはじまる異世界狂想曲33  | （2025年8月8日）           | 978-4-04-076051-3                                                   |

### 漫画
本編のコミカライズは、電子配信の『エイジプレミアム』（KADOKAWA）にて2014年11月7日配信のVol.40より連載後、同誌が2015年8月9日配信のVol.49にて休刊となったことから、コミック誌『月刊ドラゴンエイジ』（同）に移籍。同年7月9日発売の8月号より、主に書籍版の設定に準拠した漫画版があやめぐむの作画により連載されている。
また『月刊ドラゴンエイジ』2018年3月号から8月号までアリサを主役にした外伝『デスマーチからはじまる異世界狂想曲Ex アリサ王女の異世界奮闘記』が瀬上あきらの作画により、2022年2月号から2023年3月号までルルを主役にしたスピンオフ『デスマーチからはじまる異世界幸腹曲』がつむみの作画により連載されている。
| 巻数    | タイトル                                                      | 初版発行日（発売日）     | ISBN              |
| ------- | ------------------------------------------------------------- | ------------------------ | ----------------- |
| 1       | デスマーチからはじまる異世界狂想曲1                           | 2015年4月18日（同日）    | 978-4-04-070576-7 |
| 2       | デスマーチからはじまる異世界狂想曲2                           | 2015年12月9日（12月5日） | 978-4-04-070708-2 |
| 3       | デスマーチからはじまる異世界狂想曲3                           | 2016年8月9日（同日）     | 978-4-04-070991-8 |
| 4       | デスマーチからはじまる異世界狂想曲4                           | 2016年12月10日（同日）   | 978-4-04-072114-9 |
| 5       | デスマーチからはじまる異世界狂想曲5                           | 2017年8月10日（同日）    | 978-4-04-072387-7 |
| 6       | デスマーチからはじまる異世界狂想曲6                           | 2017年12月9日（同日）    | 978-4-04-072527-7 |
| 7       | デスマーチからはじまる異世界狂想曲7                           | 2018年8月9日（同日）     | 978-4-04-072837-7 |
| Ex      | デスマーチからはじまる異世界狂想曲Ex アリサ王女の異世界奮闘記 | 2018年8月9日（同日）     | 978-4-04-072845-2 |
| 8       | デスマーチからはじまる異世界狂想曲8                           | 2019年3月9日（同日）     | 978-4-04-073091-2 |
| 9       | デスマーチからはじまる異世界狂想曲9                           | 2019年10月9日（同日）    | 978-4-04-073354-8 |
| 10      | デスマーチからはじまる異世界狂想曲10                          | 2020年5月9日（同日）     | 978-4-04-073650-1 |
| 11      | デスマーチからはじまる異世界狂想曲11                          | 2020年12月9日（同日）    | 978-4-04-073899-4 |
| 12      | デスマーチからはじまる異世界狂想曲12                          | 2021年7月9日（同日）     | 978-4-04-074169-7 |
| 13      | デスマーチからはじまる異世界狂想曲13                          | 2022年2月9日（同日）     | 978-4-04-074426-1 |
| 14      | デスマーチからはじまる異世界狂想曲14                          | 2022年8月9日（同日）     | 978-4-04-074634-0 |
| 幸腹曲1 | デスマーチからはじまる異世界幸腹曲1                           | 2022年8月9日（同日）     | 978-4-04-074633-3 |
| 15      | デスマーチからはじまる異世界狂想曲15                          | 2023年3月9日（同日）     | 978-4-04-074900-6 |
| 幸腹曲2 | デスマーチからはじまる異世界幸腹曲2                           | 2023年3月9日（同日）     | 978-4-04-074901-3 |
| 16      | デスマーチからはじまる異世界狂想曲16                          | （2023年10月6日）        | 978-4-04-075166-5 |
| 17      | デスマーチからはじまる異世界狂想曲17                          | （2024年5月9日）         | 978-4-04-075433-8 |
| 18      | デスマーチからはじまる異世界狂想曲18                          | （2024年12月9日）        | 978-4-04-075702-5 |

### 関連書籍
- 『デスマーチからはじまる異世界狂想曲 コミックアンソロジー』、2022年2月9日初版発行（同日発売[150]）、ISBN 978-4-04-074436-0

## テレビアニメ
2016年12月にアニメ化企画進行中であることが、2017年8月にテレビアニメ化がそれぞれ発表され、2018年1月より3月までTOKYO MX・AT-Xほかにて放送された。監督は大沼心、アニメーション制作はSILVER LINK.とCONNECTが担当する。
2024年11月に続編の制作が決定している。

### スタッフ
- 原作 - 愛七ひろ[19]
- 監督 - 大沼心[19]
- シリーズ構成・脚本 - 下山健人[19]
- キャラクター原案 - shri[19]
- キャラクターデザイン - 滝本祥子[19]
- 総作画監督 - 滝本祥子、橋本真希（第2話 - 第12話）、原友樹（第4話 - 第12話）
- 美術監督 - 加藤浩[24]、坂上裕文[24]
- 色彩設計 - 岡亮子[24]
- 撮影監督・UIディレクター - 廣岡岳[24]
- 3DCG監督 - 濱村敏郎[24]
- 編集 - 山岸歩奈美[24]
- 音響監督 - 郷文裕貴[24]
- 音楽 - 高橋邦幸、MONACA[155]
- 音楽制作 - DIVE II entertainment[19]
- 音楽プロデューサー - 村上貴志[24]
- プロデューサー - 村上貴志[24]、荒川友希子[24]、瀬戸優[24]、渡瀬昌太[24]、落合剛[24]、大和田智之[24]、清水陽介[24]、塩谷佳之[24]、菊池洋平[24]
- アニメーションプロデューサー - 田部谷昌宏[24]
- アニメーション制作 - SILVER LINK. × CONNECT[19]
- 製作 - デスマ製作委員会

### 主題歌
「スライドライド」
Run Girls, Run!によるオープニングテーマ。作詞は只野菜摘、作曲・編曲は広川恵一。
「スキノスキル」
Wake Up, Girls!によるエンディングテーマ。作詞は只野菜摘、作曲・編曲は田中秀和。
「美少女天使マジカルローズ」
ポチ（河野ひより）、タマ（奥野香耶）、アリサ（悠木碧）による第10話挿入歌。作詞は吉田詩織、作曲・編曲は久下真音。

### 各話リスト
| 話数   | サブタイトル                         | 絵コンテ        | 演出            | 作画監督                                                                |
| ------ | ------------------------------------ | --------------- | --------------- | ----------------------------------------------------------------------- |
| 第1話  | デスマーチからはじまる天変地異       | 渡部高志        | 小柴純弥        | 橋本真希 丹羽信礼 林隆祥 本田辰雄 佐々木幸恵                            |
| 第2話  | デスマーチからはじまる市内散策       | 大沼心 渡部高志 | 門田英彦        | 川添亜希子 和田伸一 林隆祥 權容祥                                       |
| 第3話  | デスマーチからはじまる恋愛事情       | 福多潤          | 福多潤          | 佐々木幸恵 丹羽信礼 林隆洋 佐野隆雄 青木真理子 服部憲知 細山正樹 權容祥 |
| 第4話  | デスマーチからはじまる迷宮探索       | 和泉志郎        | 和泉志郎        | 大平剛生 丹羽信礼 本田辰雄 藁科将人 權容祥 大塚舞 古川英樹              |
| 第5話  | デスマーチからはじまる乱心王女       | 島津裕行        | 伊部勇志        | 川添亜希子 重松佐和子 竹森由加                                          |
| 第6話  | デスマーチからはじまる都市防衛       | 小寺勝之        | 門田英彦        | 川添亜希子 林隆洋 中戸崇広 權容祥                                       |
| 第7話  | デスマーチからはじまる野営訓練       | 渡部高志        | 小柴純弥        | 佐々木幸恵 林隆洋 佐野隆雄 和田伸一 冨沢和雄 ティーエービー 管振宇      |
| 第8話  | デスマーチからはじまる不老不死       | 宮尾佳和        | 伊部勇志        | 山吉一幸 澤入祐樹 佐野隆雄 木上炯仁                                     |
| 第9話  | デスマーチからはじまる情緒纒綿       | 橘秀樹 渡部高志 | 福多潤          | 川添亜希子 重松佐和子 竹森由加 佐野隆雄 林隆洋                          |
| 第10話 | デスマーチからはじまる狩猟楽曲       | 岩田芳美        | 徳本義信        | 明珍宇作 北原大地                                                       |
| 第11話 | デスマーチからはじまる幻想陰謀       | 小寺勝之        | 門田英彦        | 林隆洋 本田辰雄 佐々木幸恵 大平剛生 權容祥                              |
| 第12話 | デスマーチからはじまる異（世）界旅情 | 島津裕行        | 伊部勇志 福多潤 | 川添亜希子 重松佐和子 竹森由加 佐野隆雄                                 |

### 放送局
| 放送期間                | 放送時間                     | 放送局     | 対象地域 | 備考                                 |
| ----------------------- | ---------------------------- | ---------- | -------- | ------------------------------------ |
| 2018年1月11日 - 3月29日 | 木曜 23:30 - 金曜 0:00       | AT-X       | 日本全域 | 製作参加 / CS放送 / リピート放送あり |
| 2018年1月12日 - 3月30日 | 金曜 0:00 - 0:30（木曜深夜） | TOKYO MX   | 東京都   | 製作参加                             |
|                         | 金曜 0:30 - 1:00（木曜深夜） | BS11       | 日本全域 | 製作参加 / BS放送 / 『ANIME+』枠     |
| 2018年1月14日 - 4月1日  | 日曜 1:00 - 1:30（土曜深夜） | サンテレビ | 兵庫県   |                                      |

| 配信開始日    | 配信時間               | 配信サイト |
| ------------- | ---------------------- | --- |
| 2018年1月14日 | 日曜 12:00 更新        | dアニメストア dTV |
| 2018年1月17日 | 水曜 12:00 更新        | ビデオマーケット ひかりTV HAPPY!動画 ムービーフルPlus PlayStation Video Rakuten TV バンダイチャンネル GYAO! U-NEXT アニメ放題 Netflix Amazonビデオ あにてれ ビデオパス J:COMオンデマンド milplus ニコニコチャンネル TSUTAYA TV |
|               | 水曜 22:00 - 22:30     | ニコニコ生放送 |
|               | 水曜 23:30 - 木曜 0:00 | AbemaTV 新作TVアニメチャンネル |

### BD
| 巻 | 発売日        | 収録話          | 規格品番   |
| -- | ------------- | --------------- | ---------- |
| 1  | 2018年3月30日 | 第1話 - 第2話   | EYXA-11834 |
| 2  | 2018年4月27日 | 第3話 - 第4話   | EYXA-11835 |
| 3  | 2018年5月25日 | 第5話 - 第6話   | EYXA-11836 |
| 4  | 2018年6月29日 | 第7話 - 第8話   | EYXA-11837 |
| 5  | 2018年7月27日 | 第9話 - 第10話  | EYXA-11838 |
| 6  | 2018年8月31日 | 第11話 - 第12話 | EYXA-11839 |